# 慶應義塾大学
慶應義塾大学（けいおうぎじゅくだいがく、英: Keio University）は、東京都港区に本部をおく日本の私立大学。略称は慶應（けいおう）、慶大（けいだい）。「應」が旧字体のため、報道などでは「慶応」と表記されることもある。

## 概説

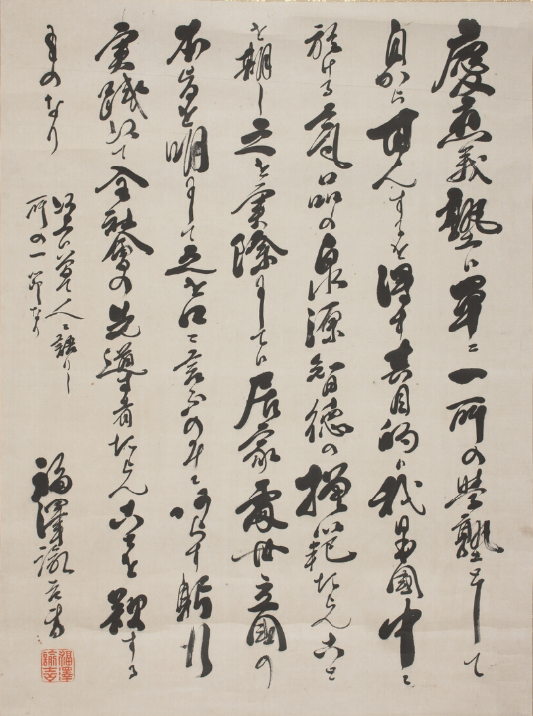
慶應義塾之目的 福沢諭吉書。明治29年年11月3日の時事新報紙上に社説として掲載された。慶應義塾では、この文章を「慶應義塾之目的」と称している。
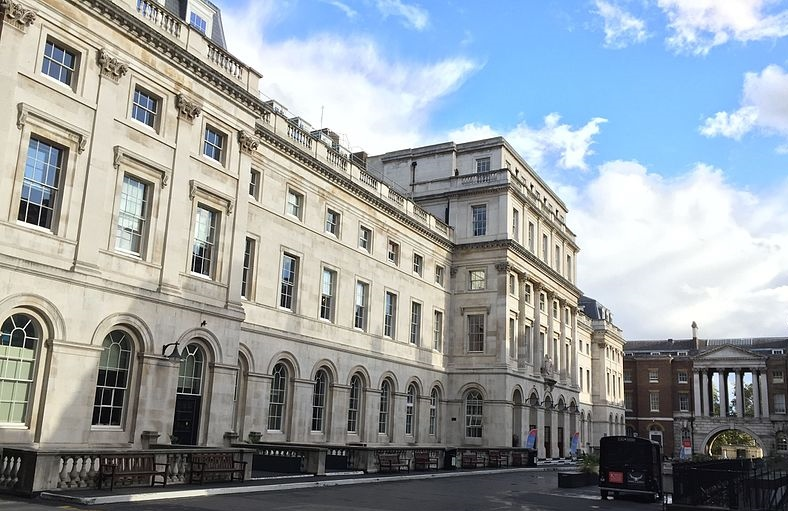
慶應義塾のモデルとなった英国国教会のキングス・カレッジ・スクールがあったキングス・カレッジ・ロンドン（King's Building in the Strand Campus、1831年竣工
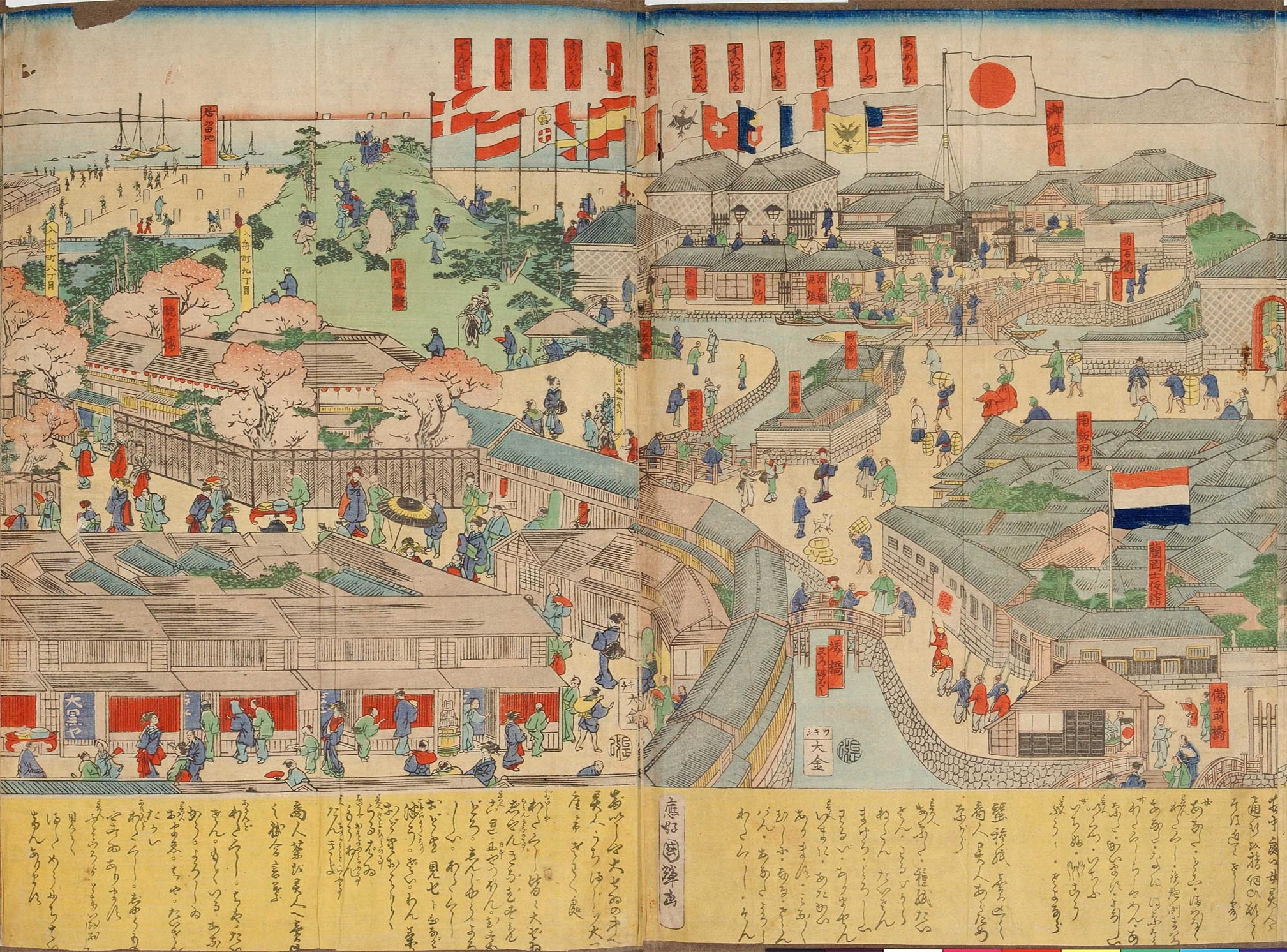
文久2年（1862年）、江戸築地鉄砲洲中津藩中屋敷内にあった蘭学塾「慶應義塾」 （画面中央左側築山下の平地）
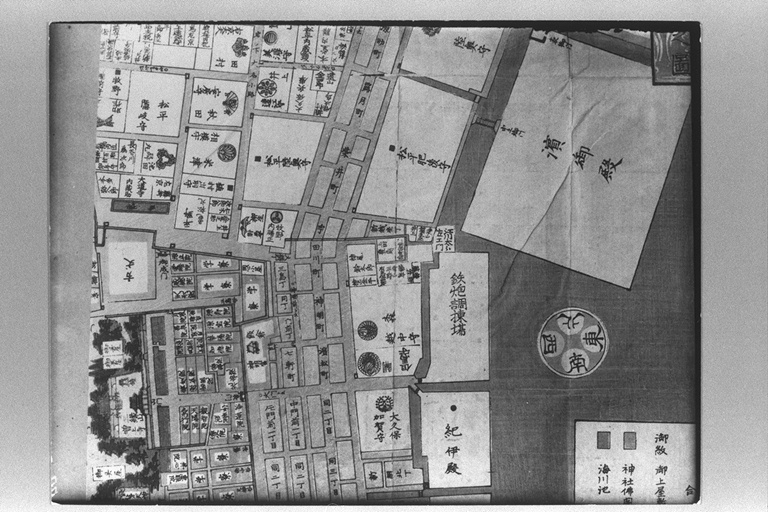
図中央に有馬家控屋敷（有馬侶四郎）とあるのが慶應義塾に当たり、東には浜御殿がある。江川英龍の「江川太郎左衛門鉄砲調練所」が隣接しており、この江川家屋敷に「分塾」があった。

慶應義塾大学は、中津藩士の福澤諭吉が1858年（安政5年）に岡見彦三の推挙による藩命から江戸築地鉄砲洲（現在の東京都中央区明石町）の中津藩中屋敷内の蘭学塾「一小家塾」で講師に就いたことを起源に持つ。淵源は、1796年（寛政8年）設置の国学藩校「進脩館」まで遡り、1839年（天保10年）に開塾した「象山書院」及び江川英龍の「韮山塾」等旧私塾の流れを汲む。
1863年（文久3年）、蘭学塾から英学塾に変わると、旧幕臣の吉田賢輔等を教授に迎え、さらに1866年（慶応2年）、親藩である紀州藩（紀州徳川家）の命を受けて藩士を迎えて塾舎内に「紀州塾」を開設。この他、幕末にかけては「志摩三商会」に脈絡のある三田藩の藩政改革に携わる。1867年（慶応3年）12月、木村摂津守の世話により芝新銭座（現在の東京都港区浜松町）の有馬家（久留米藩）控屋敷跡を購入し、翌年の1868年（慶応4年/明治元年）4月に中津藩から預かっていた「一小家塾」を移転し、新しい近代学塾として英学塾である「慶應義塾」を創設した。。塾名は、年号の「慶應」とパブリックスクールの訳語である共立学校を意味する「義塾」をとって定めた。
1871年（明治4年）に、三田（港区三田）の島原藩中屋敷跡地を貸し下げられ（翌年払い下げを受ける）、現本部所在地に移った。明治以後、官公私立問わず、近代日本の教育制度、大学制度の立ち上げモデルになり、また後に私立大学となる学校の中で最初に授業料を徴収した。廃藩後の1880年（明治13年）までの生徒の割合は、慶應義塾の三藩（越後長岡藩、紀州藩、中津藩）を中心とした士族が十中八九であった。1873年（明治6年）に「慶應義塾医学所」を開設。同年10月には分校「大阪慶應義塾」と「京都慶應義塾」（京都集書院）を設立。また福澤諭吉や松下元芳が塾頭を務め、塾生が一部移籍してきた適塾（大阪帝国大学医学部）から受けた影響は特に大きく、大阪とのゆかりが深い。
1873年（明治6年）に修業年限を定めて正則・変則両科を新設。1875年（明治8年）に本科・予備科となる。1876年（明治9年）に土佐立志学舎（高知県）の運営に参画。1877年（明治10年）に神戸商業講習所（兵庫県）を開校。同年に本科第三等以上修了者に徴兵免役の指令が出され、1896年（明治29年）に改正徴兵特典適用、1899年（明治32年）に海軍少主計候補生（主計少尉候補生）の受験資格を得た。1878年（明治11年）には分校「三菱商業学校（明治義塾）」設置に参画。1879年（明治12年）に専門教育課程として夜間法律科（専修学校 (旧制)へ改組：後の専修大学）、理学科、支那語科、簿記講習所を設置。1880年（明治13年）には興亜会へ参画。その他、主な関連校に藍謝堂（高島学校）や高山歯科医学院、耕余義塾、亮天社、三田英学校、長岡洋学校等がある。西南戦争が起きた1877年（明治10年）頃から多くの塾生が郷里に帰郷した為、慶應義塾は経営難に陥り、福澤も一時は廃塾を真剣に考えたが、義塾存続を望む門人らの尽力により1880年（明治13年）に「慶應義塾維持法案」を作成して財政立て直しを行い、翌年には「慶應義塾仮憲法」が制定され、慶應義塾は理事委員中心の組織経営へと移行した。さらに1889（明治22年）には「慶應義塾規約」が制定されて社頭と塾長の職掌が明確化されたほか、今日まで続く評議員会の制度が設けられるなどの組織改革が行われた。
1890年（明治23年）に大学部（文学・理財・法律の三科）を開設し、従来の正科・別科を普通部とした。1898年（明治31年）に幼稚舎・普通学科・大学科の一貫教育体制が確立。同時に大学科に政治科を開設した。晩年の福澤諭吉は義塾経営の第一線からは半ば退いていたが、大学部存廃問題のような重要局面では影響力を行使し、1897年（明治30年）8月から一時塾長に復帰した。福澤は1901年（明治34年）2月3日に没した。同月6日に宮中から祭粢料一千円が遺族に下賜され、7日に衆議院は哀悼決議案を議決した。
1904年（明治37年）に大学部が専門学校令による専門学校となり、1907年（明治40年）に学校組織が財団法人として認可された。大学部文学科は1901年（明治34年）に一度廃止されたが3年後に復活し、永井荷風を主幹として、文芸雑誌『三田文学』を1910年（明治43年）に創刊。卒業生は明治初期、官吏、教育界が主流であったが、明治十四年の政変の後、漸次に経済人、実業家が勃興するようになる。また、1880年（明治13年）に日本最古の社交倶楽部「交詢社」を設立した。1912年（明治45年）に煉瓦造の創立五十年紀念図書館が開館。そのゴシック式の建築美は慶應義塾のシンボルとなった。慶應義塾に理科系教育部門を開設したいという希望は福澤の存命中からあり、明治末から大正初期に工学科開設案が出たこともあったが、最終的に医学科を開設することに決定し、1917年（大正6年）に北里柴三郎を学長に迎えて医学科予科の授業を開始。翌年看護婦養成所（看護医療学部の起源）を附設した。
1920年（大正9年）には大学令による日本最初の私立大学（旧制大学）として新発足し、文学部、経済学部、法学部、医学部の4学部からなる総合大学となり、予科と大学院を附設した。このとき、学事に関する最高意思決定機関として大学評議会が設けられ、同年11月には四谷区西信濃町に慶應義塾大学病院も開院した。従来からの専門学校令による課程は高等部（当初は専門部）に改組され、1945年（昭和20年）に廃止されるまでに4,419名の卒業生を送り出した。関東大震災の被害復旧の目途が立った大正末期頃から校地拡張の議が起こり、1934年(昭和9年）に日吉キャンパスを開設した。
1936年（昭和11年）に米国諸大学を視察した小泉信三塾長は工学教育の必要性を痛感し、その立案に着手したところ、塾員・藤原銀次郎も同様の企画を進め、適当な時期にこれを義塾に寄附する意向を示したため、義塾はその計画をすべて藤原に譲ることとし、1939年（昭和14年）に旧制藤原工業大学が日吉構内に開校した。その後、旧制藤原工大は当初の構想通りに慶應へ寄附され、1944年（昭和19年）に慶應義塾大学工学部となった。太平洋戦争下の1942年（昭和17年）に中国大陸および南方の農業開発を目指して農学部を増設しようとしたことがあり（獣医畜産専門学校）、戦後の1947年（昭和22年）には獣医師の免許を得ていた。戦時下の空襲で三田・日吉・信濃町の各キャンパスは甚大な被害を受け、さらに終戦後まもなく米軍によって日吉を接収されたため、戦後の大学再建には大きな困難を伴った。
1949年（昭和24年）4月に新制大学が発足し、文、経済、法、工の4学部を開設。同年10月日吉キャンパスの接収が解除され、翌年から日吉での教養課程の授業を開始した。1952年（昭和27年）に新制医学部が発足。1957年（昭和32年）に商学部を開設。1972年（昭和47年）工学部が矢上キャンパスに移転。1990年（平成2年）、湘南藤沢キャンパスに総合政策学部と環境情報学部を開設。2001年（平成13年）に看護短大を改組して看護医療学部を開設。2008年（平成20年）4月に共立薬科大学が合併したことにより、新たに薬学部・薬学研究科を設置した。
2021年（令和3年）に、高山歯科医学院を前身とする学校法人東京歯科大学と2023年（令和5年）4月を目途に歯学部統合および法人の合併に協議を開始したが、新型コロナウイルス感染症の世界的流行を踏まえ、統合目途を設けずに協議を継続することとした。なお、塾員小幡英之助は、1875年（明治8年）内務省より歯科専門の歯科醫術開業免許第1号を得て、築地采女町（現在の東京都京橋）に開業している。
2023年（令和5年）現在の大学は10学部、大学院は14研究科となっている。2000年代以降に研究所や社会人教育拠点などの全国展開も行われ、丸の内・大阪の両シティキャンパス、新川崎・殿町・鶴岡の各タウンキャンパスが設けられた。

## 大学の特徴

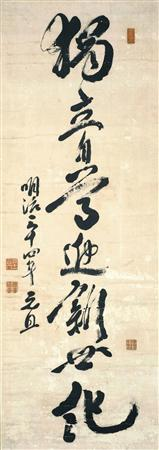
福沢諭吉遺墨「独立自尊迎新世紀」

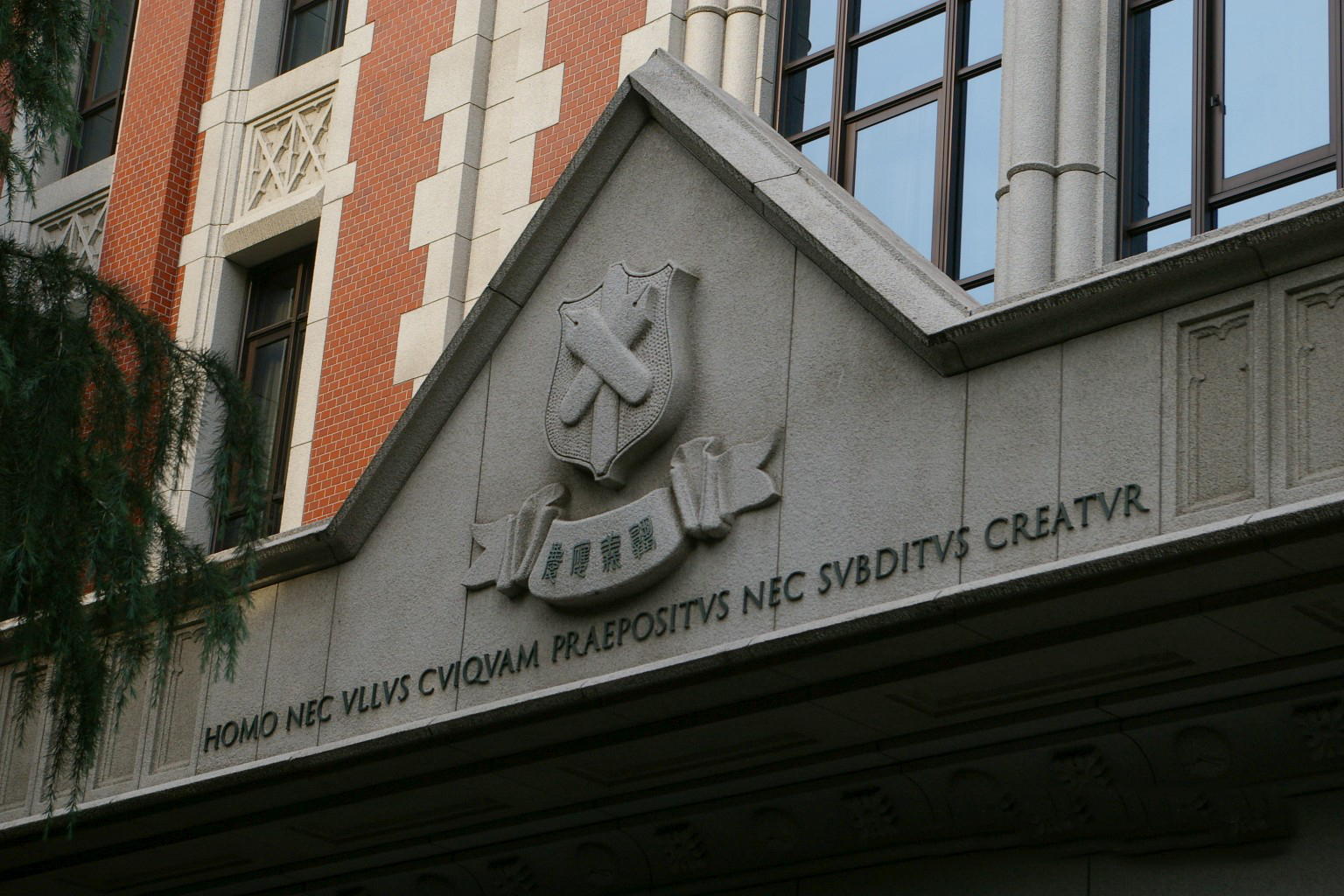
HOMO NEC VLLVS CVIQVAM PRAEPOSITVS NEC SVBDITVS CREATVR（天は人の上に人を造らず、人の下に人を造らず：東館アーケード上部に刻まれているラテン語で書かれた福澤の言）。

### 塾訓、目的
慶應義塾には、『慶應義塾の目的』という文章が伝わっている。これは、1896年（明治29年）11月1日に、芝の紅葉館で開催された懐旧会（慶應義塾出身者との懇親会）において、福澤諭吉が行った演説を基に、福澤自身が書き直したものである。
また慶應義塾では、塾訓である「独立自尊」を教育の基本に置く。

### 教育および研究
「義塾」の「義」は社会公共のため協力して事を行うという意味があり、これを念頭に置いている。大きな柱は「医療」と「研究」である。蘭学から適塾（後の大阪大学）、慶應義塾医学所、北里柴三郎による伝染病研究所、北里研究所、満鉄衛生研究所までの歴史を汲む慶應義塾伝統の学問に立脚する医学は今日、アメリカ合衆国ハーバード大学医学大学院と1890年（明治23年）以来の長年の研究リンクを持ち、伝染病研究所を母体とする歴史を持つ理化学研究所と連携、協力を行っている。
太平洋戦争終戦後は旧中島飛行機株式会社青年学校へ基礎学科の研究室を約十年間移し、研究活動を行っていた（のちの武蔵野分校）。グローバルCOEプログラム取得や慶應医学賞設立も行っている。大学部時代の各学科の特徴としては、四書五経などの研鑽を積んだのち、数学を基礎学とした有形学から入って、無形の学へ進む編成が成されており、この伝統は当世の各学問分野においても根付いている。　
実学の精神である「実証に基づく理論的、合理的な科学（サイエンス）」（窮理図解）や「自我作古」の精神等から伝統的な学術研究に加え、医療、産官学連携や知財活動などを通した研究まで行っており、科学研究費補助金は全体の10%に過ぎない。
戦前には枢密顧問官へ定期的に器量人を輩出、昨今は日本人宇宙飛行士を2名出している。文系では、その他の官公私立大などが行うマスプロ教育を忌避しており、ゼミナールを中心とした少人数教育を一貫して追求している。
近年における各国の調査による世界大学ランキングでは、イギリスの『THE世界大学ランキング』（2022年）で私立総合大学1位、中国の上海交通大学による『世界大学学術ランキング』で私立総合大学1位、アメリカ合衆国のトムソン・ロイター社による『The World's Most Innovative Universities』で私立総合大学1位と、日本の私立大学ではトップの教育及び研究力を堅持している。
兵法

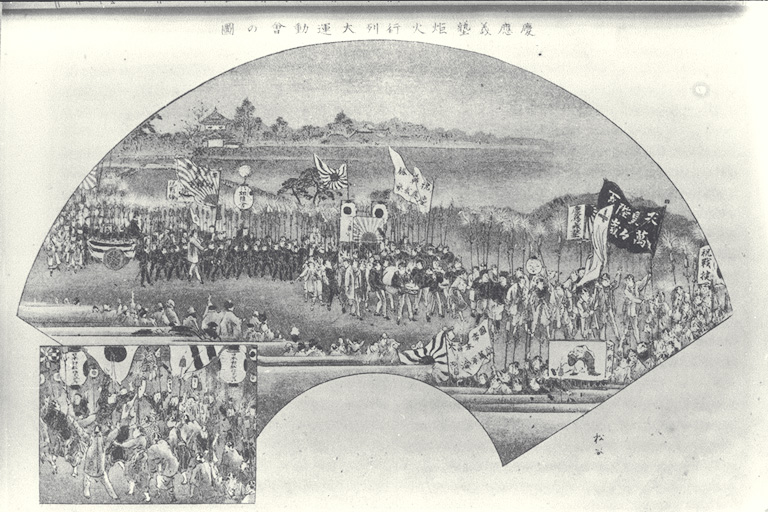
1895年（明治28年）、日清戦争における威海衛の戦い戦勝祝賀の慶應義塾炬火行列大運動会（カンテラ行列）

慶應義塾では新銭座時代から心身共に健康を保つ手段として学生の体育を奨励し、1892年（明治25年）の體育會（体育会）を創設によって専門家を雇って指導にあたらせた。初めは乗馬が主であり、1878年（明治11年）から剣術稽古が始まり、1894年（明治27年）には神道無念流の根岸信五郎を師範に招いた。のち柔術、端艇、陸海軍操練、弓術、徒歩の各部が加わった。
1896年（明治29年）徴兵令適用により学校に兵式訓練が課せられるに至るが、これより先に慶應義塾では兵式操練が行われており、1892年（明治25年）12月、大日本帝国陸軍（旧陸軍）から銃剣その他兵器の払い下げに特別の便宜を与えられ、1897年（明治30年）には「慶應義塾生徒隊」を結成し、1898年（明治31年）春に東京府下で初めて発火演習を行った。なお、1898年には陸軍の軍旗（旭日旗）を製作している高級軍装品店より特別の許可をもってこれを購入。旭日旗自体はそのままに、竿頭は塾章であるペンマーク（軍旗では菊花紋章）に、房を浅葱色（常備歩兵連隊の軍旗では紫色）に変え、さらに福澤諭吉によって「慶應義塾生徒隊」の文字が書かれ（軍旗では連隊の隊号を記入）、翌1899年3月15日に福澤別邸において隊旗授与式が行われている。
1937年（昭和12年）には「慶應義塾特設防護団」が組織され、1939年（昭和14年）には中国（当時は中華民国）の上海に研究所、北京に公館を創立。中国のほか南洋への学生研究旅行団が派遣され、1941年（昭和16年）には帝都学校報国隊結成などを見、卒業年限の短縮が実施された。日露戦争では帝国軍人援護会を支援し、第二次世界大戦に突入すると学生は学窓を離れて工場、農村に生産増強の勤労奉仕に挺身し、表彰を受けた。
1941年（昭和16年）には各学部の選択科目として「国防学」を新設し、講師として軍事評論家伊藤正徳（1913年〈大正2年〉理財科卒）が招かれた。
塾生皆泳
かつては、全学部学科において水泳が必修科目であり、「塾生皆泳」なるスローガンの下、水泳で50メートル泳法ができないと単位を取得できず、シーズンスポーツで水泳を選択することが義務付けられていた。複数の卒業生が、自著や対談の中で単位を取るのに水泳の特訓をしたと回想している。海軍の軍人の長男（小泉信吉）を戦争で失った経験から小泉信三がこのような制度を作ったとされている。
また、かつては体育実技において複数の競技が必修となっており、男子学生の場合、武道、球技、水泳（上記）、陸上競技を半期の内に大学の定めたローテーションに従って受講する必要があった。このような高等学校式の体育の授業を行っていた総合大学はきわめて珍しい。
日吉台地下壕
戦中の様子を窺うことのできる重要な資料として、大日本帝国海軍（旧海軍）との間には深い関わりがある（当時の塾長は小泉信三）。1944年3月に軍令部第三部が日吉校舎に入ると、次いで寄宿舎に連合艦隊司令部が、後に海軍省と海軍航空本部、海軍艦政本部の日吉台地下壕が構築され、日吉は実質的な海軍の中枢となった。太平洋戦争（大東亜戦争）における台湾沖航空戦、レイテ沖海戦、戦艦大和の出撃（坊ノ岬沖海戦）などの命令はこの日吉台地下壕から発せられたものであった。
ここまでの経緯としては、盧溝橋事件をきっかけに日中戦争（支那事変）が勃発すると、大学内でも配属将校はもちろん、特別高等警察（特高）が来るようになった。授業では自由主義や共産主義は厳しく弾圧され、国防論などの軍国主義的な講義が増え、教練も次第に厳しくなっていった（慶應義塾は当時の小泉信三塾長などが学究的に共産主義に不協和なスタンスをとったため、特高などによる監視はそれほど厳しくはなく、塾生は比較的自由に学問に取り組むことができた）。海軍省と慶應義塾が大学校舎を貸与する契約を結んだ背景には、横須賀軍港から近いことや、空襲避難に優れていたこと、各海域からの無線の受信状態や陸からの指揮統制システムに優れていたことなどが挙げられる。また、初代塾長岡本周吉（幕府海軍艦長）らが海軍兵学校の教官を務めたほか、明治期の卒業生は海軍関係者も多く、築地の海軍兵学寮や海軍主計学校に転じた者も多い。
海軍省と慶應義塾が大学校舎を貸与する契約を結んだ背景には、まず1943年12月の学徒出陣が挙げられる。文系学生の徴兵猶予が無くなり、在学中でも20歳に達すると徴兵されたことから、校舎のほとんどが空き教室となっていた。小泉信三の長男小泉信吉の同級生が軍令部第三部第五課に在籍しており、本土空襲に備えて移転先を探していた軍令部の依頼を取り次ぐ形で、日吉校舎の貸与を小泉学長に願い出ている。また文部省からも各大学に余裕のある建物を国に貸与するよう通達もでていたことから小泉学長もこれを承諾した。
一方、連合艦隊は1944年4月に軽巡洋艦大淀を連合艦隊旗艦と定め木更津に停泊していたが、6月のマリアナ沖海戦の敗北後、司令部の陸上移転を進めることとなった。候補地には大倉山の精神文化研究所、町田の玉川学園、横浜海軍航空隊、そして日吉の慶應義塾校舎が挙がったとされている。連合艦隊司令長官豊田副武大将に通信参謀附士官が意見を求められた際に、自分が寮生として過ごした日吉の寄宿舎を推薦したところ、早速上陸して参謀長草鹿龍之介中将とともに視察した。また連合艦隊情報参謀だった中島親孝中佐も、親戚に塾員がいて運動会の見物で現地を知っていたことから日吉移転を強く勧めた。
ここで言う慶應義塾の寄宿舎とは、1937年に完成した谷口吉郎東工大助教授の設計によるもので、鉄筋コンクリート3階建て、セントラルヒーティングと各階に水洗トイレを備えた北寮・中寮・南寮の3棟の寮舎と、炊事・浴室・娯楽室を含む別棟からなり、ローマ風呂と称された浴室からは綱島や川崎が一望できたという。寄宿舎が鉄筋コンクリート製で堅固なこと、高台で電波状態が良いことから最終的に日吉が選定され、1944年9月21日、連合艦隊司令部は日吉寄宿舎に移転、将旗を掲げた。南寮の2階に長官執務室と寝室が、中寮の1階食堂が作戦室に充てられたという。
連合艦隊司令部移転に先立つ1944年8月より寄宿舎近辺より蝮谷 (まむしだに）に向けて連合艦隊司令部地下壕の建設が開始された。10月には海軍省人事局が記念館の東側に海軍人事局地下壕を建設し、完成を待つこと無く12月に海軍省経理局とともに日吉に移転、翌年2月に壕内に移転した。また線路を挟んで反対側、普通部校舎の南側、現在の日吉の丘公園のある高台にも1945年1月から艦政本部が地下壕を建設している。1945年7月、それまで第一校舎で業務していた軍令部第三部が蝮谷東側の地下壕に移転、空襲で焼け出された東京通信隊、航空本部も同居した。

### 学風および特色
カリキュラム制定をはじめとする近代的教育システムのほとんどを日本で最初に導入した学校として知られている。日本の学校で最初に定額の授業料を納入させたのは慶應義塾であり、これは福澤諭吉の発案である。また、古来日本の風習にはなかった演説を初めて取り入れ、明治8年には日本最初の演説会堂三田演説館が建てられた。

## 沿革

### 前史

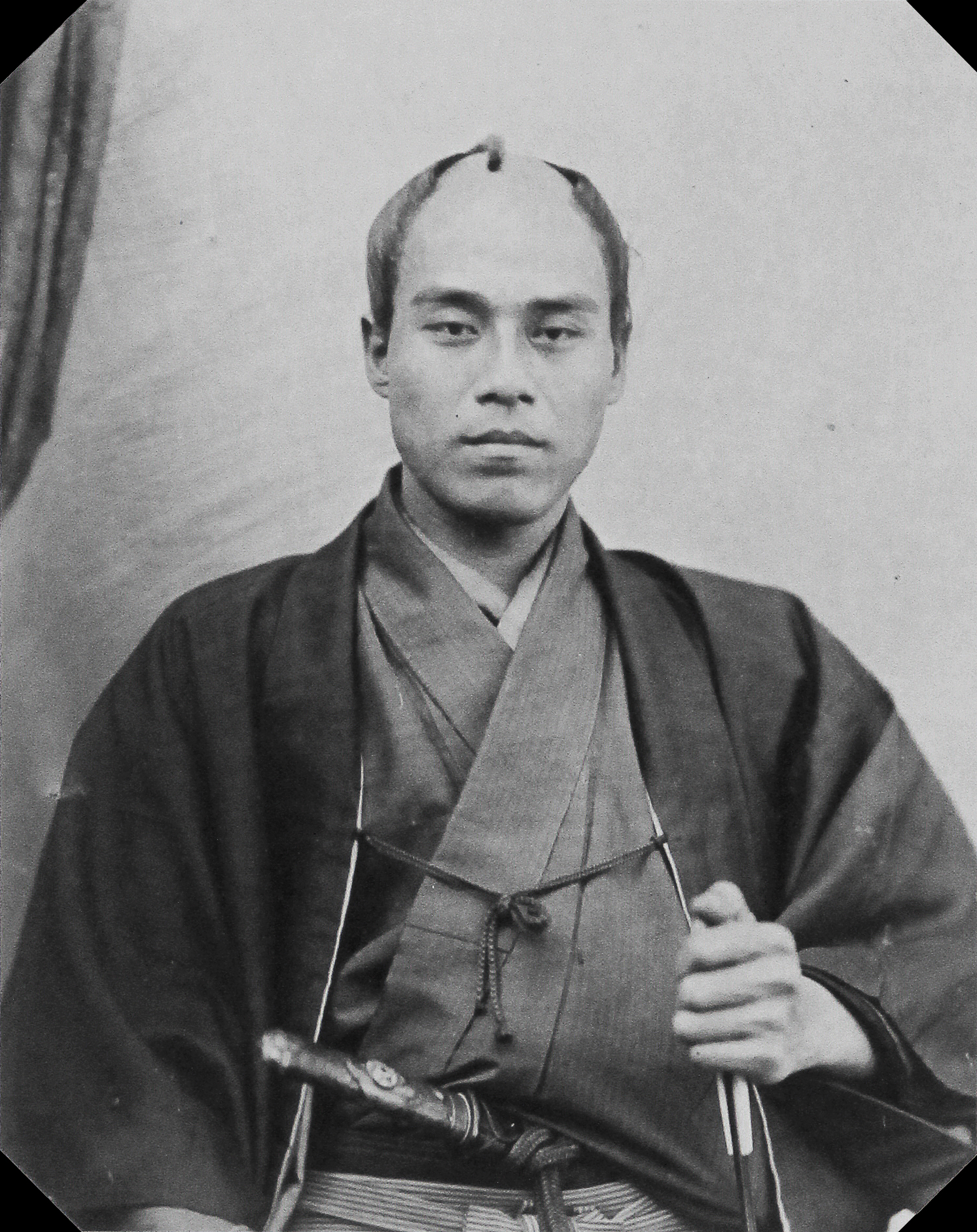
福澤諭吉（1862年）

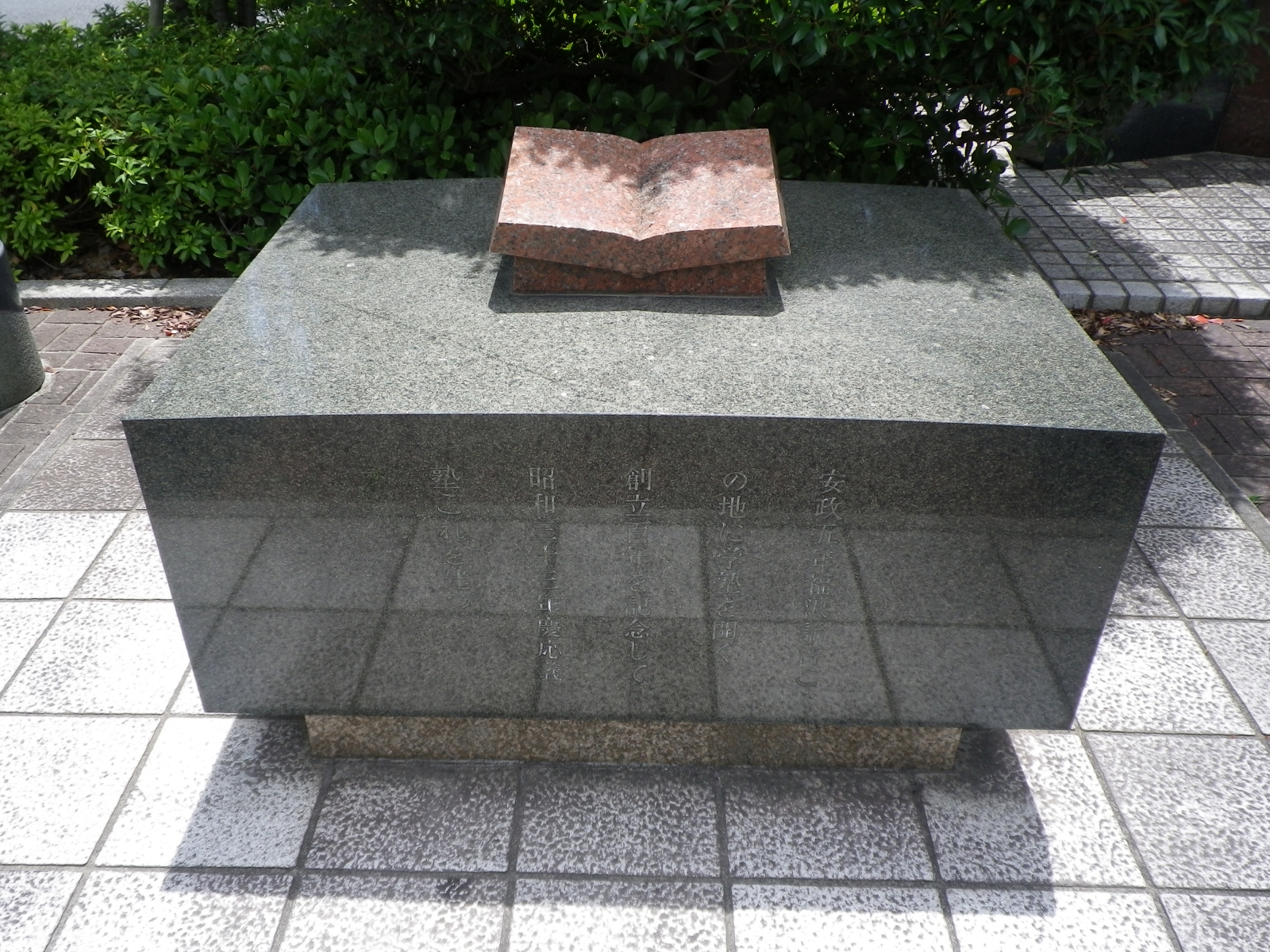
慶應義塾発祥の地記念碑
（東京都中央区明石町）

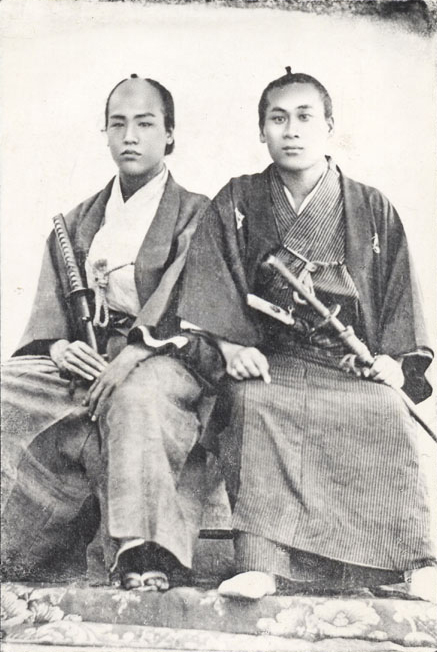
小幡篤次郎（左）と松山棟庵（右）

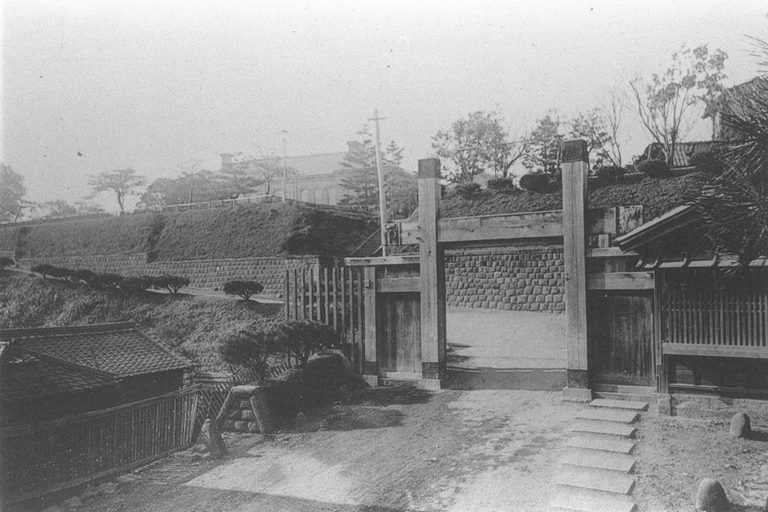
旧島原藩藩邸中屋敷黒門。
明治4年（1871年）3月慶應義塾を新錢座から三田に移した。

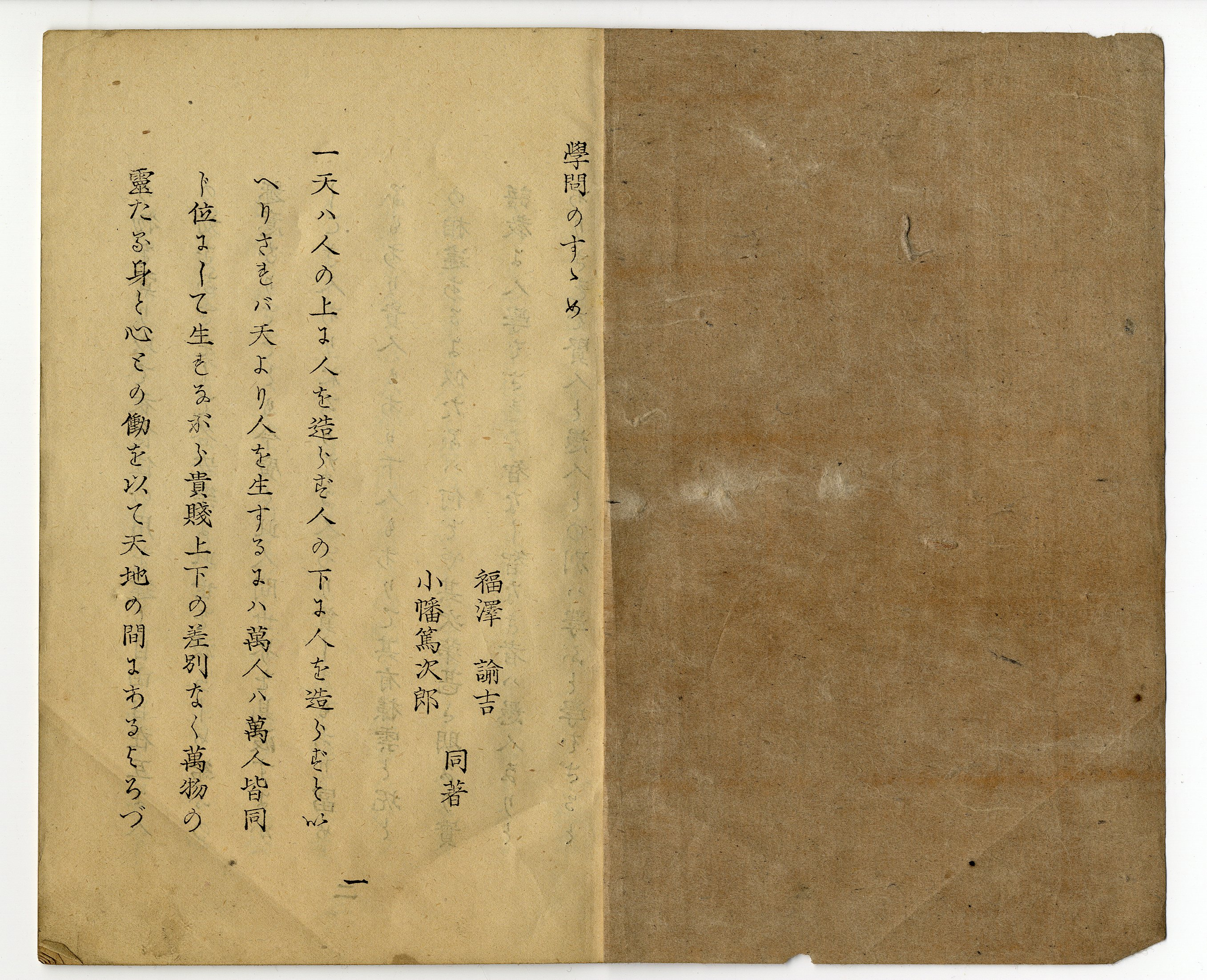
『学問のすゝめ』 初版
（1872年）

- 寛政09年（1797年） - 豊前国中津藩第5代藩主奥平昌高が藩校進脩館を設置。
- 天保09年（1838年） - 緒方洪庵が大坂船場で適塾を開く[51]。
- 天保10年（1839年） - 佐久間象山が神田お玉ヶ池に象山書院（五月塾）を開く。
- 嘉永06年（1853年） - 黒船来航。
- 嘉永07年（1854年） - 福澤諭吉が蘭学修行を志し、長崎に赴く。
- 安政02年（1855年） - 福澤諭吉が適塾に入る。佐久間象山門弟である中津藩江戸留守居役の岡見彦三[52]が築地鉄砲洲の藩邸内に杉亨二、松木弘安（寺島宗則）らを招いて蘭学授業を行わせる。
- 安政04年（1857年） - 福澤諭吉が適塾の塾長となる。
- 安政05年（1858年） - 福澤諭吉、岡見彦三の推挙により江戸出府（従者は古川正雄、足立寛、原田磊蔵）し、藩邸内の蘭学塾「一小家塾」の講師に就任する[1][2][3][4]。（慶應義塾の起源）。
- 安政06年（1859年） - 福澤諭吉、横浜見物を機に英学転向を決意し、森山栄之助の英語塾に通った後、蕃書調所へ入所するが英蘭辞書を借りられず退所[1][53]。
- 安政7年/万延元年（1860年） - 福澤諭吉、遣米使節団に随行（第1回洋行）。
- 万延2年/文久元年（1861年） - 鉄砲洲から芝新銭座に移転。
- 文久02年（1862年） - 福澤諭吉、遣欧使節団に随行（第2回洋行）。英国国教会のキングス・カレッジ・スクールを訪問し、慶應義塾設立の着想を得る[注釈 5]。
- 文久03年（1863年） - 再び鉄砲洲に移転。蘭学塾から英学塾に改め、旧幕臣の吉田賢輔等を教授に迎える。
- 元治元年（1864年） - 福澤諭吉、幕府外国奉行翻訳方となる。
- 慶応02年（1866年） - 紀州藩より多数の入塾生を迎え、同藩の援助を受けて中津屋敷内に紀州塾を建築。
- 慶応03年（1867年） - 福澤諭吉、幕府の軍艦受取委員の随員として渡米（第3回洋行）。

### 慶應義塾
- 慶応4年/明治元年（1868年）

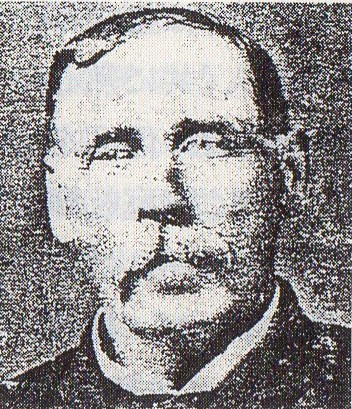
C.カロザース
（最初の外国人教師、長老派教会の宣教師）

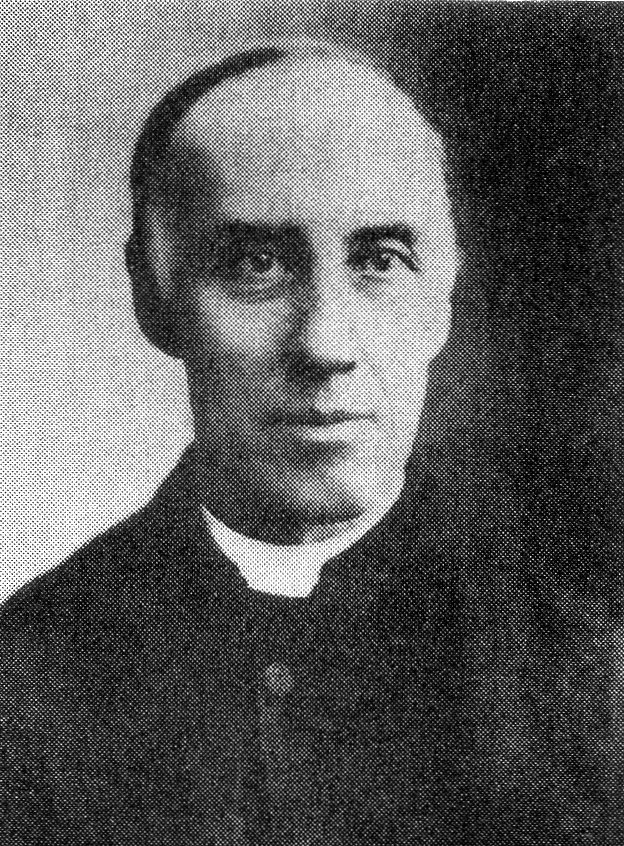
A.C.ショー
（倫理学教授として聖書を教える。英国聖公会福音宣布協会の宣教師、軽井沢の父）

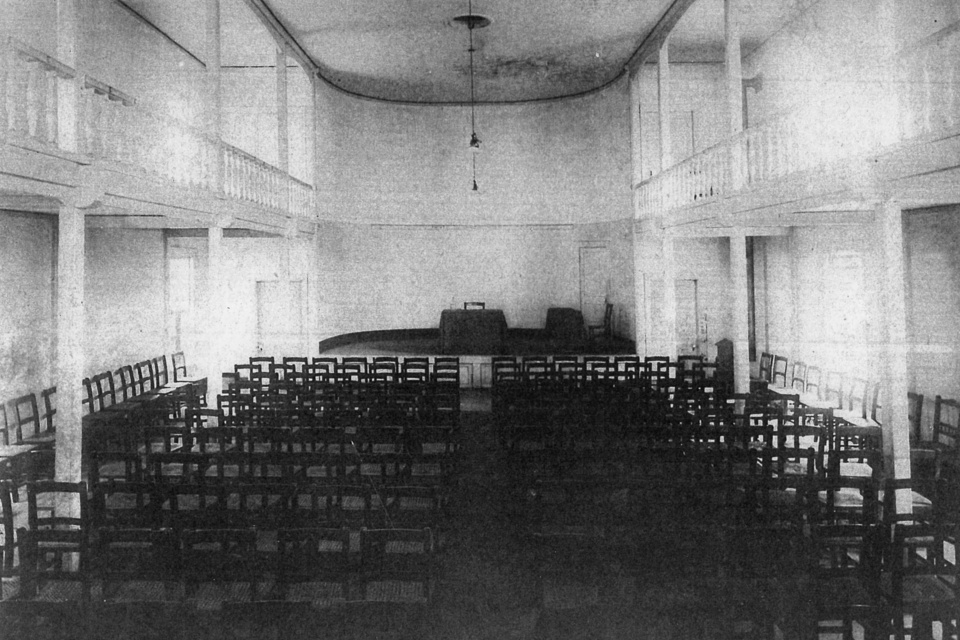
三田演説館内部。演壇の背後の壁はU字型で、音響効果を意識した構造となっている。

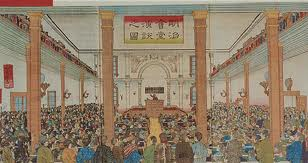
明治会堂

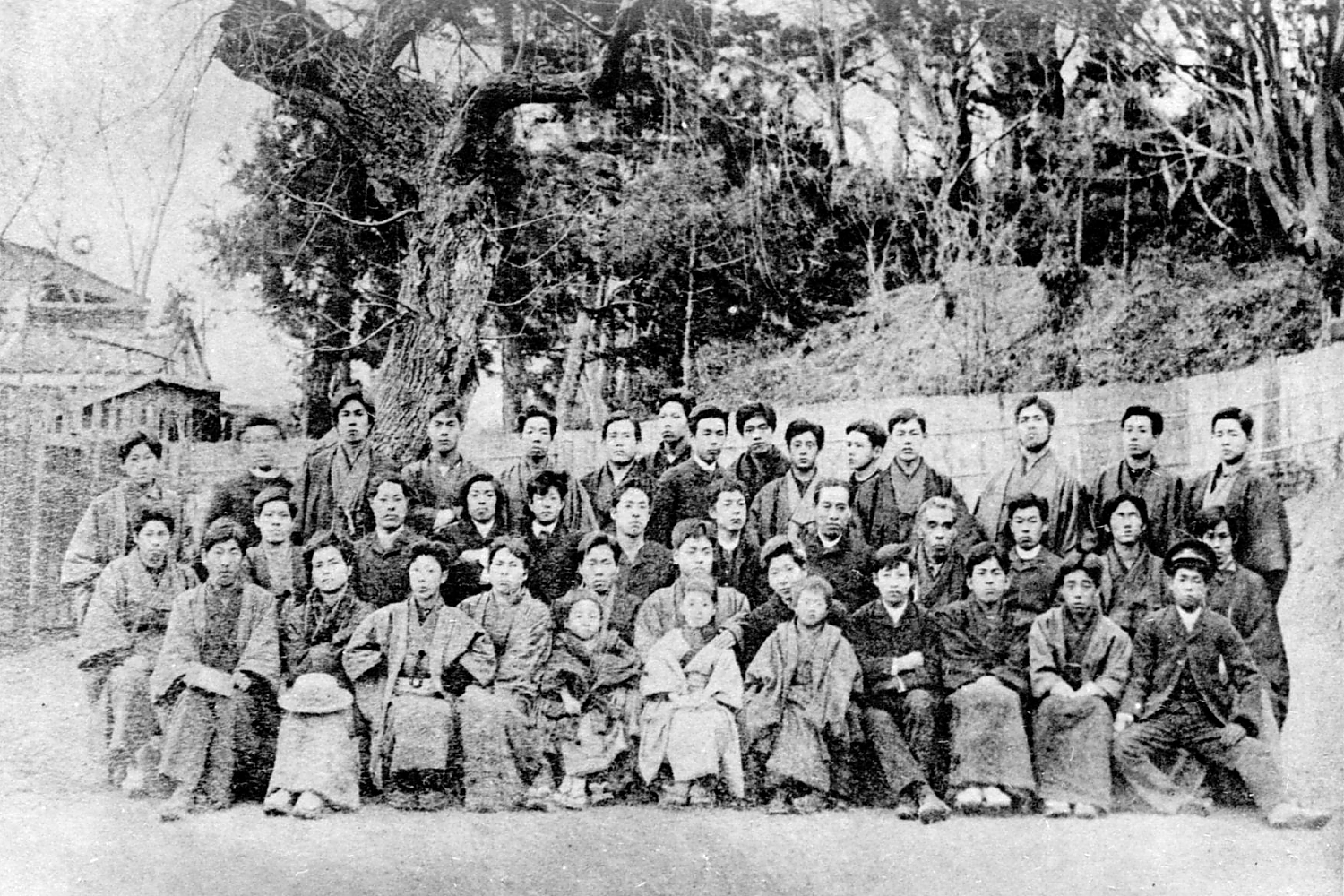
福澤諭吉と塾生達（1887年）

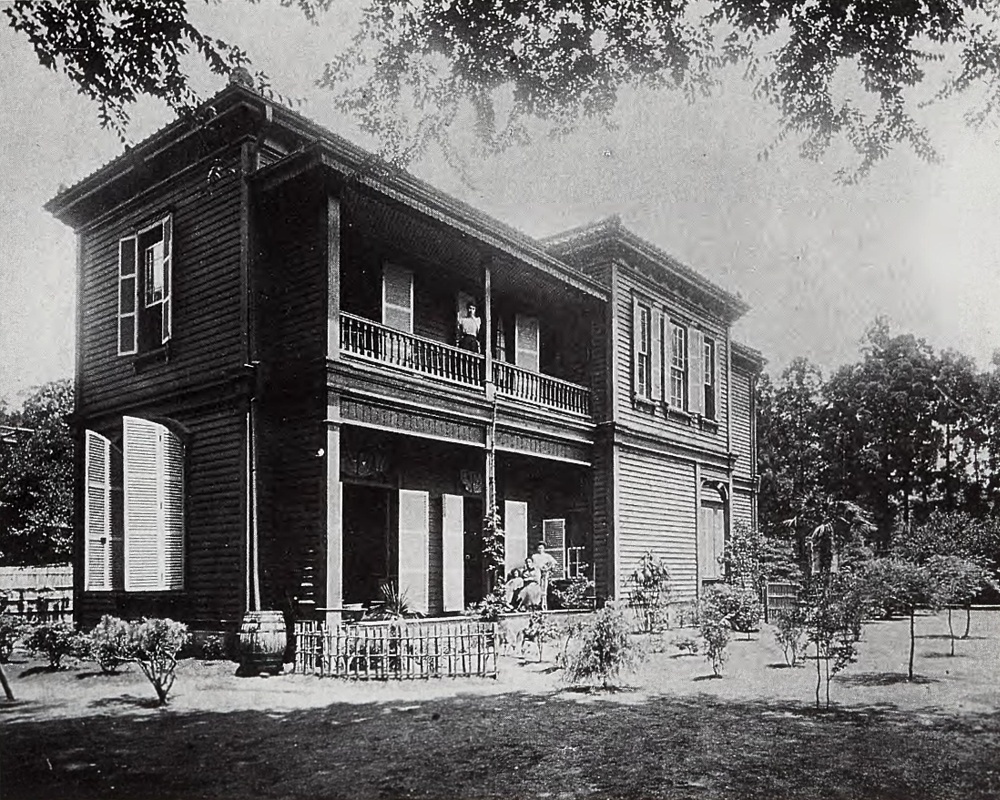
ヴィッカース・ホール（1887年頃に建てられた外国人教員用住居）

  - 4月 - 木村摂津守の世話により芝新銭座に移転[注釈 10][注釈 11]、英学塾「慶應義塾」を創設[注釈 12]。『慶應義塾之記』を発表[54]。
  - 5月 - 上野戦争の最中もウェーランド経済書の講義を継続。
  - 塾内に病室を設置（校医の起源）。シーソー、ブランコなどを設置（最初の体育設備）[55]。
- 明治2年（1869年）
  - 8月 - 汐留の中津藩上屋敷内に汐留出張所を設置。
  - 9月 - 『慶應義塾新議』出版。授業料の徴収を規定。
  - 秋 - 童子寮（幼年生のための寄宿舎）を設ける。
- 明治3年（1870年）
  - 4月 - 汐留出張所を麻布龍源寺に移転。
  - 5月 - 芝山内広度院に分塾を設置。
  - 9月 - 隣接地江川太郎左衛門屋敷の長屋を借り受けて外塾を設置。
  - 10月 - 三田島原藩邸借入につき大納言岩倉具視を訪問して尽力を依頼。
  - 11月 - 弘前藩の招聘で英学教師2名派遣契約。
- 明治4年（1871年）
  - 3月 - 芝新銭座の校地を近藤真琴の攻玉塾へ譲り、三田の島原藩中屋敷跡地へ移転。
  - 4月 - 『慶應義塾社中之約束』を制定[56]。学業勤惰表（成績表）の印行を開始。
  - 旧島原藩邸の一室「月波楼」を図書室とする[57]。
- 明治5年（1872年）
  - 6月 - 初めて外国人教師として長老派教会の宣教師クリストファー・カロザースを雇い入れる。
  - 8月 - 出版局（のち、出版社）開設。
- 1873年（明治6年）
  - 1月 - 神山県よりの招請で宇和島、大洲両学校に教師2名派遣契約。
  - 3月 - 三田藩に志摩三商会が設立される。
  - 4月 - 学課改定、正則科・変則科を新設[注釈 13]。
  - 10月 - 医学所開校（1880年閉校）。
  - 11月 - 大阪慶應義塾を設立[58][注釈 14]。
  - 児玉淳一郎により英米法の臨時講義が行われる[59]。
  - 明治六年政変（征韓論政変）後に土佐藩の立志学舎へ教員を派遣[60]。
- 1874年（明治7年）
  - 1月 - 和田塾（のちの幼稚舎）を置く。
  - 2月 - 京都慶應義塾（京都集書院）を設立（翌年閉鎖）[61]。『民間雑誌』創刊（翌年廃刊）。
  - 4月 - 卒業の制度を実施。
  - 4月 - 英国聖公会福音宣布協会の宣教師アレクサンダー・クロフト・ショーが福澤諭吉家の家庭教師と慶應義塾の倫理学教授となり、聖書を教える[62][63]。
  - 6月 - 三田演説会発足[64]。
- 1875年（明治8年）
  - 4月 - 正則・変則両科を本科・予備とし、予備を大人・童子両科に区別。本科に数学、予備の大人科に算術を課す。
  - 5月 - 三田演説館開館。
- 1876年（明治9年）
  - 9月 - 本科を五等に区分し、予備科大人科を単に予備科、予備科童子科を単に童子科と改称。
  - 11月 - 井上良一の発案で万來舎を設置。
  - 協議社・猶興社など結成され演説、文筆活動を行う。土佐の立志学舎の運営に参画。
- 1877年（明治10年）
  - 1月 - 東京英語学校（前：開成学校、後：大学予備門）と共に、本科第三等生徒およびそれ以上の者に対する徴兵免役の指令、東京府より出さる（明治9年11月7日東京府宛伺書提出）。
  - 4月 - 東京大学開設にあたって義塾出身の濱尾新を総理補に選出。
  - 11月 - 県令を受けて神戸商業講習所の経営を引き受ける。
  - 西南戦争により塾生減少[注釈 15]。教員間の読書研究会として「読書院」発足。
- 1878年（明治11年）
  - 3月 - 三菱商業学校設立に参画。
  - 4月 - 晩学生のため科外（のち別科）を設置。大久保一翁、勝海舟を訪ね徳川家より義塾維持資金借用のことにつき相談。
  - 初めて卒業式を行う。
- 1879年（明治12年）
  - 3月 - 官立大学化を望まず、島津氏らの旧大名に維持資金の援助を賜る。
  - 9月 - 大人科・童子科を予備科（のち予科）と改称。
  - 10月 - 夜間法律科を設置[注釈 16]。
  - 秋 - 日本初の簿記教育を開始。
  - 清国人教師を招き、支那語科を開設（1881年廃止）。
- 1880年（明治13年）
  - 1月 - 交詢社を設立（日本最古の社交倶楽部）[65]。
  - 2月 - 興亜会へ参画[注釈 17]。
  - 3月 - 議事講習会（擬国会）を開催。
  - 9月 - 福澤諭吉の廃塾宣言[注釈 18][66]。
  - 10月 - 岡山商法講習所開設、義塾出身者経営に携わる。
  - 11月 - 「慶應義塾維持法案」を発表[67]。大阪商業講習所開設、所長以下らに義塾出身者赴任。
  - 大学予備門に倣って予備科（のち三田予備校）を設置[注釈 19]。
- 1881年（明治14年）
  - 1月 - 「慶應義塾仮憲法」制定。社頭と塾長に関する規定が成文化される[68][69]。
  - 6月 - はじめて留学生を受け入れる[70]。
- 1882年（明治15年）
  - 3月 - 『時事新報』創刊。
  - 10月 - 物理学会創立（1884年以降断絶）。
- 1883年（明治16年）
  - 4月 - 『文学会雑誌』発刊。
  - 11月 - 酒井良明により酒井寄宿舎が発足。
  - 12月 - 徴兵令改正により兵役免除の特典を失う。
- 1884年（明治17年）
  - 2月 - 英国聖公会宣教協会の宣教師ウォルター・デニングが英語教師に就任[71]。
- 1885年（明治18年）
  - 2月 - 聖公会の宣教師アーサー・ロイド（後の立教学院総理）がデニングの後任として慶應義塾で教鞭をとるようになる[72]。
  - 9月 - 科外を別科と改称し、正科修業年限5ヵ年、別科4ヵ年とする。
  - ペンの記章を付け始める。
- 1886年（明治19年）
  - 3月 - 帝国大学発足にあたって義塾出身の渡辺洪基を総長に選出。
  - 4月 - ロイドが英語学部長として慶應義塾の英語教育を統括する[73]。
  - 6月 - 最初の運動会（陸上競技会）を開催[74]。
- 1887年（明治20年）
  - 6月 - 福澤諭吉がロイドのために邸宅として西洋館を建て、ロイドが慶應義塾内に喜望教会を創設する[75][76][73][注釈 20]。

- - 8月 - 第一講堂竣工[注釈 21]。講堂内に書籍館を設置[57]。
- 1888年（明治21年）
  - 2月 - 正科生による同盟休校事件発生。
  - 春 - 三田ベースボール倶楽部発足。
  - 第二講堂竣工[78]。
- 1889年（明治22年）
  - 1月 - 大学部設置のため「慶應義塾資本金」募集開始。
  - 8月 - 「慶應義塾規約」制定。
  - 10月 - 第1回評議員会を開催。大学部主任教師としてリスカム、ドロッパーズ、ウィグモアの3名来日。

### 慶應義塾大学部
- 1890年（明治23年）

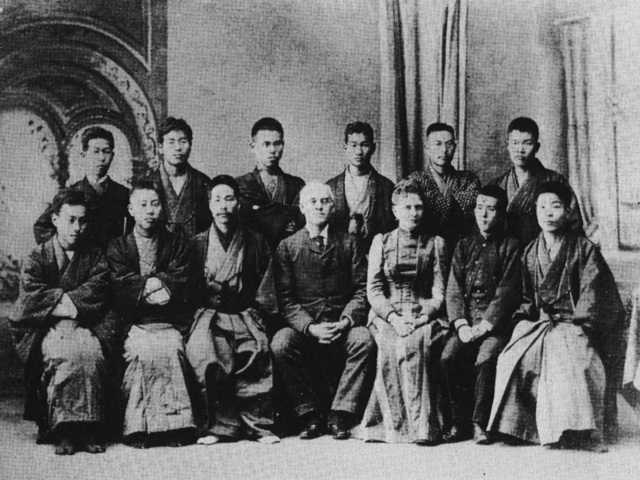
リスカム（前列中央）と文学科の第1回卒業生（1892年）

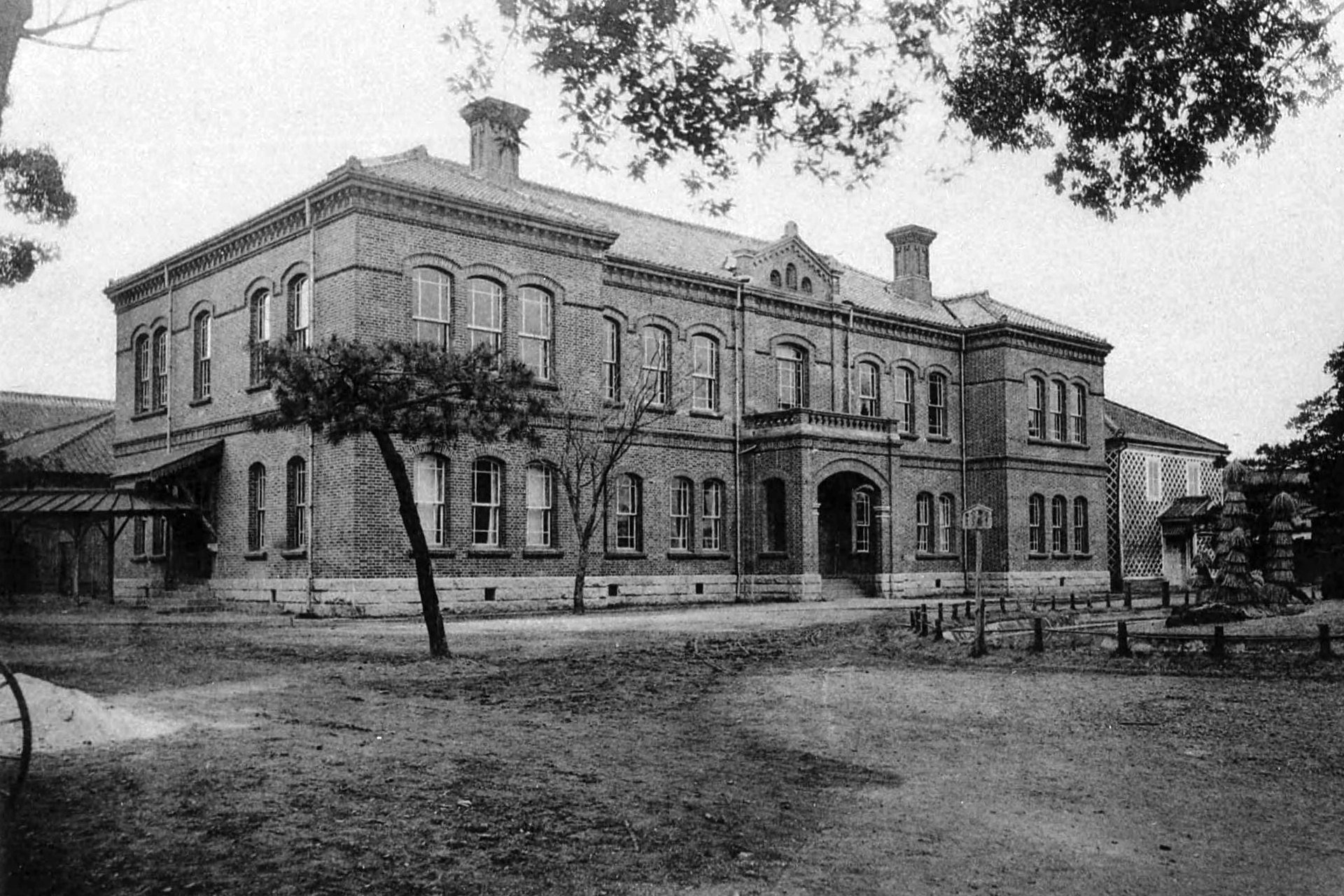
慶應義塾第一講堂
（1893年頃）

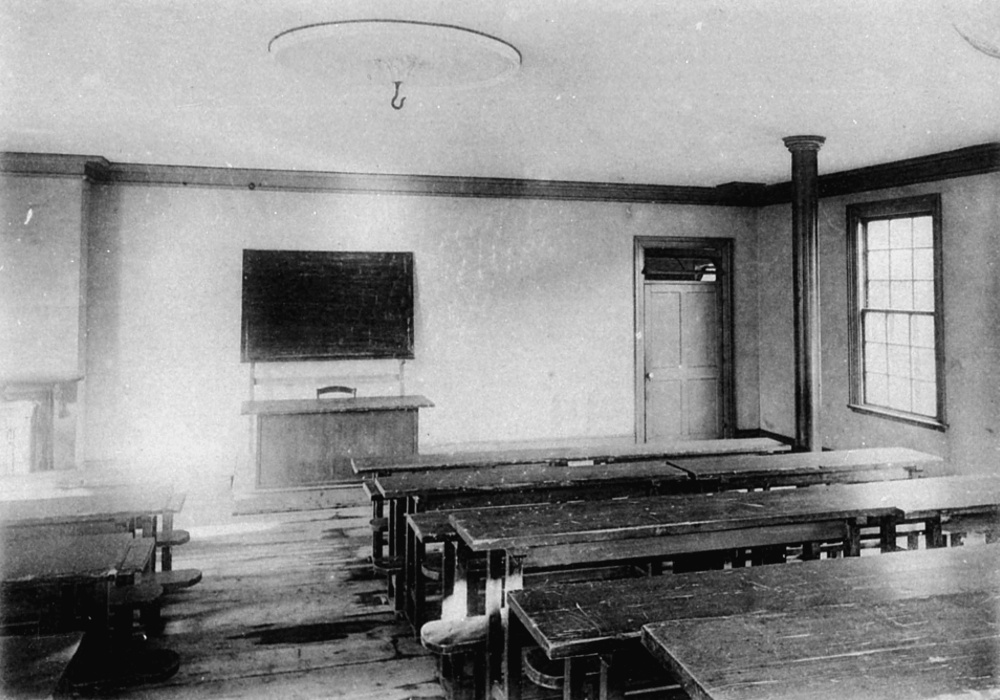
教室内部（1893年頃）

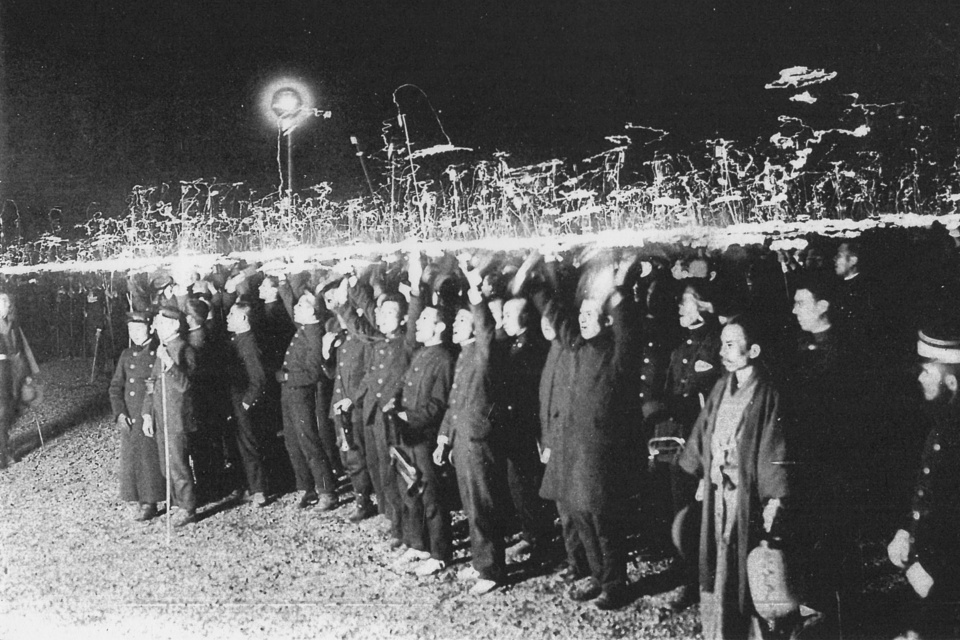
慶應義塾生の炬火行列

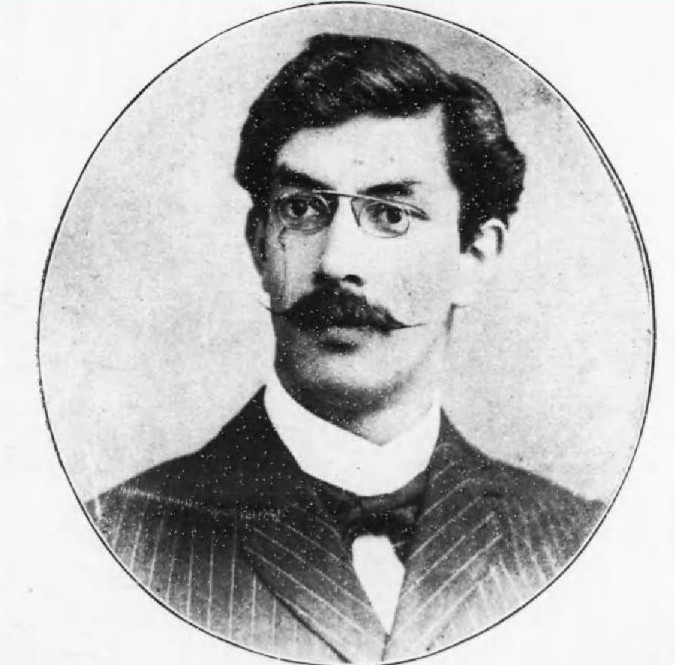
E.B.クラーク

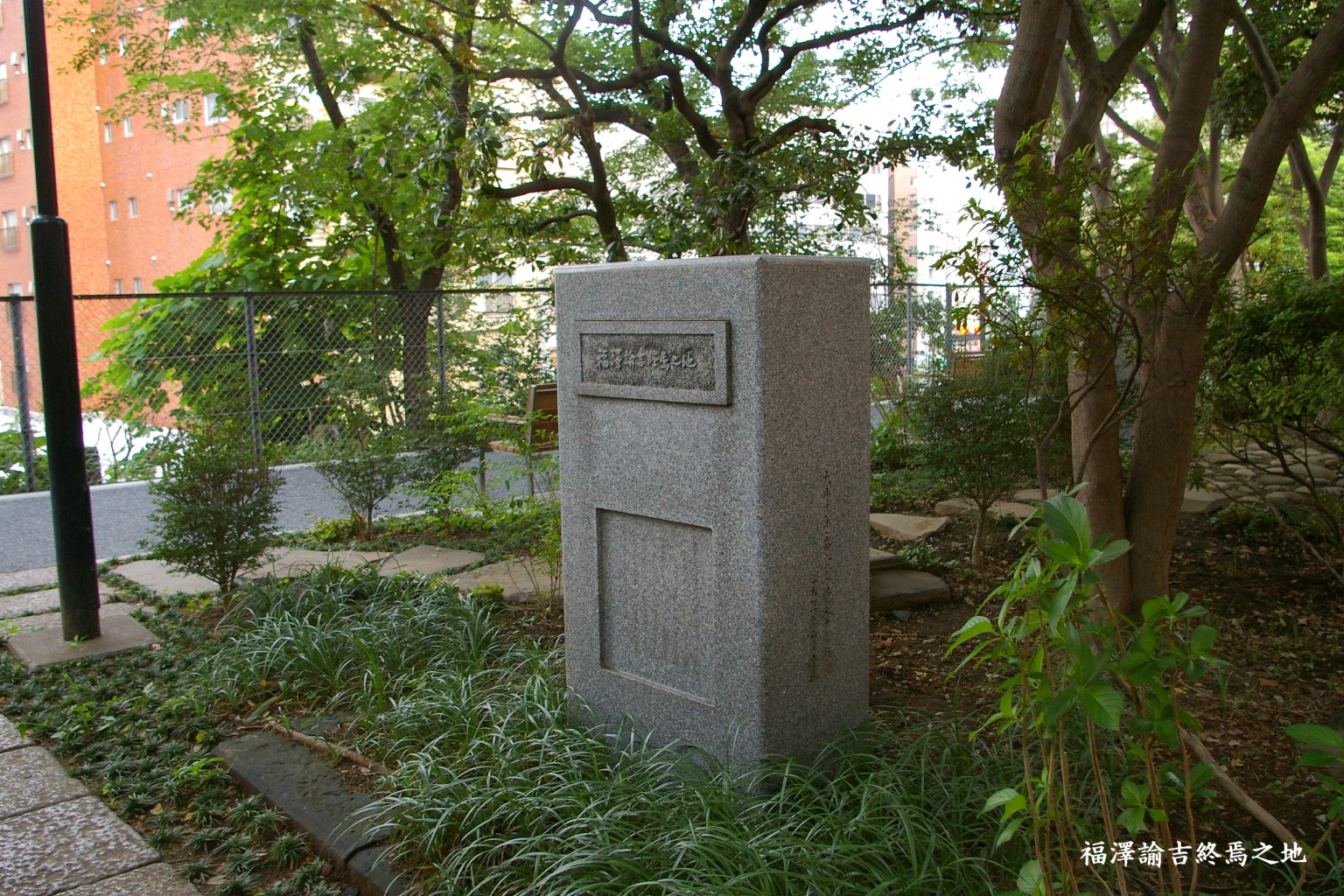
福澤諭吉終焉之地

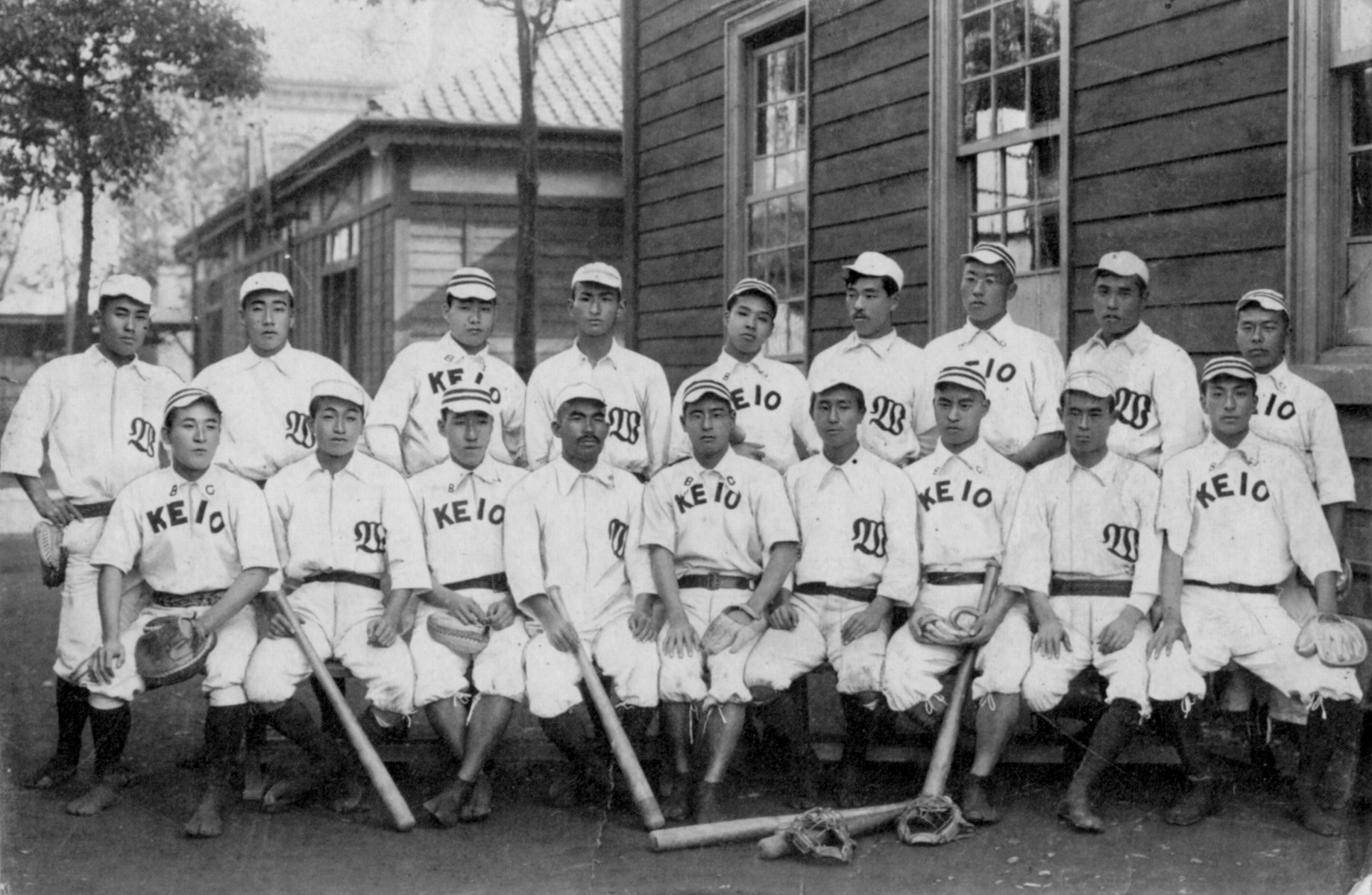
第1回慶早戦の両校選手（1903年11月21日）

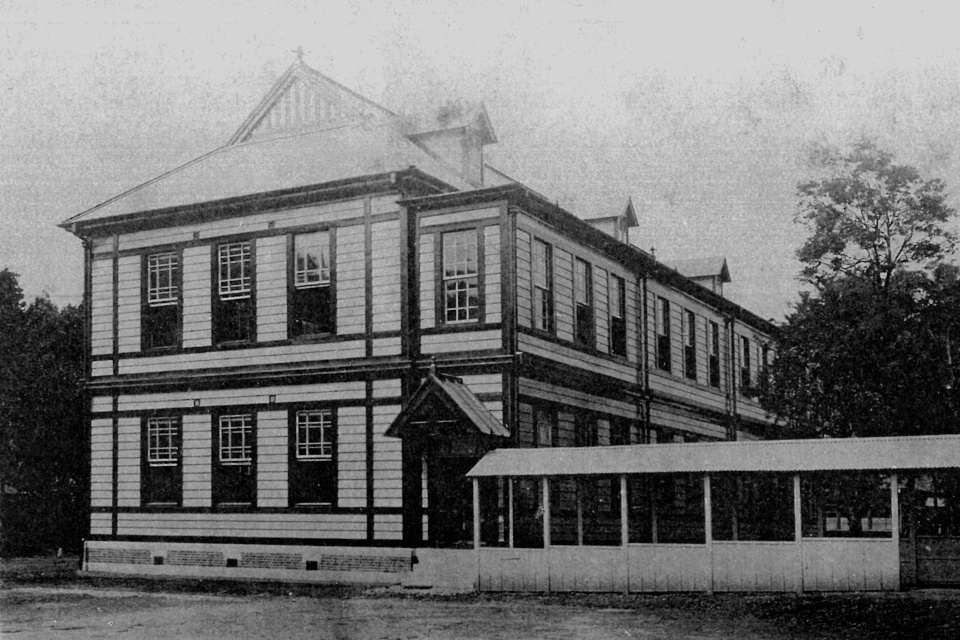
大学部校舎（1904年9月竣工）

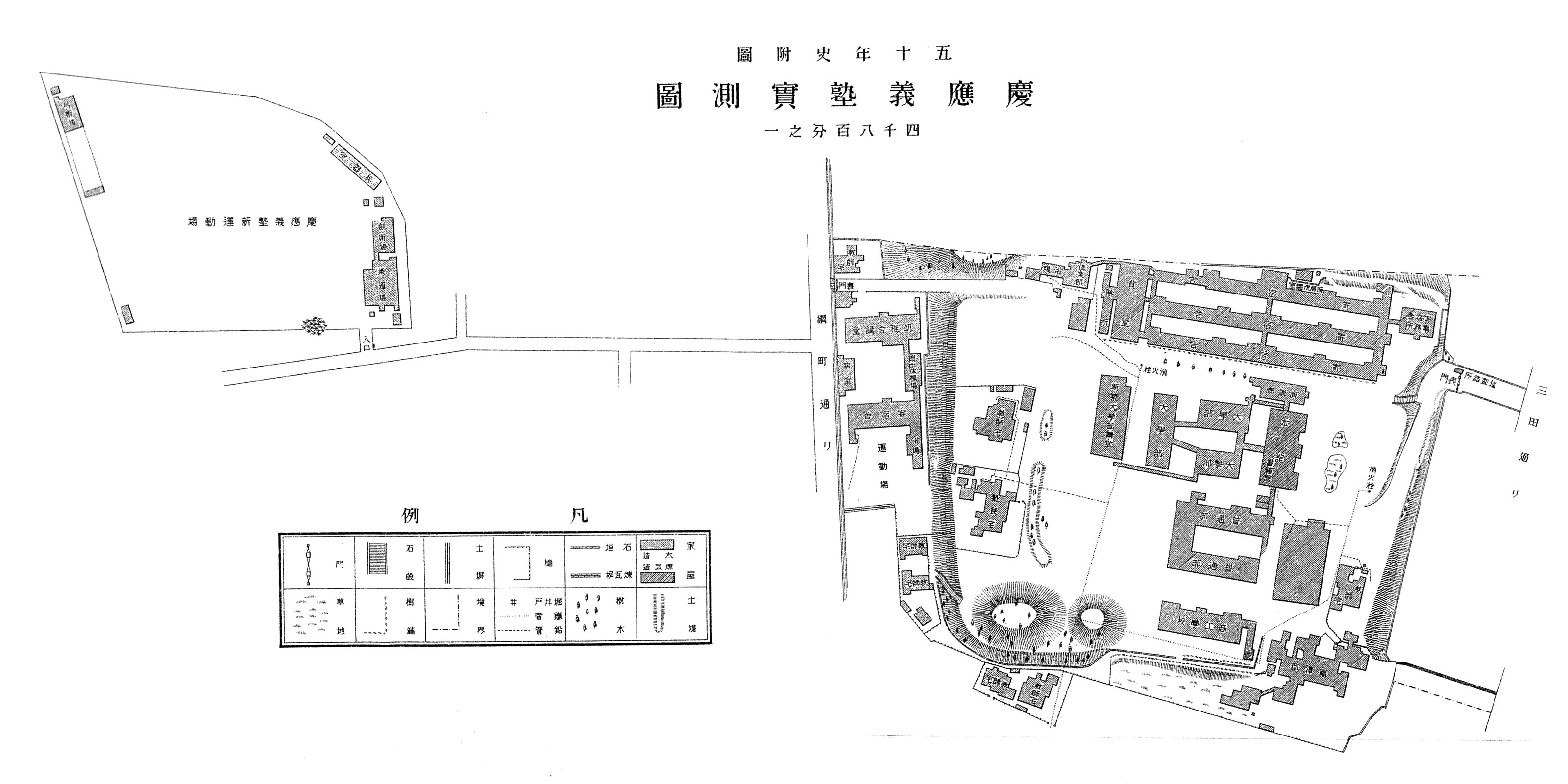
慶應義塾実測図（1907年）

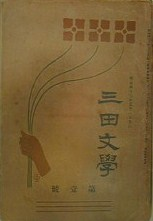
『三田文学』創刊号

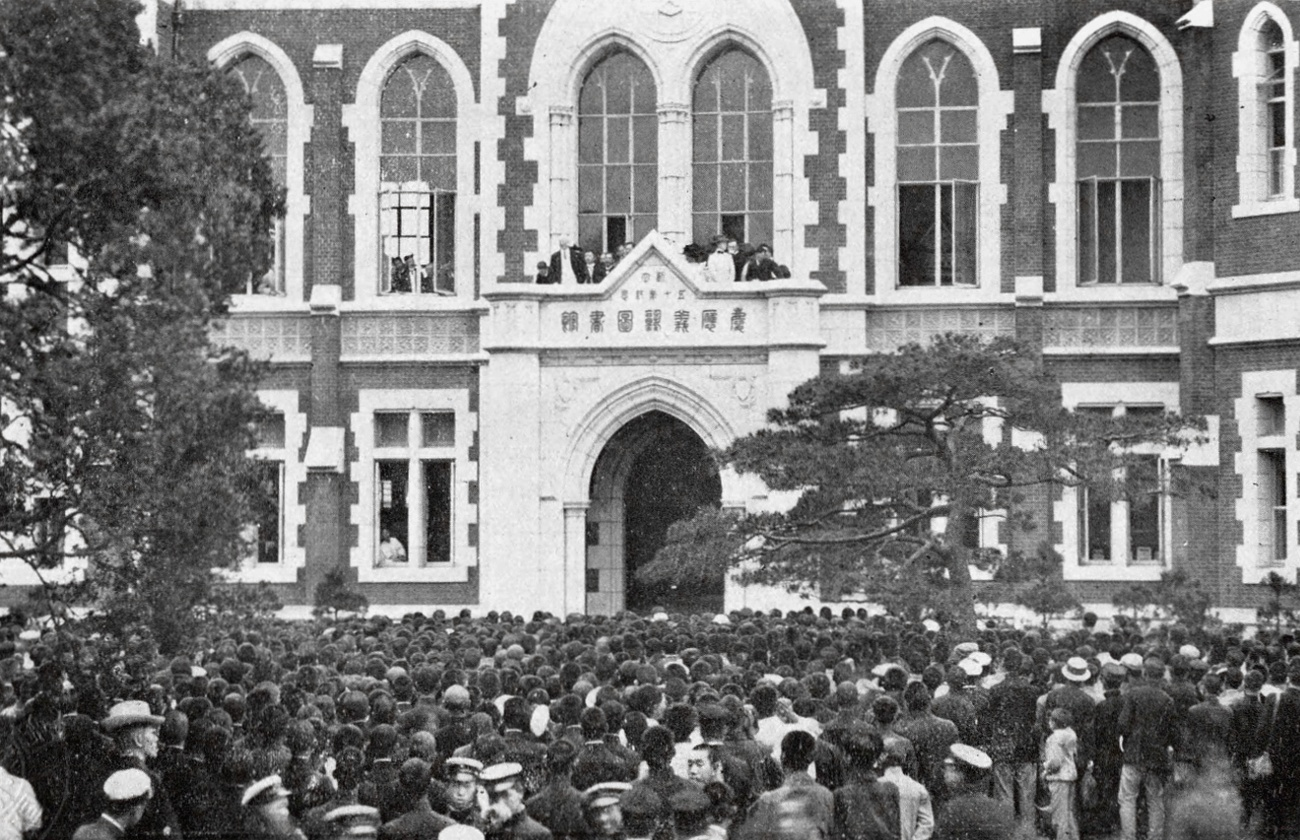
図書館のバルコニーから塾生に挨拶するハーバード大学エリオット総長（1912年6月26日）

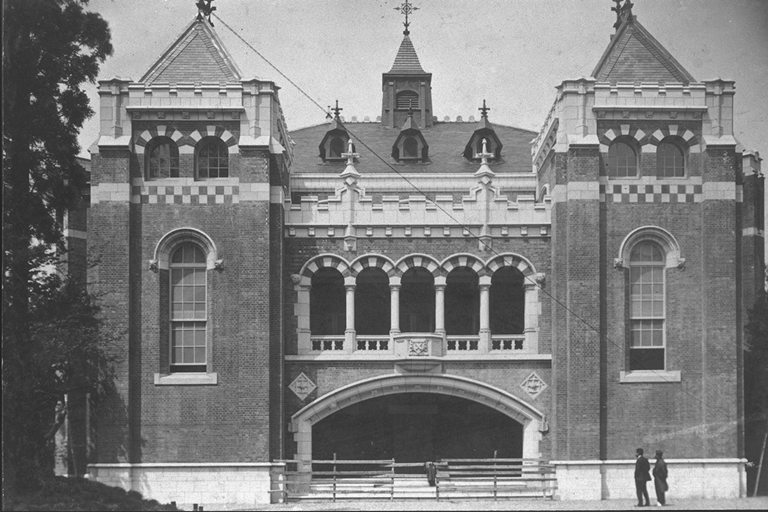
三田大講堂
関東大震災以前の姿

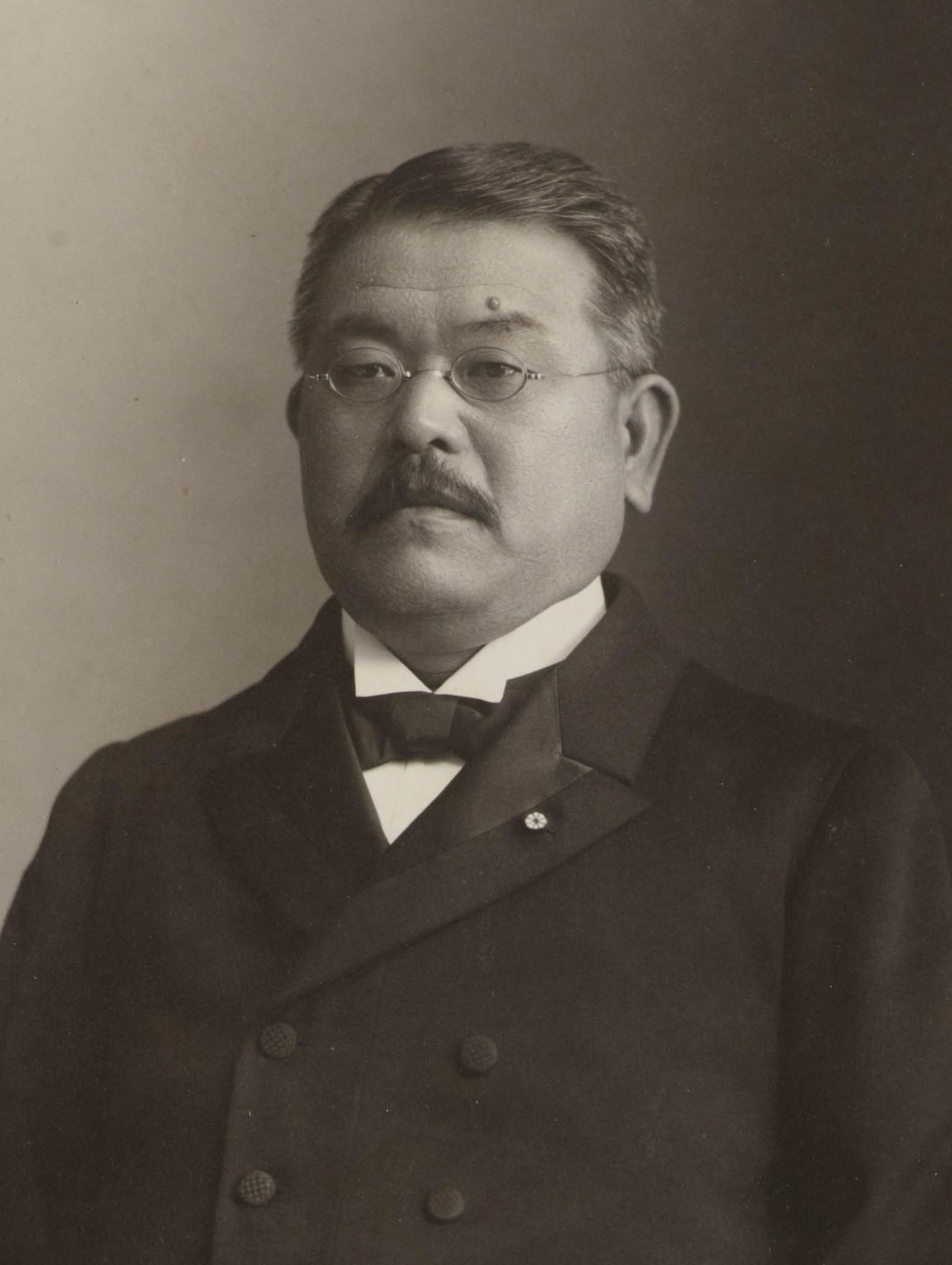
北里柴三郎

  - 1月 - 大学部が発足し、文学・理財・法律の三科を設置。従来の正科・別科を普通部とした。
  - 7月 - 大学部設置につき皇室より一千円下賜。第1回衆議院議員総選挙で義塾出身者28名当選。
  - 8月 - 理財科学生池田成彬が米国ハーバード大学に留学[注釈 22]。
- 1892年（明治25年）
  - 5月 - 体育会創設。
  - 10月 - 最初の水上運動会を開催[74]。
- 1893年（明治26年）
  - 5月 - 日本法律科を新設。
  - 12月 - 司法省指定学校となり、大学部法律科修了者に判事検事登用試験の受験資格が与えられる。
  - この頃、別科の修業年限二年（三級）となる（従来は三年四ヵ月、五級）。
- 1894年（明治27年）11月 - 初めて炬火行列を行う[79]。
- 1895年（明治28年）
  - 8月 - 朝鮮より国王選出の両班出身少壮官吏の留学生入学。
  - 10月 - 亮天社と講師派遣契約。
- 1896年（明治29年）
  - 9月 - 徴兵に関する特典適用さる[注釈 23]。操練部盛んとなり、銃器を整備。普通部学科課程を改正し、高等科を新設[注釈 24]。
  - 11月 - 福澤諭吉、「慶應義塾の目的」を揮毫する[80]。11月16日の評議員会において大学部廃止案を否決[注釈 25]。
- 1897年（明治30年）
  - 3月 - 三田理財協会発会（1899年解散）。
  - 4月 - 別科廃止。
  - 9月 - 学制改革を議決。主力を大学に集中し、大学卒業生の養成を目的とすることを決定（翌年5月より実施）。
- 1898年（明治31年）
  - 3月 - 『慶應義塾学報』創刊（1915年『三田評論』と改題）。端艇部艇庫、芝浦製作所構内に竣工（30年11月着工）。
  - 5月 - 大学科（高等科と大学部を統合）・普通学科・幼稚舎の16年の一貫教育制度樹立。大学科に政治科を設置。塾長鎌田栄吉の就任披露園遊会を開催[注釈 26]。
  - 塾旗として三色旗を制定。
- 1899年（明治32年）
  - 5月 - 普通学科および大学科卒業生、海軍少主計候補生の受験資格を得る[81]。
  - 7月 - 三田篤学会発会。大学科を大学部、普通学科を普通部と改称する。
  - 8月 - 義塾出身の大学部教員養成のため神戸寅次郎、川合貞一、気賀勘重、名取和作、堀江帰一、青木徹二の6名を欧米に派遣。
  - 12月 - 日本法律科廃止。
  - エドワード・B・クラークと田中銀之助が慶應義塾でラグビーの指導を行う。
- 1900年（明治33年）
  - 2月 - 「修身要領」献上。
  - 3月 - 大学部卒業生の中等教員無試験検定資格認可（翌年返上）[82]。
  - 5月 - 大学部の文科制廃止。大学部で洋服と記章付き帽子の着用を義務化する[83][84]。
  - 9月 - 寄宿舎竣工。
  - 10月 - 台湾人学生8名入学、特別級を設け授業を行う。
  - 12月 - 大晦日に世紀送迎会（第1回）開催。
- 1901年（明治34年）
  - 2月 - 社頭福澤諭吉死去により、全塾休学服喪。皇室より祭粢料一千円下賜。
  - 3月 - 慶應義塾維持会発足。
  - 4月 - 大学部文学科廃止（1904年復活）。
  - 5月 - 大学部理財科、法律科、政治科の文科制復活。
  - 10月 - 庭球部創部。
- 1903年（明治36年）
  - 2月 - 三田政治学会発足。
  - 4月 - 理財学会発足。
  - 9月 - 寄宿舎内に消費組合を設立[85]。
  - 11月 - 三田綱町球場を開設。最初の慶早野球戦を同球場で開催。
- 1904年（明治37年）
  - 1月 - 大学部が専門学校令による専門学校となる。
  - 3月 - 旧塾歌を制定。
  - 4月 - 文学科卒業生の中等教員無試験検定資格再認可。
- 1905年（明治38年）
  - 4月 - 慶應義塾商工学校開校。
  - 9月 - 日露戦争の日本海海戦を勝利に導いた海軍大将東郷平八郎の凱旋を塾長以下教職員、塾生ら新橋駅に迎う。
- 1906年（明治39年）
  - 2月 - 大学部の上に大学院設置。星亨の蔵書約1万3千冊の委託保管を引き受ける[注釈 27]。
  - 11月 - 応援の過熱により慶早野球戦中止（1925年復活）。
- 1907年（明治40年）
  - 4月 - 創立50年記念式典を挙行。
  - 5月 - 故・福澤諭吉、帝国教育会から六大教育家の一人として顕彰。
  - 6月 - 財団法人慶應義塾認可。
- 1908年（明治41年）
  - 1月 - 学事評議会設置（1920年廃止）[86]。
  - 8月 - 初めて地方巡回講演を行う[87]。
  - 10月 - 弁論部結成。
- 1909年（明治42年）
  - 2月 - 『三田学会雑誌』創刊。
  - 4月 - 開校記念日を4月23日と定める。
- 1910年（明治43年）
  - 4月 - 各科に主任制度を設ける[88]。三田史学会、三田哲学会創立。
  - 5月 - 『三田文学』創刊。文学科を文学・哲学・史学の3専攻制とする[89]。
- 1911年（明治44年）
  - 4月 - 三高との蹴球（ラグビー）試合を網町運動場にて行う（日本最初の蹴球対校試合）。
  - 8月 - 弁論部の第1回各地巡回講演を行う（太平洋戦争前まで継続）。
- 1912年（明治45年/大正元年）
  - 1月 - 福澤先生記念日を命日（2月3日）から誕生日（1月10日）に改める。
  - 5月 - 創立五十年紀念図書館竣工（11月から一般開放）。
  - 6月 - ハーバード大学のエリオット総長が来塾。
  - 10月 - 亜細亜協会の図書約三千冊の委託保管を引き受ける。
  - 12月 - 出版局を義塾直営とする。
- 1913年（大正2年）
  - 4月 - 新聞科設置（1917年廃止）。
  - 9月 - 表門（現在の東館の場所）を石柱鉄扉の西洋式の門に改める[90]。大学予修科設置（1920年廃止）。
- 1914年（大正3年）10月 - 明大野球部の主唱により慶早明の三大学野球連盟を結成（のちに法政大学、立教大学、東京帝国大学が加わり六大学となる）。
- 1915年（大正4年）
  - 4月 - 三田大講堂竣工。
  - 7月 - 体育会葉山寄宿舎落成。
  - 12月 - 図書館内にステンドグラス（和田英作原画、小川三知制作）を設置。
- 1916年（大正5年）
  - 6月 - インドの詩人タゴールを迎えて講演。
  - 12月 - 大学部医学科設立認可。
- 1917年（大正6年）
  - 1月 - 医学科開設につき皇室より3万円下賜。
  - 3月 - 大学部各科主任を学長と改称（翌月実施）[91]。
  - 4月 - 医学科予科授業開始（学長・北里柴三郎）[92][注釈 28]。普通部が三田綱町（現在の中等部所在地）に移転。
  - 7月 - 日本初の学生新聞『三田新聞』創刊。
  - 9月 - 広尾寄宿舎竣工（のちの幼稚舎校地の一部）。
- 1918年（大正7年）
  - 3月 - 医学科予科校舎竣工（三田の寄宿舎跡）。
  - 4月 - 医学科附属看護婦養成所開設[93]。
  - 8月 - 中華民国出身学生のため特別予科を設置（1938年廃止）。
  - 11月 - 原内閣成立を祝う「政党内閣祝賀大園遊会」を三田大講堂で開催。原敬首相、憲政会、立憲政友会関係者ら参加者5千人超。
- 1919年（大正8年）
  - 4月 - 四谷区西信濃町に医学科新校舎を開設。看護婦養成所も同地に移転。大学部は高等試験令第八号に関し、高等学校大学予科と同等以上と認定され、卒業生は高等文官予備試験を免除される。
  - 8月 - 大学設立認可申請書を提出。

### 旧制慶應義塾大学
- 1920年（大正9年）

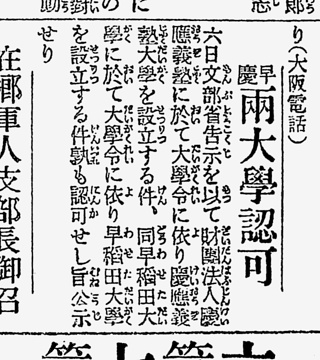
東京朝日新聞におけ大学認可（『東京朝日新聞』 1920年2月7日付朝刊4面）.jpg

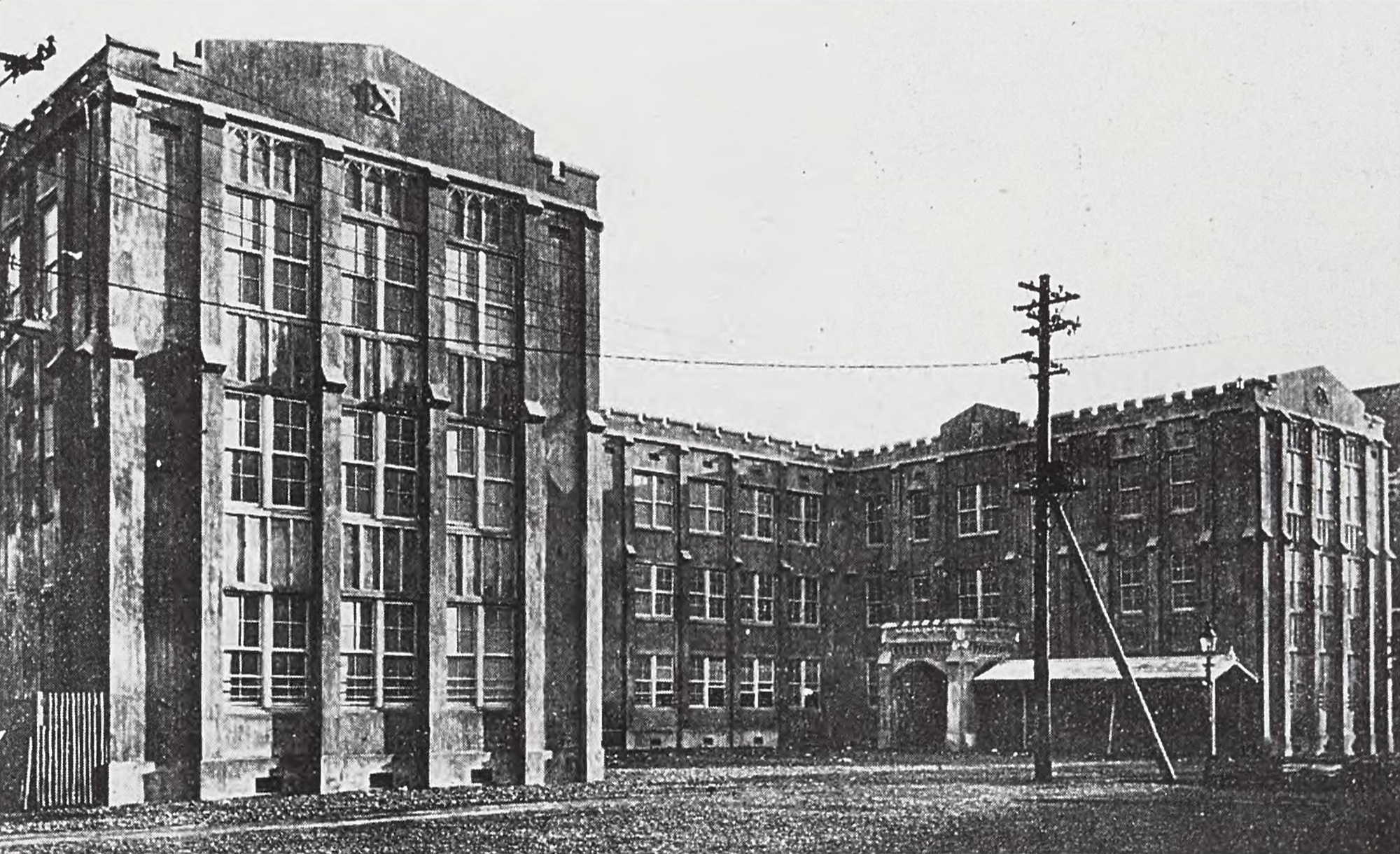
予科鉄筋校舎

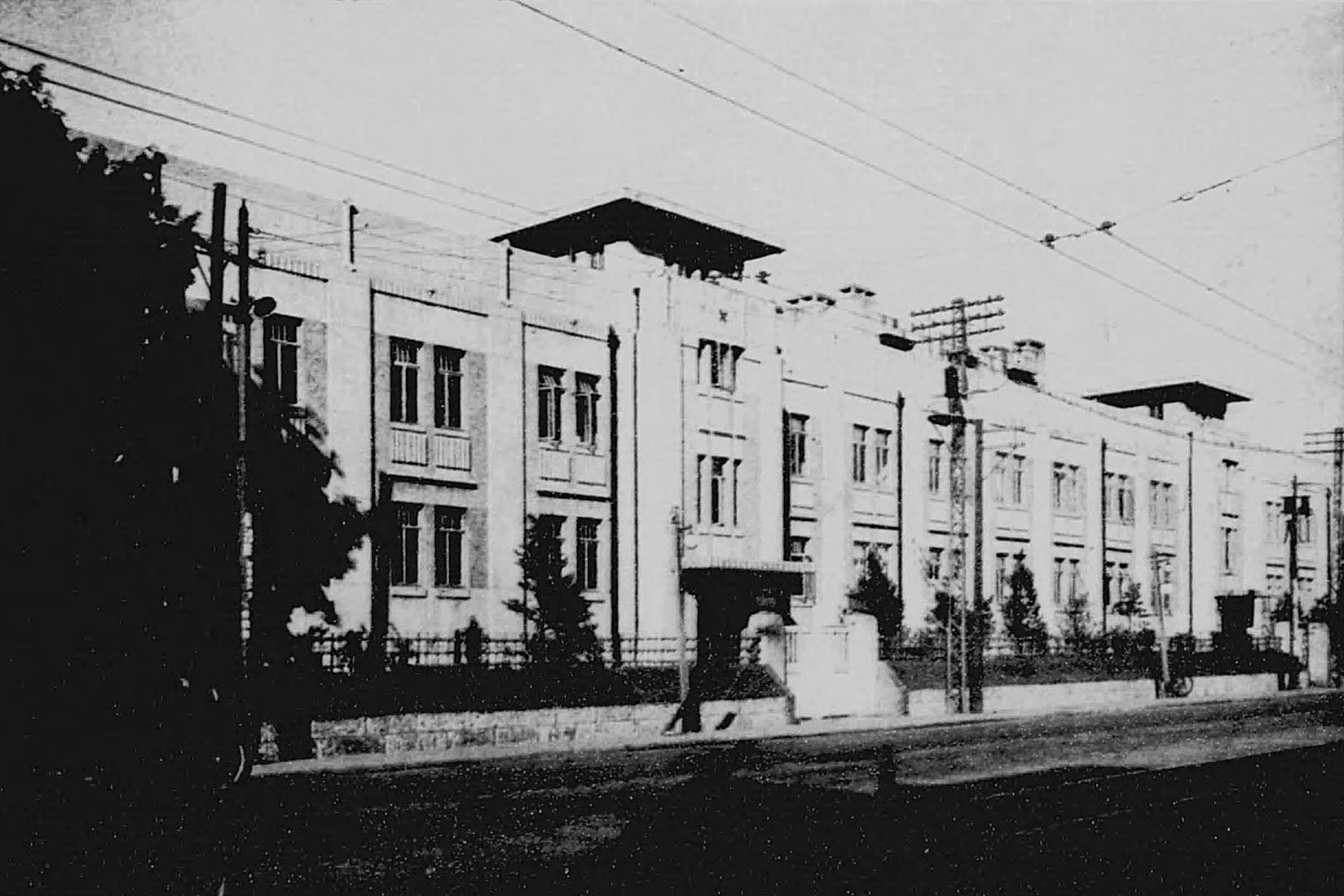
食養研究所

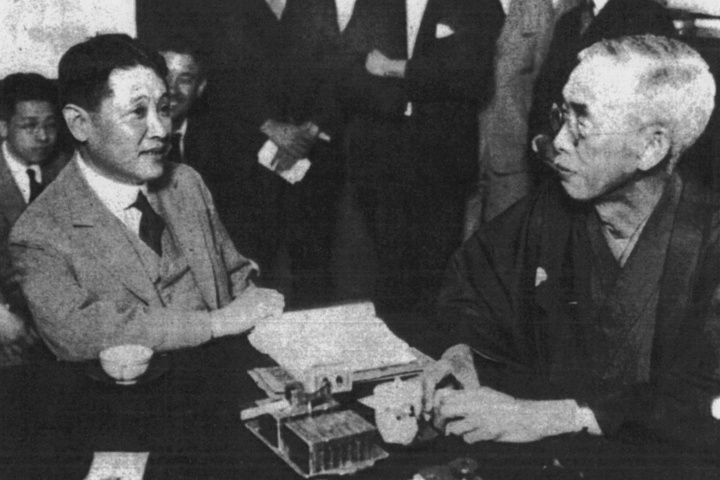
高田早苗（右）との慶早戦復活の協議に臨む板倉卓造（1925年6月19日）

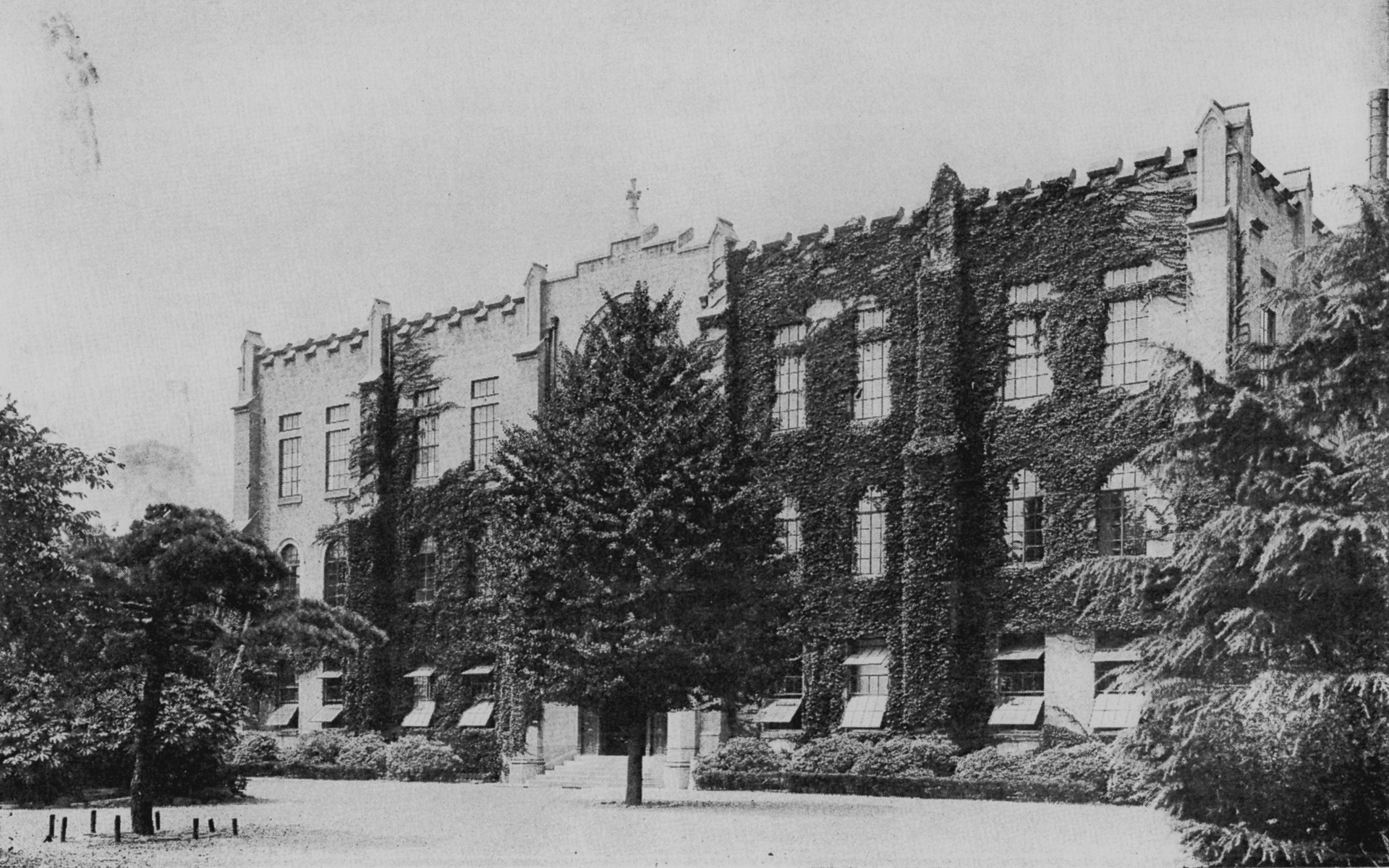
塾監局（1926年竣工）

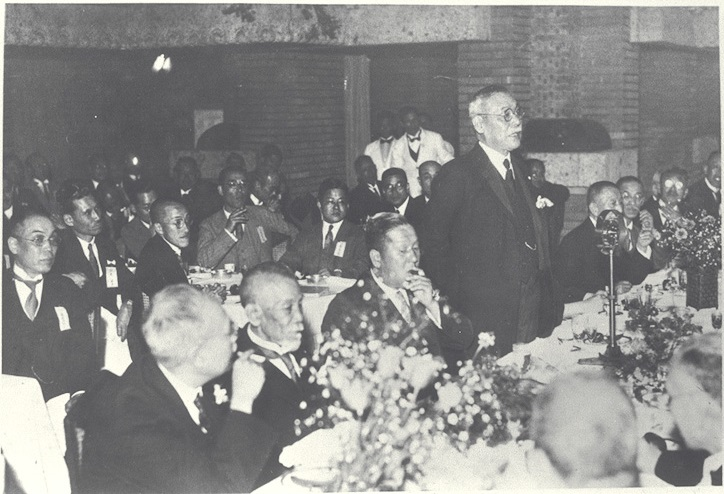
三田会の長老たち（1932年、前列左から武藤山治、犬養毅、朝吹常吉、鎌田栄吉）

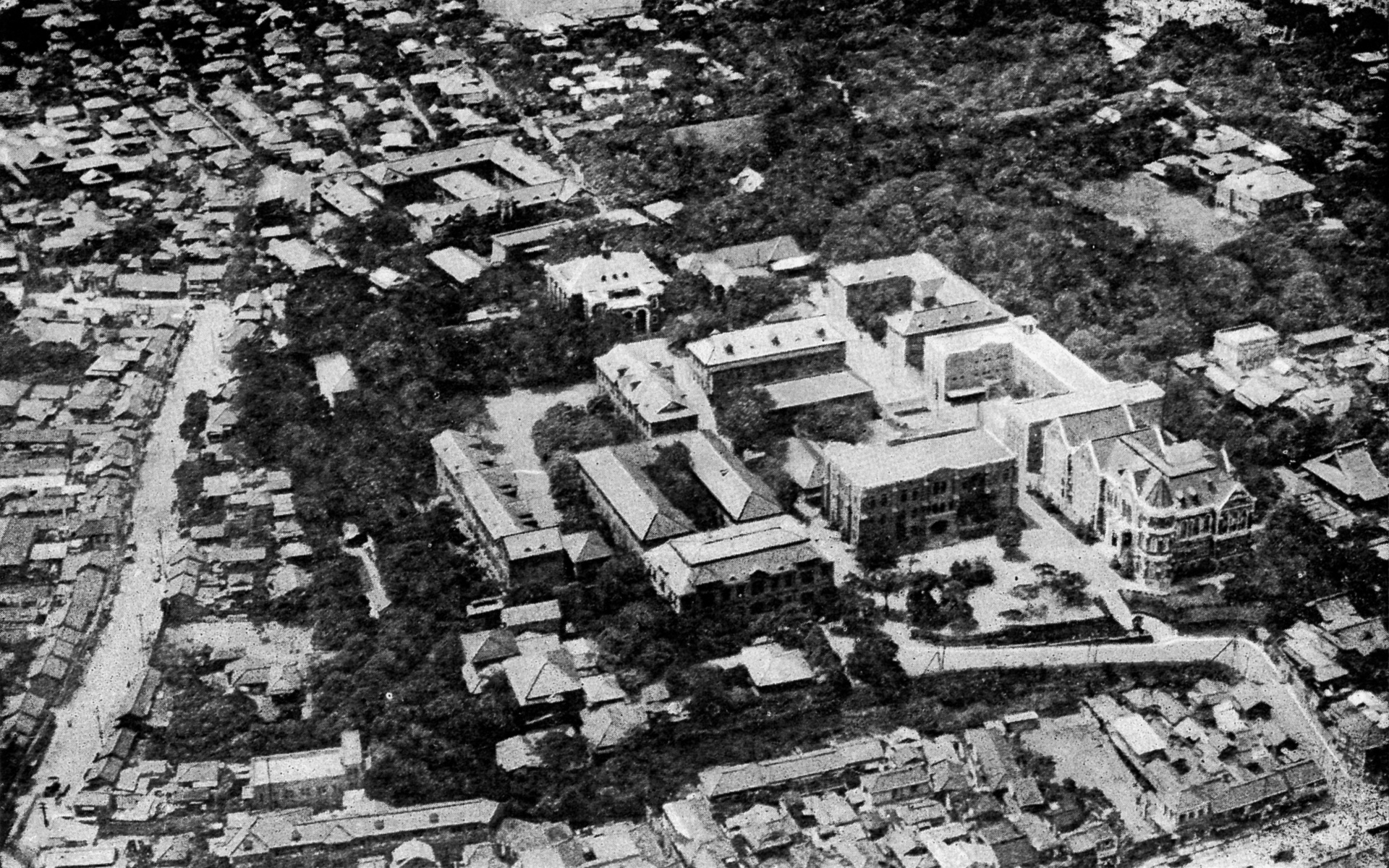
昭和初期の三田校舎

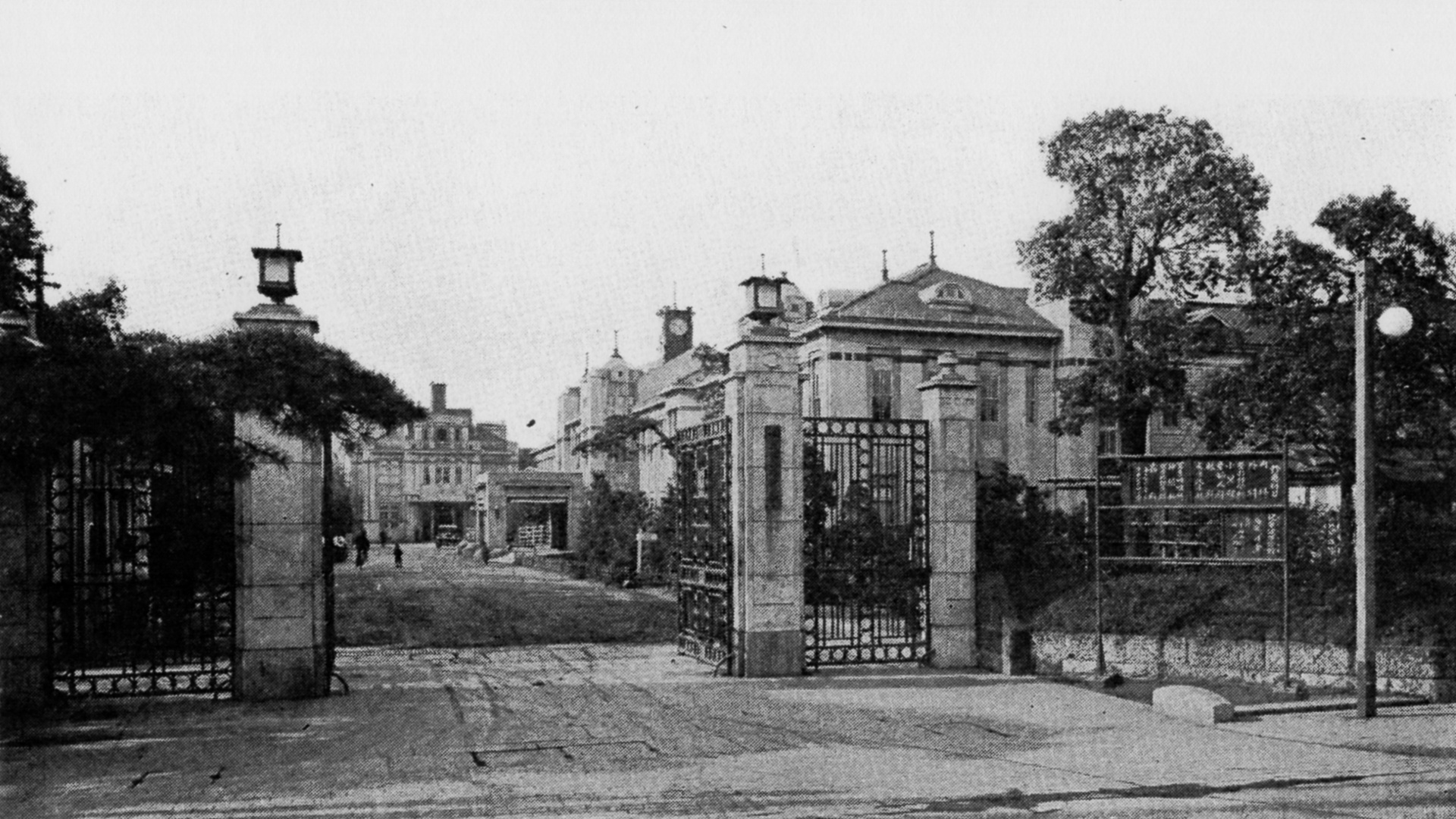
昭和初期の大学病院正門

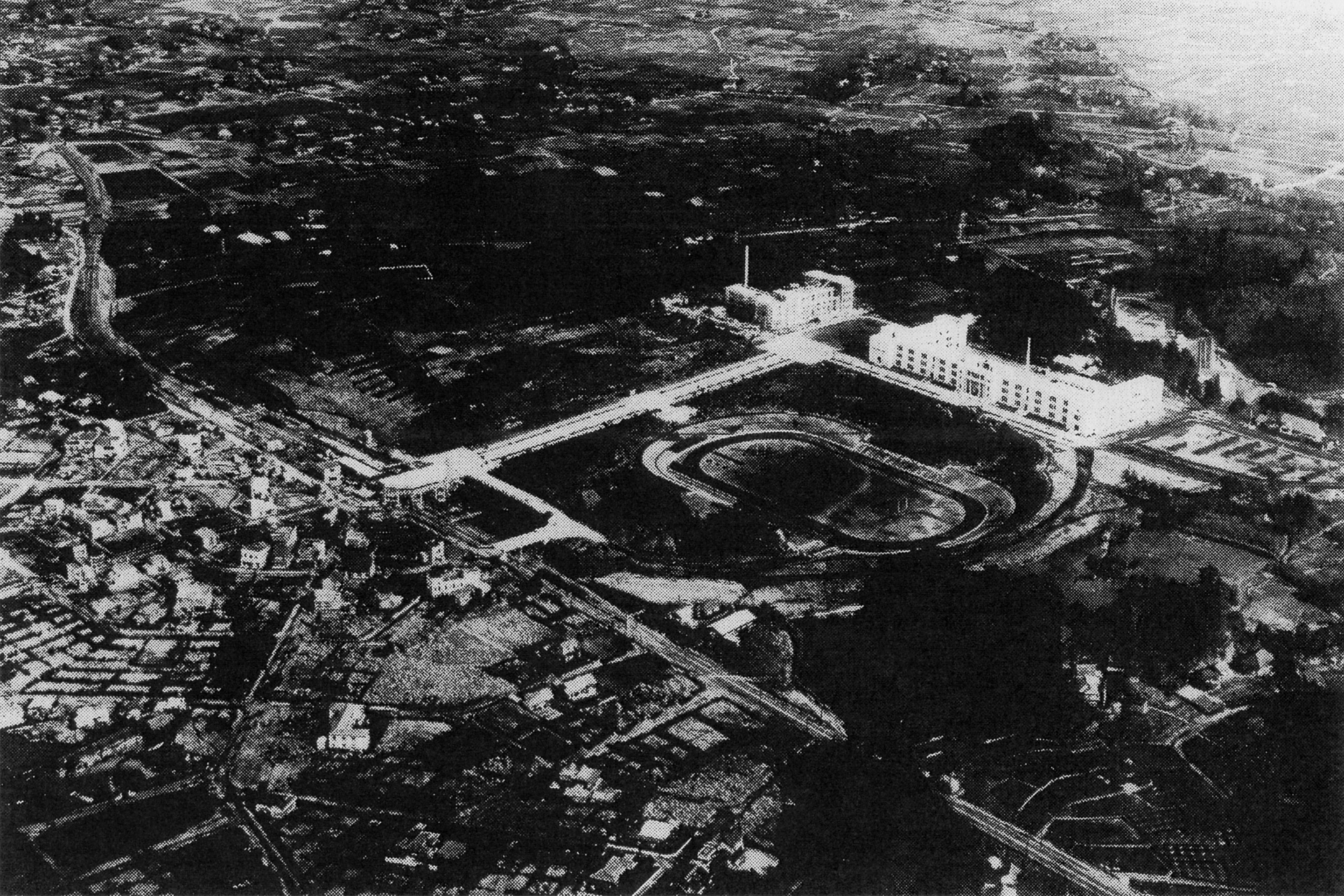
1935年（昭和10年）頃の日吉校舎

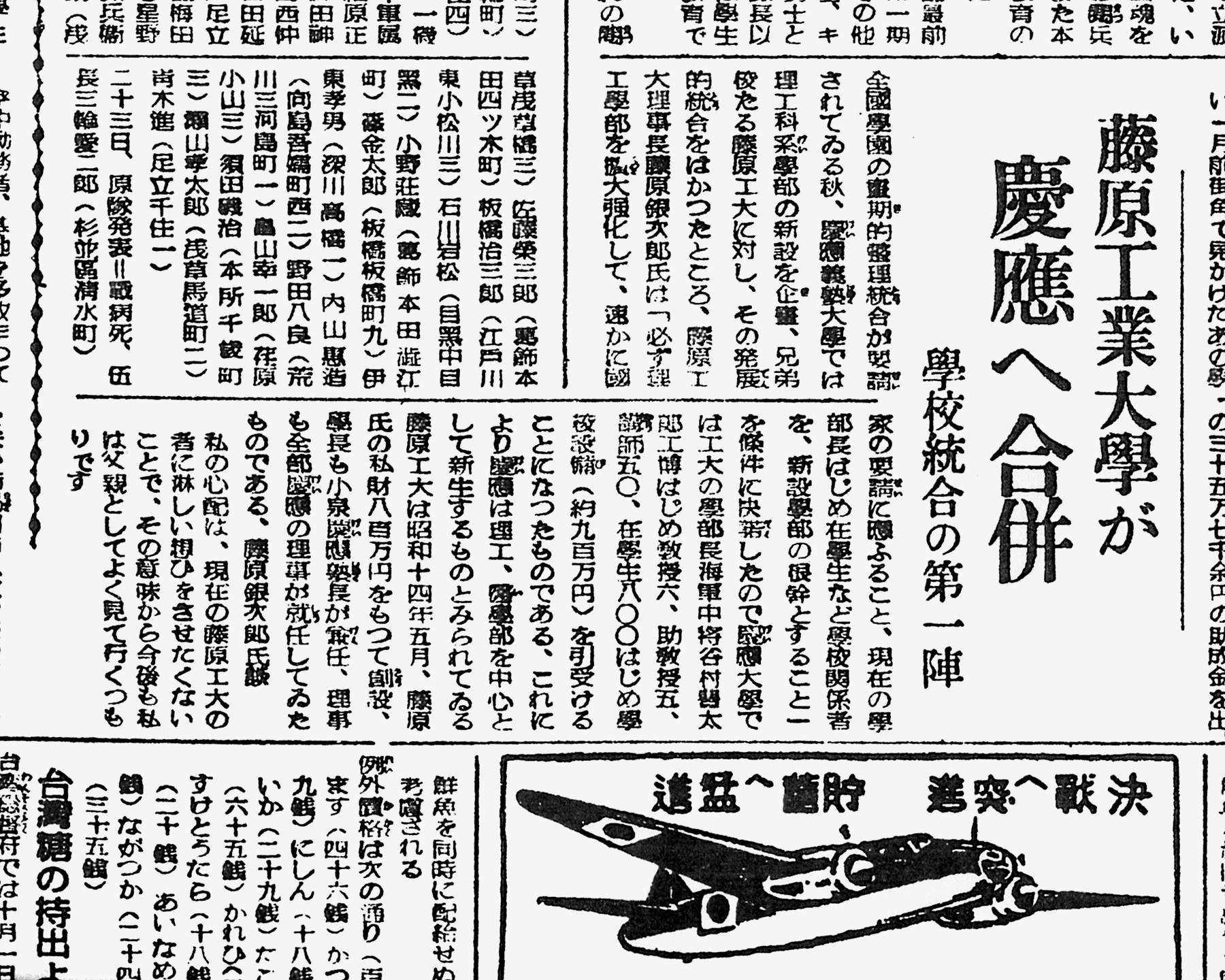
藤原工業大学が慶應へ合併（『朝日新聞』 1943年10月24日付3面）

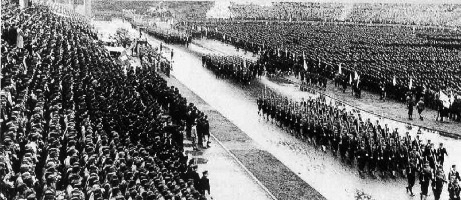
出陣学徒壮行会（慶應義塾大学からは約3500名が出陣した。）

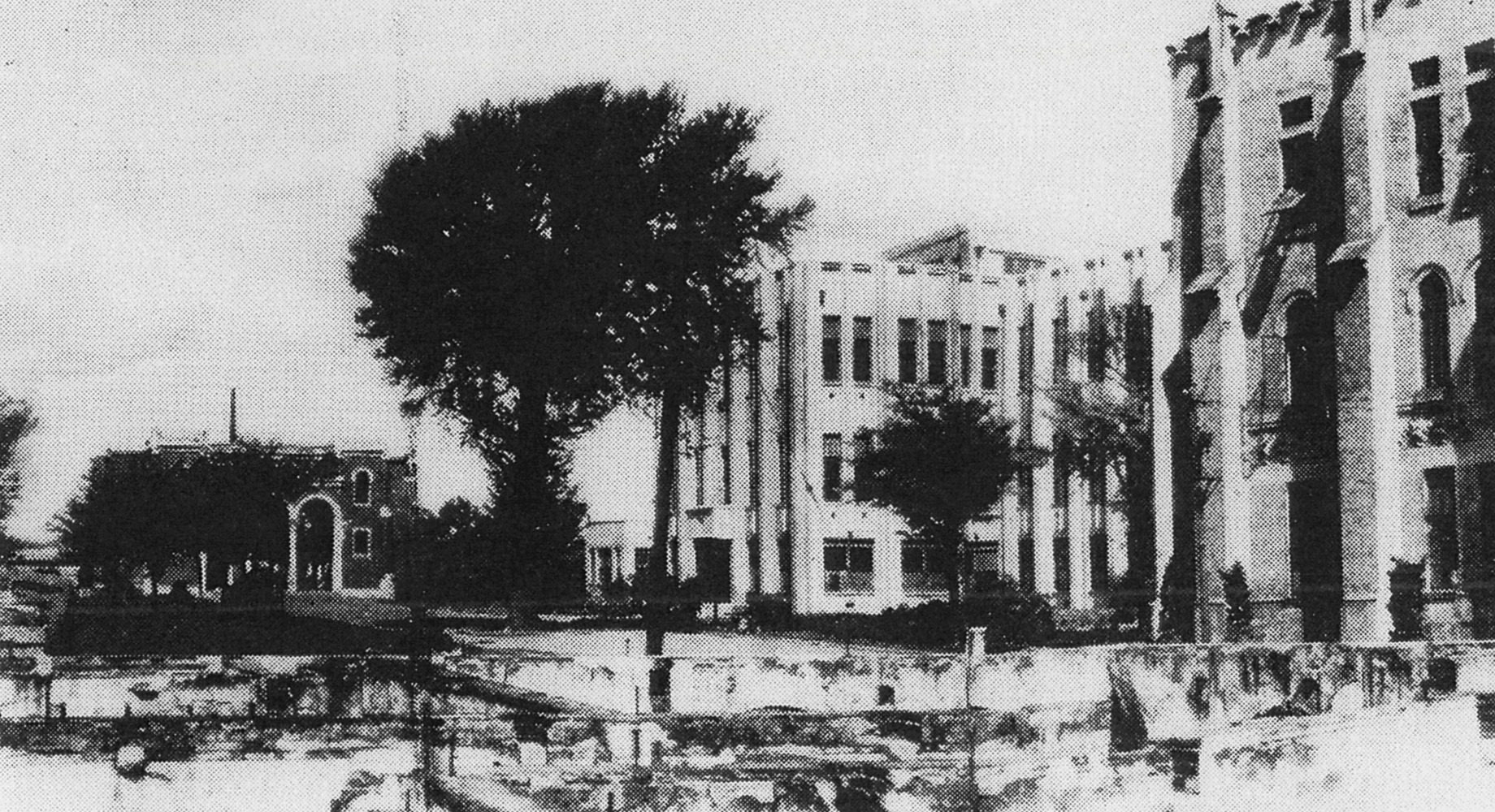
空襲後の三田山上（右から塾監局、現第一校舎、焼け落ちた大講堂）

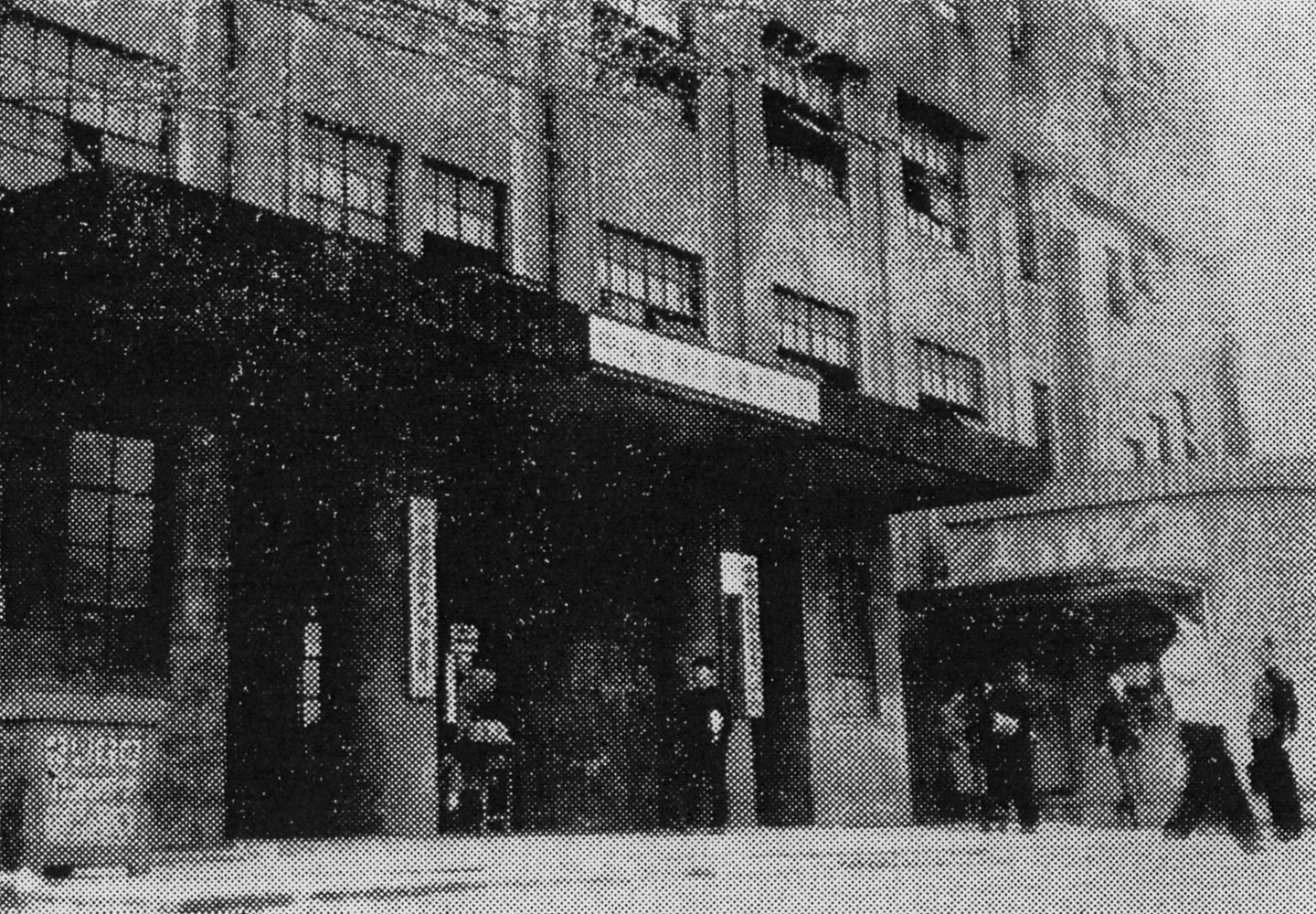
三ノ橋仮校舎（1946年）

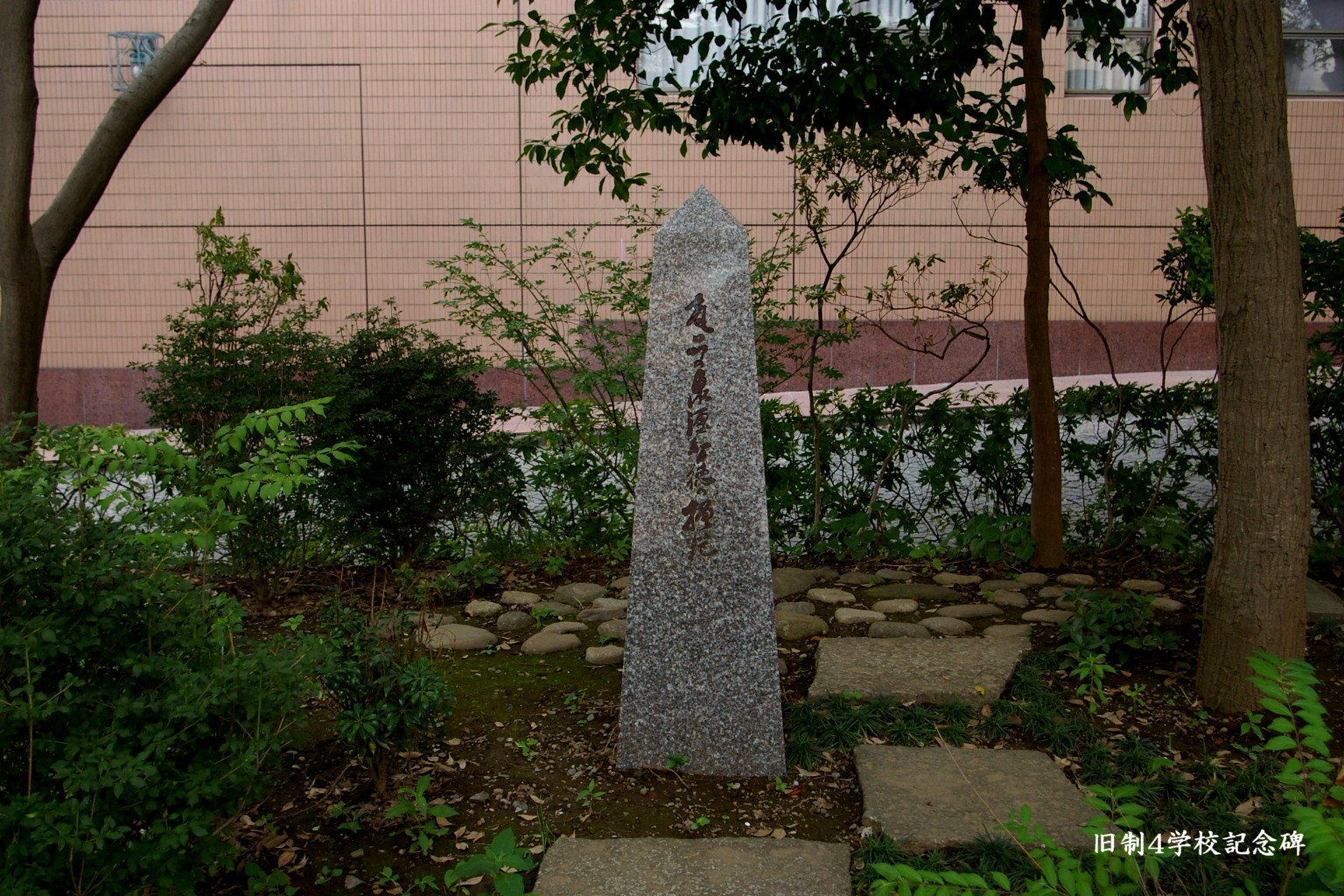
旧制四学校記念碑
（三田キャンパス）

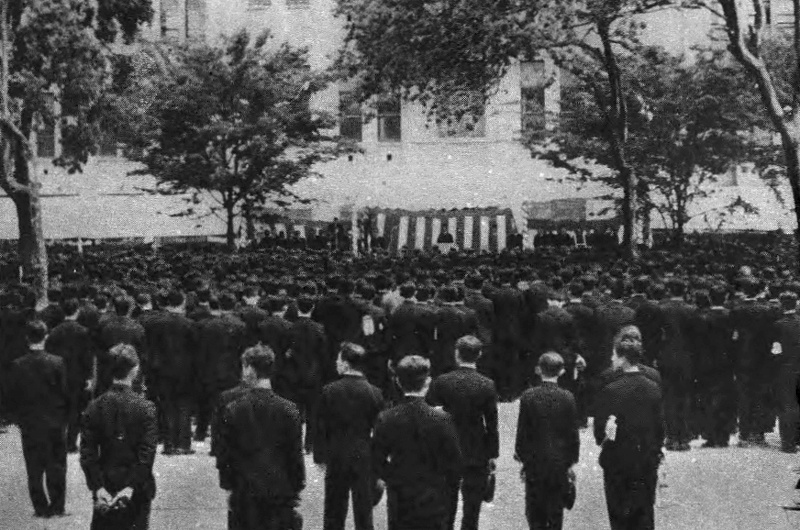
屋外開催となった慶應義塾創立90周年記念式典

  - 2月 - 大学令による慶應義塾大学（旧制）設立認可[95]。
  - 4月 - 文学部、経済学部、法学部、医学部を設置。各学部に部長を置く。3年制の予科および大学院を附設。
  - 5月 - 大学評議会設置。
  - 8月 - アントワープ五輪のテニス競技で熊谷一弥（旧理財科卒）が日本人初のメダリストとなる。
  - 9月 - 予科鉄筋校舎竣工[注釈 29]。
  - 11月 - 慶應医学会発足（翌年『慶應医学』創刊）[96]。大学病院開院。
- 1921年（大正10年）
  - 7月 - 学位規程認可。
  - 11月 - 法学研究会発足（翌年『法学研究』創刊）[97]。三田史学会機関誌『史学』創刊[89]。
- 1922年（大正11年）
  - 4月 - 専門学校令による大学部を専門部と改称[98]（予科1年・本科3年の4年制）。医学部附属産婆養成所開設。
  - 11月 - 三田大講堂でアインシュタインの日本初講演を開催[99]。第1回ラグビー慶早戦を開催（三田綱町グラウンド）。
- 1923年（大正12年）
  - 4月 - 大学令による慶應義塾大学最初の卒業式を挙行。
  - 7月 - 慶應義塾協議会を設置[注釈 30]。庭球部大森コート開設[100]。
  - 9月 - 関東大震災で大学病院が救護活動を行う[101]。貞明皇后、病院収容の被災者を慰問（9月17日には竹田宮妃の慰問あり）。
- 1924年（大正13年）
  - 4月 - 専門部が高等試験令第八条の認定を受け、卒業生は高等文官予備試験を免除さる（文部省告示第二百九十号）。
  - 11月 - 食養研究所設立（1990年廃止）。
- 1925年（大正14年）
  - 2月 - 専門部を高等部と改称。
  - 9月 - 東京六大学野球連盟結成。
  - 10月 - 慶早野球戦復活（早大戸塚球場）。
- 1926年（大正15年/昭和元年）
  - 6月 - 東京府荏原郡矢口村に新田運動場開設。
  - 9月 - 現在の塾監局竣工[78]。望月軍四郎より支那研究基金設立。
  - 10月 - 三田哲学会機関誌『哲学』創刊[102]。
- 1927年（昭和2年）
  - 11月 - 慶早戦のラジオ実況放送始まる。応援歌『若き血』誕生（堀内敬三作詞・作曲）。
  - 12月 - 大学評議会、予科と普通部、商工学校、幼稚舎の郊外移転方針決定[103]。
  - 体育会山中山荘を開設[104]。
- 1928年（昭和3年）
  - 4月 - 文学部を15専攻制とする。
  - 8月 - 関東大震災で破損した図書館の増修築工事竣工[105]。
  - 10月 - 東京横浜電鉄（現:東急電鉄）から神奈川県橘樹郡日吉村の土地7万2千坪（約24万m2）の無償提供を受ける[注釈 31]。
  - 11月 - 林毅陸塾長が私立大学を代表して即位礼に参列。
- 1929年（昭和4年）
  - 4月 - 予防医学教室竣工。
  - 4月 - 福澤先生誕生地記念碑を建立（大阪）。
- 1930年（昭和5年）
  - 4月 - 綱町プール竣工。
  - 11月 - 第1回連合三田会大会を開催。
- 1931年（昭和6年）
  - 1月 - 高等部同盟休校事件発生[107]。
  - 4月 - 高等部予科を廃止し、3年制とする。
  - 5月 - 三田史学会により日吉台遺跡群発掘調査開始（～1936年）[108]。
- 1932年（昭和7年）
  - 5月 - 創立75年記念式典挙行。秩父宮雍仁親王、犬養毅首相など3千名参列。
  - 7月 - 『福澤諭吉伝』全4巻を皇室に献上。
- 1934年（昭和9年）
  - 5月 - 文・経済・法学部予科が日吉に移転[109]。
  - 11月 - 日吉校舎第一期工事完成[注釈 32]。「福澤先生誕生百年並に日吉開校記念祝賀会」を挙行。
- 1935年（昭和10年）
  - 4月 - 塾長の諮問機関として学事顧問制度を設ける（林毅陸、神戸寅次郎、川合貞一、気賀勘重が就任）。
  - 6月 - 日吉予科図書室開設[110]。
- 1936年（昭和11年）
  - 4月 - 医学部予科が日吉に移転[111]。
  - 6月 - 高松宮・同妃、医学部を視察[112]。
  - 三田の木造校舎4棟を解体[113]。
- 1937年（昭和12年）
  - 8月 - 日吉寄宿舎竣工。
  - 9月 - 三田第一校舎（大学学部用）竣工。
  - 10月 - 北里博士記念医学図書館開設（1944年慶應義塾に寄贈）[57]。
- 1938年（昭和13年）
  - 4月 - 文学部を文学科・哲学科・史学科、経済学部を経済学科・商業学科に分かつ。医学部に研究生制度を設ける。
  - 2月 - 天皇、皇后の御真影、および教育勅語謄本下賜、奉戴式挙行。
  - 5月 - 学術調査団として史学科考古学班を中国大陸に派遣。
  - 9月 - 運動場用地として神奈川区下田町（現・港北区下田町および日吉本町）の土地約2万坪を購入[114]。
  - 女子聴講生を受け入れる[115]。

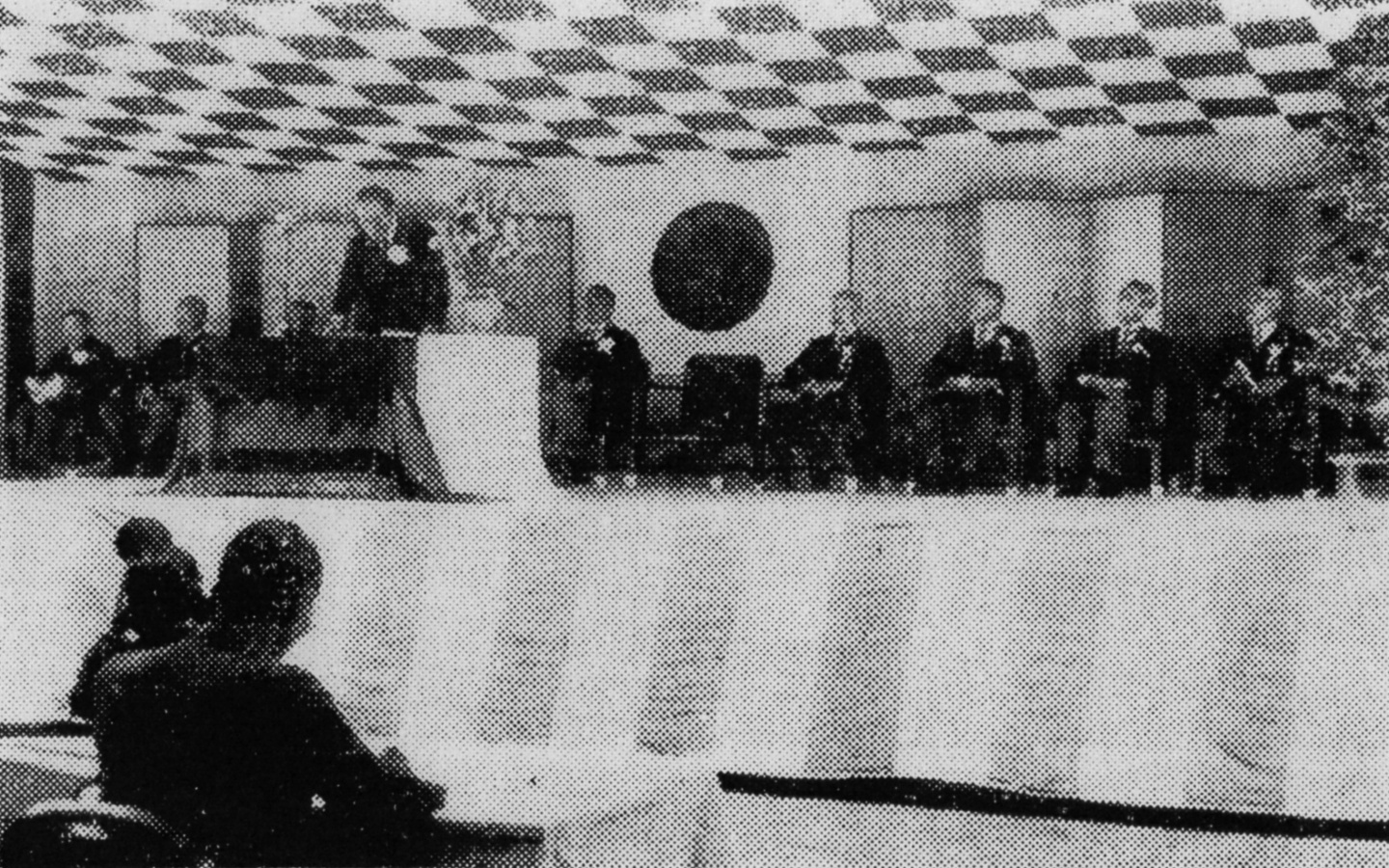
藤原工業大学開校式（1939年6月17日）

- 1939年（昭和14年）
  - 3月 - 北京公館および中支研究所設立。
  - 6月 - 藤原工業大学（工学部の前身）開校。歯科医学会結成。海南島学生医療奉仕隊出発。
- 1940年（昭和15年）
  - 1月 - 三田綱町1番地の徳川達孝伯爵邸跡に綱町研究所を開設[注釈 33]。
  - 7月 - 藤原工業大学の学部用地として日吉台北東の土地を購入[注釈 34]。
  - 10月 - 小泉信三塾長、「居常心得」訓示。
  - 11月 - 現塾歌を制定（翌年発表）[116]。
  - 秋 - 下田グラウンド開設。
- 1941年（昭和16年）
  - 6月 - 各学部の選択科目として国防学を開講[41]。
  - 8月 - 慶應義塾報国隊を結成。月ヶ瀬温泉治療学研究所開設（1958年廃止）。
- 1942年（昭和17年）10月 - 語学研究所設置。外国語学校を開設。
- 1943年（昭和18年）
  - 4月 - 大学予科の修業年限を2年に短縮。
  - 7月 - 亜細亜研究所設立（1946年廃止）。
  - 10月 - 大学院特別研究生制度実施。出陣学徒壮行慶早戦を行う。『三田評論』休刊（1951年復刊）。
  - 11月 - 塾生出陣壮行会を挙行。
  - 上智大学商学部と立教大学文学部の学生を委託学生として編入[117]。
- 1944年（昭和19年）
  - 1月 - 名誉教授制設定。
  - 2月 - 高等部廃止決定、1944年度より学生募集停止[118]。
  - 4月 - 大学附属医学専門部を設置[119]。慶應義塾獣医畜産専門学校開設。
  - 8月 - 藤原工業大学が慶應義塾に寄付され、慶應義塾大学工学部となる。
  - 連合艦隊司令部などの海軍諸機関が日吉台地下壕に移転。
- 1945年（昭和20年）
  - 4月 - 医学部附属看護婦養成所と産婆養成所が合併し、看護婦産婆養成所となる[120]。農学研究所を設ける（1948年廃止）。空襲により日吉キャンパス被災。
  - 5月 - 空襲により三田・四谷の両キャンパス被災[注釈 35]。
  - 7月 - 戦時教育令および同施行規則に基づき学徒隊規程制。図書館蔵書を長野県更級郡稲荷山町（現在の千曲市）にあった高村家別邸（高村象平）に疎開。
  - 9月 - 米軍によって日吉キャンパスが接収される。高等部廃止[注釈 36]。
  - 10月 - 旧陸軍登戸研究所跡地を借用（登戸仮校舎、1950年まで）[121][122]。
- 1946年（昭和21年）
  - 4月 - 常議員会を設置。大学予科の修業年限を3年に復旧。大学予科主任を大学予科長と改称。女子の大学入学許可[115]。
  - 5月 - 工学部が溝ノ口仮校舎に移転（1949年まで）[123]。医学部1、2年と医学専門部が武蔵野分校に移転[注釈 37]。
  - 6月 - 東京高等工学院の校舎を借用（三ノ橋仮校舎、1949年まで）[124]。
  - 7月 - 第1回文化講座を開催。
  - 10月 - 新聞研究室設立[125]。
- 1947年（昭和22年）
  - 2月 - 社頭福澤八十吉死去。以後社頭は空席となる[126][127]。
  - 4月 - 名誉教授規程設定。
  - 5月 - 創立90年記念式典を挙行（昭和天皇臨席）。
  - 9月 - 福澤邸跡地に福澤記念園開園[128]。
  - 10月 - 三田キャンパス北側低地848坪余を購入[129]（現在の北館所在地）。
  - 11月 - 慶應義塾通信教育図書株式会社設立。
  - 年末 - 獣医畜産専門学校が埼玉県北足立郡志紀町（現志木市）に移転。
- 1948年（昭和23年）
  - 1月 - 大学通信教育講座（現：通信教育課程）開講[130]。
  - 4月 - 新制第一高校・第二高校（三ノ橋）、農業高校（志木）を設置。
  - 7月 - 第1期ハーバード講座を開催。
  - 8月 - 慶應工業会発会。
- 1949年（昭和24年）
  - 2月 - 学事振興資金規程制定。
  - 3月 - 旧制獣医畜産専門学校廃止[131]。

### 新制慶應義塾大学

#### 20世紀
- 1949年（昭和24年）

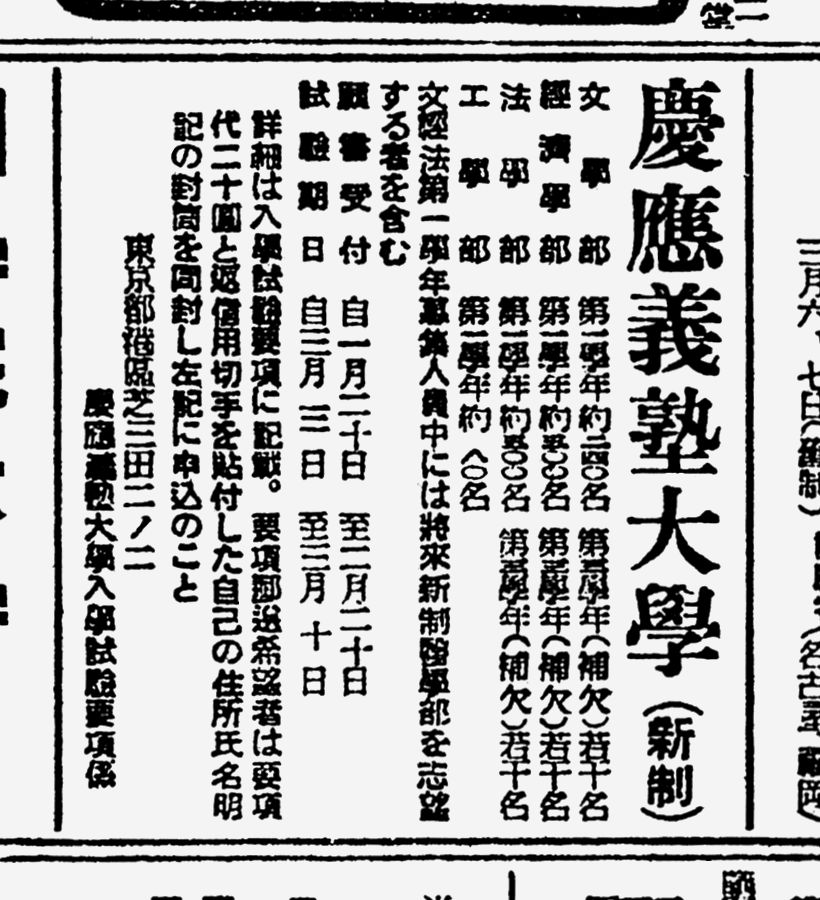
昭和25年度の学生募集広告

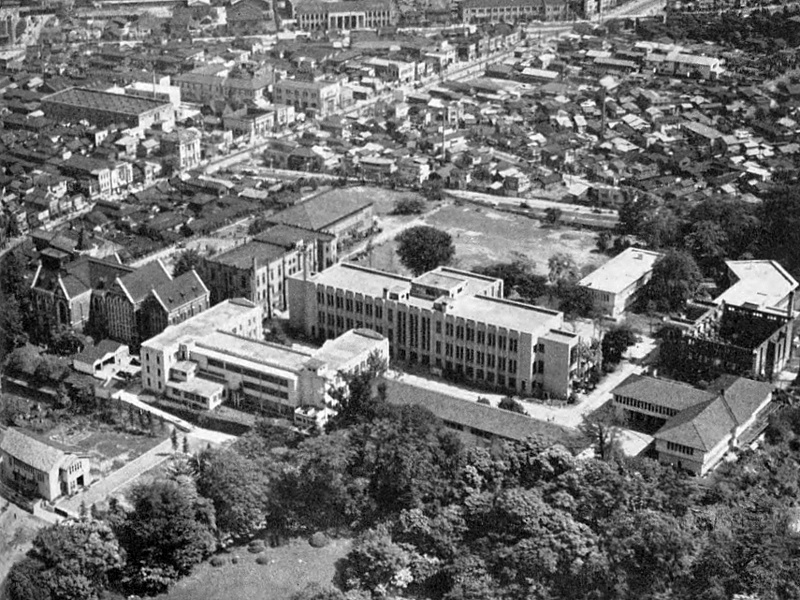
1953年の三田キャンパス。校舎の再建は進んだが大講堂の残骸（右端）は10年以上放置された。

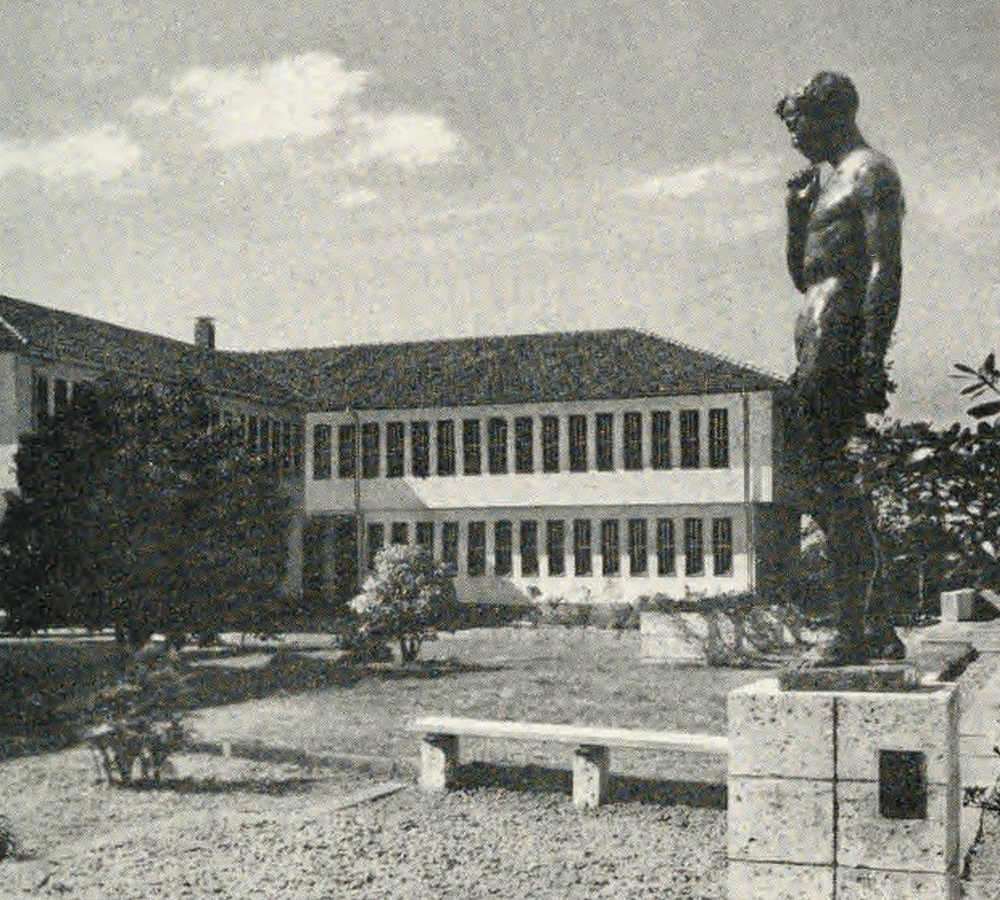
学生ホールと青年像（現在の三田西校舎付近）

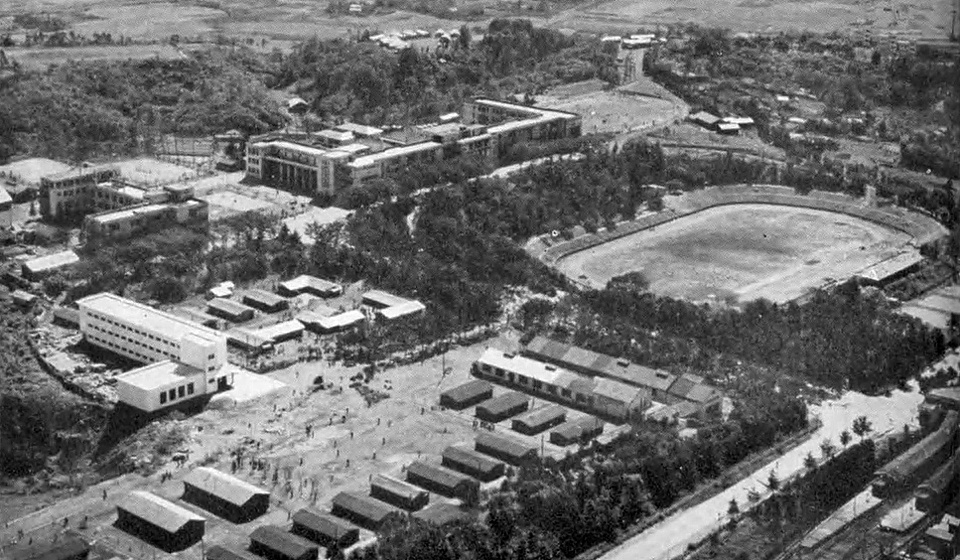
米軍から返還された日吉キャンパス（1955年）

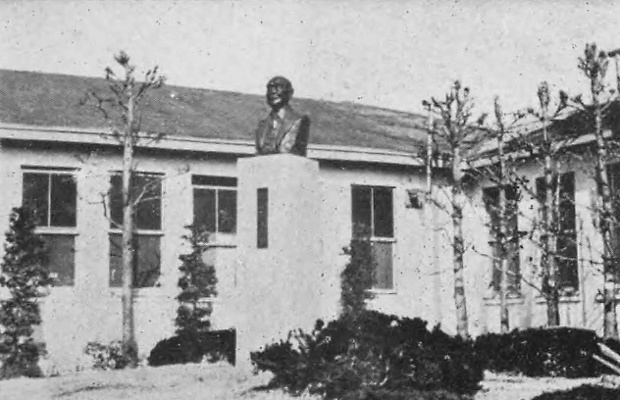
旧小金井キャンパス（工学部）の藤原銀次郎像

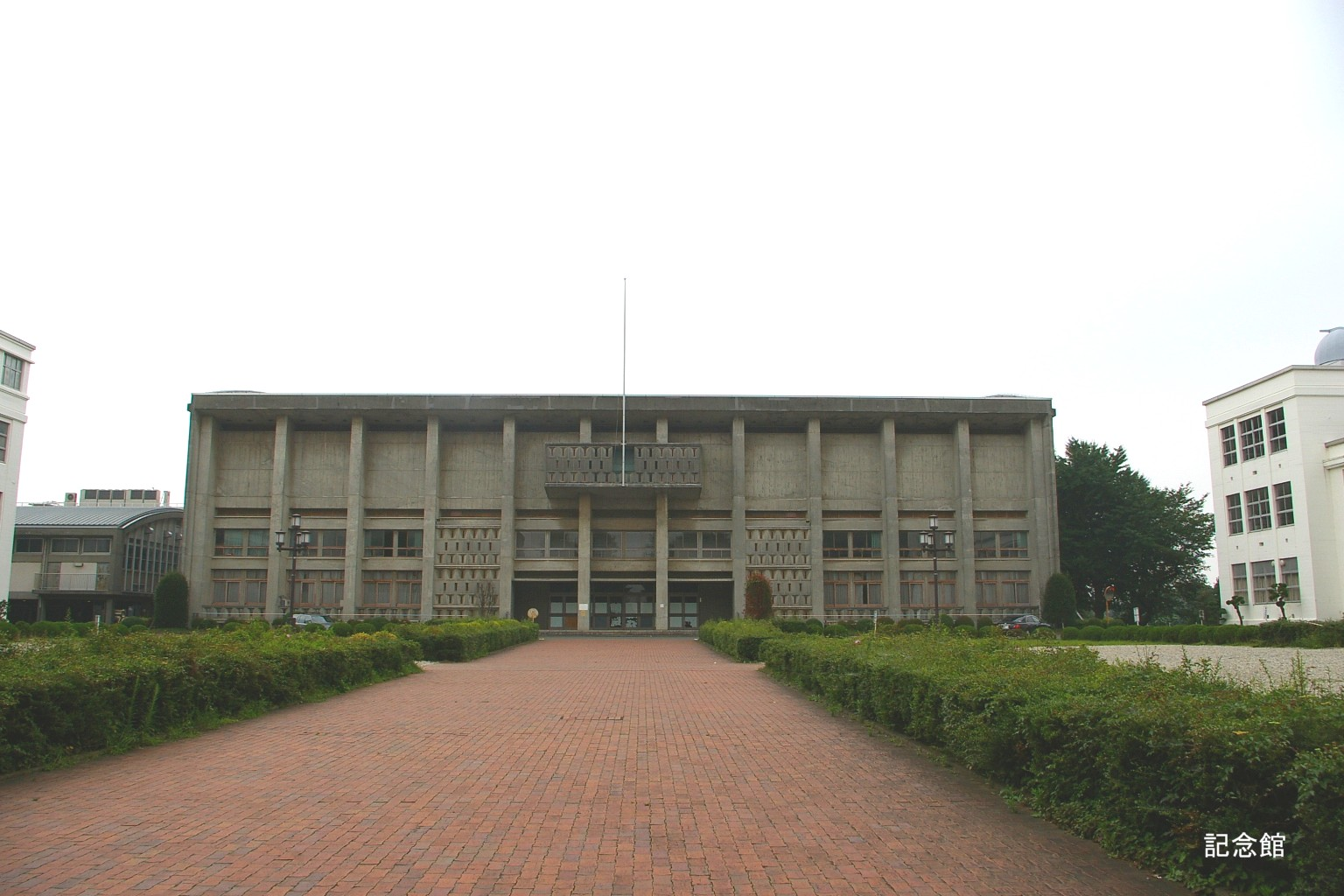
日吉記念館（旧）

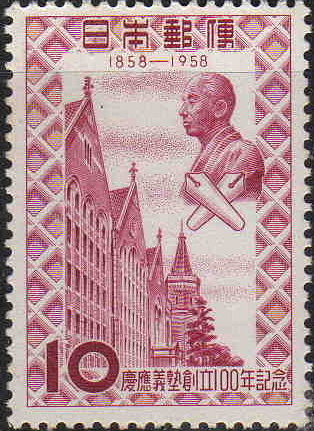
創立100年記念切手（1958年発行）

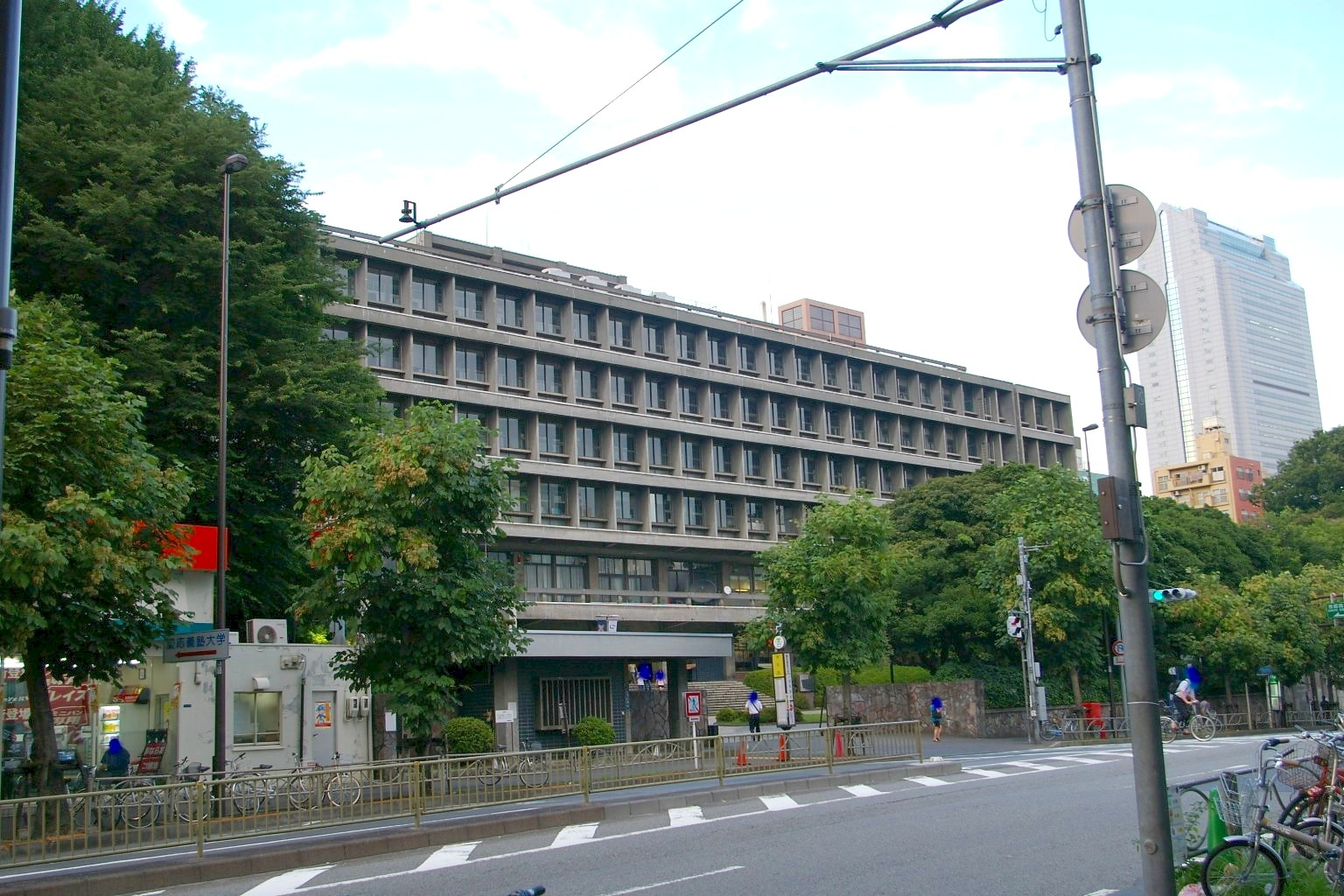
旧南校舎（三田）

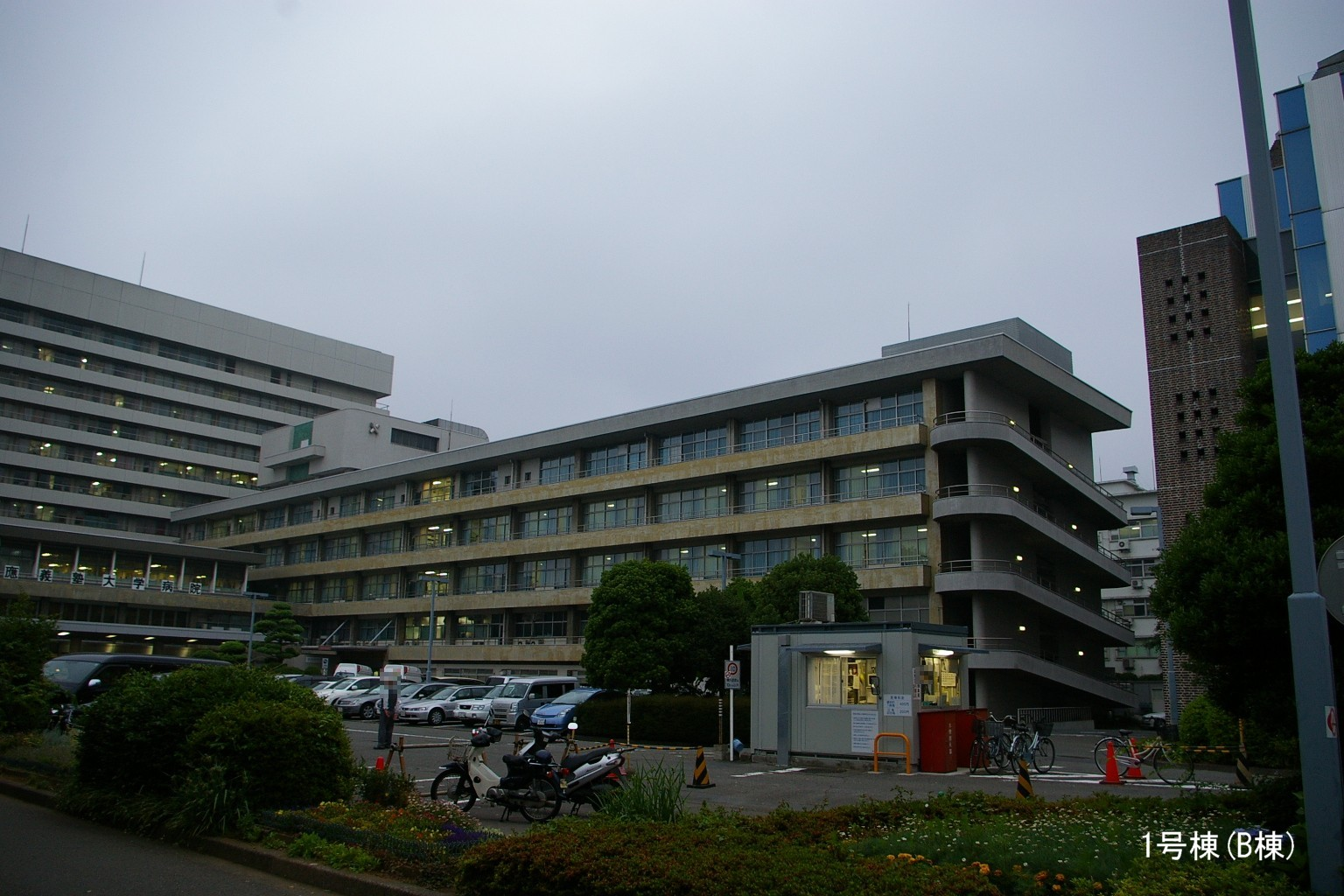
大学病院1号棟（信濃町）

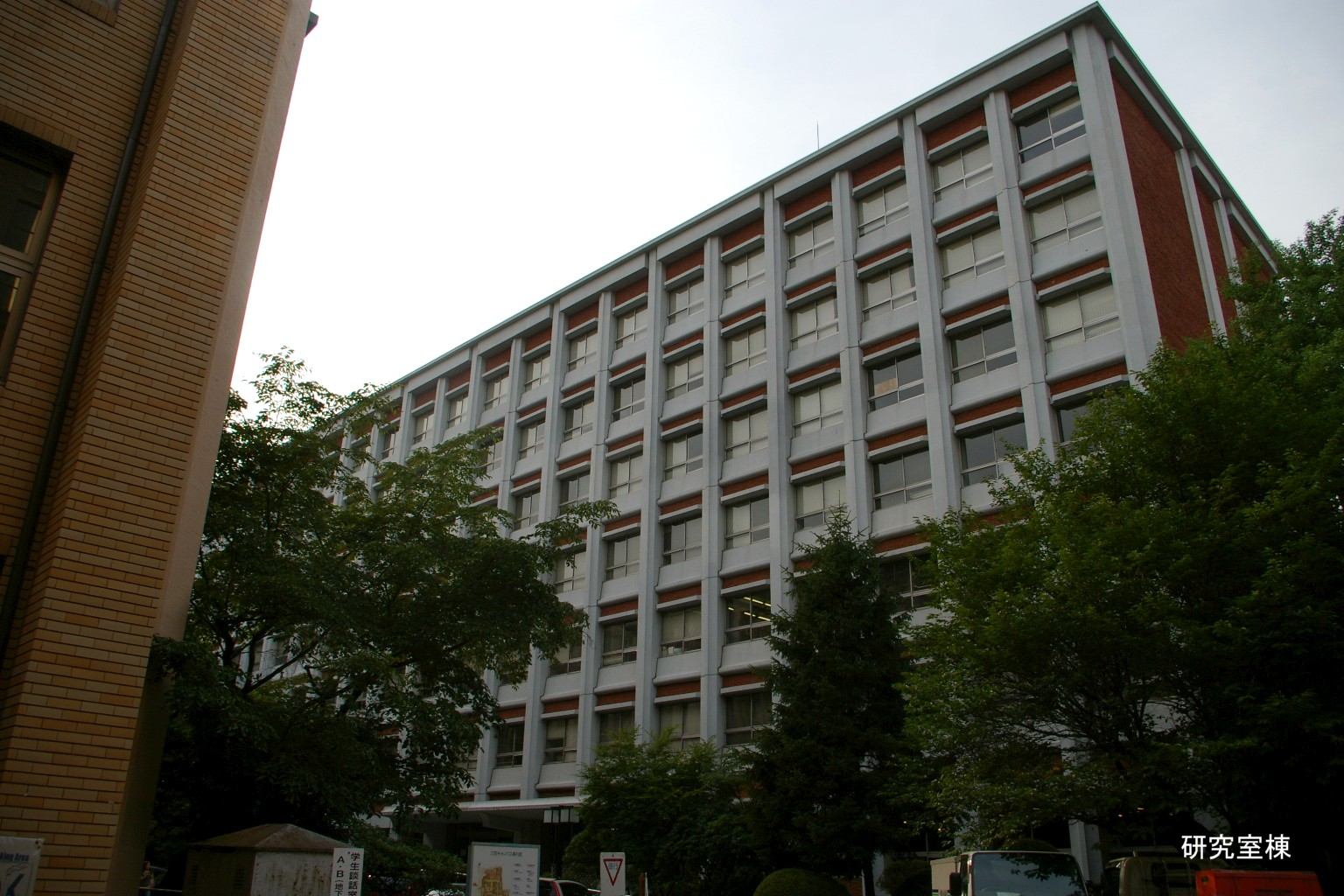
研究室棟（三田）

  - 4月 - 学制改革により新制大学となる。工学部が北多摩郡小金井町に移転[132]。第一・第二高校を統合、慶應義塾高校設置。
  - 5月 - 三田四号館（のちの第三校舎、現在の研究室棟西側付近）・五号館（のちの第二校舎、現在の図書館新館付近）落成式を挙行。三田図書館の修復工事完了。
  - 10月 - 日吉キャンパスの接収解除、返還される[注釈 38]。
  - 11月 - 学生ホール（三田）竣工。館内に猪熊弦一郎の壁画「デモクラシー」を設置[注釈 39]。
  - 義塾賞と福澤賞を制定。
- 1950年（昭和25年）
  - 1月 - 日吉図書室の復旧工事完了[133]。
  - 3月 - 新制大学通信教育課程（文・経済・法学部）認可[130]。
  - 4月 - 慶應義塾女子高校開校。看護婦産婆養成所を厚生女子学院に改組。
  - 9月 - 旧制大学の繰り上げ卒業式を挙行[134]。
- 1951年（昭和26年）
  - 2月 - 学校組織を財団法人から学校法人に改める。
  - 4月 - 新制大学院修士課程（文学・経済学・法学・社会学・工学の5研究科）を設置。文学部図書館学科を開設[89]。
  - 5月 - 三田の旧予科鉄筋校舎を改修し、第一研究室とする。
  - 6月 - 塾史編纂所設置。
  - 7月 - 連合国軍最高司令官リッジウェイ大将夫妻来塾。
  - 8月 - 三田第二研究室竣工（谷口吉郎とイサム・ノグチの合作）[135]。
  - 10月 - 戦後最初の連合三田会大会を開催。
- 1952年（昭和27年）
  - 3月 - 旧制医学専門部廃止[119]。
  - 4月 - 新制医学部設置。
  - 9月 - 三田第三研究室（現在の大学院校舎付近）竣工。
- 1953年（昭和28年）
  - 4月 - 大学院博士課程（5研究科）を設置。
  - 7月 - 海外留学制度復活[注釈 40]。

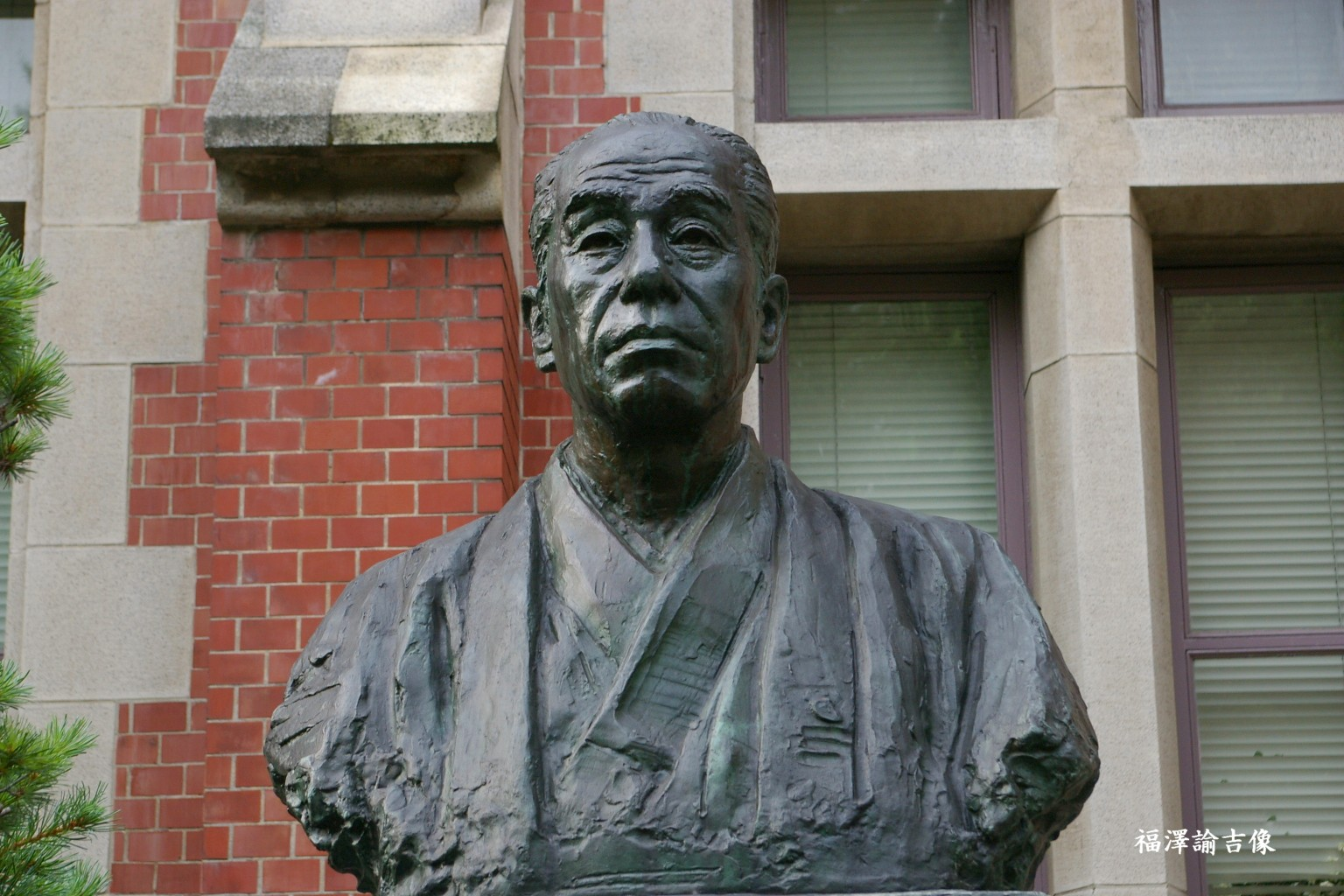
福澤諭吉胸像（三田）

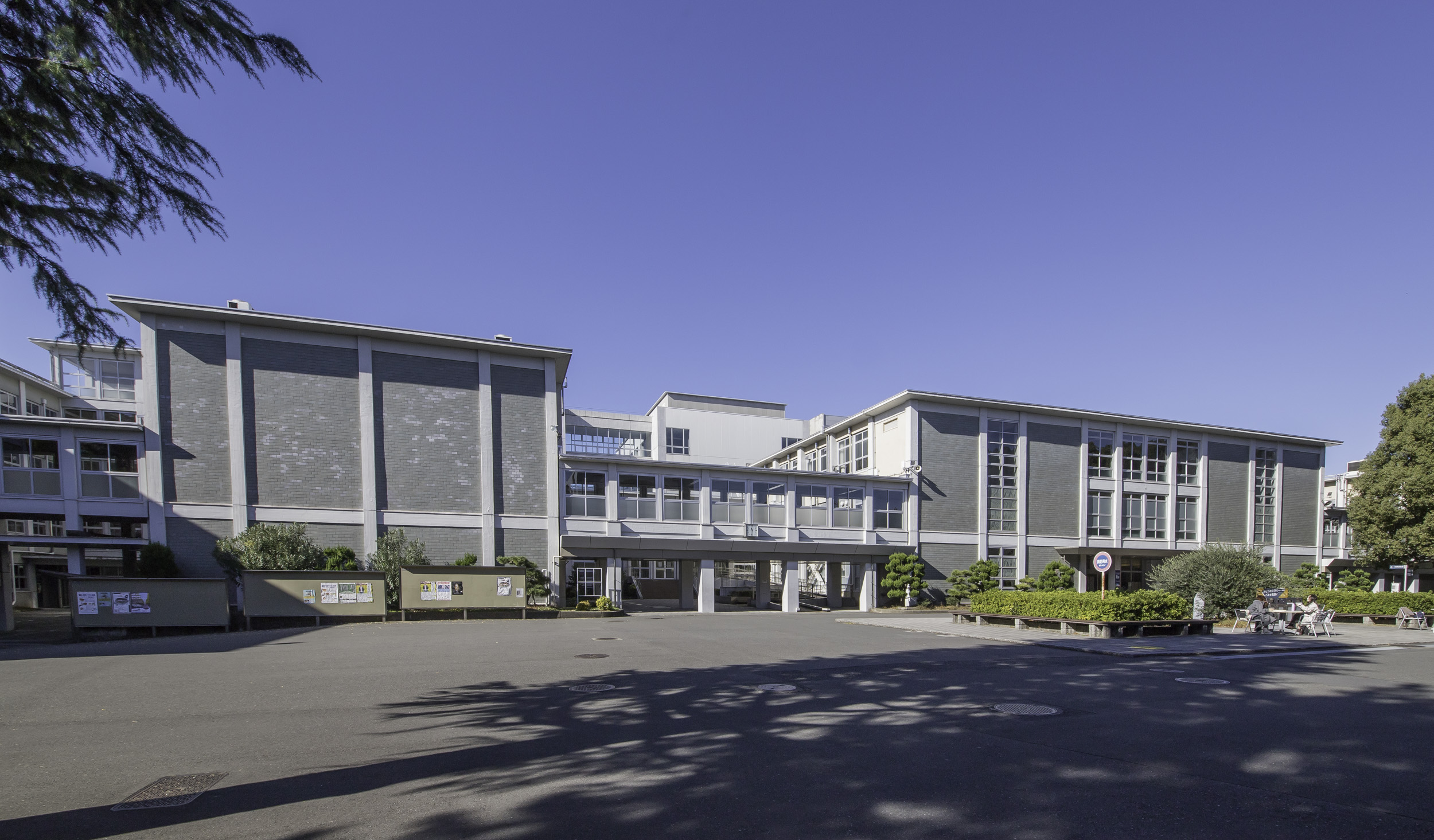
第4校舎B棟（日吉）

- 1954年（昭和29年）1月 - 三田キャンパスに福澤諭吉胸像を設置[137]。
- 1956年（昭和31年）
  - 4月 - 大学院医学研究科（博士課程）を設置。
  - 5月 - 5月15日を福澤先生ウェーランド経済書講述記念日と定める。
  - 塾長・学長分離問題起こる。
- 1957年（昭和32年）
  - 4月 - 商学部を開設。工学部に計測工学科を設置。
  - 5月 - 三田大講堂の残骸を解体。
  - 10月 - インドのネルー首相来塾[138]。
  - 11月 - 日本ワックスマン財団設立[139]。
  - 12月 - 「平和来」の青年像を建立（三田）。
- 1958年（昭和33年）
  - 4月 - 慶應義塾発祥の地記念碑除幕。『三田商学研究』創刊。
  - 9月 - 藤山記念日吉図書館竣工（現藤山記念館）。
  - 10月 - 日吉記念館竣工（2017年解体）[140]。
  - 11月 - 創立100年記念式典を挙行（昭和天皇臨席）[注釈 42]。
- 1959年（昭和34年）
  - 4月 - 工学部に管理工学科を設置。
  - 5月 - 三田南校舎・西校舎第一期工事竣工。三田キャンパス南門（新設）が正門となる。
  - 6月 - 慶應義塾労働組合結成。
  - 9月 - 慶應義塾大学産業研究所 (KEO) 開設。
  - 第1回三田祭を開催[141]。
- 1960年（昭和35年）
  - 4月 - 西独アデナウアー首相来塾[142]。
  - 10月 - アジア教育者会議を開催[143]。
  - 12月 - 斯道文庫設立[144]。
- 1961年（昭和36年）
  - 1月 - 大学体育研究所設置。
  - 4月 - 大学院商学研究科設置。新聞研究室を新聞研究所に改組[125]。
  - 7月 - 福澤諭吉記念基金を設置。
  - 9月 - 旧制慶應義塾大学廃止。
- 1962年（昭和37年）
  - 4月 - ビジネススクール設置。
  - 6月 - 三田西校舎第二期工事竣工。語学研究所を言語文化研究所と改称[145]。
  - 7月 - 館山合宿所開設。
  - 9月 - 慶応工学会が法人化される。
  - 11月 - 慶早戦の応援キャラとしてユニコンが登場する[146][147]。
- 1963年（昭和38年）
  - 4月 - 文学部社会・心理・教育学科を開設[89]。電子計算室を設置（三田）。
  - 5月 - 大学病院中央棟竣工。
- 1964年（昭和39年）
  - 2月 - 塾旗の規準を定める[148]。
  - 4月 - 国際センター発足。
  - 6月 - 芝新銭座の慶應義塾跡に福澤・近藤両翁学塾跡記念碑を建立。名誉博士規程制定。
- 1965年（昭和40年）
  - 1月 - 学費改訂と塾債発行から大学紛争が起こる[149]。
  - 4月 - 大学病院1号棟竣工。
  - 9月 - 財団法人慶應がんセンター発足。
  - 10月 - 工学部図書館分室（小金井）が工学図書館に昇格[150]。
- 1967年（昭和42年）
  - 3月 - 小泉信三記念慶應義塾学事振興基金規程制定。
  - 6月 - 三田演説館が重要文化財に指定される。
  - 9月 - 大学特別研究期間制度実施。
- 1968年（昭和43年）
  - 5月 - 慶應義塾命名100年記念式典を挙行[151]。工学部の矢上台への移転が評議員会議にて正式に承認。
  - 6月 - 米軍資金紛争で学生らが塾監局を一時占拠する[149]。
- 1969年（昭和44年）
  - 3月 - 慶應義塾図書館が重要文化財に指定される。
  - 4月 - 情報科学研究所発足。塾史編纂所を塾史資料室に改組。
  - 9月 - 三田西校舎2階で火災。自治会室、学生集会室など約200m2が焼失（9月16日）[152]。
  - 11月 - 研究室棟竣工（三田）。
- 1970年（昭和45年）4月 - 研究・教育情報センター発足。
- 1971年（昭和46年）
  - 3月 - 福澤邸跡地に福澤諭吉終焉之地記念碑を建立[153]。
  - 10月 - 工学部機械工学科と応用化学科が矢上キャンパスに移転。
- 1972年（昭和47年）
  - 2月 - 保健管理センター新設。
  - 3月 - 工学部の矢上キャンパスへの移転完了[132][注釈 43]。
  - 4月 - 国際医学情報センター設立[154]。
  - 第二次学費改定紛争が起こり、翌年度の入学式中止などの影響が出る[149]。
- 1973年（昭和48年）7月 - 立科山荘開荘。
- 1974年（昭和49年）
  - 4月 - 工学部に数理工学科を設置。伊勢慶應病院開院（2003年閉院。現・伊勢ひかり病院）。
  - 12月 - 図書館のステンドグラス復元。

- 1975年（昭和50年）
  - 9月 - 中等部にてユニコン像復元[147]。

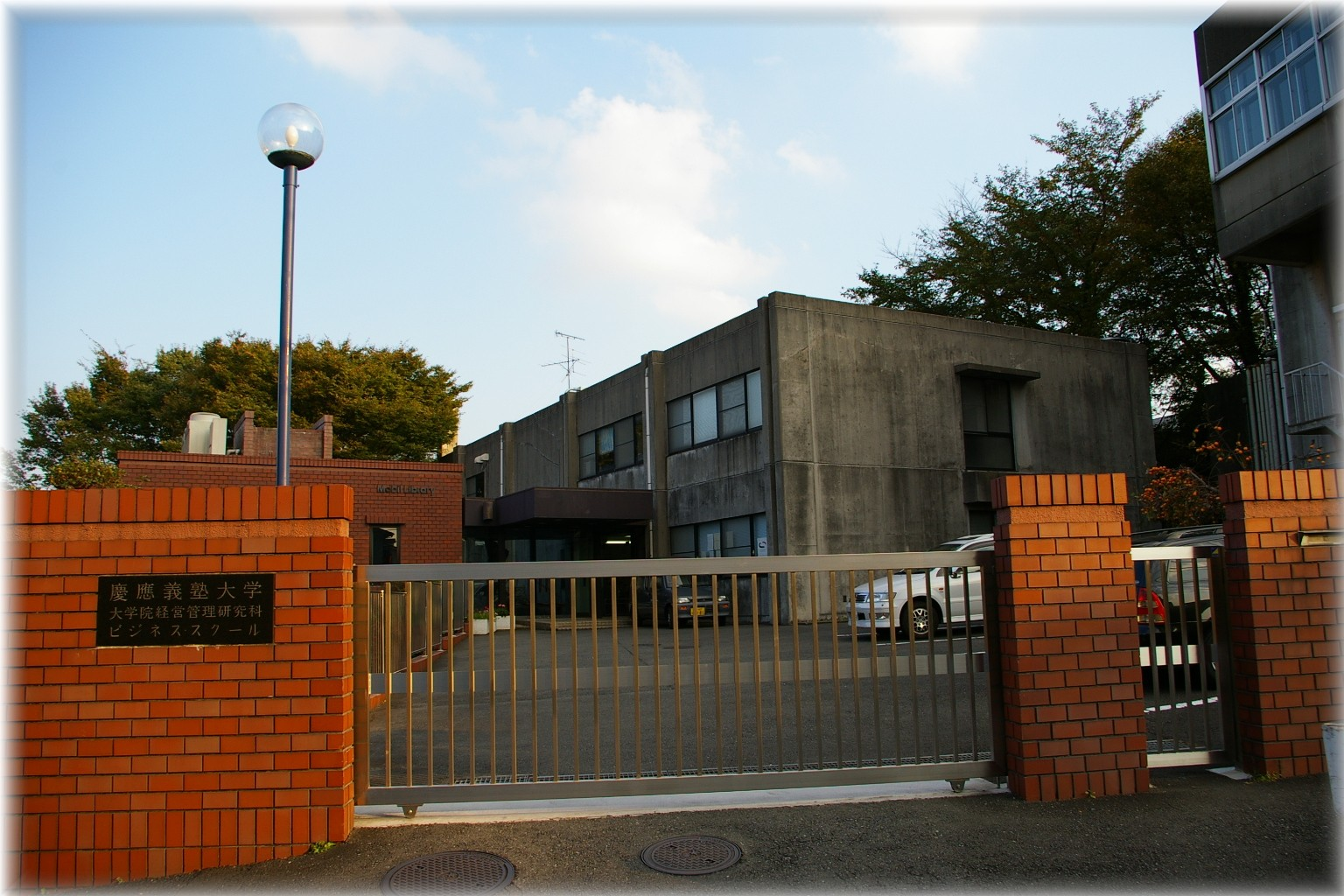
西別館（日吉）

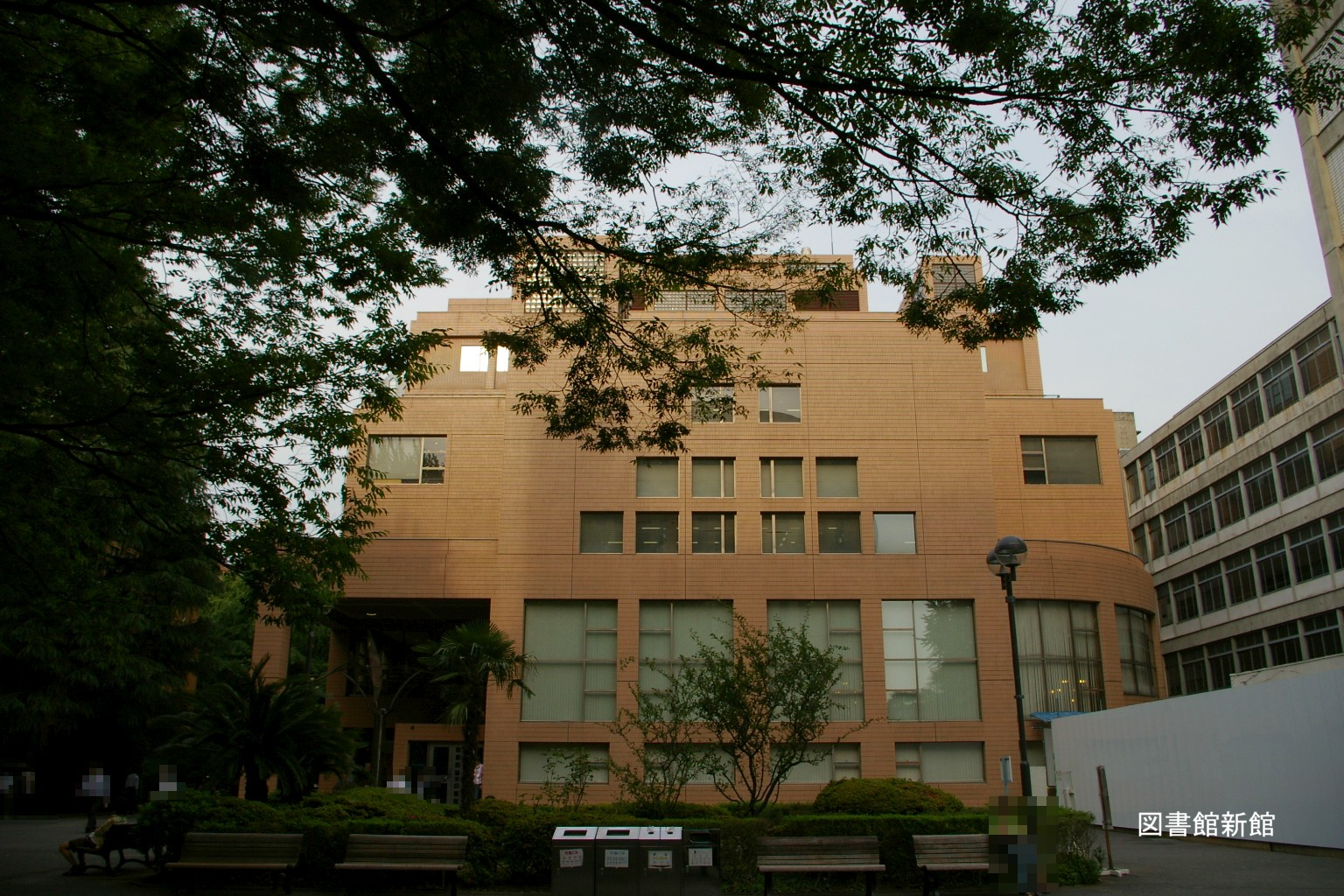
図書館新館（三田）

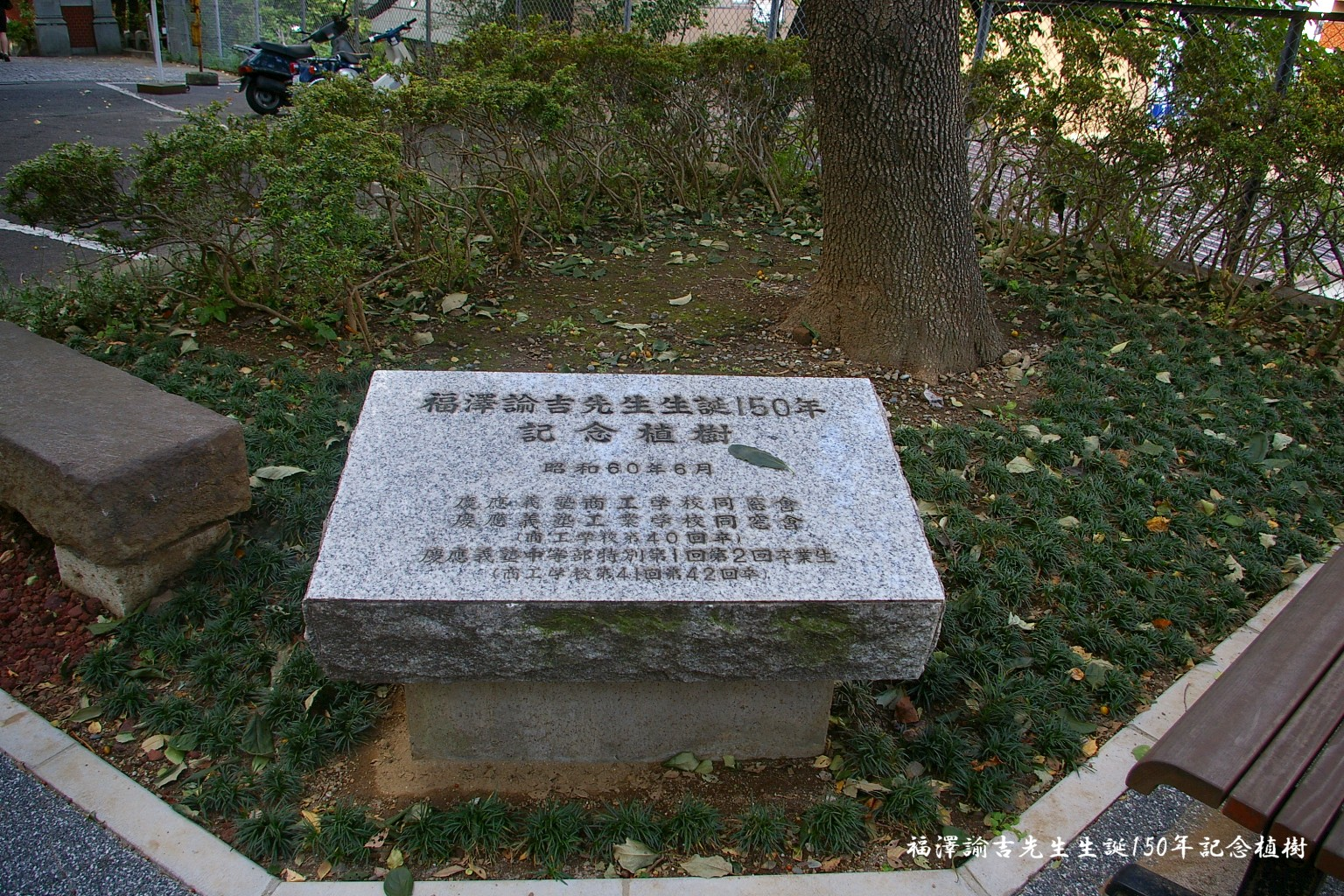
福澤諭吉先生生誕150年記念植樹

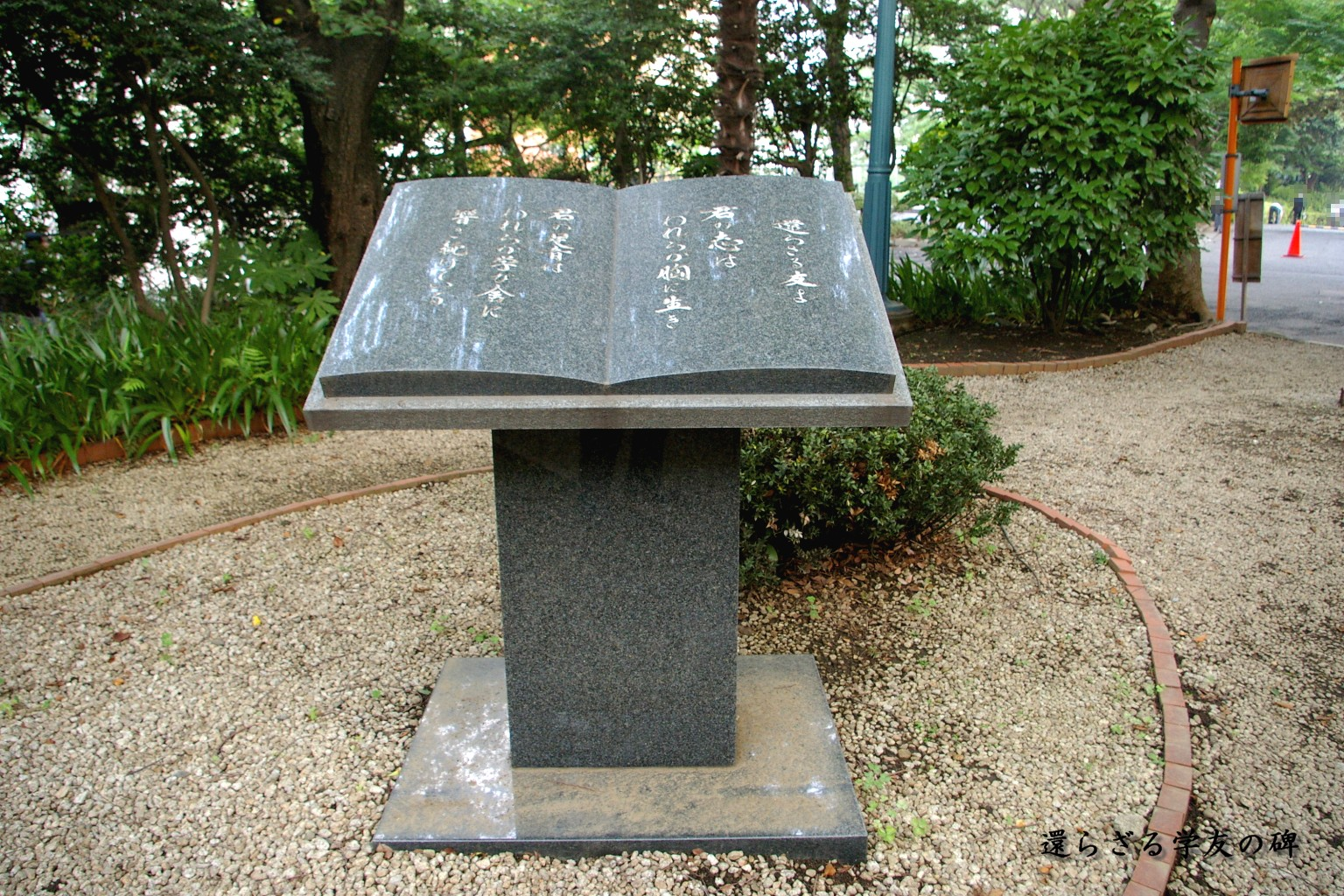
還らざる学友の碑

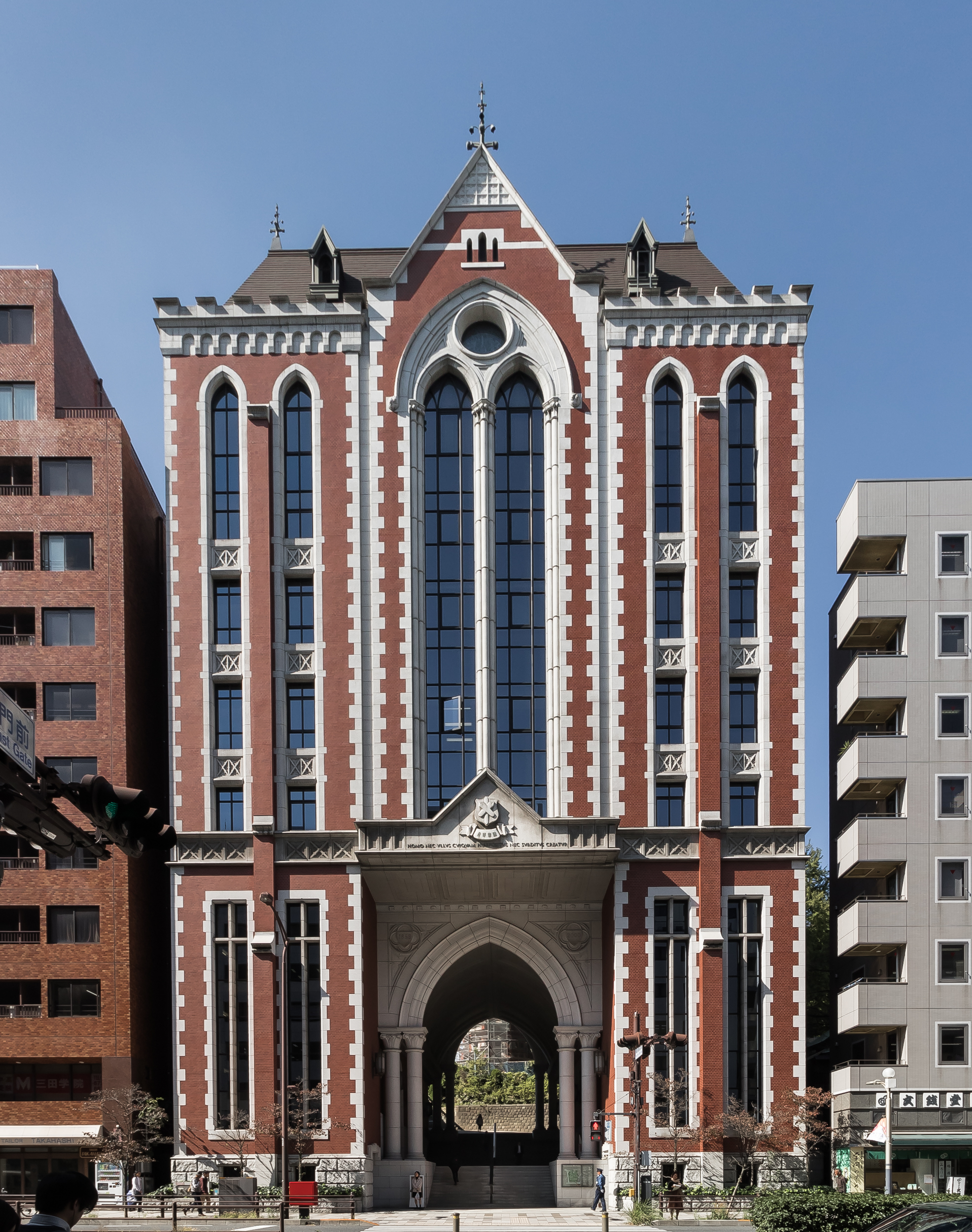
三田キャンパス東館

  - 11月 - 独立自尊記念時計塔を建立（三田）。
- 1976年（昭和51年）
  - 5月 - 小泉信三賞を設ける。
  - 10月 - カナダのピエール・トルドー首相来塾、カナダ講座設置[155]。
- 1977年（昭和52年）4月 - 厚生女子学院（看護専門課程）開設、専修学校となる。月が瀬リハビリテーションセンター開設（2011年閉院）[156]。
- 1978年（昭和53年）
  - 4月 - 大学院経営管理研究科設置。
  - 7月 - 大学帰国子女入学規程制定。
  - 第1回四谷祭を開催[141]。
- 1979年（昭和54年）4月 - 文学部史学科民族学考古学専攻設置。
- 1981年（昭和56年）4月 - 工学部を理工学部に改組（数理工学科を数理科学科に改編、物理学科・化学科を設置）。
- 1982年（昭和57年）4月 - 慶應義塾図書館（新館）開館。
- 1983年（昭和58年）
  - 4月 - 塾史資料室を福澤研究センターに改組[157]。
  - 5月 - 創立125年記念式典を挙行。
  - 6月 - 教職課程センター発足[158]。
- 1984年（昭和59年）
  - 4月 - 文学部社会・心理・教育学科を人間関係学科と改称[89]。
  - 5月 - 日吉キャンパス開設50年記念式典を挙行。
  - 東京工業大学および東京大学との間でネットワーク接続が行われる (JUNET)。
- 1985年（昭和60年）
  - 1月 - 福澤諭吉生誕150年記念式典を挙行。日吉新図書館・事務棟竣工。
  - 2月 - 三田大学院校舎竣工。
  - 4月 - 大学院理工学研究科開設。
- 1986年（昭和61年） - 大学病院新棟（現：2号館）開院。
- 1988年（昭和63年）4月 - 女子厚生学院を改組して慶應義塾看護短期大学看護学科が開学（募集は平成12年度まで）。
- 1989年（昭和64年/平成元年）4月 - スポーツ医学研究センター開設（日吉）[159]。
- 1990年（平成2年）4月 - 湘南藤沢キャンパスに総合政策学部と環境情報学部を新設。
- 1991年（平成3年）
  - 4月 - KOSMOS（図書館システム）稼働[160]。
  - 総合政策研究所、環境情報研究所、言語コミュニケーション研究所開設。
  - 山食（学生食堂）が三田西校舎内に移転[161]。
- 1992年（平成4年） - 第1回秋祭 (SFC) を開催[141]。
- 1993年（平成5年）
  - 3月 - 三田キャンパス西館竣工[162]。
  - 4月 - 研究・教育情報センターと大学計算センターおよび湘南藤沢メディアセンターの統合によりメディアネット発足[163]。
- 1994年（平成6年）
  - 3月 - 三田キャンパス北館竣工。山中資料センター開設[164]。
  - 4月 - 大学院政策・メディア研究科修士課程開設。大学院医学研究科（修士課程）設置。
- 1996年（平成8年）
  - 4月 - 大学院政策・メディア研究科後期博士課程開設。HUMIプロジェクト発足。
  - 7月 - 総合政策研究所・環境情報研究所・言語コミュニケーション研究所をSFC研究所に改組。
  - 12月 - 第1回慶應医学賞授賞式。
  - 新聞研究所をメディア・コミュニケーション研究所（メディアコム）に改組[125]。
- 1998年（平成10年）11月 - 還らざる学友の碑を建立（三田）[165]。
- 1999年（平成11年）3月 - 創想館竣工（矢上）。
- 2000年（平成12年）
  - 4月 - 三田キャンパス東館竣工。「幻の門」を移設[166]。文学部5学科を人文社会学科に統一[89]。 新川崎タウンキャンパス開設。
  - 第1回矢上祭を開催[141]。
  - 12月 - 大晦日に世紀送迎会（第2回）開催。

#### 21世紀
- 2001年（平成13年）

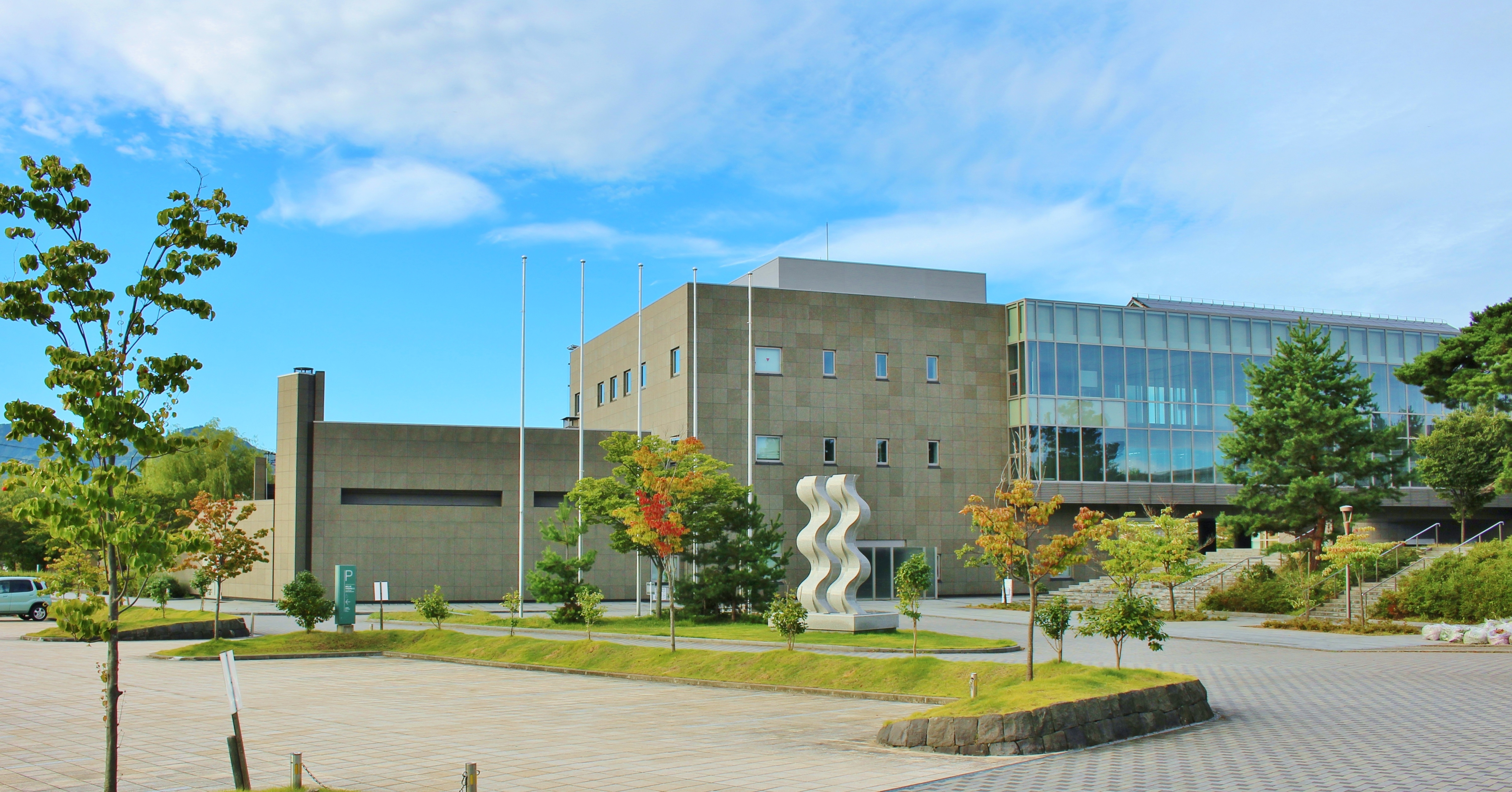
先端生命科学研究所（山形県鶴岡市）

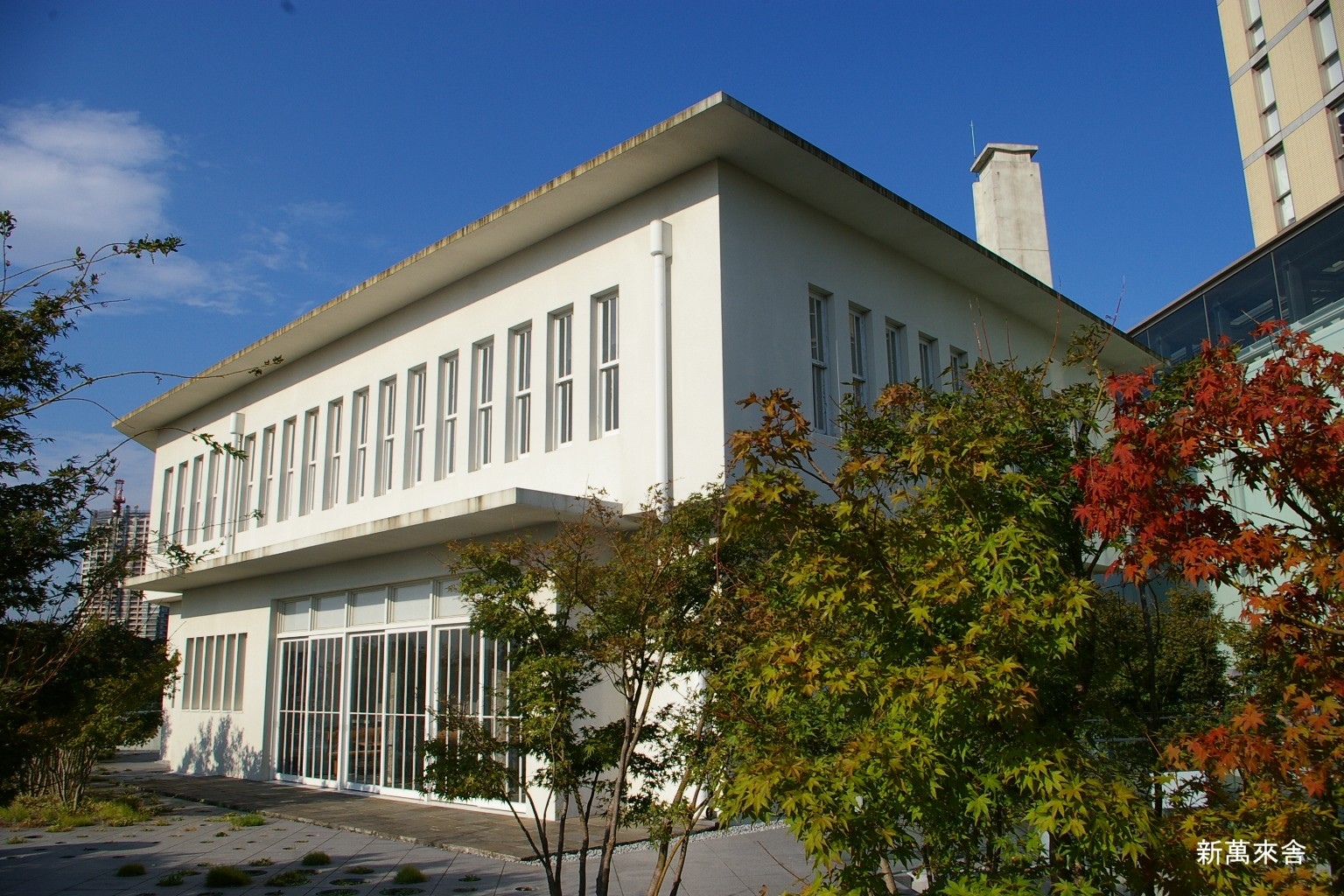
三田南館屋上に移築された新萬来舎

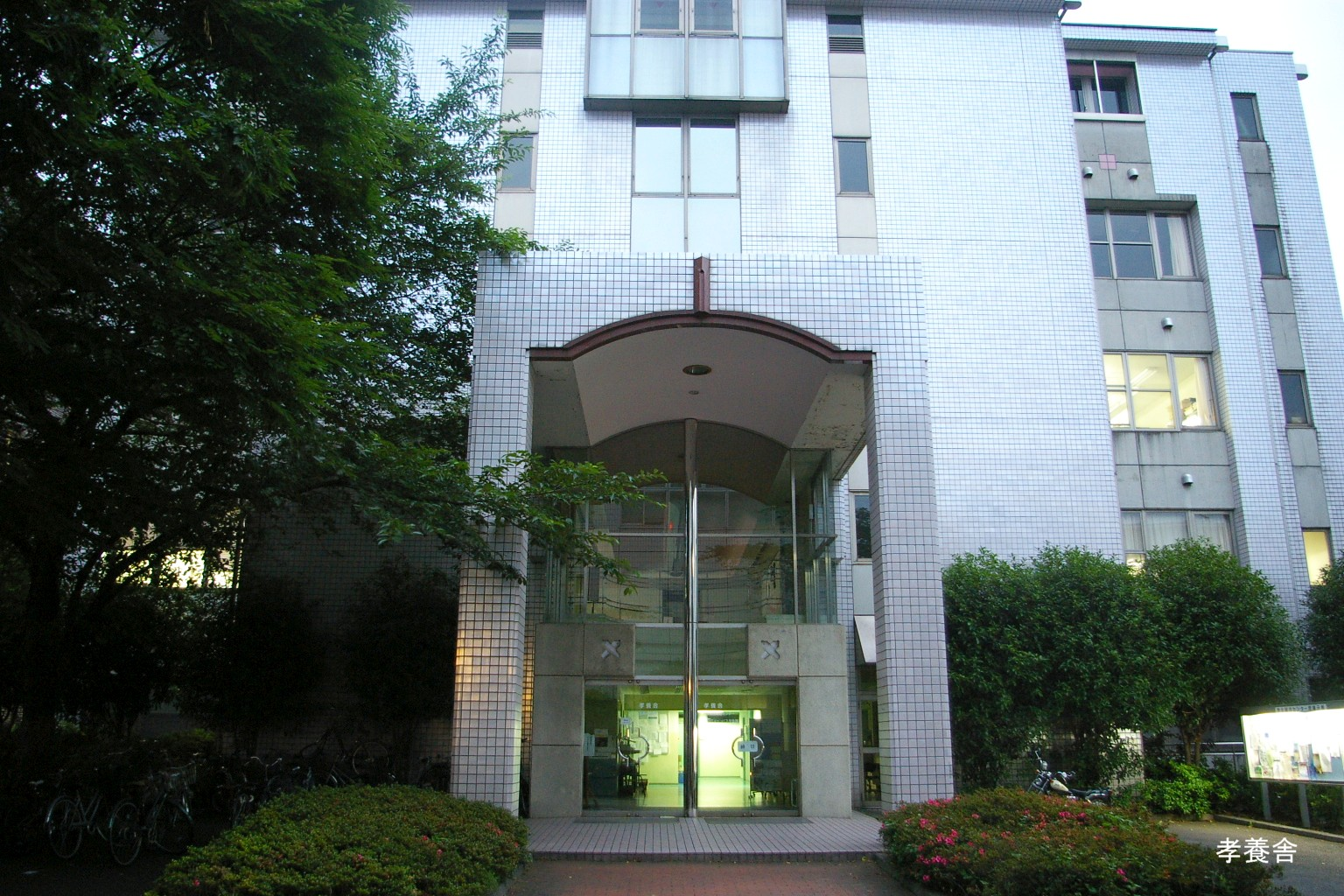
孝養舎（信濃町）

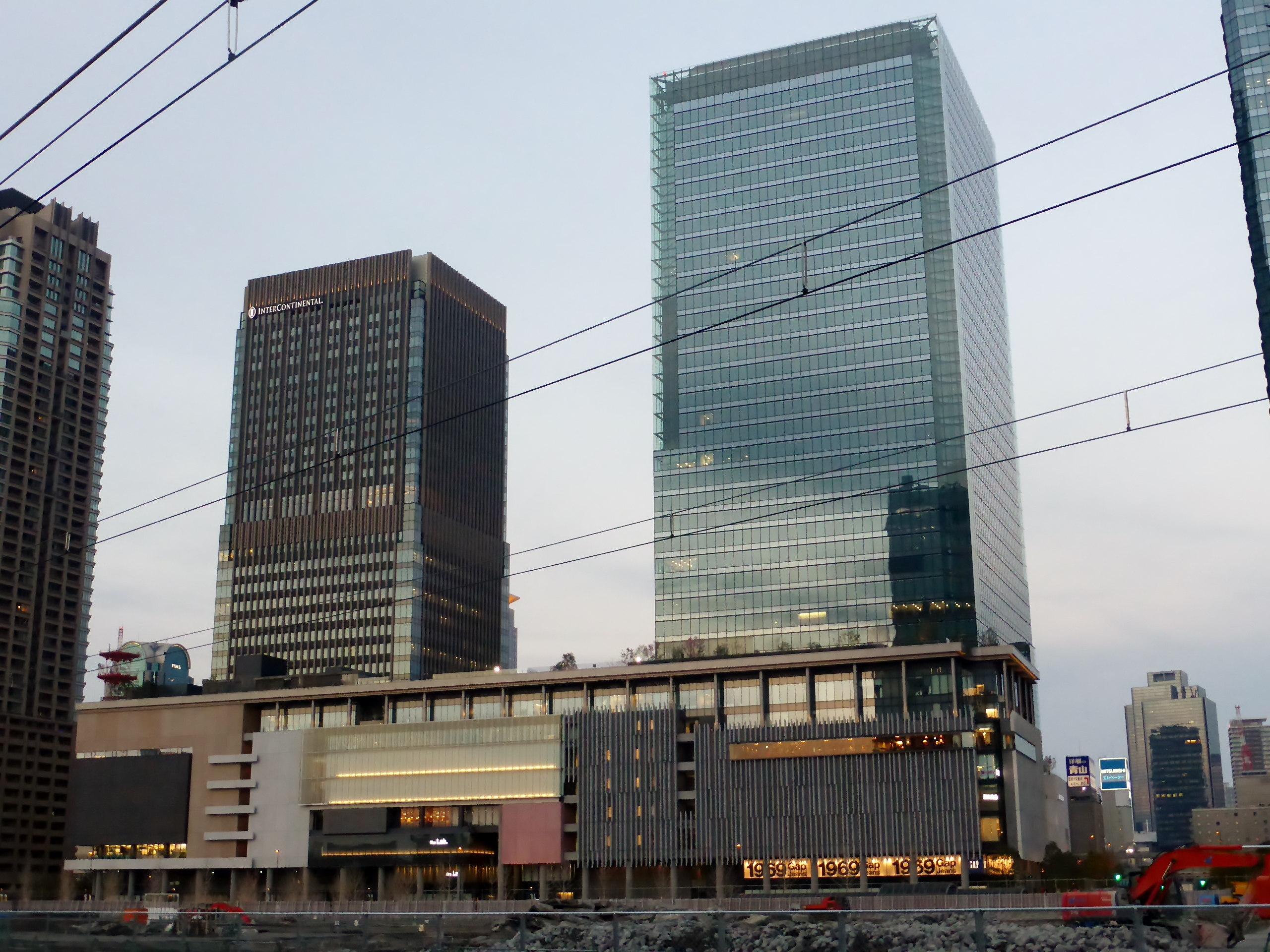
大阪シティキャンパス（グランフロント大阪内）

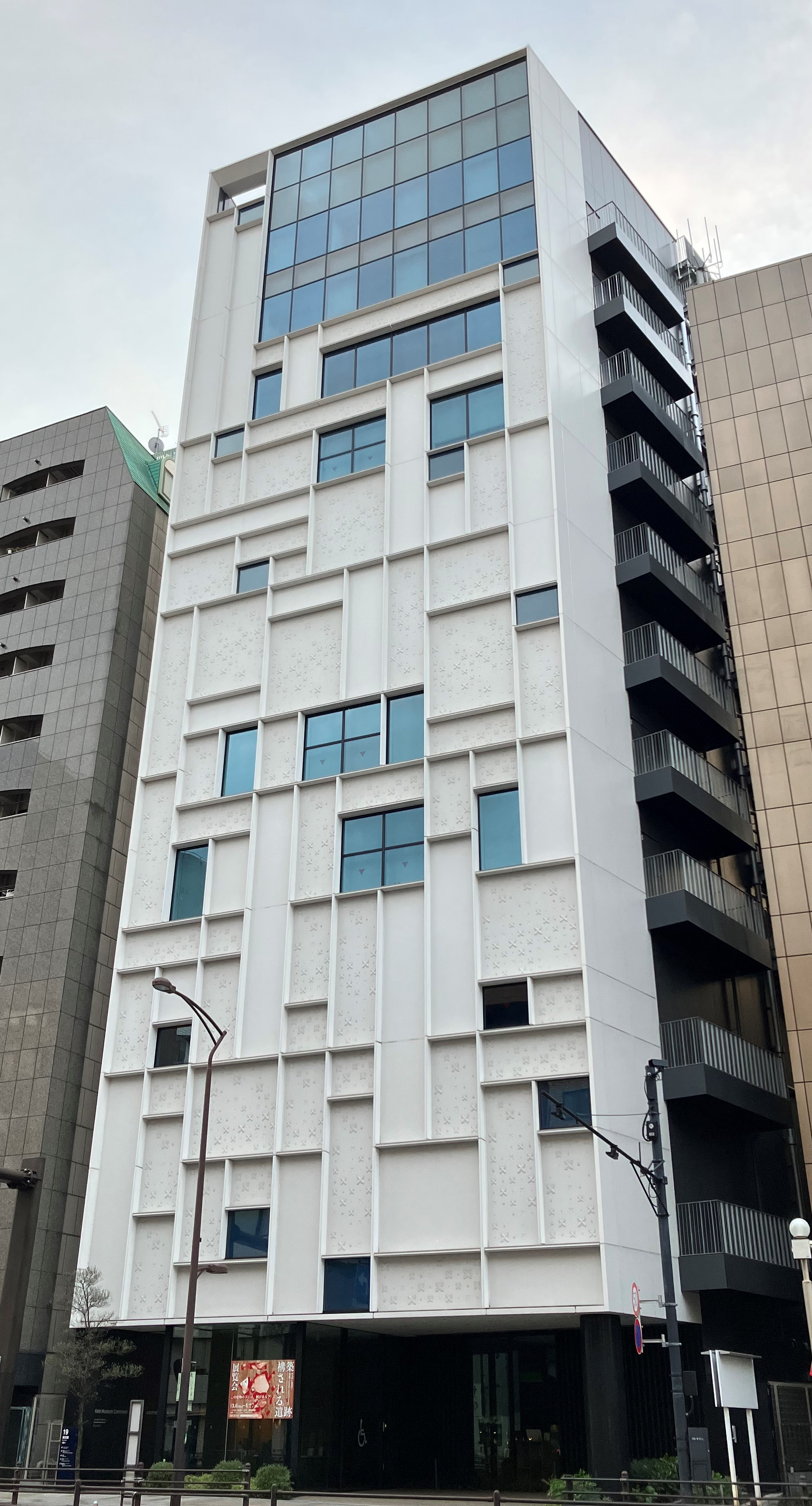
ミュージアム・コモンズ

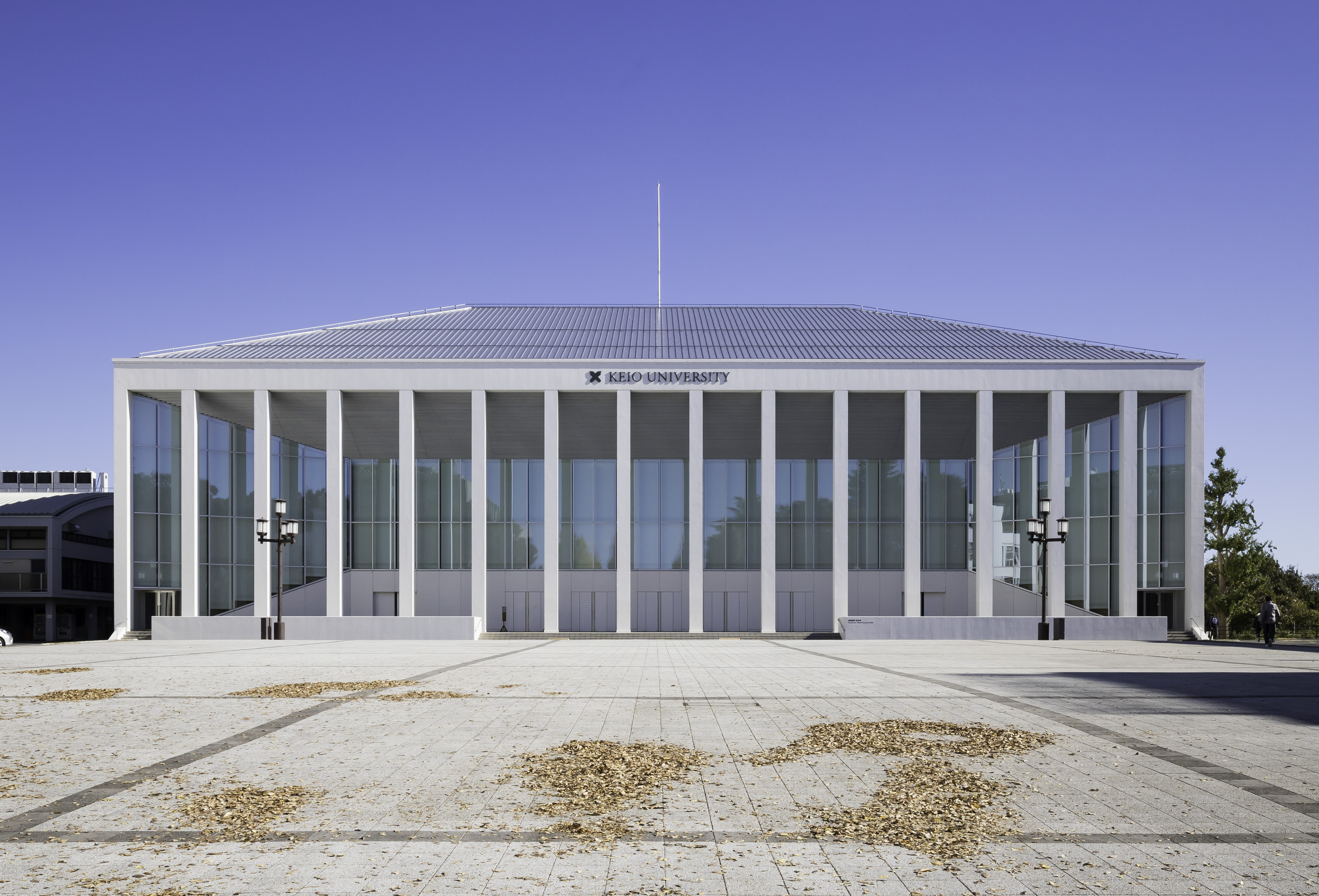
日吉記念館（新）

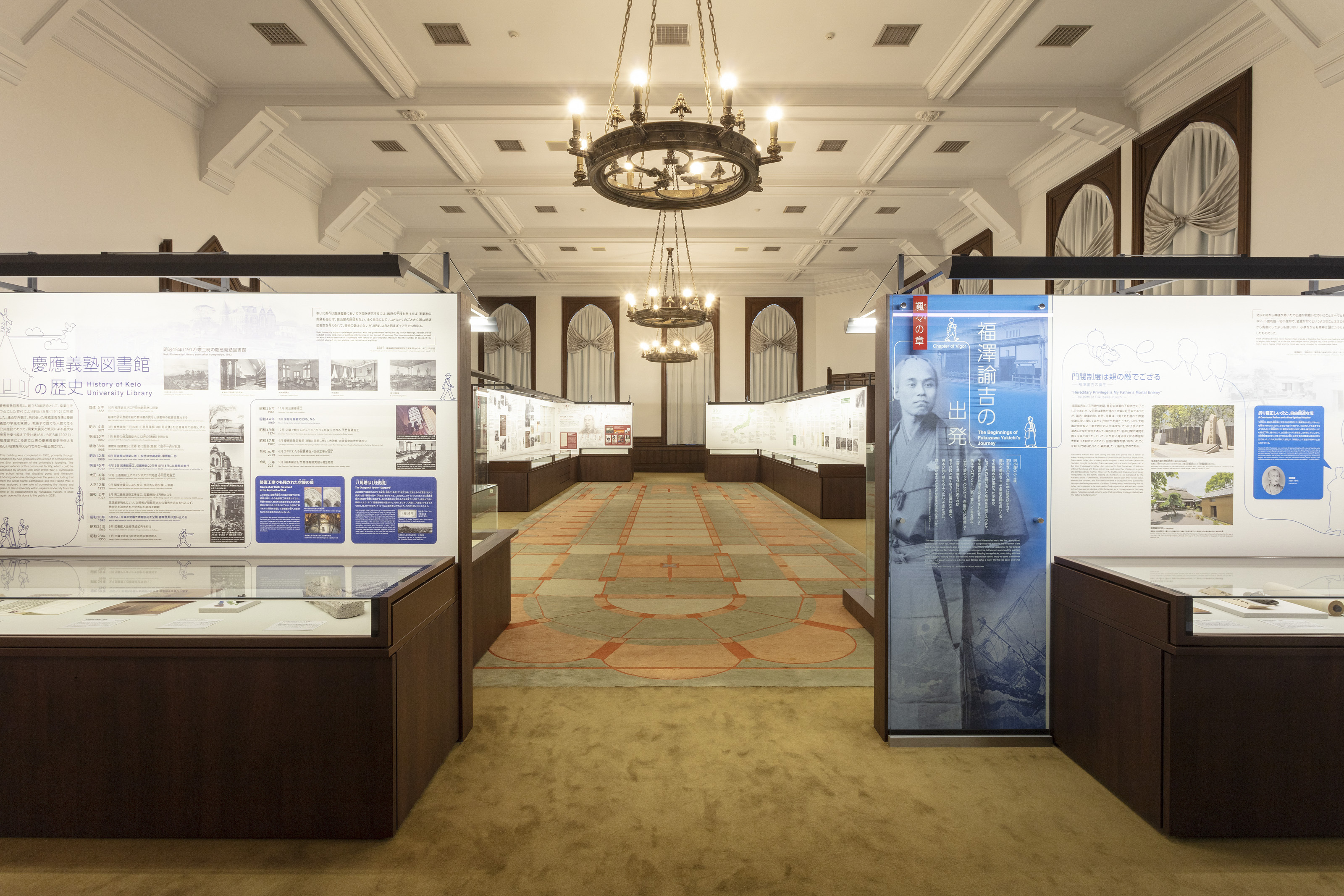
福澤諭吉記念慶應義塾史展示館（図書館旧館2階）

  - 4月 - 看護短大を看護医療学部に改組。先端生命科学研究所設立。丸の内シティキャンパス開設。福澤公園に旧制四学校（商業学校・商工学校・工業学校・高等部）記念碑を建立。
  - 5月 - 鶴岡タウンキャンパス開設。
  - 10月 - 総合医科学研究センター設立。
- 2002年（平成14年）
  - 1月 - 日吉キャンパスに来往舎（研究棟）竣工。
  - 4月 - 理工学部に生命情報学科を設置。湘南藤沢キャンパスに教職課程設置。
- 2003年（平成14年）
  - 8月 - 看護短大廃止。
  - 11月 - 中等部綱町グラウンドに慶早戦100周年記念碑を建立[167]。
- 2004年（平成16年）
  - 4月 - 大学院法務研究科（法科大学院）を開設。
  - 6月 - メディアネットを廃止し、メディアセンターとして独立[168]。
- 2005年（平成17年）
  - 1月 - 国際連携推進機構（OGI）ならびに国際連携推進室設置[169]。
  - 3月 - 三田キャンパス南館竣工。
  - 4月 - 大学院健康マネジメント研究科修士課程開設。
- 2006年（平成18年）3月 - 下田学生寮開設。
- 2007年（平成19年）
  - 2月 - 先導研究センター設立（2020年廃止）[170]。
  - 4月 - 大学院健康マネジメント研究科後期博士課程開設。
  - 7月 - 図書館蔵書デジタル化でGoogle社と提携。
- 2008年（平成20年）
  - 4月 - 学校法人慶應義塾と学校法人共立薬科大学が合併、薬学部と大学院薬学研究科を設置。同年大学院システムデザイン・マネジメント研究科と大学院メディアデザイン研究科を開設。
  - 5月 - 大阪市福島区中之島の再開発地区「ほたるまち」に「慶應大阪リバーサイドキャンパス」を設置。
  - 6月 - G8大学サミット開催（北海道大学）[171]。
  - 8月 - 協生館竣工（日吉）。
  - 10月 - イギリスのチャールズ3世（当時皇太子）が三田キャンパスを訪問。
  - 11月 - 慶應義塾創立150年記念式典にて上皇明仁・上皇后美智子が臨席、天皇が「おことば」を述べる[172]。
- 2009年（平成21年）
  - 1月 - ダボス会議にて「東大・慶應レセプション」を開催[173]。
  - 3月 - 第4校舎独立館竣工（日吉）。
  - 10月 - 東京工業大学との副専攻制度、単位互換、学生交流が開始[174][175]。東京医科歯科大学を幹事とした医学系大学産学連携ネットワーク協議会（現：医療系産学連携ネットワーク協議会）(medU-net) を開設[176]。
  - 11月 - 三田キャンパス南校舎解体。
- 2010年（平成22年）1月 - MBA連携協定を、京都大学経営管理大学院、神戸大学大学院経営学研究科の3校で締結[177]。
- 2011年（平成23年）
  - 2月 - 矢上キャンパスで弥生時代から奈良時代の大集落、60棟以上の竪穴建物跡等を検出[178][179]。
  - 3月 - 東日本大震災の影響で2010年度卒業式が中止[180]、2011年度入学式が5月に延期[181]。
  - 4月 - 三田キャンパス新南校舎竣工。
  - 5月 - 塾長任期を2期8年までとする。
- 2012年（平成24年）4月 - 慶應義塾図書館開館100年記念式典開催。
- 2013年（平成25年）
  - 4月 - 大学部理財科発足125年を記念し、4月1日付けで慶應義塾大学経済研究所（所長：吉野直行）を設置[182]。
  - 5月 - 慶應大阪シティキャンパス開設（慶應大阪リバーサイドキャンパスを移転）。
- 2014年（平成26年）3月 - 日吉塾生会館前に藤原工業大学開校の地記念碑を設置。
- 2015年（平成27年）
  - 10月 - 大学部開設125年記念式典・講演会開催。
  - 11月 - 野村ホールディングスと共同で、ベンチャーキャピタル・株式会社慶應イノベーション・イニシアティブ (KII) を設立[183]。
- 2016年（平成28年）4月 - 川崎市川崎区のキングスカイフロント内に殿町タウンキャンパスを開設。
- 2017年（平成29年）
  - 2月 - 三田の福澤諭吉胸像を図書館旧館前から演説館前に移設[184]。
  - 6月 - 三田インフォメーションプラザ開設[185]。
- 2018年（平成30年）
  - 5月 - 大学病院1号館（新病院棟）開院[186]。
  - 11月 - グローバル本部発足[187]。
- 2019年（平成31年/令和元年）
  - 5月 - 慶應義塾図書館旧館の耐震補強および保存修理工事完了[188]。
  - 9月 - 慶應義塾大学メディアセンターと早稲田大学図書館の間で図書館システム共同運用開始[57][189]。
- 2020年（令和2年）
  - 3月 - 新・日吉記念館竣工[190]。
  - COVID-19の流行拡大による影響で、2019年度卒業式が中止、2020年度入学式が延期となった[191]。
- 2021年（令和3年）
  - 4月 - 三田東別館にミュージアム・コモンズ (KeMCo) 開館[192]。
  - 7月 - 図書館旧館内に福澤諭吉記念慶應義塾史展示館開館[193]。
- 2022年（令和4年）
  - 5月 - 医学部開設100年記念事業による慶應義塾大学病院グランドオープン[194]。
  - 7月 - 綱町グラウンドが日本野球聖地・名所150選に選定される。
- 2023年（令和5年）11月 - 予防医療センターが麻布台ヒルズに移転[195]。
- 2025年（令和7年）3月 - 三田キャンパス北別館竣工[196]。

## 基礎データ

### 所在地
東京都と神奈川県に6キャンパスを擁するほか、全国各地にタウンキャンパスなどを展開している。

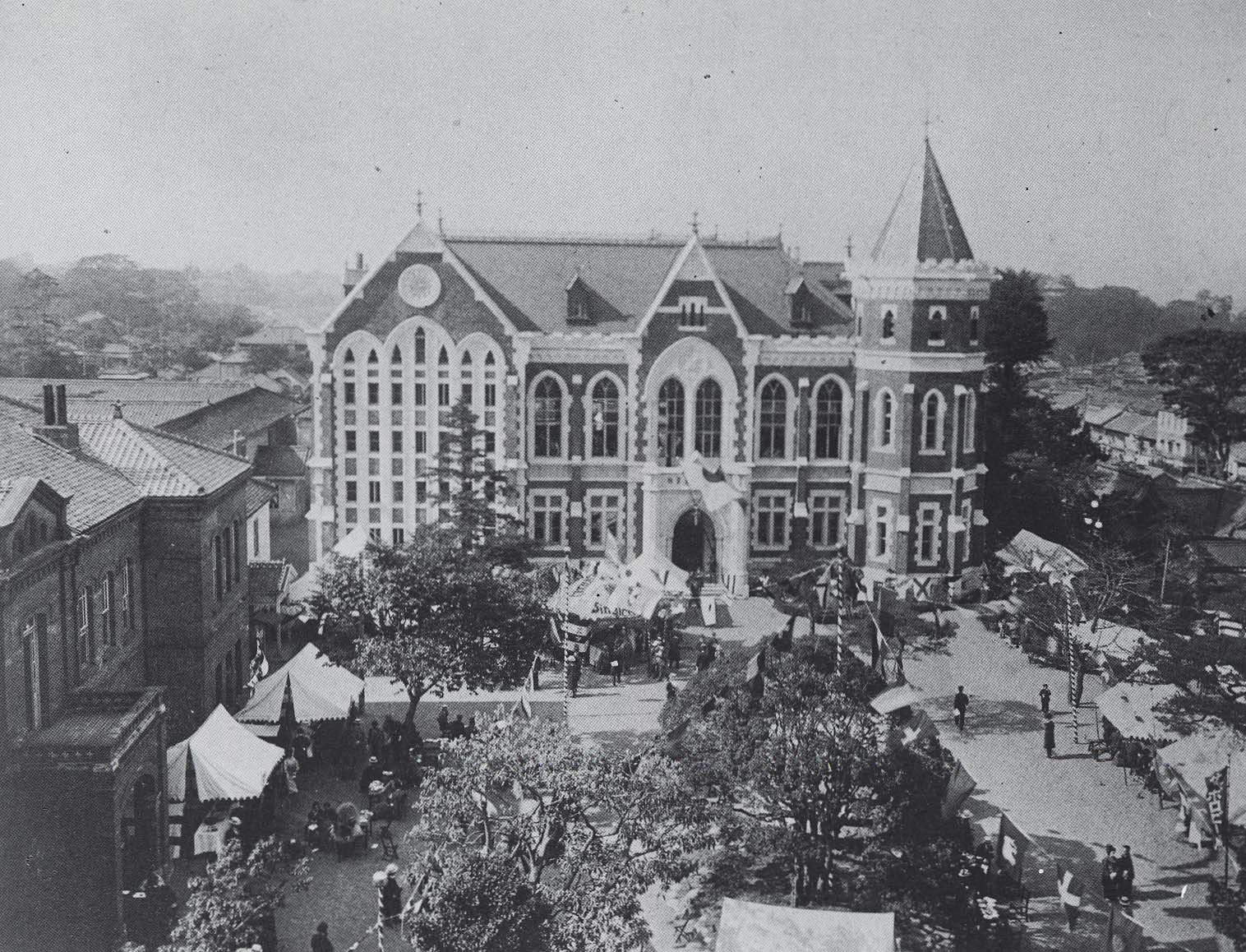
慶應義塾創立五十年記念図書館の開館式
（1912年5月18日、左の建物は旧塾監局）

- 三田キャンパス（東京都港区、北緯35度38分57.3秒 東経139度44分34.2秒）
- 日吉キャンパス（神奈川県横浜市港北区、北緯35度33分16.3秒 東経139度38分55.3秒）
- 矢上キャンパス（横浜市港北区、北緯35度33分20.8秒 東経139度39分12.8秒）
- 信濃町キャンパス（東京都新宿区、北緯35度40分56.7秒 東経139度43分04.5秒）
- 湘南藤沢キャンパス（神奈川県藤沢市、北緯35度23分17.4秒 東経139度25分38.4秒）
- 芝共立キャンパス（東京都港区、北緯35度39分31.3秒 東経139度45分05.7秒）
- 新川崎タウンキャンパス（神奈川県川崎市、北緯35度32分49.4秒 東経139度40分17.3秒）
- 殿町タウンキャンパス（神奈川県川崎市）
- 鶴岡タウンキャンパス（山形県鶴岡市、北緯38度43分37.0秒 東経139度49分20.1秒）
- 浦和共立キャンパス（埼玉県さいたま市、北緯35度54分28.5秒 東経139度41分43.1秒）
- 慶應大阪シティキャンパス（大阪府大阪市北区、北緯34度42分24.4秒 東経135度29分40.6秒）
- 慶應丸の内シティキャンパス（東京都千代田区、北緯35度40分47.7秒 東経139度45分48.9秒）

### 象徴

#### 校歌
| 歌               | 備考 |
| ---------------- | --- |
| 慶應義塾塾歌     | 作詞：富田正文、作曲：信時潔。1940年に完成し、翌年1月三田大講堂で発表が行われた。慶應義塾関係者は「塾歌」と呼び、大学のみならず、一貫教育校（高等学校、普通部、幼稚舎など）を含め、慶應義塾社中で広く歌われている。幼稚舎の授業では塾歌が扱われるため、一貫教育校出身者のほとんどが歌えるようになるが、歌えない外部の塾生も増えてきている。式典で塾歌が必要なときは全員に楽譜が配られる。酒席などで歌われることはないため、塾生同士の結婚式などでは、代わりに「若き血」が歌われる。                           |
| 旧塾歌           | 現塾歌が制定されるまで使用された。作詞は角田勤一郎（塾員）、作曲は金須嘉之進による。1904年発表。なお、旧塾歌制定の前年に「慶應義塾之歌」（いわゆる旧々塾歌）がすでに歌われていた。 |
| 若き血           | 若き血（わかきち）は応援歌。作詞・作曲とも堀内敬三。1927年に発表。東京六大学野球連盟の応援では1得点挙げるごとに観客が肩を組み若き血を合唱するなど、スポーツの応援では定番の曲となっている。「塾歌よりも若き血を歌える」という塾生もいる。歌詞の最後にある「陸の王者」は藤山一郎が「りくのおうしゃ（清音）」と歌っていたことから濁らないのが正式である、と塾関係者の一部ではいわれている。しかし、ほとんどの塾生・塾員は「おうじゃ」と濁音で歌っている。なお、携帯電話の着信メロディとしてダウンロードできる。 |
| 天は晴れたり     | 作詞桜井弥一郎。ワシントン頌徳歌の替え歌。初期の慶早戦以来の長命の応援歌である。 |
| 丘の上           | 作詞青柳瑞穂、作曲菅原明朗。1928年に発表。慶早戦に勝った時にのみ歌われる。 |
| 我ぞ覇者         | 我ぞ覇者は応援歌。作詞は平戸市の作詞家藤浦洸、作曲は福島市の作曲家古関裕而によるもの。1946年に発表。 |
| ダッシュケイオウ | ダッシュケイオウは応援歌。1966年に発表。高校野球など慶應義塾大学とは関係ない学校でも使用される機会もある。 |

その他、戦前の六大学野球黄金期には「三田に輝く三色旗」「独立自尊は我等が誇」「Blue, Red and Blue!」「幻の門」「踊る太陽」「三色旗の下に」も作られた。

#### 校旗・校色

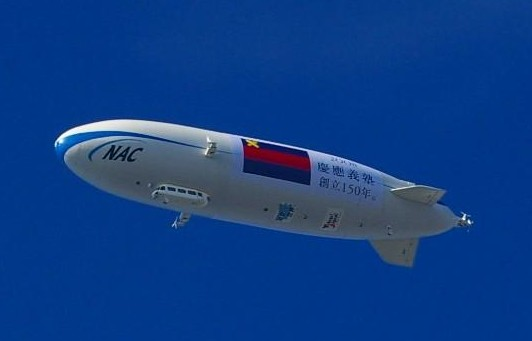
校旗
創立150年・飛行船

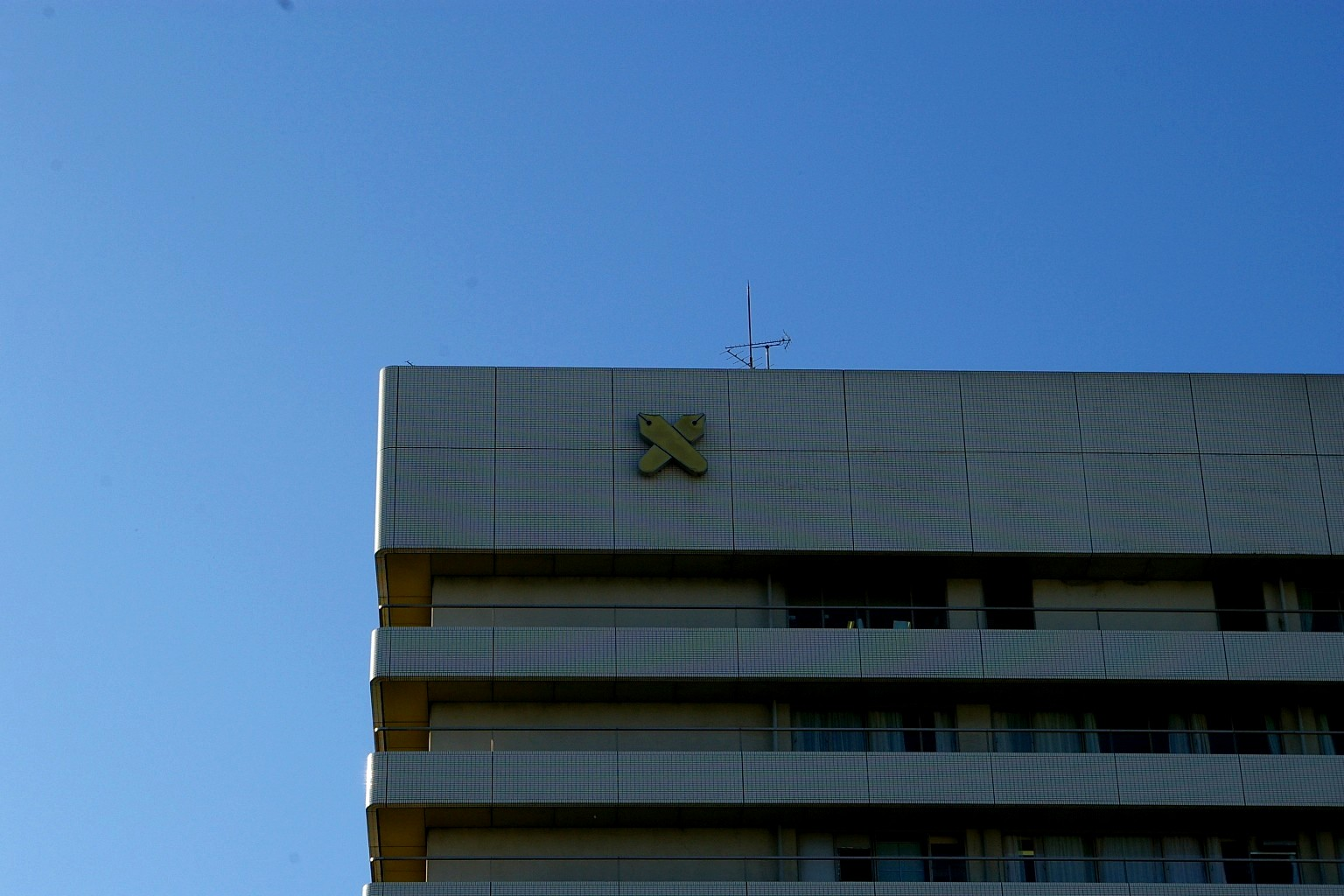
シンボルマーク
慶應病院新棟より

イエロー (Yellow■)、ブルー (Blue■)、レッド (Red■) の三色をブランドカラーとしている。校旗（塾旗）はペンマークのイエローを含んだブランドカラー三色の色使いであることから、三色旗とも呼ばれている。しかし実際には青と赤の2色を3段に配したもので、例えば青、白、赤のフランスの国旗のように、3色からなるものではない。明治27年11月26日に日清戦争における旅順口陥落の祝賀としてカンテラ行列を行った際に掲げられていたものが最初であるとされる。なお現在、大学紋章、ペンマーク、塾旗は、それぞれ特許庁に商標登録されており、慶應義塾および慶應義塾大学のサービスマークとして法的に保護されている。

#### 紋章
エンブレムは、「ペンマーク」と呼ばれ、2つのペンを右を上にして斜めに交叉させたマークである。大学内にあるマンホールの蓋までこのシンボルマークが使われている。1990年（平成2年）、交換留学協定校である豪州クイーンズランド大学からの申し出をきっかけに、慶應義塾大学の新しい紋章が制定された。クイーンズランド大学キャンパス中庭を囲む回廊の石柱の一本一本には、それぞれ世界の著名大学の紋章が刻まれている。同大学の申し出とは、その一本に慶應義塾大学の紋章を加えたいというものであった。このような経緯により考案された新紋章のデザインは、ペンマークと塾旗の色調を基調として、英文大学名、義塾の創始年とペンマークの由来となった「ペンは剣よりも強し」という成句のラテン語表記“Calamus Gladio Fortior”から構成されている。

#### マスコット
マスコットは「ユニコン」。三色旗の上に描かれたものが応援の際などに使われる。慶應義塾のアメリカンフットボール部や、バスケットボール部の愛称もユニコーンズである。かつて三田山上にあった大講堂正面玄関屋上に設置されていた。ただし、その姿はガーゴイル（西洋建築の雨樋彫刻）に似ており、本来のユニコーンとは著しく異なる。1975年（昭和50年）に大講堂取り壊し後に保存されていた一基のユニコン像が中等部卒業生の寄附を元に修復、中等部玄関に設置された。1978年（昭和53年）には慶應義塾商工学校同窓会によって復元像が一基寄贈された。
かつて慶早戦など東京六大学野球の応援ではミッキーマウスが応援時のマスコット・キャラクターであった。しかしながら、著作権に関する意識が変化するにつれ、ディズニー社への慮りが顕在化し、現在では誰もがこのことを顧みない（忘れられた）過去のマスコットとなっている。

#### 赤煉瓦
赤煉瓦は長年にわたり慶應義塾の知のシンボルとして大きな役割を果たしてきたとされている。幕末に伝来した煉瓦建築は、地震国である日本では、明治・大正までの期間しか造られず、その後の災害などで多くは現存していない。そのため、赤煉瓦と花崗岩による図書館旧館は、日本人によって設計された明治末年の西洋建築として稀少な建造物である。設計・監督は曾禰達蔵と中條精一郎。三田大講堂は東京大空襲で全焼し、現在は西校舎が建っている。戦後、象徴的な赤煉瓦建築の再興を図り、2000年に東館が完成した。

## 学部
- 文学部
  - 人文社会学科
    - 哲学系
      - 哲学専攻
      - 倫理学専攻
      - 美学美術史学専攻

    - 史学系
      - 日本史学専攻
      - 東洋史学専攻
      - 西洋史学専攻
      - 民族学考古学専攻

    - 文学系
      - 国文学専攻
      - 中国文学専攻
      - 英米文学専攻
      - 独文学専攻
      - 仏文学専攻

    - 図書館・情報学系
      - 図書館・情報学専攻

    - 人間関係学系
      - 社会学専攻
      - 心理学専攻
      - 教育学専攻
      - 人間科学専攻

  - （通信教育課程）[206]
- 経済学部
  - 経済学科
  - （通信教育課程）[206]
- 法学部
  - 法律学科
  - 政治学科
  - （通信教育課程）[206]
- 商学部
  - 商学科
- 医学部
  - 医学科（6年制）
- 理工学部
  - 機械工学科
  - 電子工学科
  - 応用化学科
  - 物理情報工学科
  - 管理工学科
  - 数理科学科
  - 物理学科
  - 化学科
  - システムデザイン工学科
  - 情報工学科
  - 生命情報学科
- 総合政策学部
  - 総合政策学科
- 環境情報学部
  - 環境情報学科
- 看護医療学部
  - 看護学科
- 薬学部
  - 薬学科（6年制）
  - 薬科学科

### 文学部
人文社会学科
蘭学塾として出発した当初から語学校としての性格を持っており、英学塾にも持ち越され、ドイツ語・フランス語の専門学を始めた。1876年（明治9年）刊行の『日本開化史』（平山果・宮内貫一編）には当時の高い世評漢詩が載っている。旧制大学時代に設置されていた文学科を新制大学時に改組して設置した学部。理財・法律と並んで慶應義塾で最も古い伝統を持つ。1910年（明治43年）に哲学、史学、文学の3専攻を興す。特徴として、入学時は全員が人文社会学科に所属し、2年進級時に17専攻を選択できるという点が挙げられる。また、三田文学会の機関誌として『三田文学』を発行し、三田文学新人賞を主催している。1921年（大正10年）創刊の『史学』をはじめ、『哲学』が1926年（大正15年）、『藝文研究』が1951年（昭和26年）、『Library and information science』が1963年（昭和38年）にそれぞれ創刊され、多様な紙媒体を以て教員の研究成果を発表している。
| 名称           | 所在地         | 備考                                                                                |
| -------------- | -------------- | ----------------------------------------------------------------------------------- |
| 日吉キャンパス | 神奈川県横浜市 | 文学部1年生はここにて、法学部、経済学部1,2年などの学生と共に、教養科目を受講。      |
| 三田キャンパス | 東京都港区     | 文学部2-4年生は、ここで本格的な授業を受講し、かつ少人数制のゼミ（15名前後）に入る。 |

### 経済学部
経済学科
前身の理財科は1890年に開設された。大学令による大学となった1920年（大正9年）、理財科は経済学部に改称。授業科目は経済学系統と商学系統の科目群に分類されており、1938年（昭和13年）には経済学科と商業学科が設置されたが、1946年（昭和21年）に経済・商業の2学科制は廃止された。
環境経済学などの他の大学ではあまり開講されていない学問分野もある。Professional Career Programme (PCP) という、経済学教育を英語で行うということを特色としたプログラムが用意されている。授業はもとより、教員やTAとの連絡や会話も英語で行われている。これによって、英語力の強化と経済学を強みにしたキャリア構築の可能性を学生に提供している。PCPとしては、国内外の専門大学院進学の基礎となる力を身につけることを目標に掲げている。また、東京科学大学との単位互換を行っている。経済学部の生徒を対象に慶應義塾大学経済学部ハイド賞という公募論文大会が行われている。
| 名称           | 所在地         | 備考 |
| -------------- | -------------- | --- |
| 日吉キャンパス | 神奈川県横浜市 | 経済学部1,2年生はここにて、法学部、商学部1,2年などの学生と共に、教養科目を受講。                            |
| 三田キャンパス | 東京都港区     | 経済学部3,4年生は、ここで本格的な授業を受講し、かつ少人数制のゼミ（15名前後）に入ることで経済学研究を行う。 |

### 法学部
法律学科
英米法を日本語で教授する夜間法律科を旧山口藩士児玉淳一郎の発案で、1879年（明治12年）12月に日本で初めて発足させたもの（最初の講義は相馬永胤）が法律学科の源流となっている。夜間法律科が専修学校（現：専修大学）として分離独立した後、1890年（明治23年）に大学部法律科として再出発し、ハーバード大学の教員を迎え入れた。なお、法学部における成績優秀者は、慶應義塾大学大学院法学研究科の入学試験が免除される。免除制度は存在しないものの、かかる成績優秀者の中には慶應義塾大学大学院法務研究科（法科大学院）へ合格・進学し、司法試験を経て法曹になる者も一定数存在する。法学研究科および法務研究科（法科大学院）については、以下の該当項目を参照。
政治学科
明治初期には塾内に「東洋議政会」が結成された。また当時日本には政治学が科目には無く「国家学」の名を持っていた。120名の専任教員を持ち、日本の政治学科としては教員数および科目数が最多である。
| 名称           | 所在地         | 備考 |
| -------------- | -------------- | --- |
| 日吉キャンパス | 神奈川県横浜市 | 法学部1,2年生はここにて、経済学部、商学部1,2年などの学生と共に、教養科目を受講。                        |
| 三田キャンパス | 東京都港区     | 法学部3,4年生は、ここで本格的な授業を受講し、かつ少人数制のゼミ（15名前後）に入ることで法学研究を行う。 |

### 商学部
商学科
1957年、慶應義塾創立100周年を機に設立。ただし、商学研究自体は、1873年に福澤諭吉がアメリカの商業学校で使用されていた『ブックキーピング』という教科書を『帳合之法』という翻訳書として発行した時点まで遡る。1878年（明治11年）、商学の先駆を成した分校「三菱商業学校」（その後、明治義塾に改称）、1879年（明治12年）の「簿記講習所」では商学の教育が行われた。1935年には経済学部内に経済学科（甲科）とは別に商業学科（乙科）が開設されている。
| 名称           | 所在地         | 備考 |
| -------------- | -------------- | --- |
| 日吉キャンパス | 神奈川県横浜市 | 商学部1,2年生はここにて、法学部、経済学部1,2年などの学生と共に、教養科目を受講。                                        |
| 三田キャンパス | 東京都港区     | 商学部3,4年生は、ここで本格的な授業を受講し、かつ少人数制のゼミもしくは専攻演習（15名前後）に入ることで商学研究を行う。 |

### 医学部

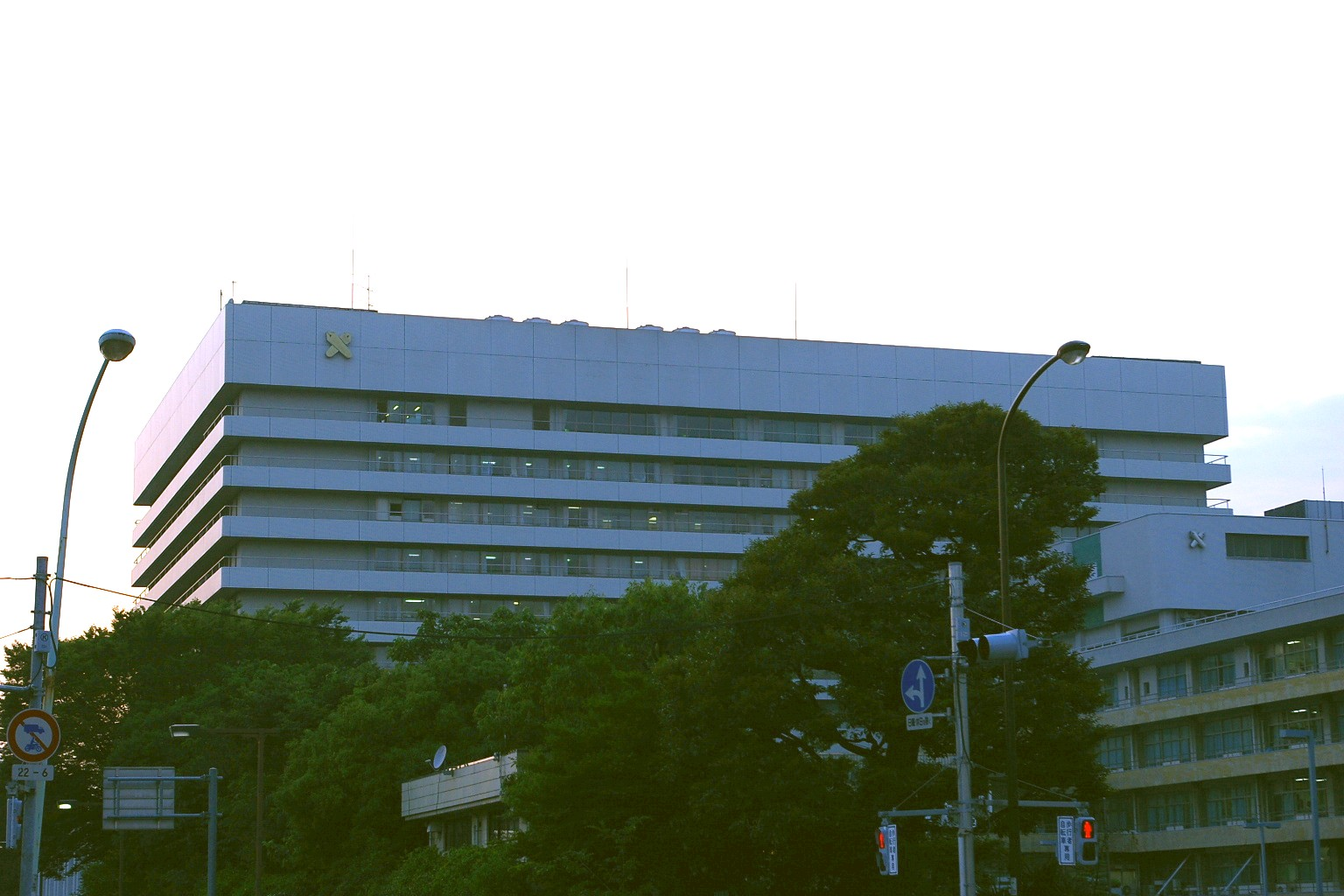
慶應義塾大学医学部・病院（信濃町キャンパス）

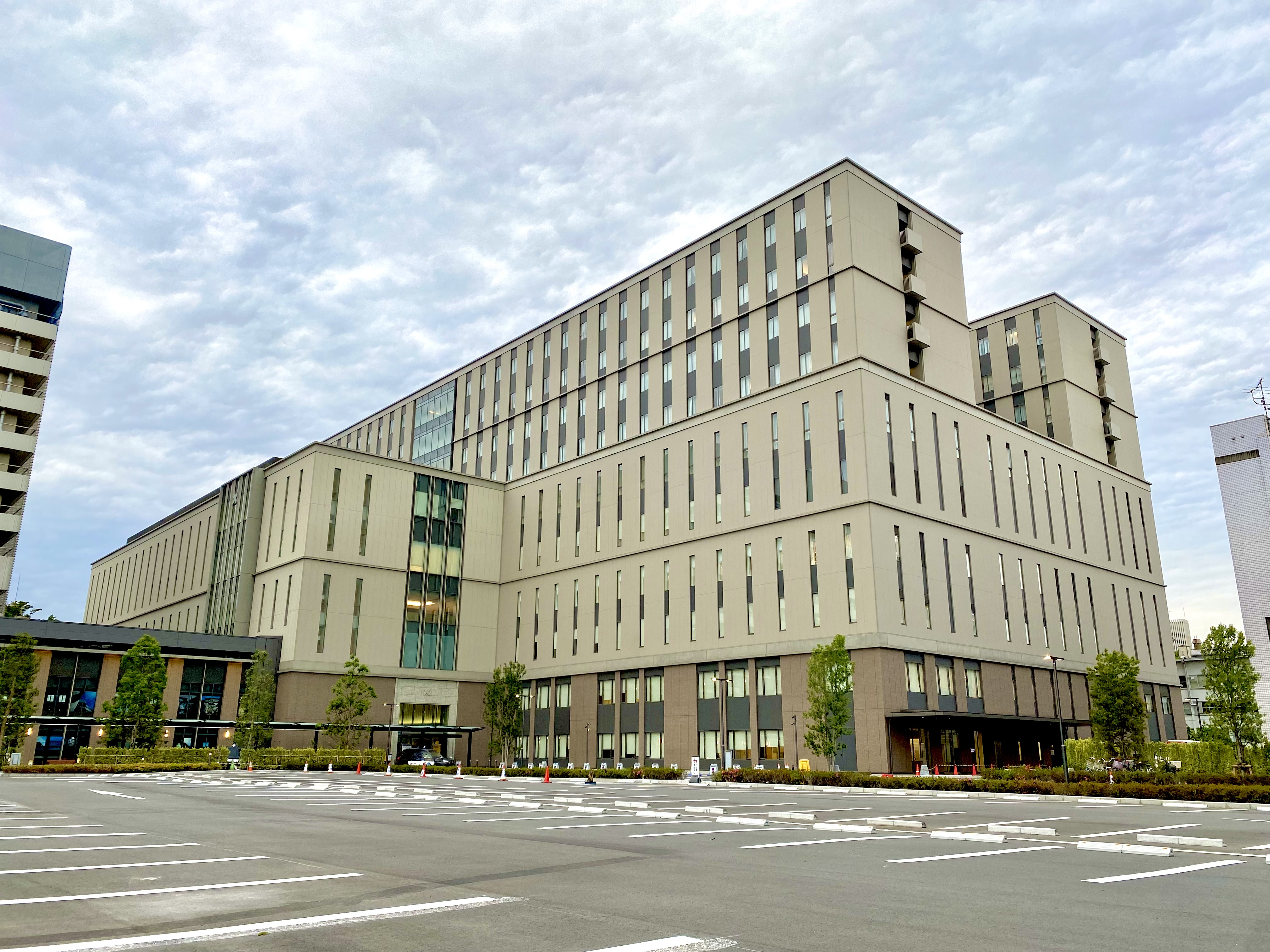
慶應義塾大学病院新病院棟

医学所
福澤諭吉は若い頃から西洋医学に関心を持っていた。適塾では医学、物理学の蘭学書でオランダ語を学び、医学的知識を身につけていった。 1859年、咸臨丸でアメリカに行った時、福澤はサンフランシスコで民間病院を見学した。1861年、文久遣欧使節団のメンバーとしてフランスの首都パリやドイツ帝国、ロシア帝国を訪れた時も、福澤は各地の病院施設を熱心に見学した。福澤は「西洋医学」の普及こそ日本に必要だと感じていた。
その後、慶應義塾は幾人かの蘭方医学者・洋医を出したが（足立寛陸軍軍医総監、松山棟庵、安藤正胤、印東玄得、近藤良薫等）、医学校はまだなかった。
明治時代になると、西洋医学を教える医学校として「大学東校」があったが、大学東校は「ドイツ医学」の学校であった。当時の日本では、医学を学ぶならドイツ語という大きなトレンドがあったので、大学東校は「ドイツ医学」を採用したのだった。対して、慶應義塾は英語でも医学を習得できる「英国医学」の医学校を作ろうと考え、1873年（明治6年）10月、「慶應義塾医学所」を三田山上に設立した。所長は松山棟庵が就任し、杉田玄端、新宮涼園、杉田武らが教員となって英国医学の授業を行った。しかし、1880年（明治13年）6月、慶應義塾医学所は経営上の理由により廃校になった。その後、慶應義塾医学所の出身者らは長い間、金蘭会と称して時々同窓会を開いていた。また、今日の慈恵会の病院は松山棟庵、隈川宗悦ら、この医学所関係の者がのちに志を合わせて基を創ったもので、その学流は東京慈恵会医科大学に亜流の形で伝わっていることになる。
歯科医学
日本における歯科医師の第1号登録者小幡英之助や、日本最初の歯科医学教育機関の設立者高山紀齋やその継承者血脇守之助などは、いずれも慶應義塾の学窓から巣立った若者であった。明治初年の日本では、歯の治療をする者は口中科と呼ばれ、専門の教育機関も設けられていなかった。その為、歯科医たらんと志すものはまず開業歯科医師の門に入り、徒弟を勤める傍ら、師匠の技術を修得した。高山紀齋はサンフランシスコの開業医の下で修業し、帰国後、開業すると同時に多くの門下生を育成し、歯科の専門書を刊行し、明治23年1月には、伊皿子の自宅の隣地に日本における最初の歯科医学の教育機関である高山歯科医学院を創設した。門下生の血脇守之助は、新聞記者や英語の教師をした後、高山歯科医学院に入学して歯科医となり、同学院を継承して東京歯科医学院と改称した。これが現在の東京歯科大学の前身である。（慶應義塾大学医学部と東京歯科大学に直接の関連があるわけではない）
医学科
1917年（大正6年）4月、慶應義塾大学部に医学科が開設され、初代の医学科学長には北里柴三郎が就任した。北里は理想的な医学教育機関を作る為に、教授陣メンバーに北里研究所の所員を中心とする北島多一ら門下生と、秦佐八郎、志賀潔らを加え、医学科予科の授業を三田山上で開始した。同年11月、慶應義塾は四谷の陸軍用地を購入し、1919年（大正8年）4月、医学科本科1年の授業を四谷の新校舎で開始した。1920年（大正9年）、慶應義塾大学部医学科は大学令により「慶應義塾大学医学部」に昇格し（医学部長は北里が続けて就任）、大学病院が新たに開院した。北里柴三郎は「予は福澤先生の門下では無いが、先生の恩顧を蒙つたことは門下生以上である。故に不肖報恩の一端にもならんかと、進んで此の大任を引受けたのである。」と語り、1928年（昭和3年）まで医学部長として慶應医学部を陣頭指揮し、その後も顧問として慶應医学部を支え続けた。また、慶應義塾大学部医学科の開設の時には、皇室から三万円、三井財閥から十万円の支援金を受けた。このように慶應義塾大学医学部は私立の中では唯一旧制医学専門学校からの昇格ではない私立医学部である。1906年（明治39年）に南満州鉄道株式会社他満州国に大日本帝国が進出すると、教授・金井章次との関係から南満医学堂、満鉄衛生研究所に多くの教授を送り込んだ。
慶應義塾大学では看護学系が看護医療学部として分かれているため、医学部に医学科のみが置かれている。慶応医学部は、6年教育であり、日吉キャンパスで主に一般教養を、信濃町キャンパスで医学を学ぶ。2001年度入学生までは信濃町キャンパスが2年の秋学期一部から（2年次の秋学期の特定曜日のみ信濃町で解剖学などの実習）だったため、旧制大学時代に倣って1,2年を予科1、2と呼び、3、4、5、6年を学1、2、3、4と呼ぶ。基礎医学と臨床医学の連携の下、患者側の視点に立った臨床のための医学の発展を目的として設立されている。医学部6年生の夏休みにアメリカのメディカル・スクールに短期留学できるほか、ラテンアメリカなどの医学部での交流プログラムがある。また、低学年の間にも海外の他大学との交流会（例：韓国の延世大学校）などが用意されている。また、ロックフェラー財団からの慶應義塾への寄付は戦前戦後を通じてしばしばあり、なかでも医学部の受けた恩恵は特に大きく、昭和初年だけに限ってみても予防医学教室の建設、あるいは医学部関係の留学生派遣、いずれも同財団のフェローシップによるものであった。さらに、生物学の訪問教授招聴を準備し、それによってデューク大学の生物学教授パースら5名が来任し、医学部で講義を担当した。様々な経緯から、北里大学、東京都済生会中央病院、国立がん研究センター中央病院、国立病院機構東京医療センター、東京慈恵会医科大学、国家公務員共済組合連合会立川病院など慶應義塾とゆかりの深い医療機関が多く存在する。

#### 沿革
- 1870年（明治03年） - 慶應義塾の塾生前田政四郎の希望により、福澤諭吉がイギリス式の医学所の開設を決定する。
- 1873年（明治06年） - 慶應義塾内に「慶應義塾医学所」が開設される。所長は慶應義塾出身の医師松山棟庵。また、杉田玄端を呼んで尊王舎を訓練の場所とした。
- 1880年（明治13年） - 慶應義塾医学所が閉鎖される。

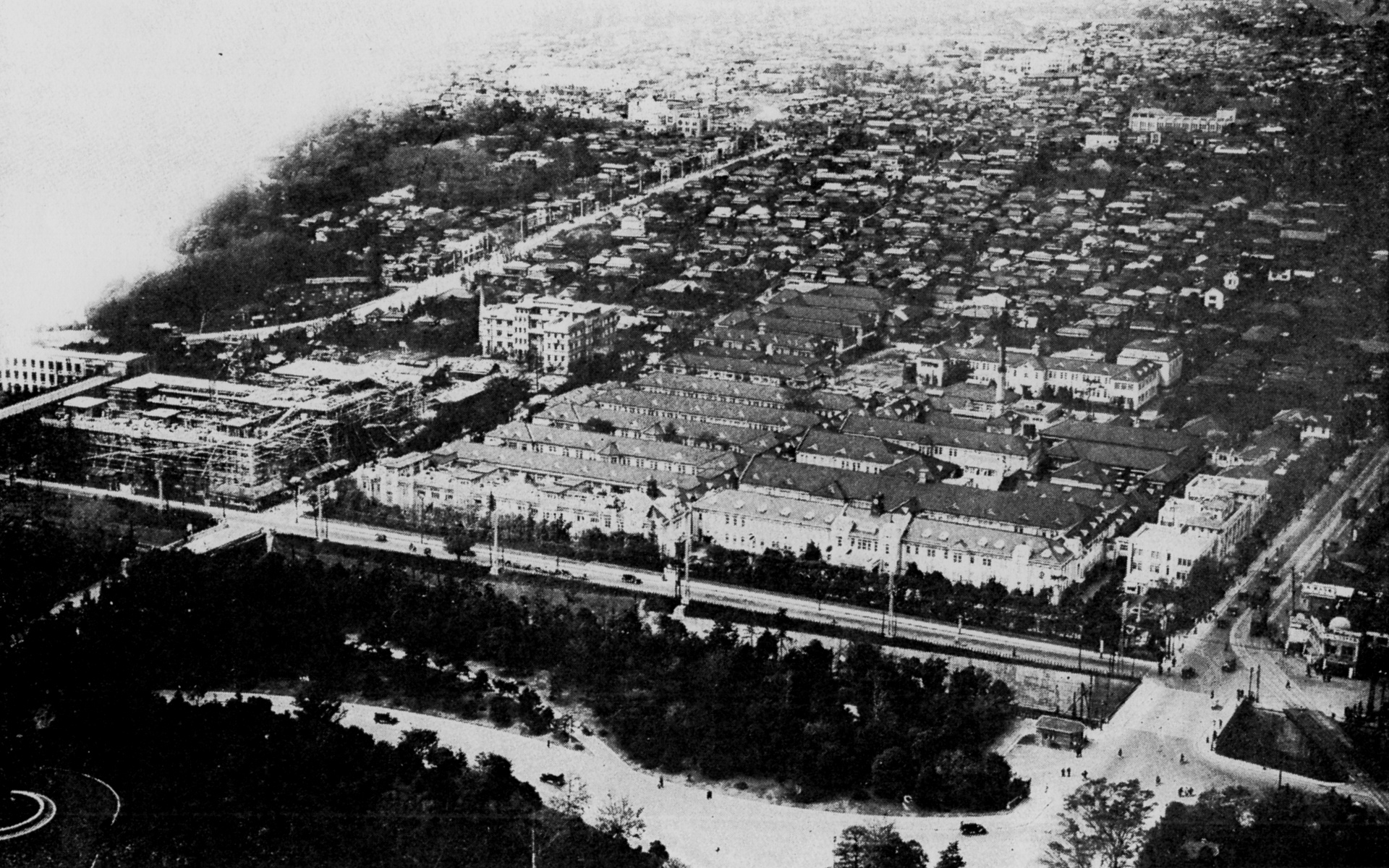
昭和初期の医学部

- 1916年（大正05年） - 慶應義塾大学部に医学科の設立認可。
- 1917年（大正06年） - 慶應義塾大学部医学科が開設される[注釈 47]。北里柴三郎が学長に就任[25]。
- 1919年（大正08年） - 四谷区西信濃町に医学科新校舎を開設。
- 1920年（大正09年） - 大学令により医学科が医学部に昇格。慶應医学会発足。附属病院開設。
- 1937年（昭和12年） - 北里記念医学図書館が創設される。
- 1952年（昭和27年） - 新制大学医学部発足。北里柴三郎の生誕100周年。
- 1967年（昭和42年） - 慶應義塾大学医学部開設50周年。
- 2001年（平成13年） - 看護医療学部が開設される。
- 2008年（平成20年） - 共立薬科大学との合併により薬学部が開設される。
- 2017年（平成29年） - 慶應義塾大学医学部開設100周年。

| 名称             | 所在地             | 備考                                                                      |
| ---------------- | ------------------ | ------------------------------------------------------------------------- |
| 日吉キャンパス   | 神奈川県横浜市     | 医学部1年生はここにて、法学部、経済学部などの学生と共に、教養科目を受講。 |
| 信濃町キャンパス | 東京都新宿区信濃町 | 2年生より6年生までは、ここで臨床医学を修得する。                          |

### 理工学部

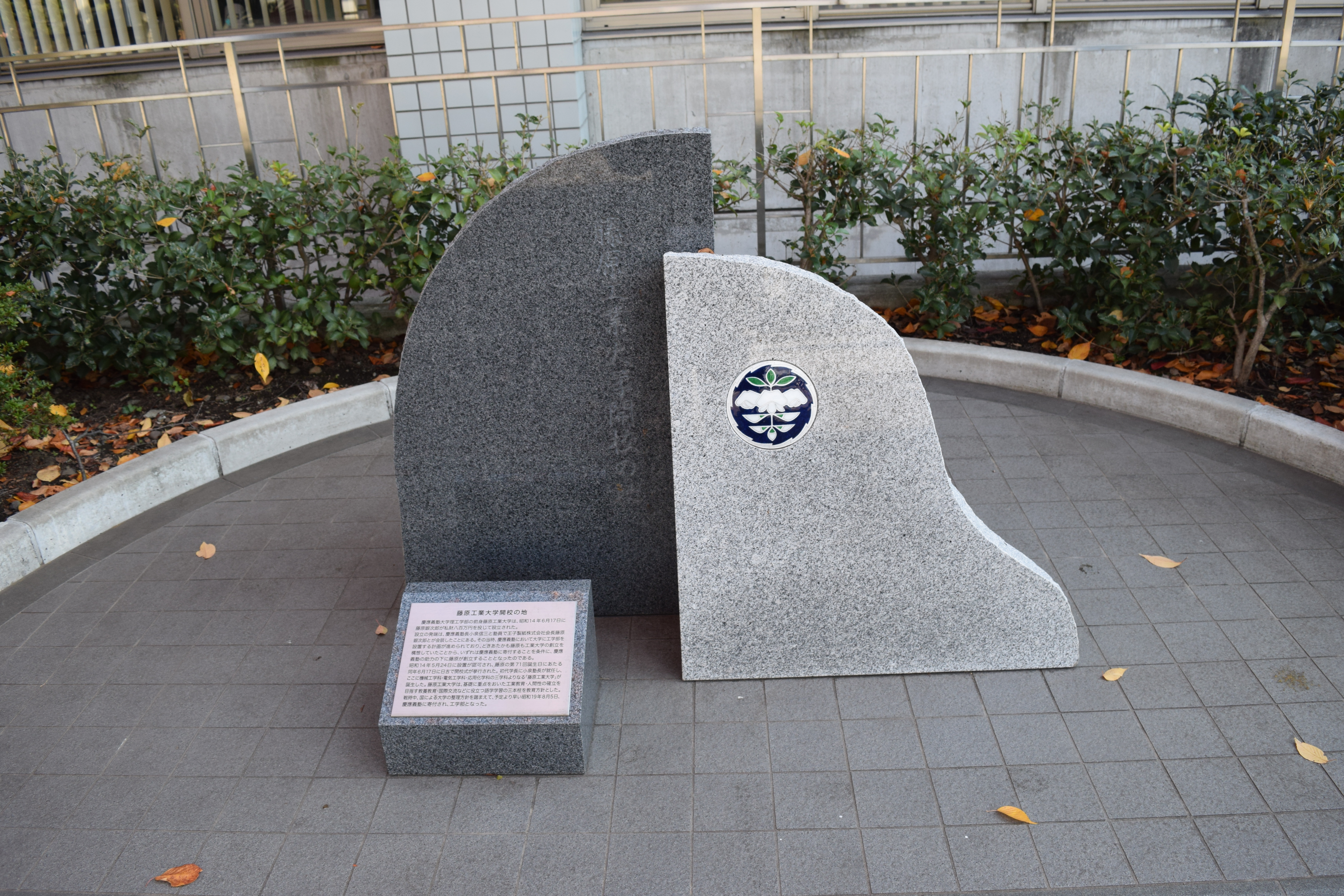
日吉キャンパス内の藤原工業大学開校の地記念碑

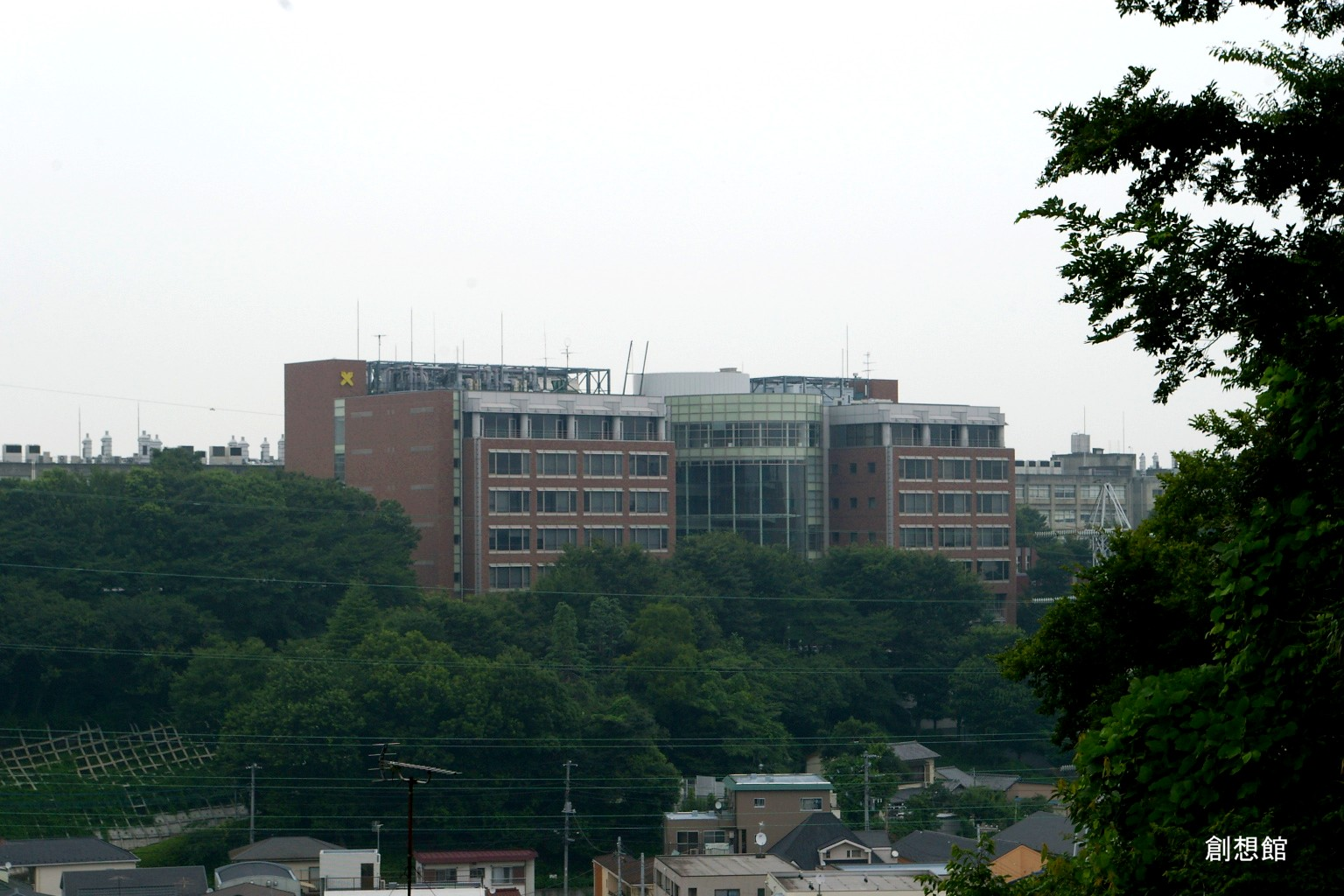
矢上キャンパス

藤原工業大学

1936年（昭和11年）、慶應義塾の塾長小泉信三はハーバード大学創立300年祝典に参列するために渡米した。そこで、小泉は各地の諸大学を視察し、急激に発展向上しつつあった工学一般の世界の趨勢を目撃し、慶應義塾も工学部設立が急務であることを実感した。これにより、当時、慶應義塾の理事であった槇智雄が中心となって工学部の設立の為の研究調査を開始することになった。一方、王子製紙の社長であり塾員でもあった藤原銀次郎は、各国の製紙工業などをつぶさに視察し、その長短を比較研究して、日本の製紙工業はもとより、日本の工業界全体の発展の為に自分は何をするべきか思いを巡らせていたが、たまたま1935年（昭和10年）、アラスカに出張した帰途、スタンフォード大学を見学し、この大学の歴史、教育、研究、大学の使命・社会貢献などに深い感銘を受けた。さらに日本国内の各大学の工学部も視察してその大学の特色を詳しく研究した。やがて、藤原は自分の思い描く理想的な工業大学を日本に設立して、それがあたかもスタンフォード大学のスタンフォードたらんとすることを密かに考えた。また、藤原はかねてより評議員として慶應義塾の教育にも深い関心を持っていた。こうして慶應義塾の意図するところと藤原の意図するところが一致した。小泉信三と藤原銀次郎との間では工業大学の設置構想について折衝が始まり、財団法人藤原工業大学の創立、その大学の教育・研究は慶應義塾が担当し、校舎は日吉の慶應義塾構内に建設することが決まった。そして、ついに、1939年（昭和14年）5月26日、国から設置の認可が下りて、同年6月17日、藤原銀次郎が理事長、小泉信三が学長、槇智雄が理事、となって「藤原工業大学」が開校した。当初は機械工学科・電気工学科・応用化学科の3学科だけの私立単科工業大学であったが、創立後、大学の一応の目的を達成した時、または藤原銀次郎が亡くなった時はこの藤原工業大学の全部が慶應義塾に寄付されることとなった。
理工学部（旧工学部）
1944年（昭和19年）に藤原工業大学は慶應義塾に寄付され「慶應義塾大学工学部」となったが、その時の日本は太平洋戦争の最中であった。1945年（昭和20年）4月、慶応の日吉キャンパスの上空には米軍の爆撃機が襲来し、工学部校舎は米軍の空襲によって多くを焼失した。終戦後、慶応の焼け残った日吉校舎、寄宿舎は米軍に接収されてしまい、大学の授業再開は不可能な状態であった。この教育的困難に直面した慶應義塾大学工学部は新たな校舎を確保してスタートしなければならなかった。1945年（昭和20年）10月、慶應義塾大学工学部は目黒の旧海軍技術研究所を仮校舎として使用し（目黒仮校舎）、翌年6月には川崎市の日本光学工業の工場を仮校舎として使用した（溝ノ口仮校舎）。1948（昭和23年）3月、慶應義塾は東京都北多摩郡小金井町にある横河電機製作所の工場の土地を取得し、翌年の1949年（昭和24年）ここを慶應義塾大学工学部の「小金井キャンパス」とした。そこは、製作所の工場をそのまま大学の校舎、研究室に転用しただけの粗末なキャンパスであったが、慶應工学部の教員、学生たちは各自手作りした工作機械、実験器具、椅子、備品、薬品、資料などを用意して日々の教育・研究活動に励んだ。その後、1957年（昭和32年）には計測工学科、1959年（昭和34年）には管理工学科が設置され、慶應義塾大学工学部は5学科体制となった。それと並行して、小金井キャンパスは北海道炭礦汽船から寄付された土地2千坪と合わせて、さらなるキャンパスの整備、拡大を目指した。しかし、一般教養課程（日吉校舎）と専門課程（小金井校舎）は地理的な距離が大きく、4年間の一体教育・研究を効果的に行うには困難であった。また、小金井の校舎は工場の建物を改修しただけのものであり、研究設備のさらなる改善も期待できなかった。高度経済成長の日本において、新しい技術革新は次々に誕生していく。それを意識して慶應義塾大学工学部の中からは東京の小金井から神奈川の日吉台へ復帰を求める声がますます増えていった。そして、ついに、1972年（昭和47年）、慶應義塾大学工学部はキャンパスを念願の日吉・矢上台へ全面移転した。役割を終えた小金井キャンパスは1992年（平成2年）までに全ての土地と施設が売却され、その資金は湘南藤沢キャンパスの建設費用に充てられた。
1981年（昭和56年）、慶應義塾大学工学部は「慶應義塾大学理工学部」に改組し、数理科学科、物理学科、化学科を設置した。1996年（平成8年）には、電子工学科、物理情報工学科、システムデザイン工学科、情報工学科を、2002年（平成14年）には、生命情報学科を設置した。2020年（令和2年）現在、慶應理工学部は11学科体制である。
慶應義塾大学理工学部のカリキュラムは、以前はI系（機械工学科、電気工学科、計測工学科、物理科）、II系（管理工学科、数理科学科）、III系（応用化学科、化学科）という「系別の入学制度」で、1年時の成績で各系の学科に振り分けられていた。しかしI系では科により定員のアンバランスがあり、特定の科に成績の悪い学生が集まる傾向があった。その弊害を無くすため、現在は「学門制度」を取り入れている。学門とは「学びの庭への入り口」という意味であり、開始当初は学門1：物理、学門2：数学、学門3：化学、学門4：機械、学門5：情報の5つの学門が用意された。2020年（令和2年）からは、学門制度がさらにリニューアルし、それぞれの学門が、学門A：物理・電気・機械分野、学門B：電気・情報分野、学門C：情報・数学・データサイエンス分野、学門D：機械・システム分野、学門E：化学・生命分野の5つの学門に変わった。学生は1年次にこれらの学門の中からいずれか1つの学門に所属する。そして、2年次に自分の希望する学科に進むことになる。この学門制度では、それぞれの学門で第2学年時に進級できる学科がそれぞれ異なり、授業の必修科目も学門によって多少の違いがある。1年次の学門で自分の進路を考え、2年次にそれぞれの特色に関係した学科に進級することは、学生の学科選択に余裕を与え、その後の学生の学習目標、研究対象を広くするメリットがある。「今ある最先端を学ぶのではなく、次の最先端を拓く基礎を学ぶ」をモットーに基礎を重視した慶應義塾大学理工学部の教育は学生たちに好影響を与えており、学部卒業生の約7割が大学院に進学している。また、理工学部のある矢上キャンパスでは研究が徹夜で取り組まれていることが多く、一晩中、研究棟の電気がよく点いている様から矢上キャンパスは「不夜城」の異名をもつ。

#### 沿革
- 1939年（昭和14年） - 藤原銀次郎により藤原工業大学（機械工学科・電気工学科・応用化学科）が開校。
- 1944年（昭和19年） - 藤原工業大学が慶應義塾に寄付され慶應義塾大学工学部となる。
- 1948年（昭和23年） - 慶應工業会が設立される。
- 1949年（昭和24年） - 東京都の北多摩郡小金井町にキャンパスを移転する。
- 1951年（昭和26年） - 新制大学院工学研究科が設置される。
- 1957年（昭和32年） - 計測工学科を設置。
- 1959年（昭和34年） - 管理工学科を設置。また、慶應工業会を財団法人「慶応工学会」に組織変更する。
- 1972年（昭和47年） - 現在の矢上キャンパスに移転する。
- 1971年（昭和46年） - 松下幸之助氏より寄付を受け、松下記念図書館竣工。
- 1974年（昭和49年） - 数理工学科を設置。
- 1981年（昭和56年） - 工学部から理工学部に改組。数理科学科、物理学科、化学科を設置。
- 1996年（平成08年） - 電子工学科、物理情報工学科、システムデザイン工学科、情報工学科を設置。
- 2002年（平成14年） - 生命情報学科を設置。
- 2014年（平成26年） - 慶應義塾大学理工学部が創立75周年。
- 2019年（令和元年） - 慶應義塾大学理工学部が創立80周年。藤原銀次郎翁の生誕150周年。
- 2020年（令和02年） - 「新学門制」を導入。電子工学科を電気情報工学科に改称。

| 名称           | 所在地         | 備考 |
| -------------- | -------------- | --- |
| 日吉キャンパス | 神奈川県横浜市 | 理工学部1、2年生はここで他学部生と共に学ぶ。                                                                                                   |
| 矢上キャンパス | 神奈川県横浜市 | 矢上キャンパスは日吉キャンパスのすぐ北側に位置する。理工学部3、4年生および研究科生はここでより専門的な教育を受け、または研究活動もここで行う。 |

### 総合政策学部・環境情報学部

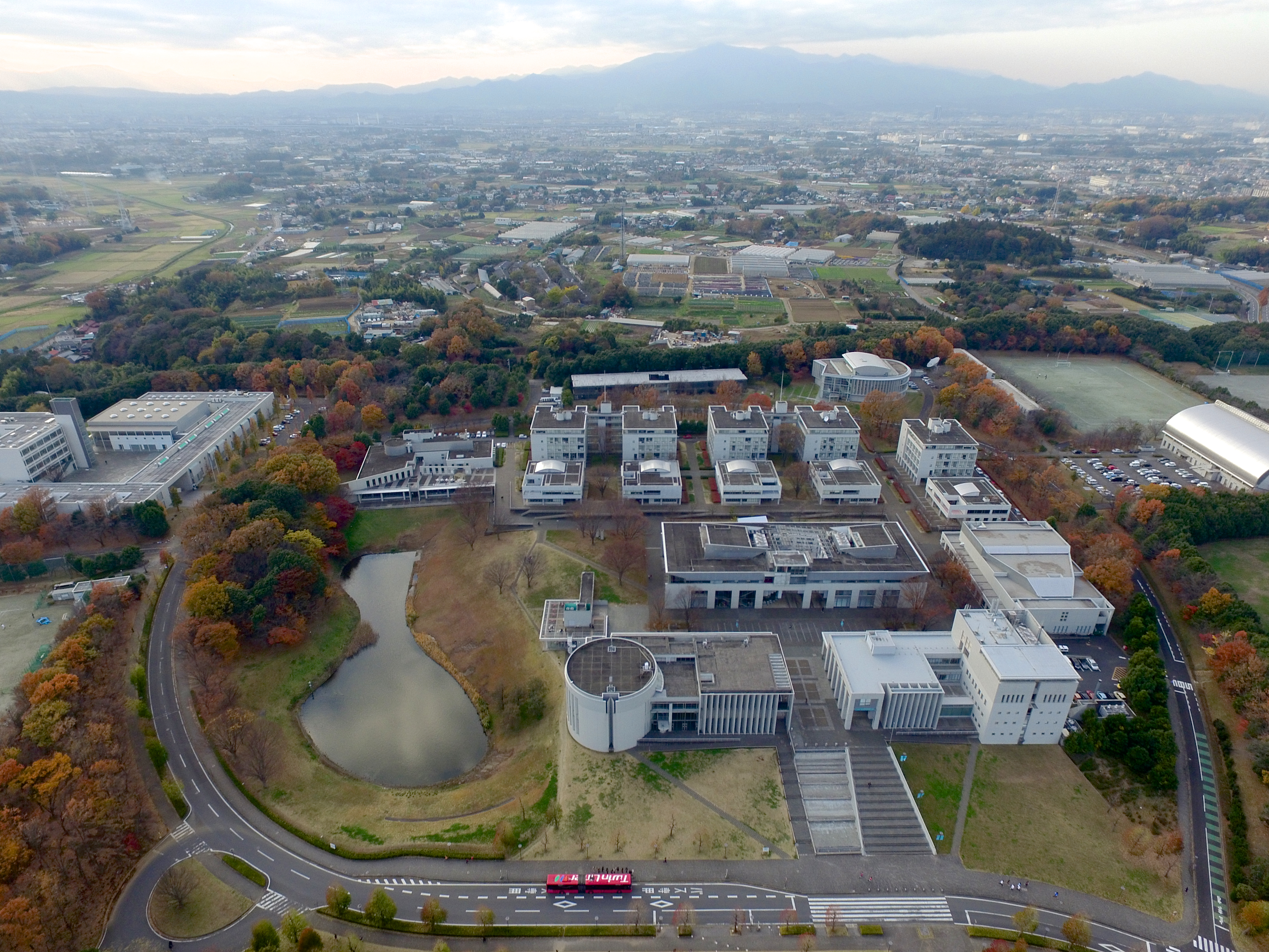
湘南藤沢キャンパス

総合政策学科、環境情報学科
総合政策学部と環境情報学部は湘南藤沢キャンパス (SFC) において、他の学部とは大きく違った独自の教育が実施されている。この節では両者に共通する特徴などをまとめる。

#### 基本理念
「創造性の重視」「問題発見・解決型」。今の世の中に存在する雑多な諸問題を発見・解決していく人材の創出を目的としている。そのため、従来のリベラル・アーツと専門知識の詰め込みだけではなく、研究プロジェクトを中心に置き、その中で見えてくる学生自身に不足している知識（カリキュラム）を発見・取得し、補いながら研究を進めていくという、従来とは全く違う独創的なスタイルの構築を関係者は意図している。

#### 特徴
大学では「学問の再編成」をキーワードとして自由度の高い履修システムを使用している。基本的に各授業には学年による履修制限を課さず、学部1年生から専門的な授業を履修でき、学部と大学院で共有する授業を多く設置している。また、「半学半教」の理念から学生、特に学部生の雇用に積極的である。具体的には図書館スタッフ、コンピュータやマルチメディアの相談員、キャンパス内の設備利用ガイドの編集員、教育補助員（学部生はSA、院生はTAと称する）などである。
| 名称               | 所在地         | 備考 |
| ------------------ | -------------- | ---- |
| 湘南藤沢キャンパス | 神奈川県藤沢市 |      |

### 看護医療学部
看護学科
| 名称               | 所在地         | 備考                  |
| ------------------ | -------------- | --------------------- |
| 湘南藤沢キャンパス | 神奈川県藤沢市 | 看護医療学部1,2,4年生 |
| 信濃町キャンパス   | 東京都新宿区   | 看護医療学部3,4年生   |

### 薬学部

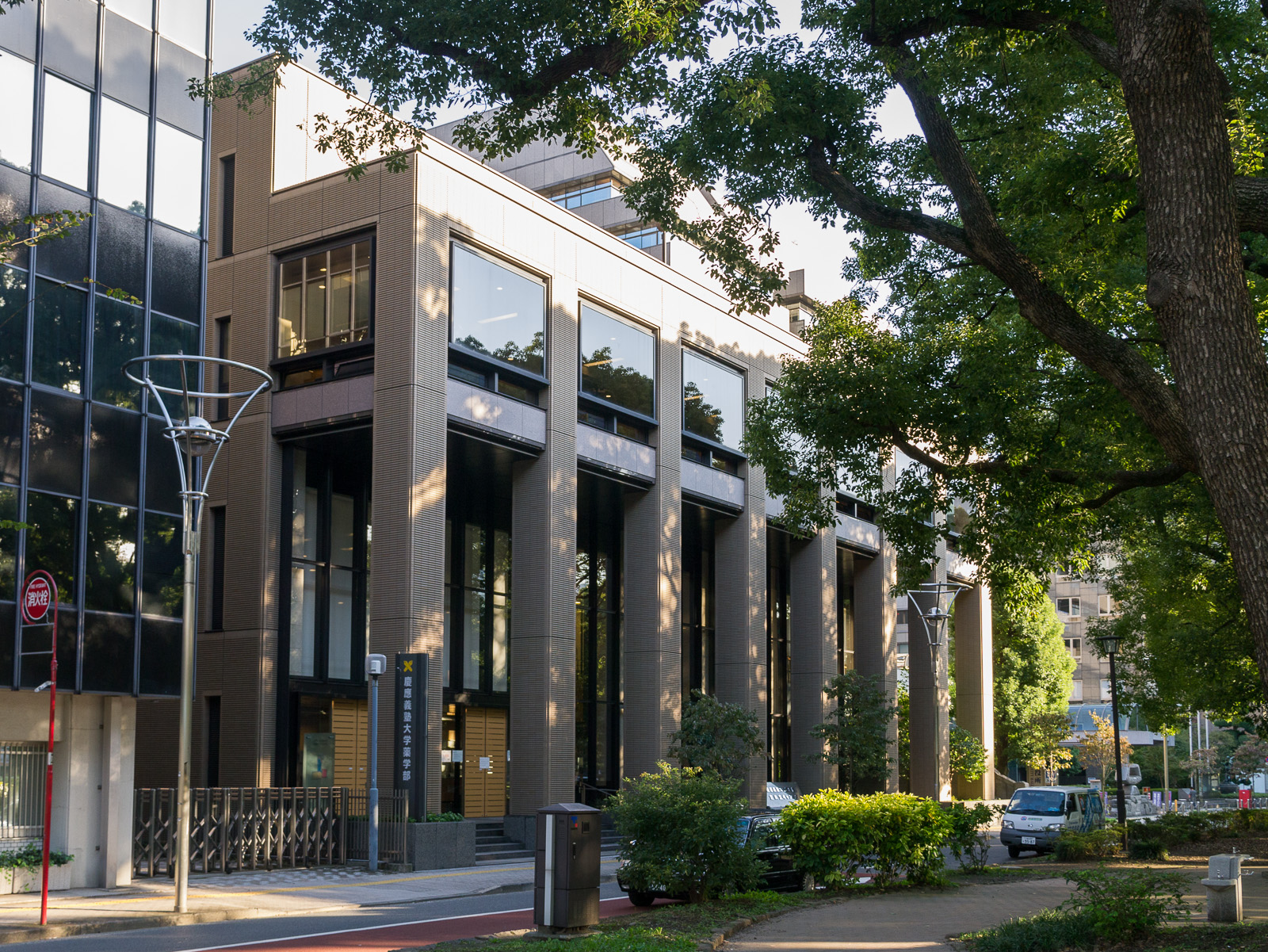
芝共立キャンパス

医学部、看護医療学部、理工学部などと連携することで、創薬から臨床までを一貫して追求できる環境が整っている。前身は共立薬科大学。
薬学科（6年制）
薬学科（6年制）では、薬物の適正使用に必要な知識の修得とその進歩を担う薬剤師を育てることを目標としている。薬学科では単に薬学という知識と技能ではなく、完成度の高い薬剤師としての生き方を学ぶ。1年生に対し、ヒューマニズム、プレゼンテーション、情報技術（IT）教育を統合した科目、双方向的な小グループでのチュートリアル教育（SGL）を導入。その後、2、3年次は薬学専門科目を履修して、4年次には、医療薬学を中心とした講義と臨床の現場に出る前の事前実務実習を行う。また、実務実習に出る前に、統合型の医療系集中講義を履修させる。5年次には5ヶ月の病院および薬局での実務実習を行う。また、各講座に入り、卒業研究を行う。
薬科学科（4年制）
薬科学科（4年制）では、医薬品の創製、分析、管理、さらには食品、化粧品、環境や食品衛生分野を中心とした化学系領域の教育・研究に力を注いでおり、薬学という科学を基盤に健康、医療の進歩に携わる人材を育成することを目的としている。薬科学科は1学年30名と少数であるが、1年生の段階から卒業後の進路に密着した講義、実習が用意され、薬科学科担当講座教員と密接に連絡を取りながら、教育と研究指導を受けることができる。
| 名称               | 所在地           | 備考                                                                           |
| ------------------ | ---------------- | ------------------------------------------------------------------------------ |
| 日吉キャンパス     | 神奈川県横浜市   | 薬学部1年生はここにて、法学部、経済学部などの学生と共に、教養科目を受講。      |
| 芝共立キャンパス   | 東京都港区芝公園 | 薬学科2年-6年生、薬科学科2年-4年生までは、ここで本格的な薬学教育・研究を行う。 |
| 浦和共立キャンパス | 埼玉県さいたま市 | 体育施設と薬学部附属薬用植物園がある。                                         |

## 通信教育課程

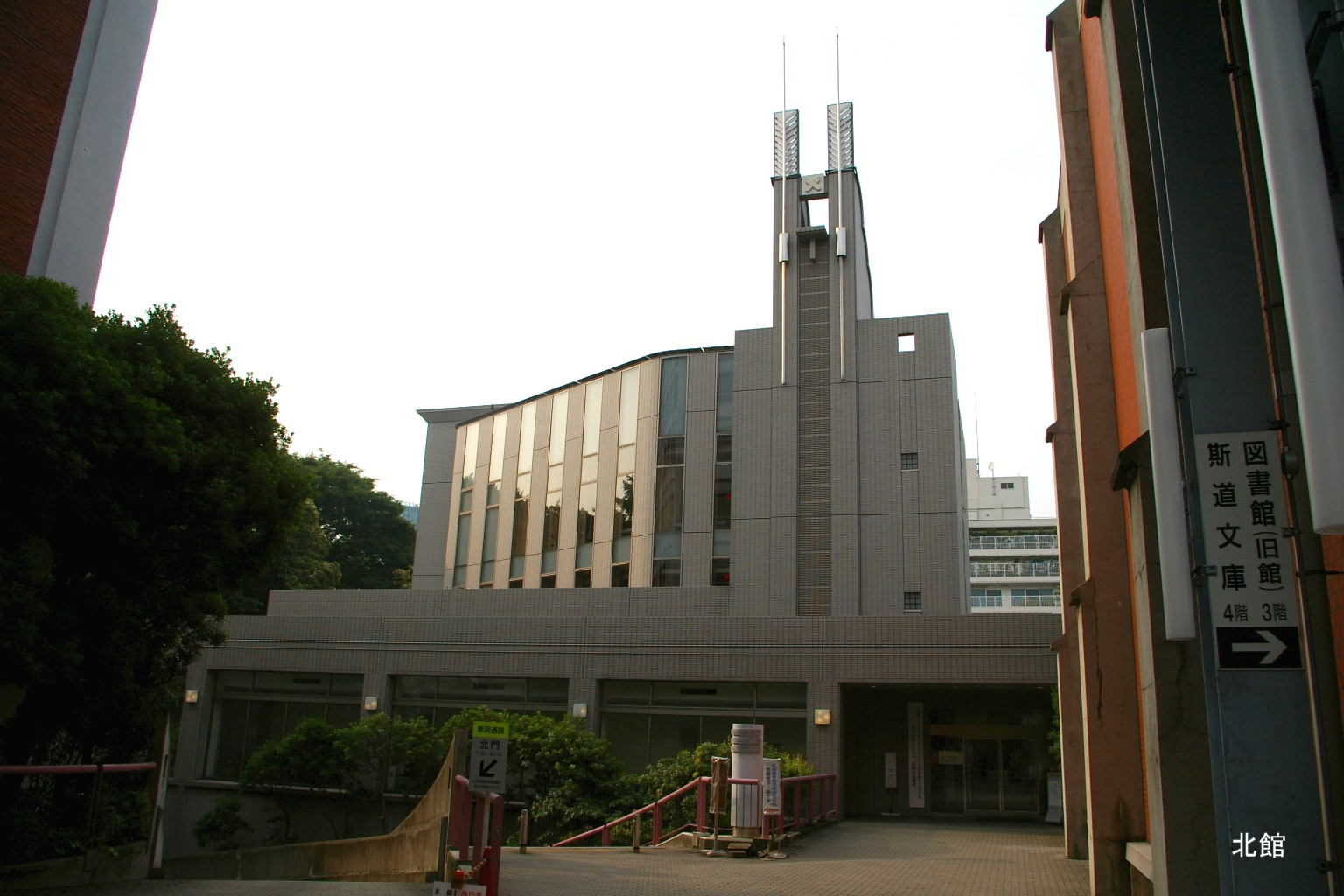
通信教育課程事務室が置かれている三田キャンパス北館

通信教育課程には、文学部・経済学部・法学部がある。公益財団法人私立大学通信教育協会に加盟している。
慶應義塾大学本部のある三田キャンパスの北館に事務局（通信教育部事務室）がある。慶應義塾大学通信教育部学則第1章第2条より「通信教育部は、文学部・経済学部及び法学部の通信教育課程の実施に当たる」組織であり、通信教育課程そのものは正科生として、各学部の通学課程と同じ学位を取得するため、各学部に属する。
教員組織は通学課程と同じ教員で構成されている。学生は所定の単位を修得すれば、通学課程と同じく慶應義塾大学の卒業生として学士の学位を取得できる。また、卒業時には通学課程同様に各三田会に入会ができる。卒業後は慶應義塾大学が提供する各施設・サービスも通学課程の卒業生と同様に塾員として利用ができる。

### 実施学部
文学部・経済学部・法学部の3学部に通信教育課程が置かれている。文学部は、第1類（哲学を主とするもの）・第2類（史学を主とするもの）・第3類（文学を主とするもの）に便宜上区分されている。経済学部は、カリキュラムに商学部系の科目を含んでいるが、専攻分野に基づく類は存在しない。法学部は、甲類（法律学を主とするもの）・乙類（政治学を主とするもの）に便宜上区分されている。卒業時に教員免許状の取得を希望する正科生入学者のための教職課程も併設されている。

### 入学の種類および入学資格
入学選考は書類選考によるが、当該学部に入学するための一定の読書歴と、入学後の勉学計画・研究計画について明確なプランを持っていることが求められる。特にアカデミック・ライティングのために必要な日本語能力が求められる。入学は4月1日入学・10月1日入学がある。
| 名称     | 要件 |
| -------- | --- |
| 普通課程 | - 高等学校卒業または見込み者 - 高等学校卒業程度認定試験（大検含む）合格者。 - 大学入学資格が付与されている専修学校高等課程の卒業者または見込み者。 |
| 特別課程 | - 短期大学・高等専門学校（5年制の工業・商船）卒業者または見込み者。 - 日本の大学に2年以上在籍し、卒業所要単位として62単位以上修得している者。 - Associate Degreeの資格を有している外国の短期大学卒業者。 - 出身学科に関係なく、一般教育科目の人文・自然・社会の領域から18単位を一律に認定される。なお、専修学校専門課程（専門学校）修了者は入学できず、上記の普通課程に入学する必要がある。 |

| 分類     | 要件 |
| -------- | --- |
| 学士入学 | - 大学卒業者または見込み者。 - 独立行政法人大学改革支援・学位授与機構にて学士の学位を取得した人。 - Bachelor Degreeの資格を有している外国の大学卒業者。 - 英語を除く一般教育科目40単位（経済学部は統計学を除く36単位）が認定される。慶應義塾大学卒業者は必修外国語の単位が認定される。 |

### 入学式
通信教育課程のみで三田キャンパスにて行われる。入学オリエンテーションは各地方でも開かれる（札幌市、仙台市、名古屋市、大阪市、岡山市、福岡市）。

### 単位修得
- レポート課題により各科目のレポートを作成する[注釈 50]。レポート提出後、当該科目の科目試験への受験申込が可能となる。科目試験は年に4回行われ、三田キャンパス以外の地方会場でも行われている。各群1科目、合計最大6科目まで受験できる。レポートと科目試験の両方の合格により当該科目の単位を修得できる。
- スクーリングでの単位修得が必須となっている。開講科目は各キャンパスにより異なる。
  - 夏期スクーリング（I期・II期は日吉キャンパス、III期は三田キャンパスにて実施。）
  - 実験スクーリング（夏期において日吉キャンパスにて行われる。希望者のみ受講できる。）
  - 体育実技スクーリング（選択制で4単位まで卒業所要単位として加算される。日吉キャンパスにて夏期に行われる。）
  - 夜間スクーリング（9月下旬から12月中旬まで毎週月曜日から金曜日まで三田キャンパスにて夜間に実施。）
  - 週末スクーリング（秋に土日を利用した集中型のスクーリングを三田キャンパスにて開講している。）
  - 大阪スクーリング（2013年度から慶應大阪シティキャンパスにて開講している。夜間スクーリングと週末スクーリングがある。）
  - 通年スクーリング（通学課程の授業を一年を通して受講する特別なスクーリング。一定の条件が必要。）
  - E-スクーリング（2008年度から開講したインターネットを使用したメディア授業。2回のレポート提出と試験が必須となっている。）
- 卒業論文が必修で8単位ある。卒業論文指導は年に2回、対面またはゼミ形式で行われる。一定の資格を満たした上で、卒業論文指導の登録手続きが必要となる。また、卒業論文の提出には卒業論文指導教員の許可が必要となる。
- 卒業論文提出後、卒業試験が行われる。卒業試験は卒業論文審査と総合面接試問からなる。3月卒業予定者は1 - 2月に、9月卒業予定者は9月に行われる。

### 卒業要件
- 大学設置基準第七章第三十二条の規定により、通学課程と同様、124単位（総合教育科目（48単位）＋専門教育科目（68単位）＋卒業論文（8単位）、認定単位も含む）が必要となる。
- 予め卒業予定申告書の提出が必要となる。卒業予定申告書には卒業論文指導教員の署名捺印が必要である。

### 慶友会
通信教育課程の在学生が、学生間の学習上の啓発を目的として自主的に結成している学生団体で、北海道から鹿児島、海外まで、現在その数は50団体以上に及ぶ。

### 卒業式
卒業式は通学課程と一緒である。学位記（卒業証書）は通学課程と同様のものが授与される。

## 研究科
特に表記のないものは、修士課程ならびに博士後期課程がある。
- 文学研究科
  - 哲学・倫理学専攻
  - 美学美術史学専攻
  - 史学専攻
  - 国文学専攻
  - 中国文学専攻
  - 英米文学専攻
  - 独文学専攻
  - 仏文学専攻
  - 図書館・情報学専攻
- 経済学研究科
  - 経済学専攻
- 法学研究科
  - 民事法学専攻
  - 公法学専攻
  - 政治学専攻
- 社会学研究科
  - 社会学専攻
  - 心理学専攻
  - 教育学専攻 詳細は「慶應義塾大学大学院社会学研究科」を参照。
- 商学研究科
  - 商学専攻
- 医学研究科
  - 医科学専攻（修士課程）
  - 医学研究系専攻（博士課程）
  - 医療科学系専攻（博士課程）
- 理工学研究科
  - 基礎理工学専攻
  - 総合デザイン工学専攻
  - 開放環境科学専攻
- 政策・メディア研究科
  - 政策・メディア専攻
- 健康マネジメント研究科
  - 看護・医療・スポーツマネジメント専攻
- 薬学研究科
  - 薬科学専攻
  - 薬学専攻（博士課程）
- 経営管理研究科（ビジネススクール）
  - 経営管理専攻  詳細は「慶應義塾大学大学院経営管理研究科」を参照。
- システムデザイン・マネジメント研究科
  - システムデザイン・マネジメント専攻
- メディアデザイン研究科
  - メディアデザイン専攻
- 法務研究科（法科大学院（ロースクール））
  - 法務専攻（専門職学位課程）
    - 法務専攻（専門職）— 修了生の新司法試験合格率・合格者数において、平成25年度には、一橋大学法科大学院、東京大学法科大学院などを上回り、全法科大学院中1位となった。直近の令和4年度司法試験合格者数についても、全法科大学院中で同点3位（合格率全国4位）を獲得する超名門校となっている[230][231]。詳細は「慶應義塾大学大学院法務研究科」を参照。
    - グローバル法務専攻 (LL.M)

## 附属機関

### 附属研究所
- 慶應義塾大学経済研究所
- 慶應義塾総合研究推進機構
- 慶應義塾大学国際連携推進機構（OGI）

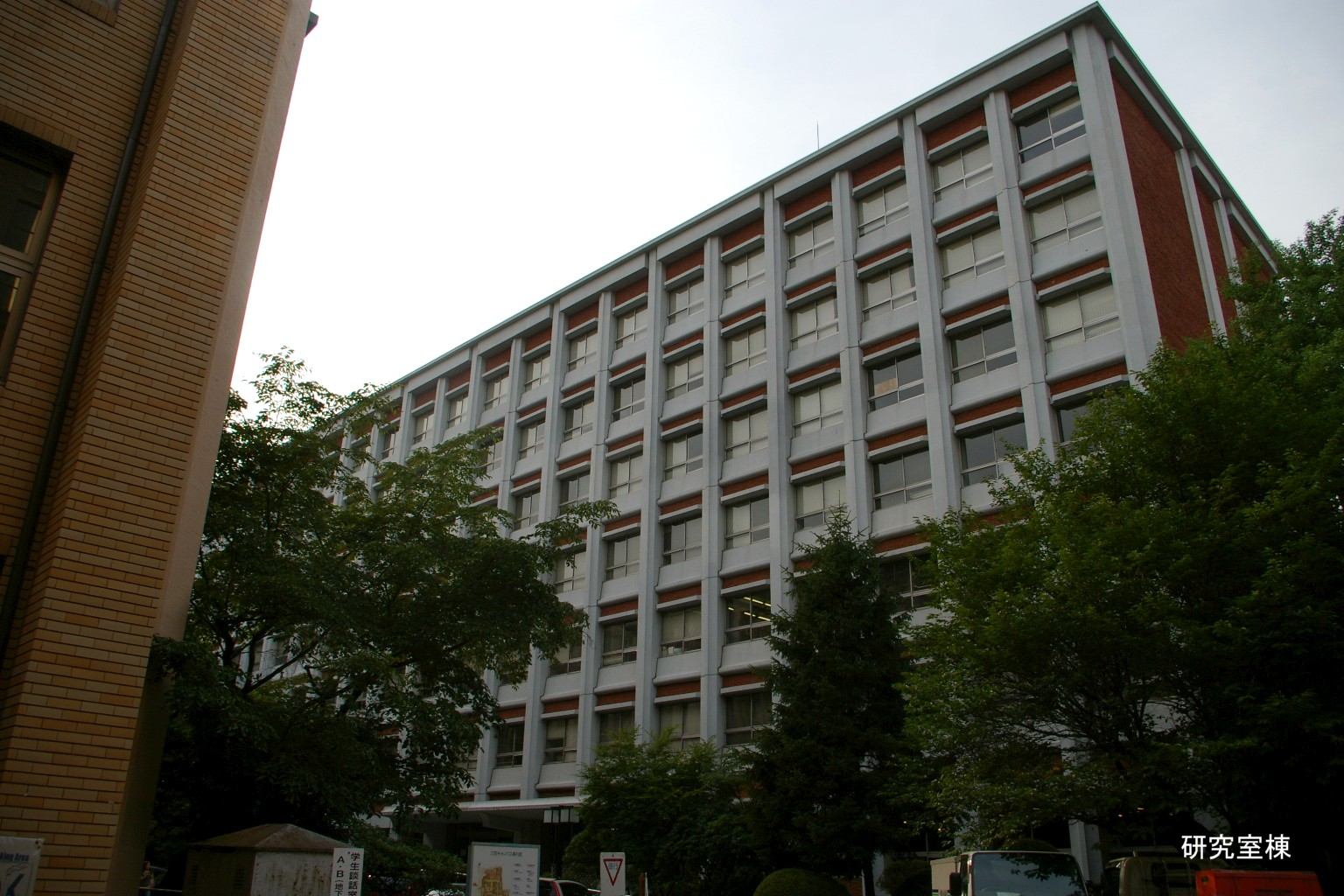
研究室棟（三田）

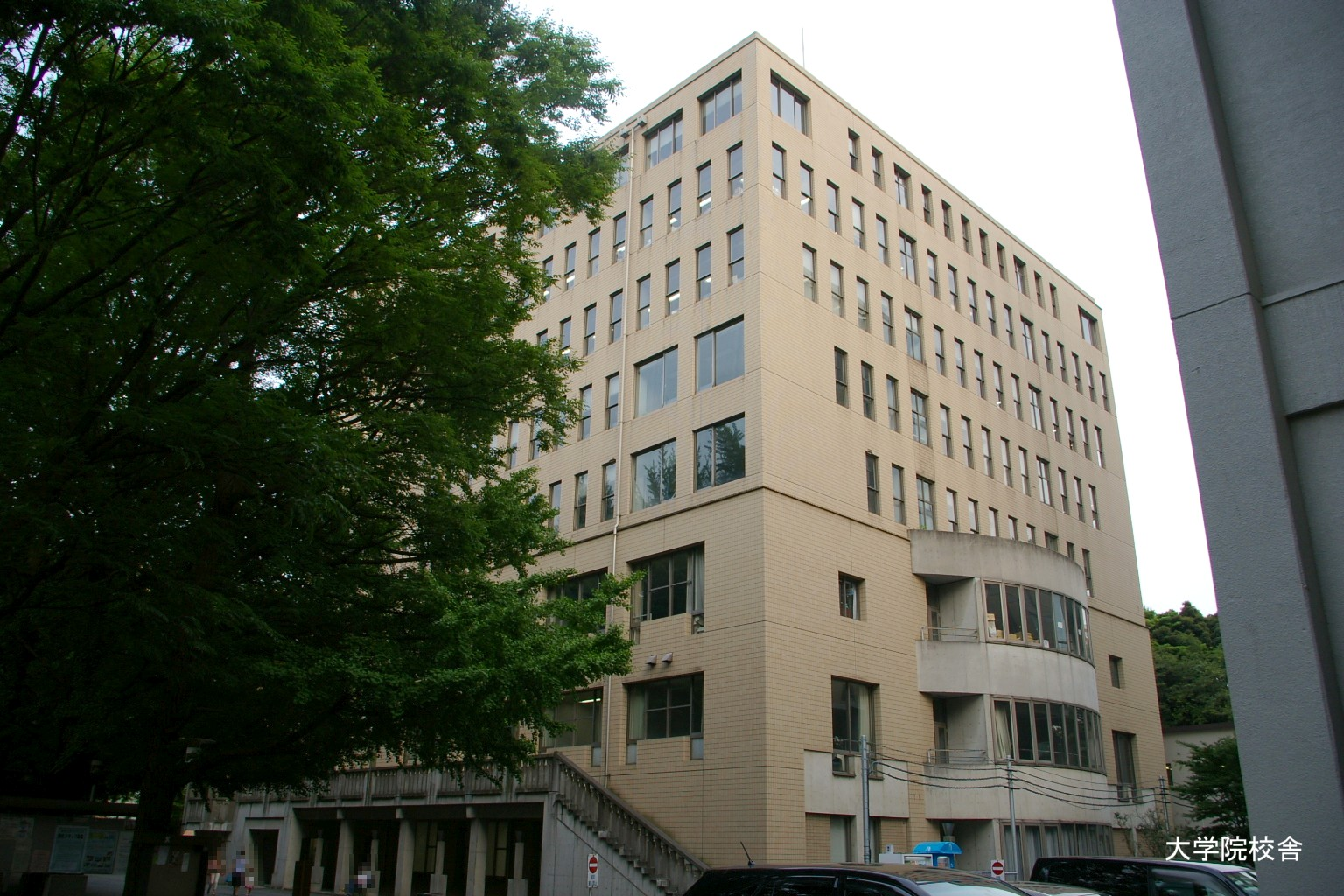
大学院校舎（三田）

- 慶應義塾大学デジタルメディア・コンテンツ統合研究センター（DMC研究センター）
- 慶應義塾大学法学研究所
- 慶應義塾大学言語文化研究所
- 慶應義塾大学メディア・コミュニケーション研究所（旧新聞研究所）
- 慶應義塾大学SFC研究所
- 慶應義塾大学産業研究所
- 慶應義塾大学東アジア研究所（旧地域研究センター）
- 慶應義塾大学先端生命科学研究所
- 慶應義塾大学体育研究所
- 慶應義塾大学附属研究所斯道文庫
- 慶應義塾大学亜細亜研究所（廃止）
- 慶應義塾大学北京公館・中支研究所（廃止）
- 慶應義塾大学医学部附属食養研究所（廃止）
- 慶應義塾大学医学部附属月ヶ瀬温泉治療学研究所（廃止）

### 附属センター
- 研究支援センター本部
  - 三田研究支援センター
  - 日吉研究支援センター
  - 矢上研究支援センター
  - 信濃町研究支援センター
  - 湘南藤沢研究支援センター
- 先端研究教育連携スクエア事務室
- 慶應義塾福澤研究センター
- 慶應義塾大学国際センター
- 慶應義塾大学アート・センター
- 慶應義塾大学教職課程センター

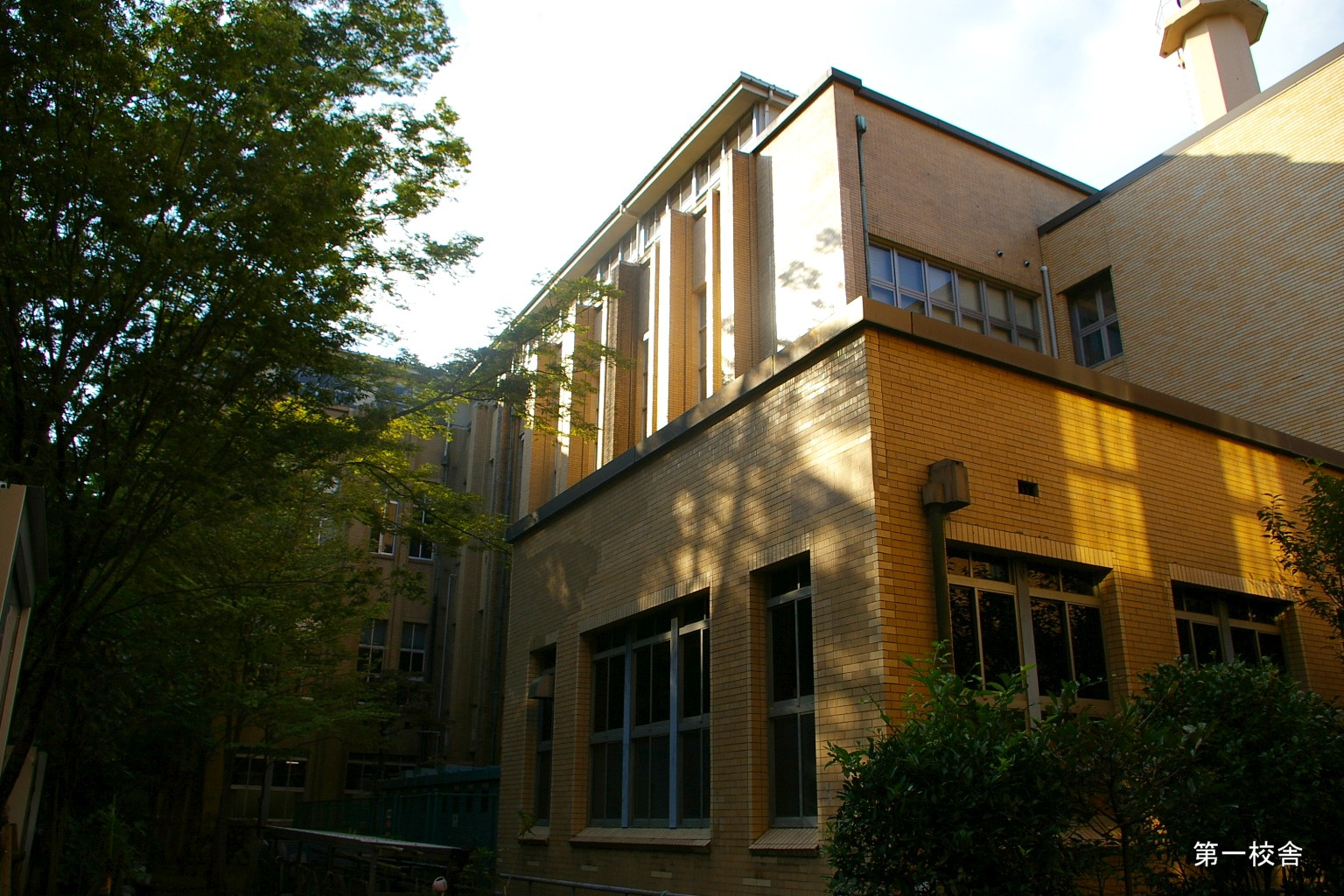
第一校舎（三田）

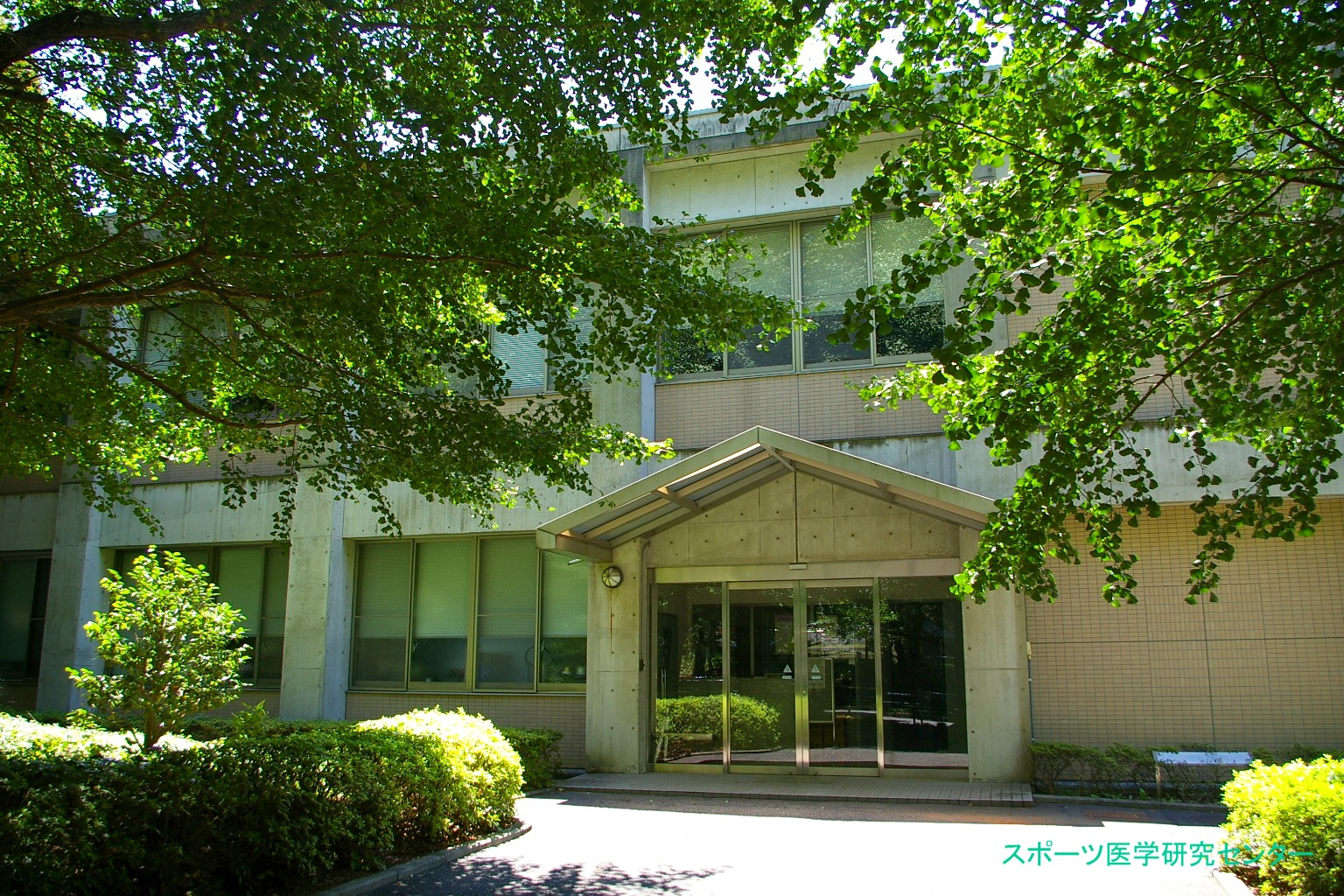
スポーツ医学研究センター（日吉）

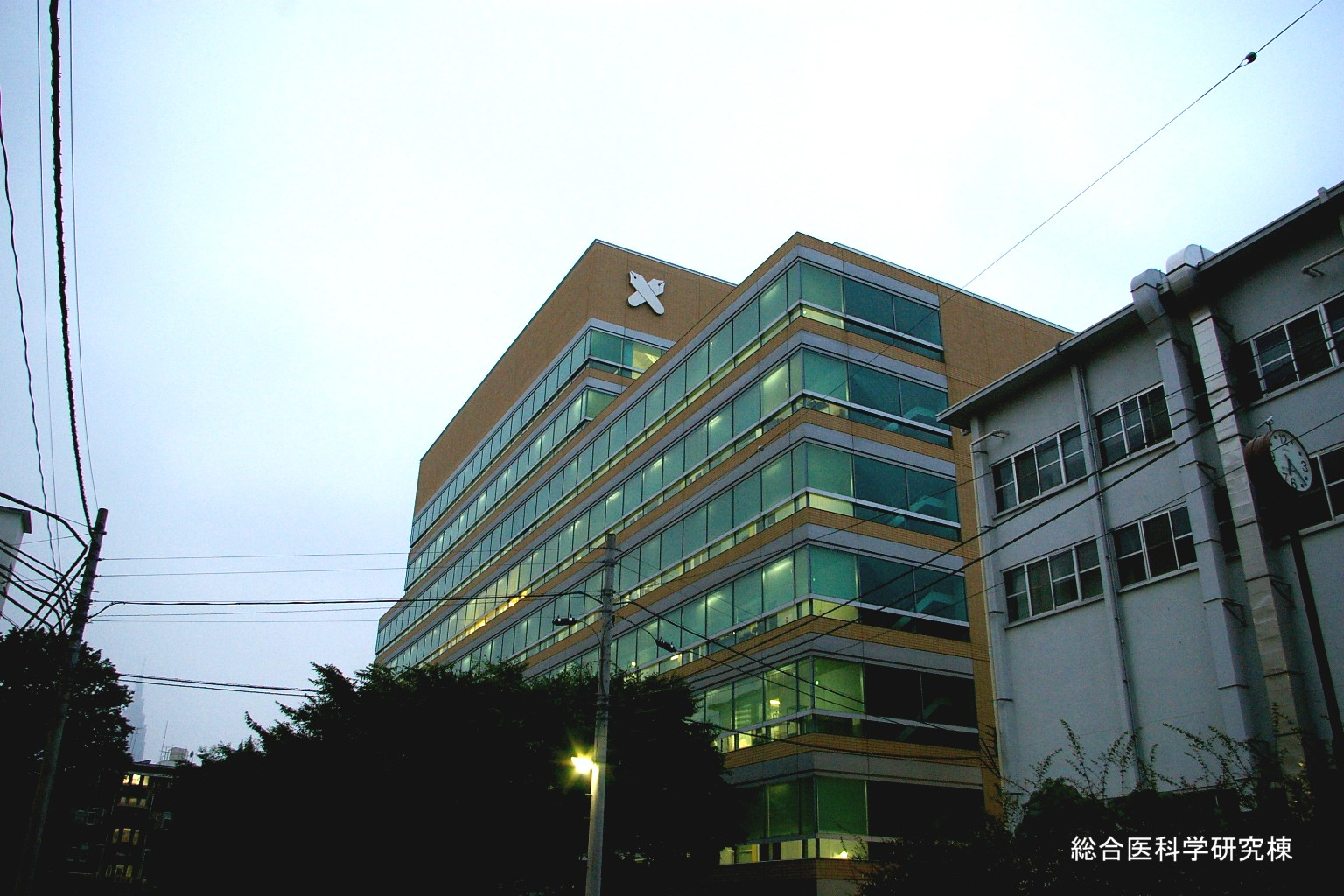
総合医科学研究センター（信濃町）

- 慶應義塾大学外国語教育研究センター（旧語学視聴覚教育研究室）
- 慶應義塾大学教養研究センター
- 慶應義塾大学スポーツ医学研究センター
- 慶應義塾大学保健管理センター
- 慶應義塾大学研究推進センター
- 慶應義塾大学知的資産センター
- 慶應義塾大学インキュベーションセンター
- 慶應義塾大学日本語・日本文化教育センター
- 慶應義塾大学総合医科学研究センター（CIMR）
- 慶應義塾大学先端科学技術研究センター（KLL）
- 慶應義塾大学グローバルセキュリティ・リサーチセンター（G-SEC）

### 附属病院
- 慶應義塾大学病院

### 共同利用・共同研究拠点
- 慶應義塾大学パネルデータ設計・解析センター(PDRC)[232]
  - パネル調査共同研究拠点

### メディアセンター

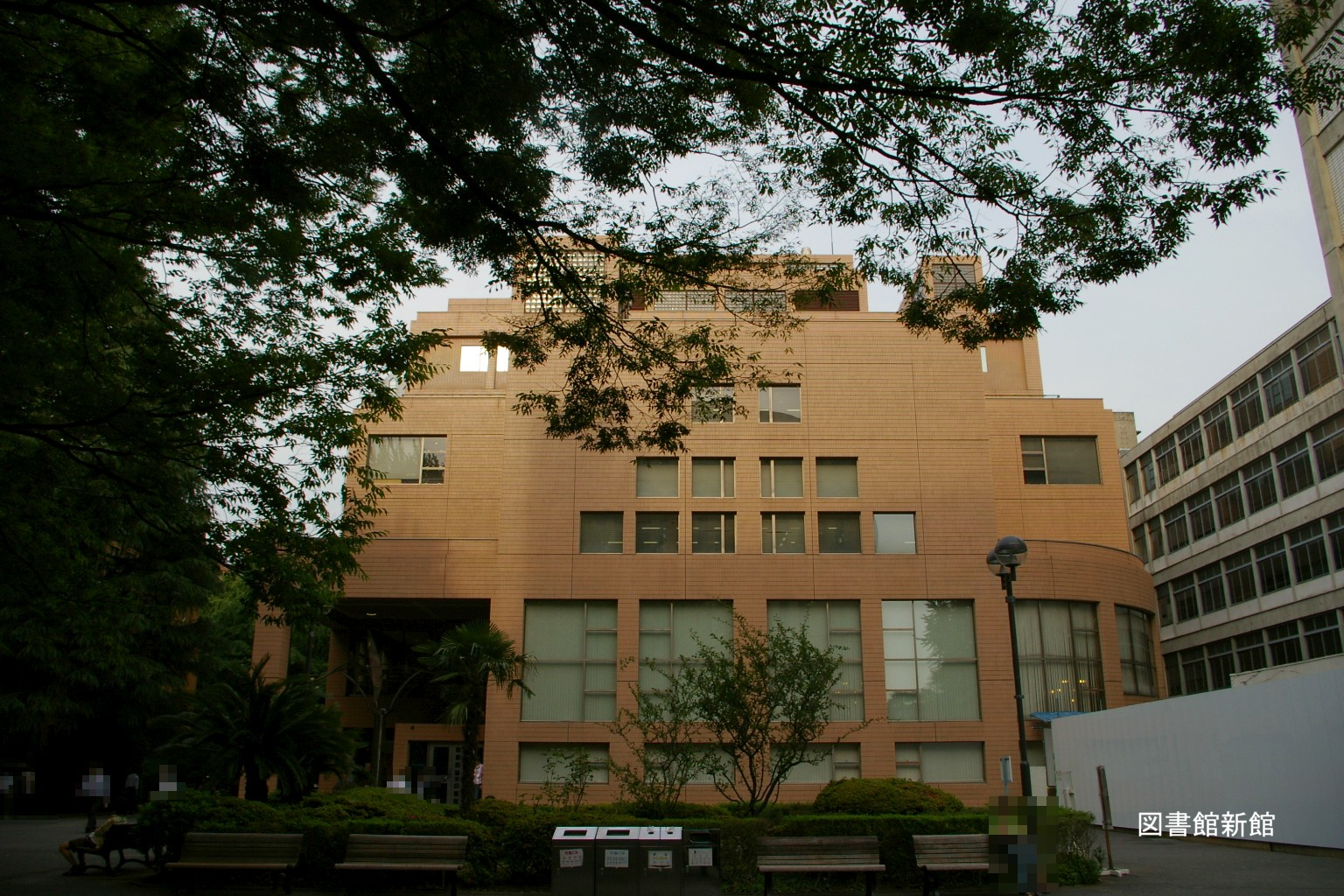
図書館新館（三田）

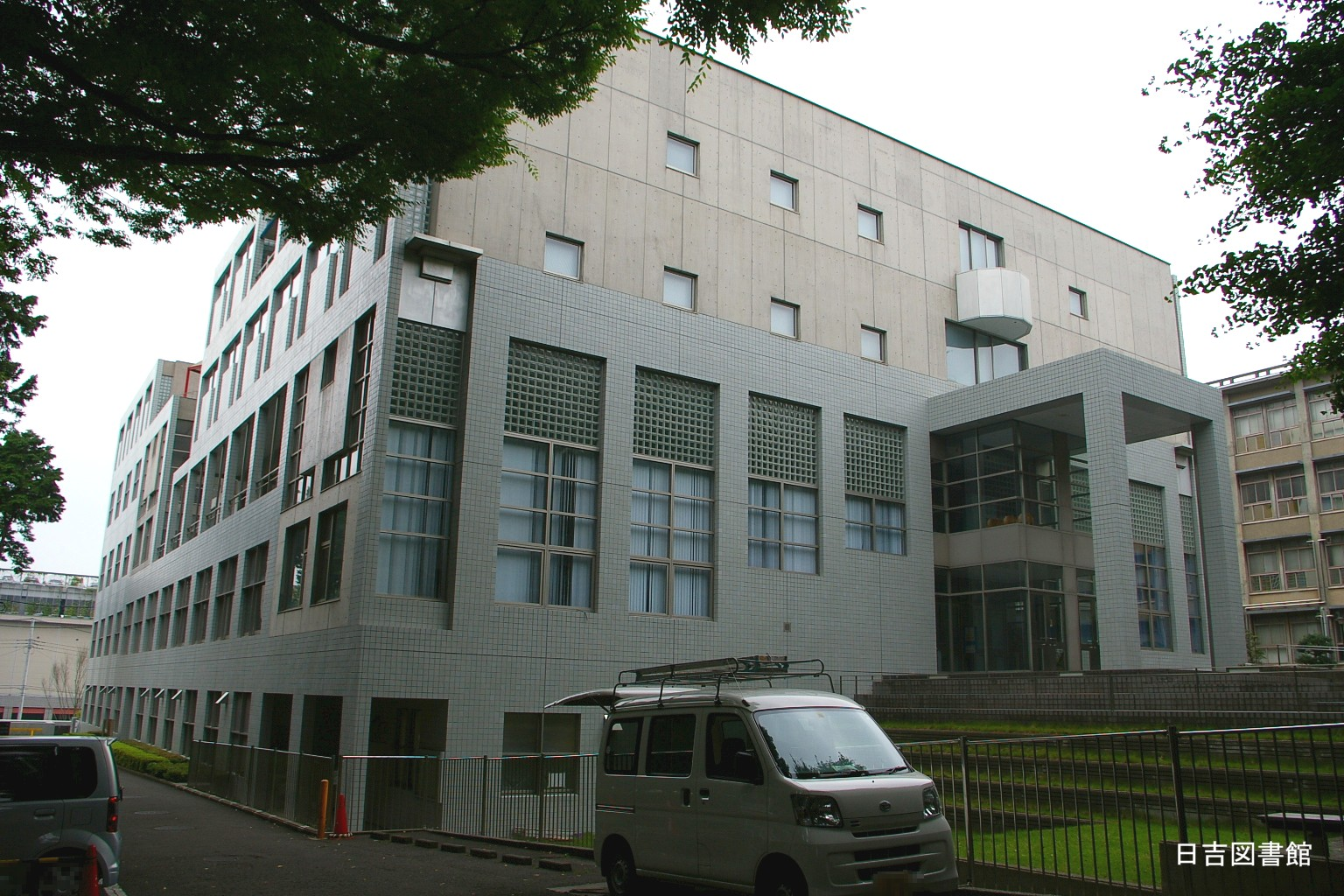
日吉図書館

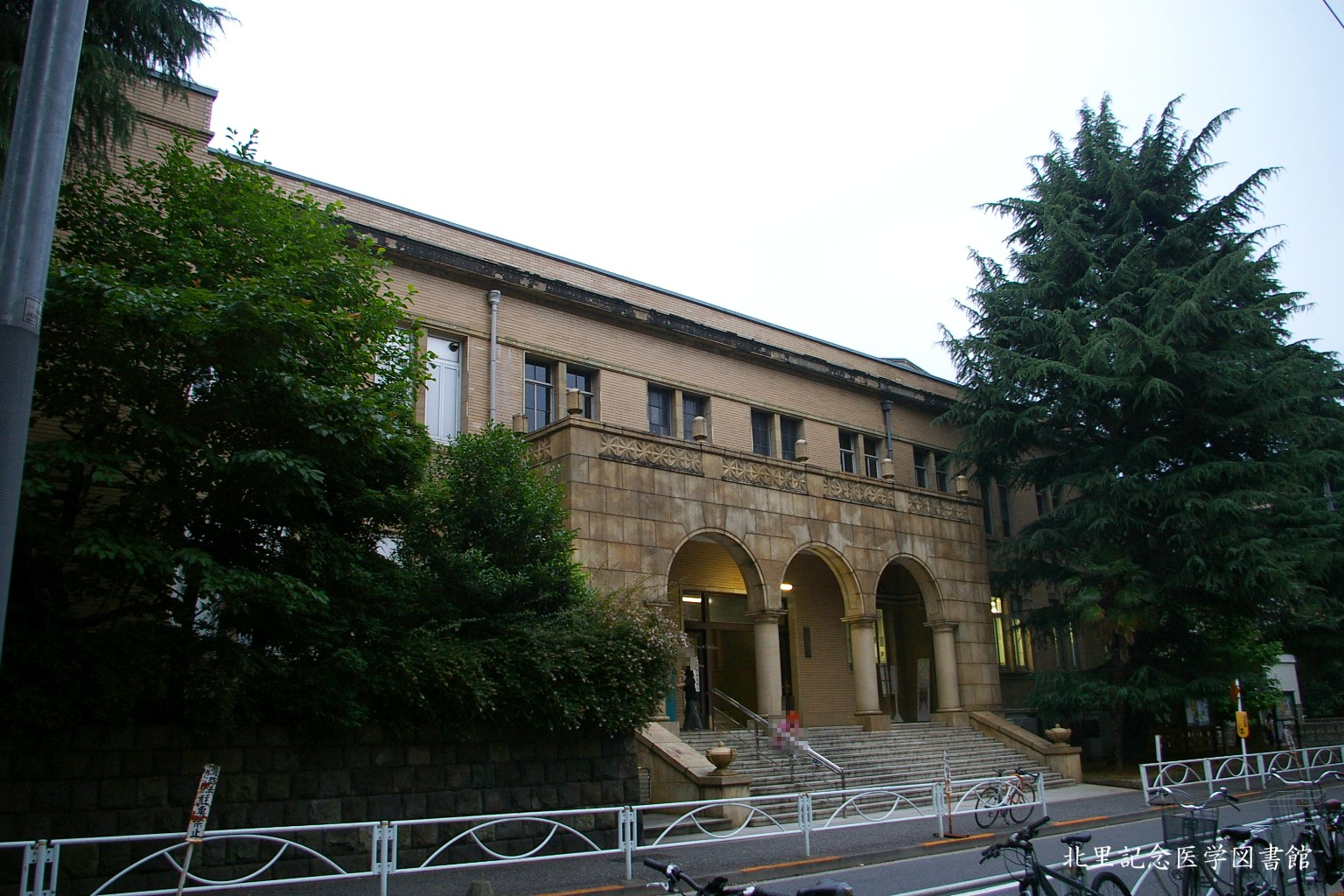
北里記念医学図書館

慶應義塾大学では図書館をメディアセンターと呼び、主要6キャンパスのメディアセンターで様々な書籍やデジタルコンテンツの公開を行っている。
- メディアセンター本部
  - 三田メディアセンター
    - 図書館新館
    - 図書館旧館
    - 南館図書室

  - 日吉メディアセンター
    - 日吉図書館
    - 協生館図書室

  - 信濃町メディアセンター
    - 北里記念医学図書館

  - 理工学メディアセンター
    - 松下記念図書館

  - 湘南藤沢メディアセンター・看護医療学図書室
  - 薬学メディアセンター
    - 芝共立薬学図書館

### 博物館など

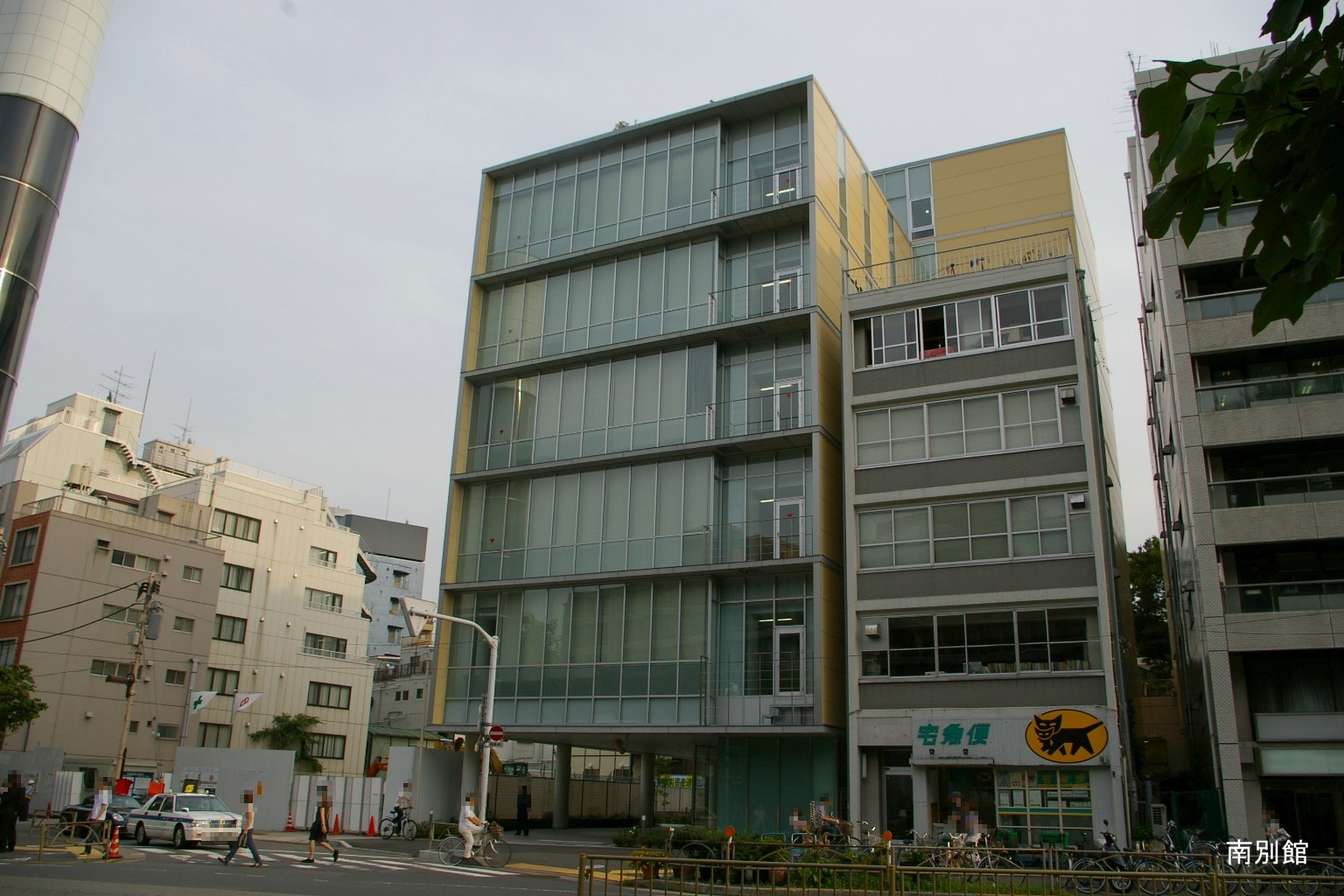
南別館（三田）

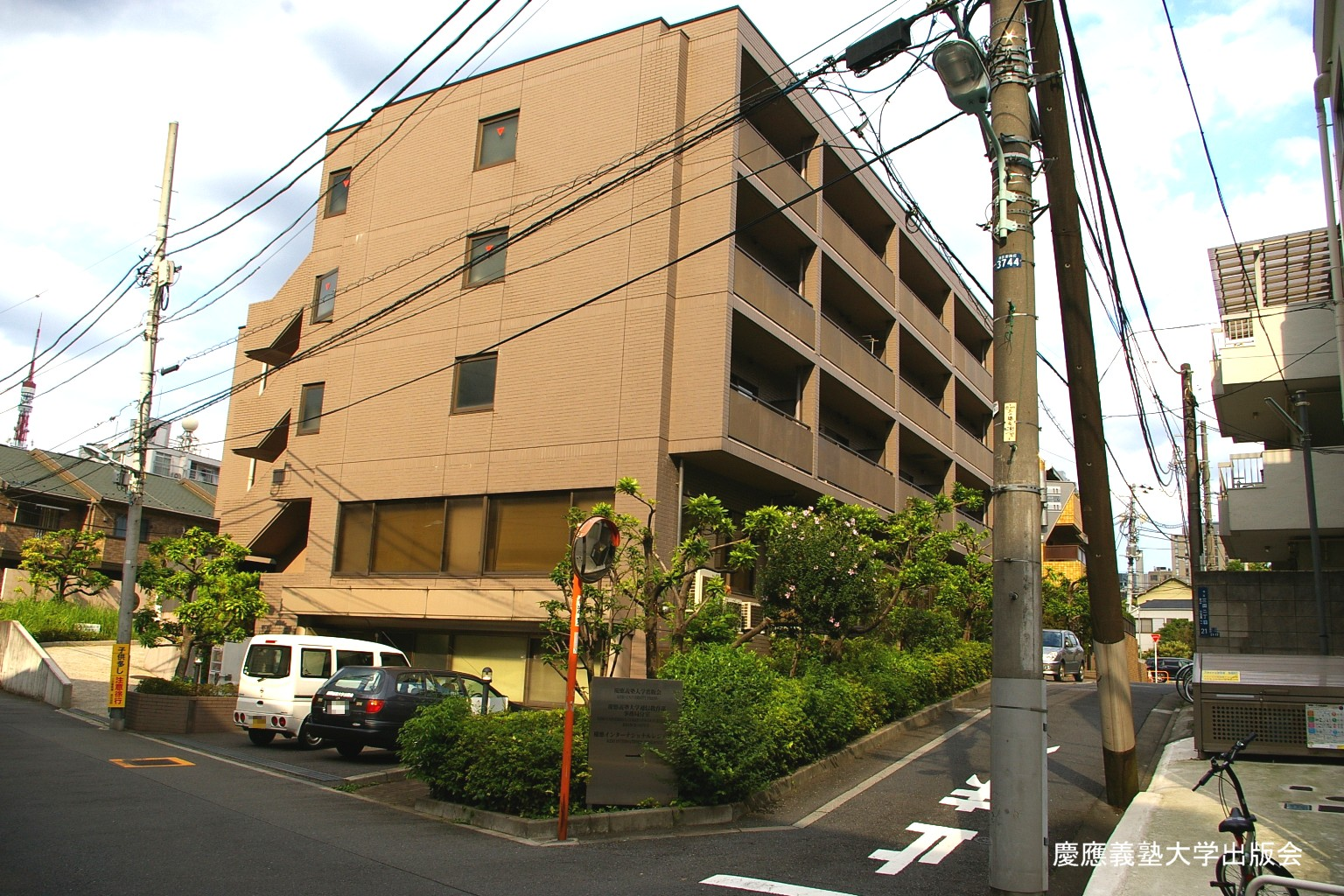
慶應義塾大学出版会

- 慶應義塾大学アート・スペース[234]

三田キャンパス南別館1階に開設された小美術館。
- 慶應義塾ミュージアム・コモンズ (KeMCo)[235]

三田キャンパス東別館に開設された文化発信拠点。
- 福澤諭吉記念慶應義塾史展示館[236]

三田キャンパス図書館旧館2階に開設。義塾史に関する様々な資料が公開されている。
- 慶應義塾大学薬学部付属薬用植物園[237]

前身は1966年に開園した旧共立薬科大学浦和薬用植物園。

### 出版会
慶應義塾大学の出版部門として慶應義塾大学出版会がある。慶應義塾大学出版会は組織的に独立した株式会社であり、大学の附属機関ではない。しかしながら慶應義塾大学関係の書籍を出版するなど、大学本体との関わりが深いので、本節においてまとめた。詳細は該当記事を参照のこと。

## 研究
日本学術振興会 (JSPS) 事業

### 21世紀COEプログラム
| 年     | 分野                         | 内容                                     |
| ------ | ---------------------------- | ---------------------------------------- |
| 2002年 | 生命科学                     | システム生物学による生命機能の理解と制御 |
| 2002年 | 化学・材料科学               | 機能創造ライフコンジュゲートケミストリー |
| 2002年 | 情報・電気・電子             | アクセス網高度化光・電子デバイス技術     |
| 2002年 | 人文科学                     | 心の解明に向けての統合的方法論構築       |
| 2002年 | 学際・複合・新領域           | 次世代メディア・知的社会基盤             |
| 2003年 | 医学系                       | 低侵襲・新治療開発による個別化癌医療確立 |
| 2003年 | 医学系                       | 幹細胞医学と免疫学の基礎・臨床一体型拠点 |
| 2003年 | 数学、物理学、地球科学       | 統合数理科学：現象解明を通した数学の発展 |
| 2003年 | 機械、土木、建築、その他工学 | 知能化から生命化へのシステムデザイン     |
| 2003年 | 社会科学                     | 市場の質に関する理論形成とパネル実証分析 |
| 2003年 | 社会科学                     | 多文化多世代交差世界の政治社会秩序形成   |
| 2003年 | 社会科学                     | 日本・アジアにおける総合政策学先導拠点   |

### グローバルCOEプログラム
| 年     | 分野                         | 内容                                     |
| ------ | ---------------------------- | ---------------------------------------- |
| 2007年 | 生命科学                     | In vivoヒト代謝システム生物学拠点        |
| 2007年 | 情報、電気、電子             | アクセス空間支援基盤技術の高度国際連携   |
| 2007年 | 人文科学                     | 論理と感性の先端的教育研究拠点形成       |
| 2008年 | 医学系                       | 幹細胞医学のための教育研究拠点           |
| 2008年 | 機械、土木、建築、その他工学 | 環境共生・安全システムデザインの先導拠点 |
| 2008年 | 社会科学                     | 市場の高質化と市場インフラの総合的設計   |
| 2008年 | 社会科学                     | 市民社会におけるガバナンスの教育研究拠点 |

### 世界を対象としたニーズ対応型地域研究推進事業
| 年       | 分野       | 内容                                                                    |
| -------- | ---------- | ----------------------------------------------------------------------- |
| 平成19年 | 中央アジア | 中央アジアにおける環境共生と日本の役割-価値創造に基づく地域研究のあり方 |

### 組織的な大学院教育改革推進プログラム
| 年       | 分野         | 内容                                     |
| -------- | ------------ | ---------------------------------------- |
| 平成20年 | 人文社会学系 | 社会イノベータ育成コースの創設           |
| 平成20年 | 医療系       | 創薬に向けた医薬科学を先導する人材の養成 |

### 質の高い大学教育推進プログラム（教育GP）
| 年       | 内容                                     |
| -------- | ---------------------------------------- |
| 平成20年 | メディカルプロフェショナリズム教育の推進 |
| 平成20年 | ユビキタス社会の問題発見解決型人材育成   |

## キャンパス
学部生が学ぶキャンパスは総合政策学部/環境情報学部を除き学年で分かれている。

### 日吉キャンパス
神奈川県 横浜市 港北区 日吉に所在する。
同大学で最も多くの学部が設置されているキャンパス。学部・学科での学習のほかに一般教養を学ぶ。
- 経済学部（第1・2学年/履修タイプA・B）
- 法学部（第1・2学年）
- 商学部（第1・2学年）
- 経営管理研究科
- システムデザイン・マネジメント研究科
- 理工学部（第1・2学年）
- 文学部（第1学年）
- 医学部（第1学年）
- 薬学部（第1学年）
- 慶應義塾普通部（男子中学校）
- 慶應義塾高等学校（男子高等学校）

### 三田キャンパス
東京都 港区 三田に所在する。
同大学の本部や学校法人の法人本部も置かれ、「慶應義塾の代名詞」と呼ばれている。
- 経済学部（第3・4学年）
- 経済学研究科
- 法学部（第3・4学年）
- 法学研究科
- 法務研究科
- 商学部（第3・4学年）
- 商学研究科
- 文学部（第2～4学年/全17専攻）
- 文学研究科
- 社会学研究科
- 慶應義塾中等部（男女共学・中学校）
- 慶應義塾女子高等学校（女子高等学校）

### 矢上キャンパス
日吉キャンパスの近隣、神奈川県 横浜市 港北区 日吉に所在する。
理工学部・研究科の学生が通う。
- 理工学部（第3・4学年）
- 理工学研究科

### 芝共立キャンパス
東京都 港区 芝公園に所在する。
薬学部・研究科の学生が通う。
- 薬学部（第2～6学年 ※第1学年も一部の授業で利用）
- 薬学研究科

### 信濃町キャンパス
東京都 新宿区 信濃町に所在する。
医学部を中心に医療系3学部の学部生が学ぶ。
- 医学部（第2～6学年）
- 医学研究科
- 看護医療学部（第3学年）
- 薬学部（一部の病院実習）
- 大学病院

### 湘南藤沢キャンパス
神奈川県 藤沢市 遠藤に所在する。
看護医療学部の学部生および大学院生。総合政策学部/環境情報学部の全学年および大学院生が学ぶ。
- 総合政策学部/環境情報学部（全学年）
- 政策・メディア研究科
- 看護医療学部（第1・2・4学年）
- 健康マネジメント研究科
- 慶應義塾湘南藤沢中等部（男女共学・中学校）
- 慶應義塾湘南藤沢高等部（男女共学・高等学校）

## 学生生活

### 学園祭
三田祭含め各キャンパスごとに開催されている。このうち、三田祭以外は有志によるイベントに過ぎないとされているが、実質的には「学園祭」として認知されており、慶應義塾大学の受験生向けパンフレットなどにも紹介されている。なお、日吉キャンパスで行われる日吉祭は高等学校の文化祭で、大学との関係はない。
| 名前   | 開催場所           | 概要 |
| ------ | ------------------ | --- |
| 三田祭 | 三田キャンパス     | 三田祭は、毎年11月23日前後に例年4日間行われる。運営しているのは三田祭実行委員会。三田祭の規模は大学祭では日本国内最大規模である。慶應義塾大学が公式に「学園祭」としているのは三田祭のみである。                                                                                    |
| 四谷祭 | 信濃町キャンパス   | |
| 矢上祭 | 矢上キャンパス     | |
| 七夕祭 | 湘南藤沢キャンパス | 湘南藤沢キャンパスで七月の第一土曜日に毎年開かれる学園祭。湘南藤沢キャンパス開校時から続いており、学生有志による七夕祭実行委員会が運営している。花火や縁日のような出店、御輿などの夏祭りをテーマとした企画が中心。また学生と大学周辺地域との協力を目的としていることが特徴である。 |
| 共薬祭 | 芝共立キャンパス   | |

### 部活動・クラブ活動・サークル活動

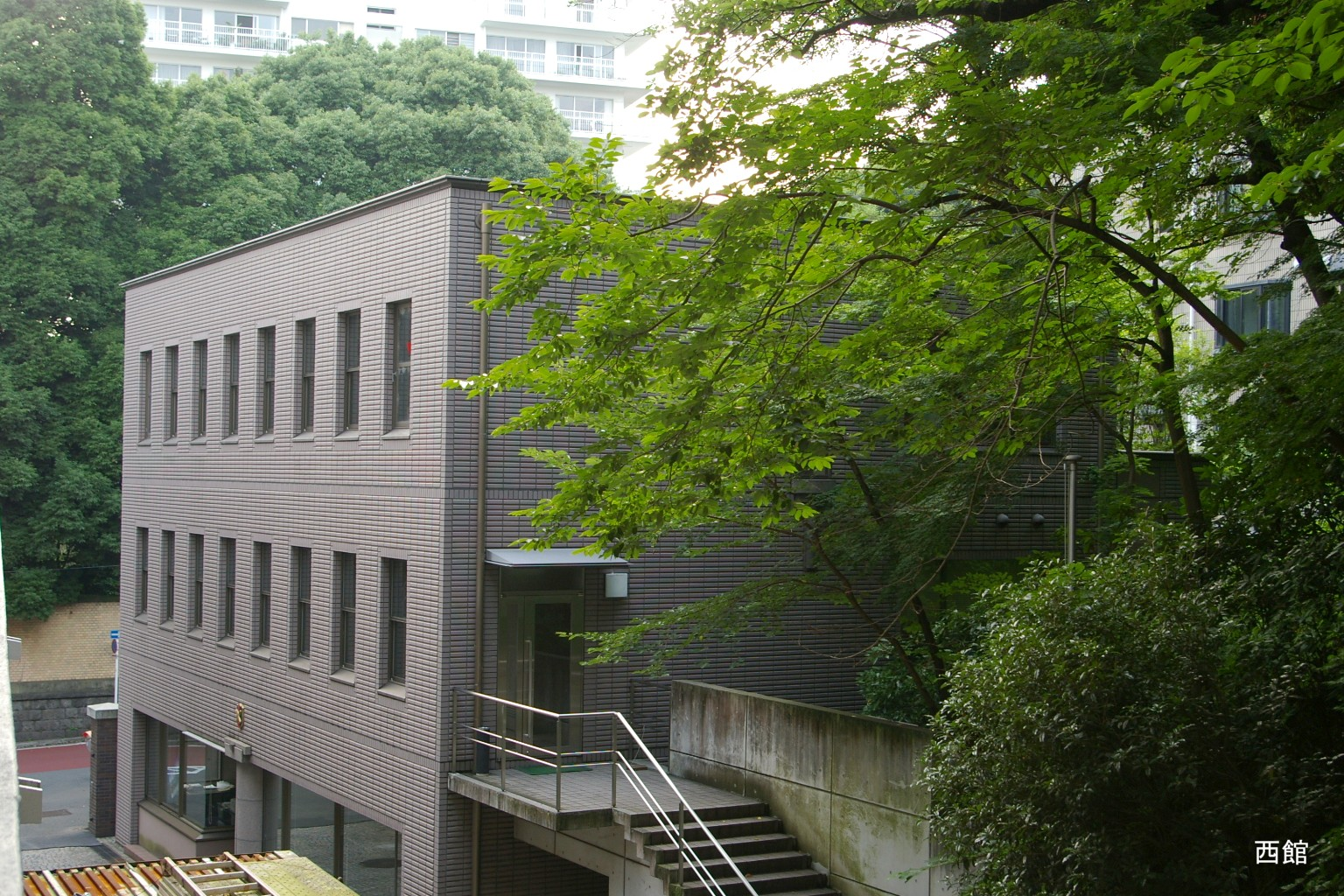
體育會本部（三田）

体育会の正式名称は「慶應義塾體育會」（けいおうぎじゅくたいいくかい）である。「慶應義塾大学体育会」としている文献が存在するが、正式名称では「大学」の語は使用しない。
2023年現在、43部59部門が所属しているが、大学スポーツ協会には非加盟。
体育会各部間の意見交換や、体育会全体に関わる会議・行事の企画・進行や広報活動を行う組織として、體育會本部を置く。体育会部員から選出された常任委員がこうした業務に携わっている。また、体育会事務室という慶應義塾大学の部署が設置され、専任の大学職員が常駐している。体育会事務室は学生主体の體育會本部と連絡を取りながら体育会の運営をサポートしている。
- 東日本医科学生総合体育大会の発起大学であり、定期的に対抗戦を行っている。戦前までは東京帝国大学との間で「対帝大医学部野球戦」が開催されていた。
- 戦後は大阪大学、一橋大学との間でスポーツ交流戦を行う構想があったが、実現していない。

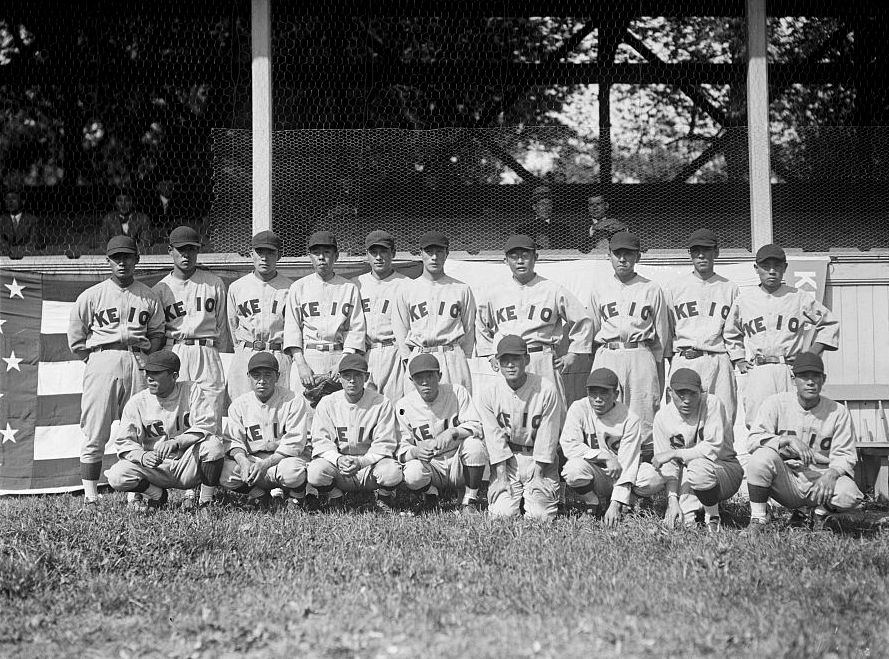
慶應義塾体育会野球部（1928-29年頃）

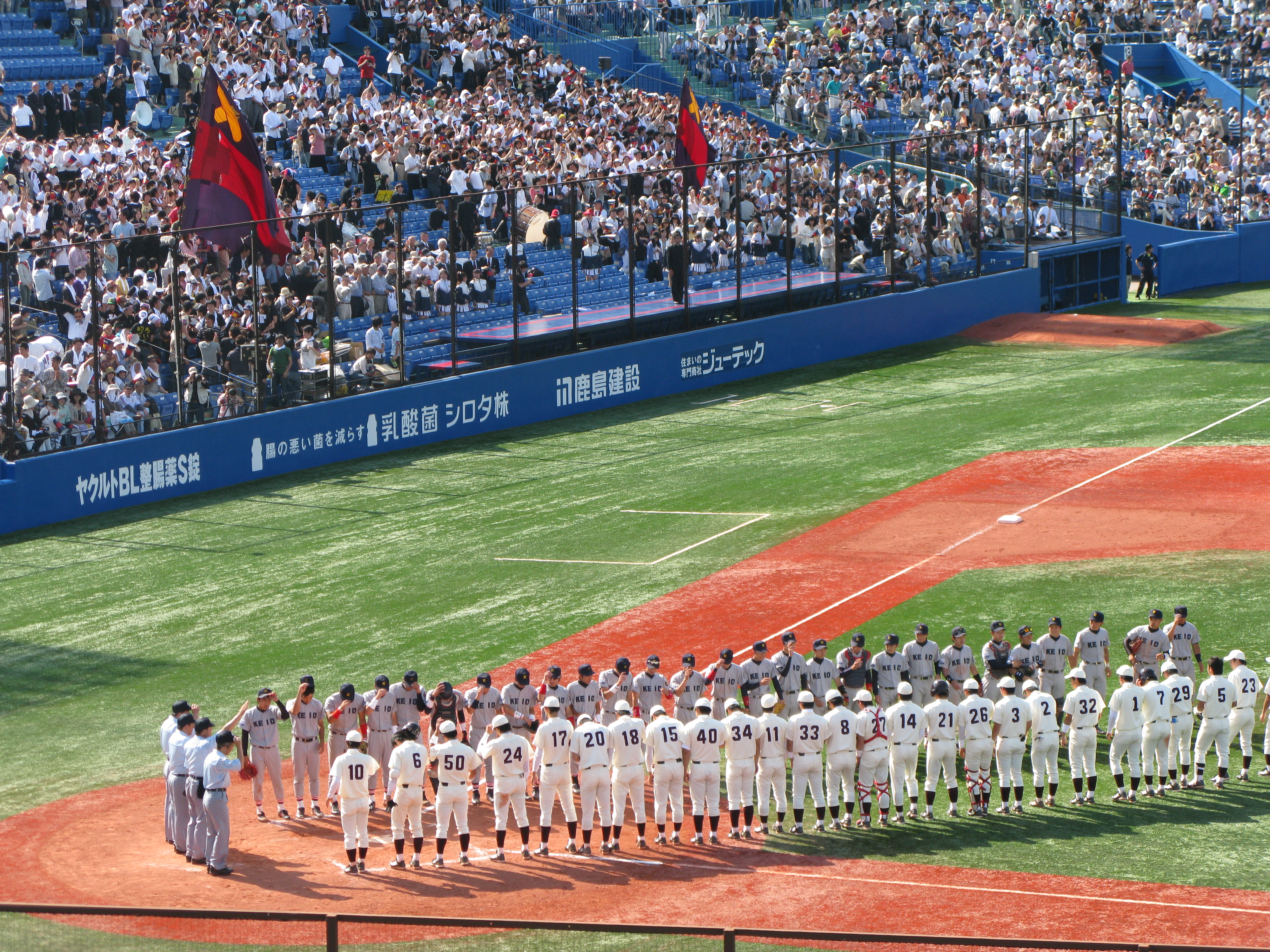
慶早戦（2008年春）

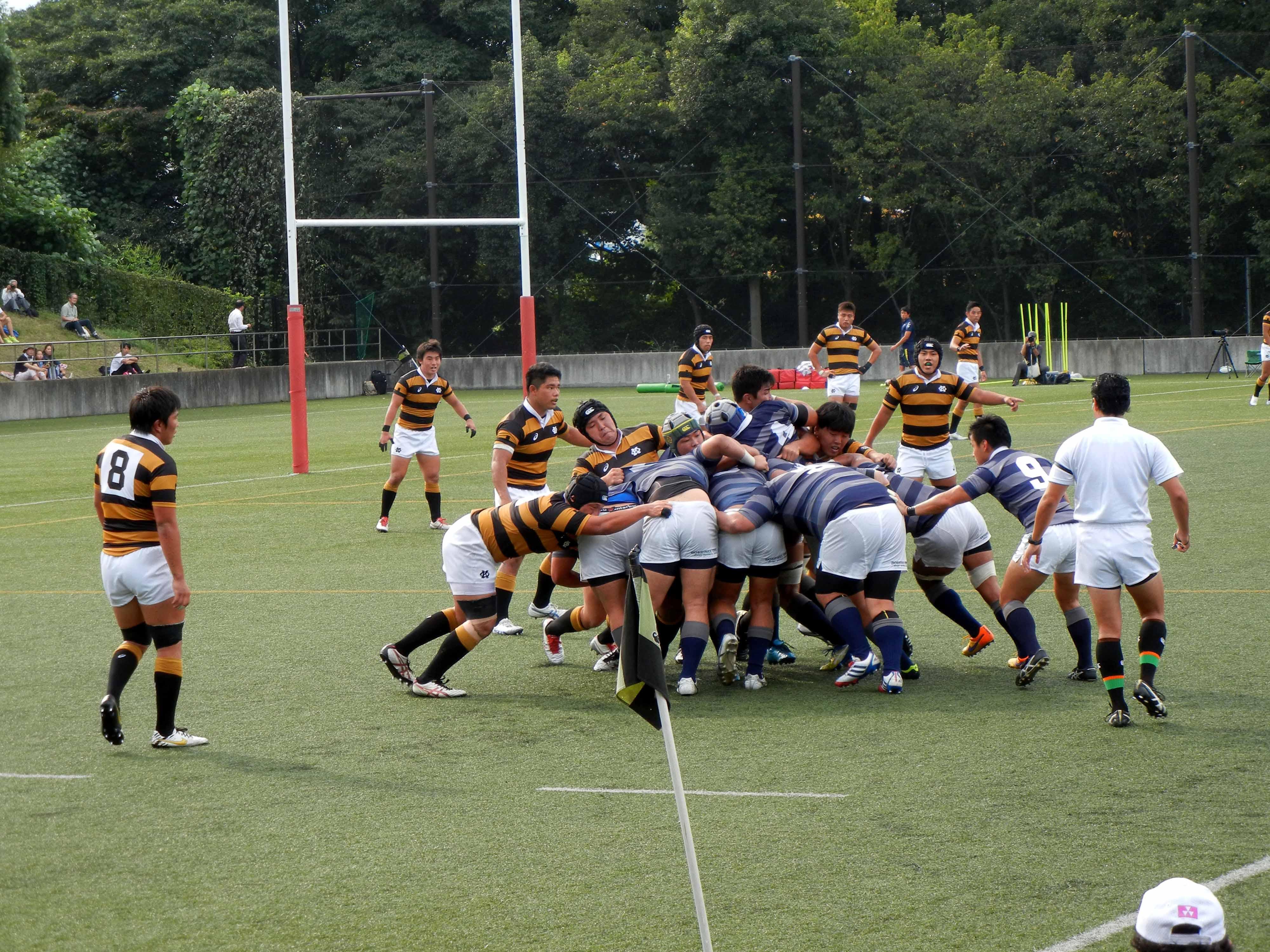
ラグビー慶應対同志社定期戦（2015年）

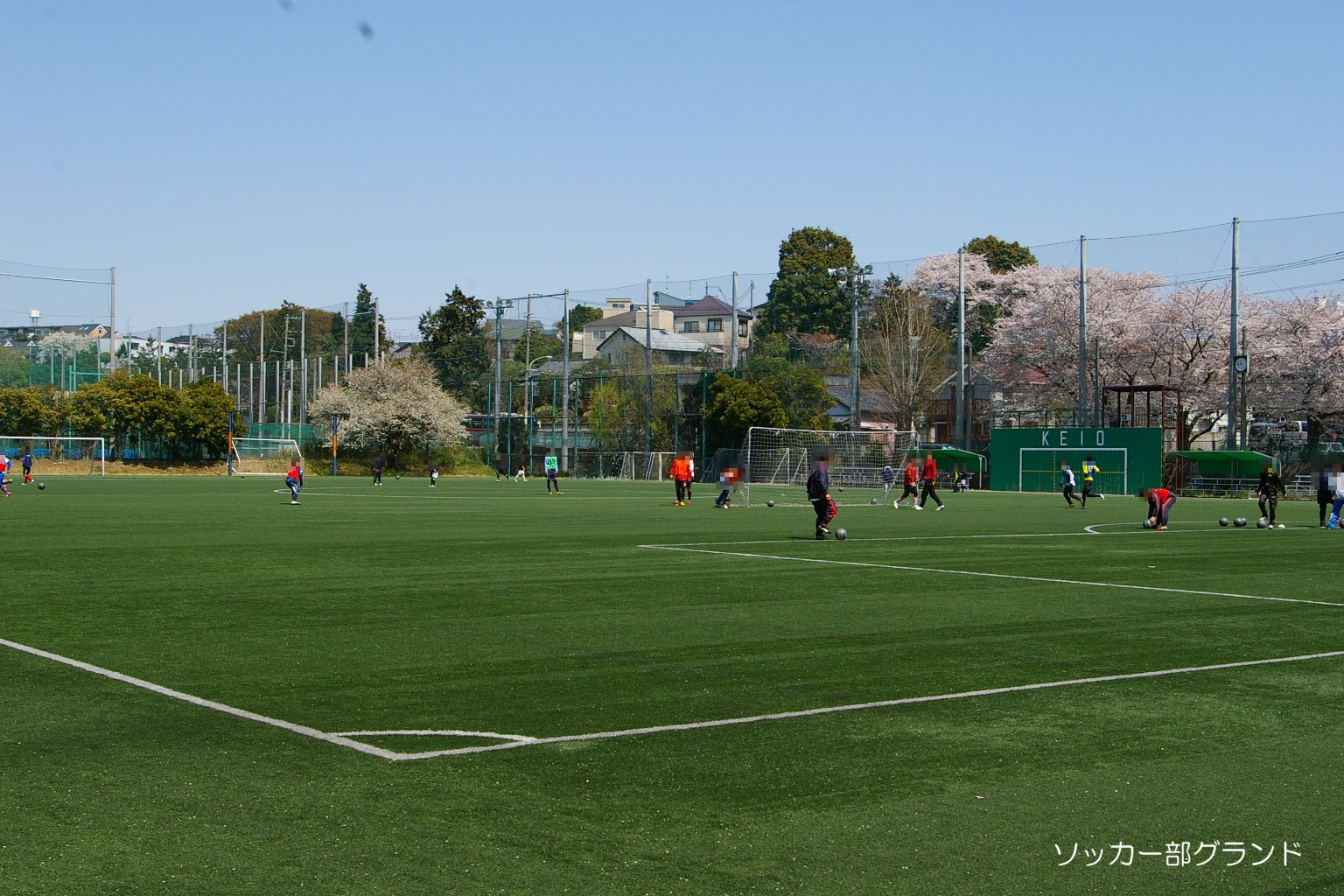
ソッカー部グラウンド（日吉）

#### 野球
野球部（硬式野球部）は東京六大学野球連盟に加盟している。東京六大学野球が発祥する大元となった慶早戦の盛り上がりがきっかけとなり、ラグビー部や端艇部（ボート競技）等でも慶早戦が行われるようになった。詳細は「慶早戦」参照。

#### 陸上
1917年創部の競走部は、箱根駅伝で1932年に優勝している。

#### ラグビー
ラグビー部は蹴球部が正式名称。1899年創部であり、日本ラグビーフットボール協会は「日本ラグビーのルーツ校」としている。関東大学ラグビー対抗戦グループに所属している。1910年（明治43年）に綱町グラウンドにて日本最初の蹴球対校試合を第三高等学校（現：京都大学）との間で開催した。

#### 端艇
端艇部は1889年創部。1905年から隅田川の新大橋 - 桜橋間で毎年開催されているボート競技の慶早戦（慶早レガッタ定期戦）は、毎年3万人以上が訪れる。

#### チアリーディング
大学では應援指導部Majorettes、チアリーダーズUNICORNS、チア&ソングリーダーズUNICORNSの3団体が存在する。

#### スケート（ホッケー・フィギュア・スピード）
1923年創部。毎年1月と5月に行われるホッケー部門の慶早戦が有名。

#### ソッカー
サッカー部はソッカー部が正式名称。

#### アメリカンフットボール
アメリカンフットボール部の愛称はユニコーンズ（UNICORNS）である。関東学生アメリカンフットボール連盟に所属している。

#### バスケットボール
バスケットボール部の愛称もユニコーンズ（UNICORNS）。全日本学生バスケットボール選手権大会初代王者でもある。

#### 剣道
剣道部は1878年創部で、日本中で同大学柔道部に次ぐ古い歴史を持つ部活動とされている。

#### 馬術
1920年、陸軍士官学校において塾長鎌田栄吉出席の下、慶應義塾乗馬会の発会式を挙げる。以来同校馬術教官から教えを受ける。1923年4月1日、同校校庭で開かれた関東学生乗馬協会主催の第1回関東乗馬大会で優勝した。

#### ラクロス
ラクロス部は1986年に日本初のラクロス部として創設された。それまで準体育会という位置づけだったが、2008年に体育会に加入。特に男子ラクロス部は全日本優勝5回、関東学生リーグ優勝15回という成績を残している。

#### テニス
慶應義塾大学硬式庭球同好会連盟というテニスサークル連盟がある。2018年時点で23サークルから成り立ち、公称会員数3000人強。

#### 園遊会
園遊会は、学位授与式（卒業式）の後に開催される卒業パーティーである。2008年3月までは慶應義塾大学卒業準備委員会が主催をしていた。パーティーで行われる抽選大会の1等賞品は毎年通例として外車であった。このような豪華な賞品を出すことについて、一部卒業生や大学教職員の間からは必ずしも賛同の声ばかりが寄せられるわけではなかった。2006年時点、会費は2万円強で参加は任意である。賞品はOBが役員を務める企業からの寄付が多い。卒業準備委員会の粗雑な財務管理や園遊会参加後の卒業生の行為による苦情から、2009年3月からの園遊会の開催は一旦中止となり現卒業準備委員会も解散することとなった。
なお、解散した卒業準備委員会とは別の団体が、2009年3月以降も（非公式ではあるが）毎年有志により園遊会を存続させるための活動を行っている。日吉記念館の工事延期に伴い2009年度卒業式の会場が、予定されていた卒業式の会場（パシフィコ横浜）から同館となる可能性が高まり、卒業式の予定そのものが不確定となった。これによって園遊会の会場となる舞浜のホテルの予約が現段階で確定できないことが判明し、2009年度園遊会は中止となることが決定された。しかし、開催の声が根強く、2009年度は有志により西麻布alifeでの小規模開催となった。そして、2010年度より特別委員会として園遊会実行委員会が全塾協議会より正式承認されたが、それ以後も大学・全塾協議会の調整が着かず2011年（震災の影響により最終的に中止）・2012年は卒業生有志により開催されることとなった。

### その他

#### 旧学校教練

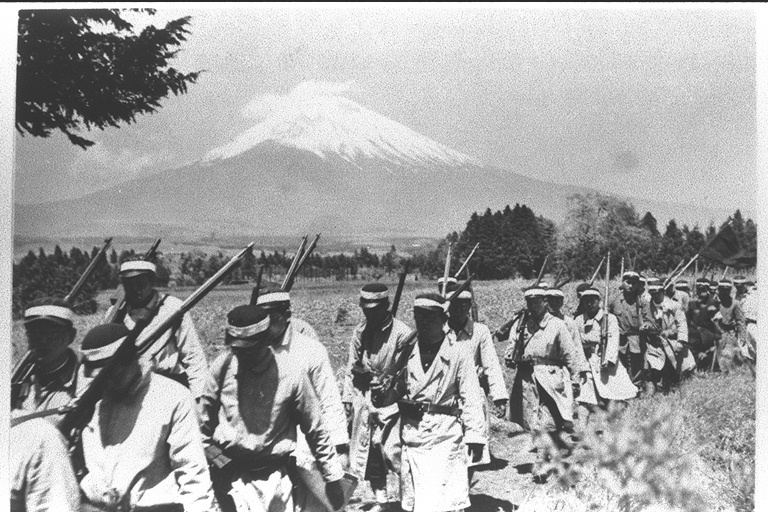
昭和12年（1937年）、富士裾野における慶應義塾大学の軍事教練

- 1925年（大正14年）公布の陸軍現役将校学校配属令により、帝国陸軍の現役将校が配置され、慶應義塾その他の大学で学校教練（軍事教練）を受け持った。

歴代配属将校
| 代 | 氏名       | 在職期間                       | 在任時階級および所属    | 最終階級および後職                            |
| -- | ---------- | ------------------------------ | ----------------------- | --------------------------------------------- |
| 1  | 大浜石太郎 | 1925年7月10日 - 1928年8月10日  | 陸軍大佐                | 陸軍少将、第10師団参謀長                      |
| 2  | 服部保     | 1928年8月10日 - 1930年8月1日   | 大佐                    | 陸軍少将、歩兵第4旅団長、予備役               |
| 3  | 伊藤義雄   | 1930年8月1日 - 1932年1月9日    | 大佐・第1師団司令部     | 陸軍中将、旅順要塞司令官、待命                |
| 4  | 石原常太郎 | 1932年1月9日 - 1933年8月1日    | 中佐・第1師団司令部     | 陸軍少将、鎮海湾要塞司令官、待命              |
| 5  | 栗田小三郎 | 1933年8月1日 - 1934年8月1日    | 大佐・第1師団司令部     | 陸軍少将                                      |
| 6  | 手塚省三   | 1934年8月1日 - 1936年3月7日    | 大佐・第1師団司令部     | 陸軍少将、戦傷                                |
| 7  | 青木敬一   | 1936年3月7日 - 1937年11月24日  | 大佐                    | 陸軍少将、歩兵第136旅団長                     |
| 8  | 丸山定     | 1937年12月4日 - 1938年12月10日 | 大佐・留守第1師団司令部 | 陸軍少将、独立混成第12旅団長                  |
| 9  | 寺田繁一   | （不明）                       | 大佐                    | （不明）                                      |
| 10 | 川生馨     | （不明）                       | 大佐                    | （不明）                                      |
| 11 | 永沢三郎   | 1941年8月10日 - 1943年3月1日   | 大佐・東部軍司令部      | 陸軍中将、豊橋陸軍予備士官学校長、第221師団長 |
| 12 | 木原義雄   | 1943年3月1日 - 1944年12月16日  | 大佐・東部軍司令部      | 陸軍少将、独立混成第67旅団長                  |

特徴
配置された配属将校は軍隊内で出世する主流コースにはないが、平時であっても全員が閣下たる将官（勅任官）まで昇進していることは特筆に値する（戦間期には陸軍少将任官と同時に待命・予備役となっている者も何名か見受けられる）。
配属将校が赴任してからは「野外演習」として、正課の授業の一つとして取り扱われるようになった。戦時下の慶應義塾大学は最も自由な大学の一つで、学内では配属将校や特高警察がいても比較的自由であったことはよく知られている。他の旧制大学などでは、靖国神社・護国神社に参拝することを配属将校が激しく迫るというようなことがあったが、慶應義塾ではそのような問題はまったく起こらなかった。逆に来るときは兎に角、去るときは慶應義塾に好感を抱いていく者ばかりであったという。
教練関係のほかに軍人としては工学部長・谷村豊太郎海軍造兵中将がおり、谷村は東京帝国大学総長・平賀譲の推薦によって藤原工業大学の初代学部長に就任している。満20歳に達した男子は徴兵検査に合格すれば軍隊に入る義務があったが、学生は優遇されて卒業まで徴兵が延期された。

## 評価
Shanghai Ranking Consultancy の『世界大学学術ランキング 2021』(ARWU, The Academic Ranking of World Universities) によると、総合301-400位（日本10位）である。『QS World University Rankings 2022』によると、世界ランク201位（アジア45位・日本9位・私大1位）である。The Center for World University Rankingsが発表した『CWUR世界大学ランキング  2021-22』では、世界97位（日本4位）である。トムソン・ロイターが発表した論文の引用動向からみる日本の研究機関ランキング（1999年 - 2009年）では、被引用数で国内13位。ISI-トムソン・サイエンティフィックの論文引用度指数は材料科学分野で日本国内1位（2004年 - 2008年）。分子生物学、遺伝学、精神医学、心理学、人文社会科学の各分野がトップ10入り（2002年 - 2006年）する他、高被引用論文では神経科学、臨床医学、生物学・生化学の各分野がいずれもトップ7以内に位置している。「特許資産規模」では国内の大学・研究機関で4位に位置している。

## 大学関係者と組織

### 大学関係者組織

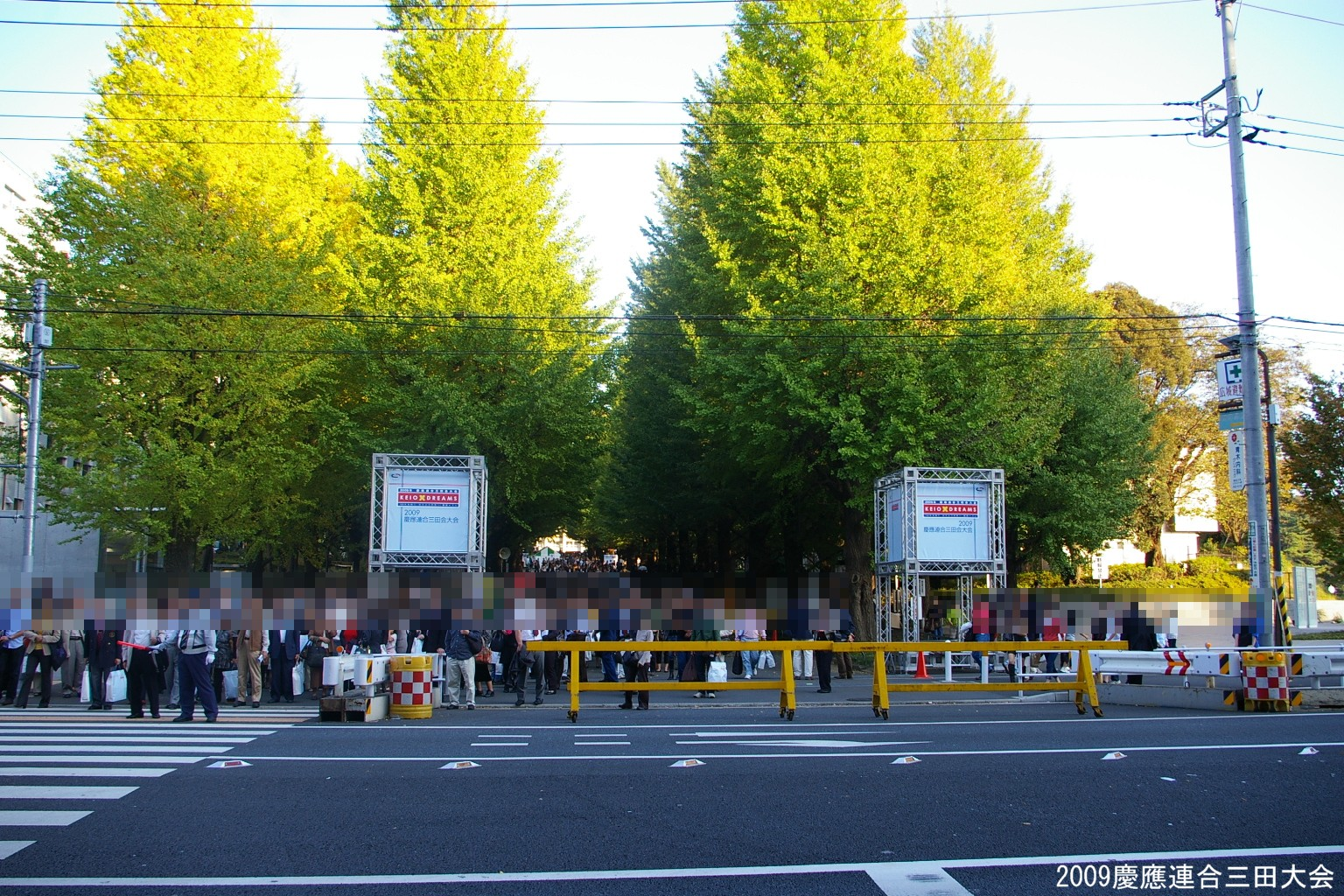
連合三田会会場

慶應義塾では、在学生を「塾生」、卒業生を「塾員」（慶應義塾規約 第30条）、この二者に加えて教員などを合わせた関係者全てを「（義塾）社中」と呼ぶ。また、福澤諭吉を除いては敬称を「君（くん）」とする習慣がある。これは、慶應義塾において「先生」は創立者たる福澤諭吉ただ一人であるという思想から発生したもので、現在も構内掲示などの教員名は「-君」表示になっているほか、慶應義塾の公式文書においてもしばしば「君」表記が使用される。明治期においては生徒は教師に向かっては「さん」付けが一般で、それ以外は塾長、教頭、その他の古参教員でも等しく「--さん」が一般に用いられた。
慶應義塾における「塾長」とは、慶應義塾大学の学長と慶應義塾（学校法人）の理事長を兼ねており、内部において「学長」や「理事長」といった呼称が使われることはまずほとんどない。
| 名称   | 概要 |
| ------ | --- |
| 三田會 | 慶應義塾大学の卒業生（塾員）による同窓組織。 |
| 三四会 | 医学部の同窓会。1917年に創設。本部のある「三田」と医学部のある「四谷」から一字ずつ取った。若手の研究を奨励し、実学としての『慶應醫学』の発展を図るため、「三四会奨励賞」を制定し毎年発表している。 |
| 紅梅会 | 看護医療学部の同窓会。1934年に創設。「厳寒の中でいち早く凛として咲く梅のゆかしさを象徴し、紅梅の強くやさしい花も香もある良い看護婦になるように」という願いを込めてつけられた。                     |

## 施設

### キャンパス
三田と日吉キャンパス間の交通については、かつては東急東横線・渋谷駅経由で都バスもしくは山手線を乗り継いで1時間近く掛かったが、東急目黒線の日吉延伸後は日吉駅から直通で都営地下鉄三田線に乗り入れられ、白金高輪駅経由で30分弱での行き来が可能になった。
| 名称                                     | 所在地                          | 使用学部・研究科 | 付属施設 | 備考 |
| ---------------------------------------- | ------------------------------- | --- | --- | --- |
| 三田キャンパス                           | 東京都港区 三田2-15-45          | 文学部2-4年 経済学部 法学部 商学部3ｰ4年 文学研究科 経済学研究科 法学研究科 社会学研究科 商学研究科 法務研究科（法科大学院）             | 三田メディアセンター 会計研究室 外国語教育研究センター 教職課程センター グローバルリサーチインスティテュート 慶應義塾大学アート・センター 経済研究所 言語文化研究所 国際センター 産業研究所 斯道文庫 日本語・日本文化教育センター 東アジア研究所 福澤研究センター 法学研究所 メディア・コミュニケーション研究所 | 最寄り駅：田町駅（東日本旅客鉄道〈JR東日本〉山手線・京浜東北線）、三田駅（東京都交通局〈都営地下鉄〉浅草線・三田線）、赤羽橋駅（都営地下鉄大江戸線） 慶應義塾中等部が綱坂を挟んで隣接している。また、付近に慶應義塾女子高等学校がある。 国道1号線沿い。 |
| 日吉キャンパス                           | 神奈川県横浜市 港北区日吉4-1-1  | 文学部 医学部 薬学部1年 経済学部 法学部 商学部 理工学部1ｰ2年 経営管理研究科 システムデザイン・マネジメント研究科 メディアデザイン研究科 | 日吉メディアセンター 外国語教育研究センター 教養研究センター 自然科学研究教育センター スポーツ医学研究センター 体育研究所 DMC研究センター 保健管理センター 日吉ITC | 最寄り駅：日吉駅（東急東横線・東急目黒線、横浜市営地下鉄グリーンライン） 慶應義塾高等学校がキャンパス内に併設されている。また、駅を挟んだ向かい側に慶應義塾普通部がある。慶應義塾大学の学生の間には、他のキャンパスへの進級後に日吉キャンパスの授業を再履修する意味を表す「来日」、留年して日吉キャンパスに留まる意味を表す「在日」、他のキャンパスに進級できず慶應を去る意味を表す「日没」という俗語がある。                                                               |
| 矢上キャンパス                           | 神奈川県横浜市 港北区日吉3-14-1 | 理工学部3ｰ4年 理工学研究科 | 理工学メディアセンター 先端科学技術研究センター（KLL） 理工学ITC 中央試験所 | 最寄り駅：日吉駅（東急東横線・目黒線、横浜市営地下鉄グリーンライン） 藤原工業大学の将来のキャンパス用地として戦前から藤原銀次郎が用意していた土地に、1972年に工学部（現在の理工学部）が小金井キャンパスから移転して開設された。なお、藤原工業大学の校舎は、開校時には日吉キャンパス内（現在の日吉図書館、第4校舎付近）に設けられていたが、戦災を受け、戦後は小金井市に移転した。                                                                                            |
| 信濃町キャンパス                         | 東京都新宿区 信濃町35           | 医学部2-6年 看護医療学部3ｰ4年 医学研究科                                                                                                | 慶應義塾大学病院 総合医科学研究センター 北里記念医学図書館 信濃町メディアセンター （北里記念医学図書館内） JSR慶應義塾大学医学化学イノベーションセンター | 最寄り駅：信濃町駅（JR中央・総武緩行線）、国立競技場駅（都営大江戸線）、青山一丁目駅（東京メトロ銀座線・半蔵門線、都営大江戸線） 構内に「慶應稲荷大明神」が存在し、受験シーズンには慶應諸学校受験者の参拝が見られる。 |
| 湘南藤沢キャンパス (SFC)                 | 神奈川県藤沢市 遠藤5322         | 総合政策学部 環境情報学部 看護医療学部1ｰ2・4年 政策・メディア研究科 健康マネジメント研究科                                              | 慶應義塾大学湘南藤沢学会 SFC-IV SFC研究所 | 最寄り駅：湘南台駅（小田急江ノ島線・相鉄いずみ野線・横浜市営地下鉄ブルーライン）、辻堂駅（JR東海道本線・湘南新宿ライン）からバス |
| 芝共立キャンパス                         | 東京都港区 芝公園1-5-30         | 薬学部薬学科2-6年 薬学部薬科学科2-4年 薬学研究科                                                                                        | 薬学部附属薬局 生体防御薬学研究センター | 最寄り駅：浜松町駅（JR山手線・京浜東北線および東京モノレール羽田空港線）、御成門駅（都営地下鉄三田線）、 御成門駅、大門駅（都営地下鉄浅草線・大江戸線） かつて共立薬科大学の本部が設置されていたキャンパス。両学校法人の合併により慶應義塾大学のキャンパスとなった。 |
| 浦和共立キャンパス                       | 埼玉県さいたま市緑区            | | 附属薬用植物園 | |
| K2タウンキャンパス                       | 神奈川県川崎市幸区              | | | 新川崎タウンキャンパス、神奈川県川崎市と共同設置 |
| 殿町タウンキャンパス                     | 川崎市殿町地区                  | | ウェルビーイングリサーチセンター | |
| 鶴岡タウンキャンパス （略称はTTCK）      | 山形県鶴岡市                    | 先端生命科学研究所 | 致道ライブラリー からだ館 | |
| 慶應大阪シティキャンパス （略称はKOCC）  | 大阪府大阪市北区                | | | 2008年5月、大阪大学医学部附属病院跡地に整備されていた再開発地域（ほたるまち）にある「堂島リバーフォーラム」に「慶應大阪リバーサイドキャンパス」が開設された。明治8年まであった「大阪慶應義塾」以来となる大阪での拠点である。慶應義塾を創立した福澤の学んだ適塾（後の大阪大学）が大阪に所在していたことから、ゆかりの地でのキャンパス開設といえよう。2013年5月、大阪駅北口のグランフロント大阪ナレッジキャピタル内に移転し、慶應大阪シティキャンパス（KOCC）と改称している。 |
| 慶應丸の内シティキャンパス （略称はMCC） | 東京都千代田区 丸の内三菱ビル   | | | 社会人向け教育機関として開設。株式会社慶應学術事業会が運営。 |

### 学生食堂

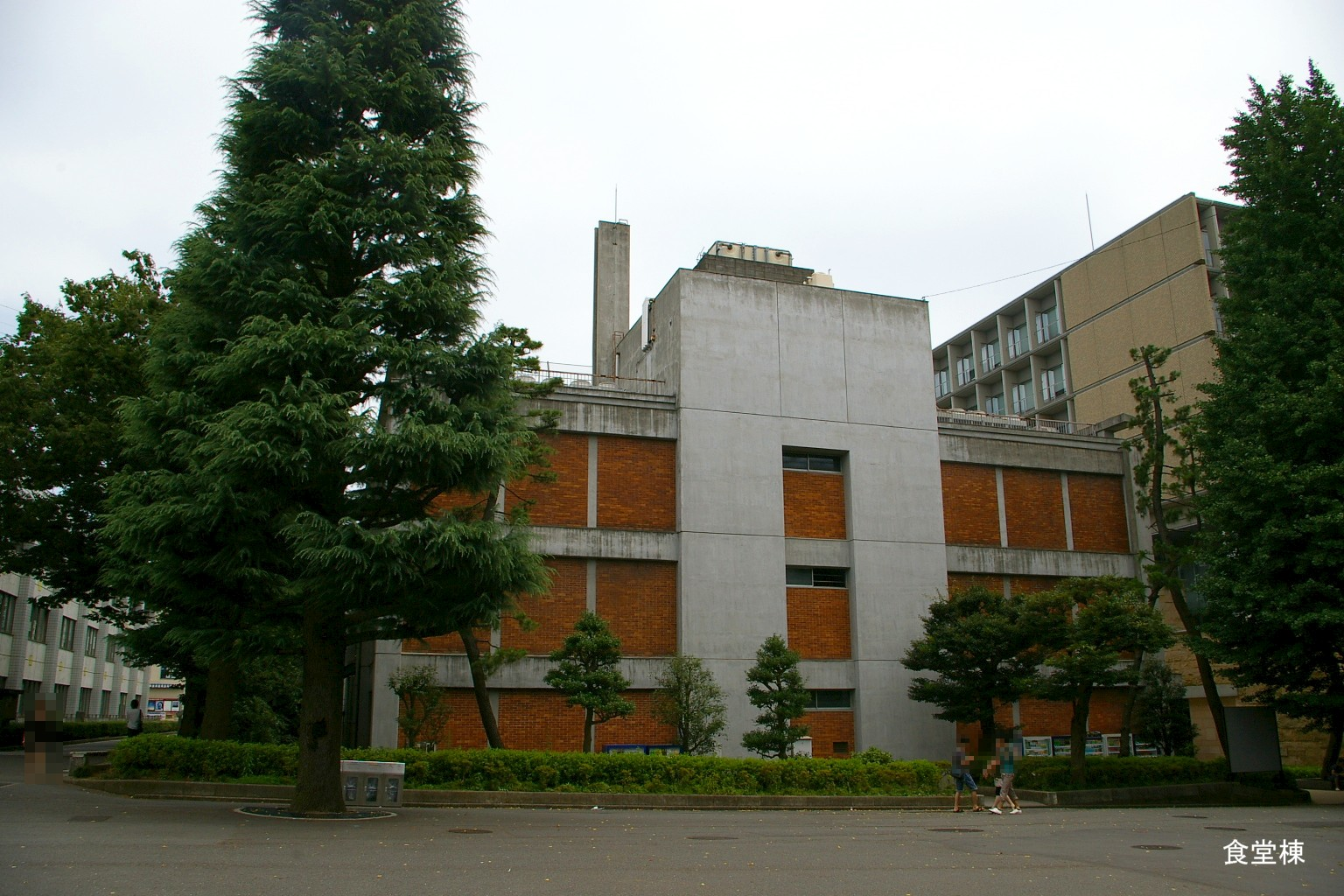
日吉食堂棟

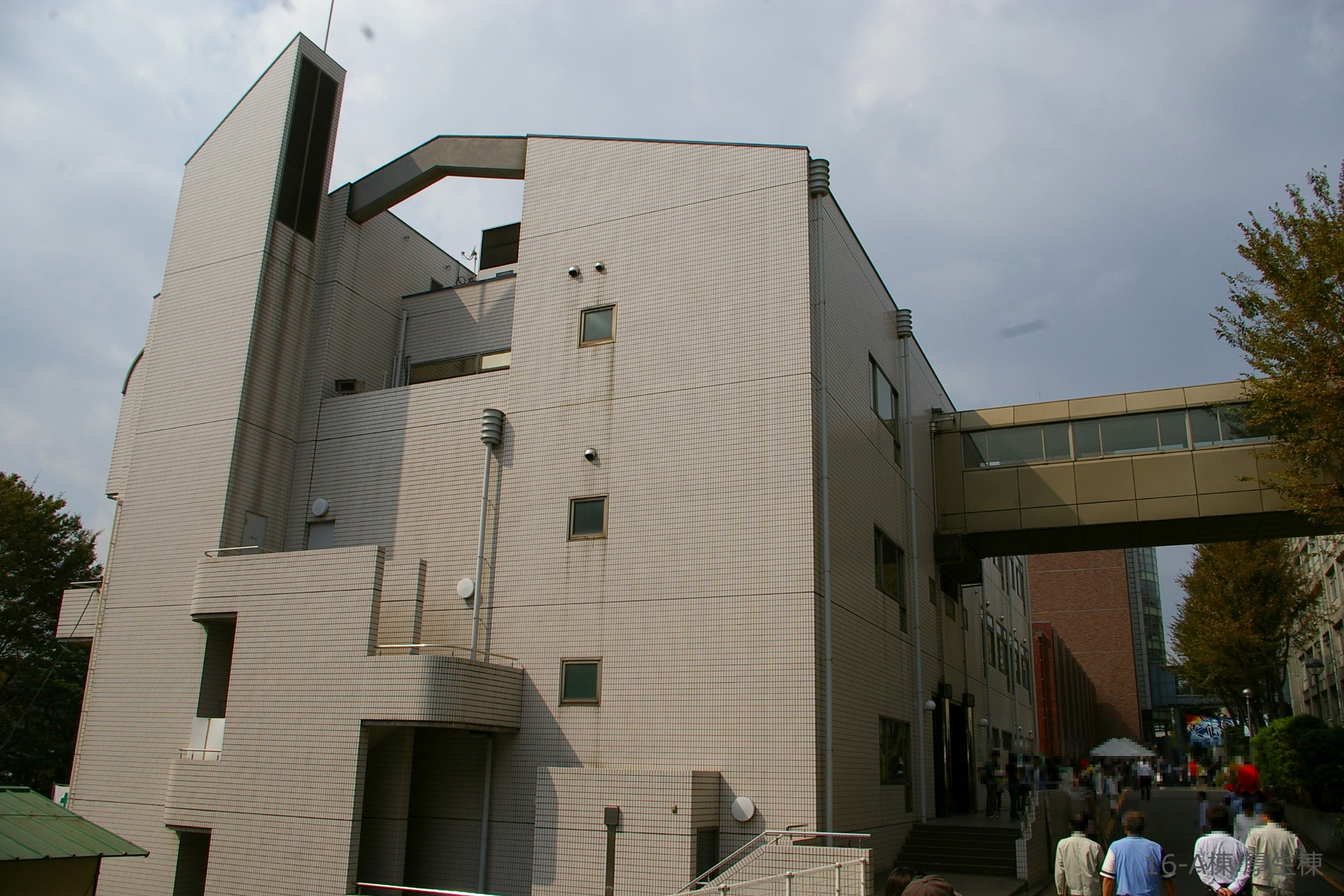
矢上厚生棟

慶應義塾では三田移転前の芝新銭座時代から食堂があり、塾生はそこで単に食事をとるだけでなく西洋式のマナーも学んだとされる。

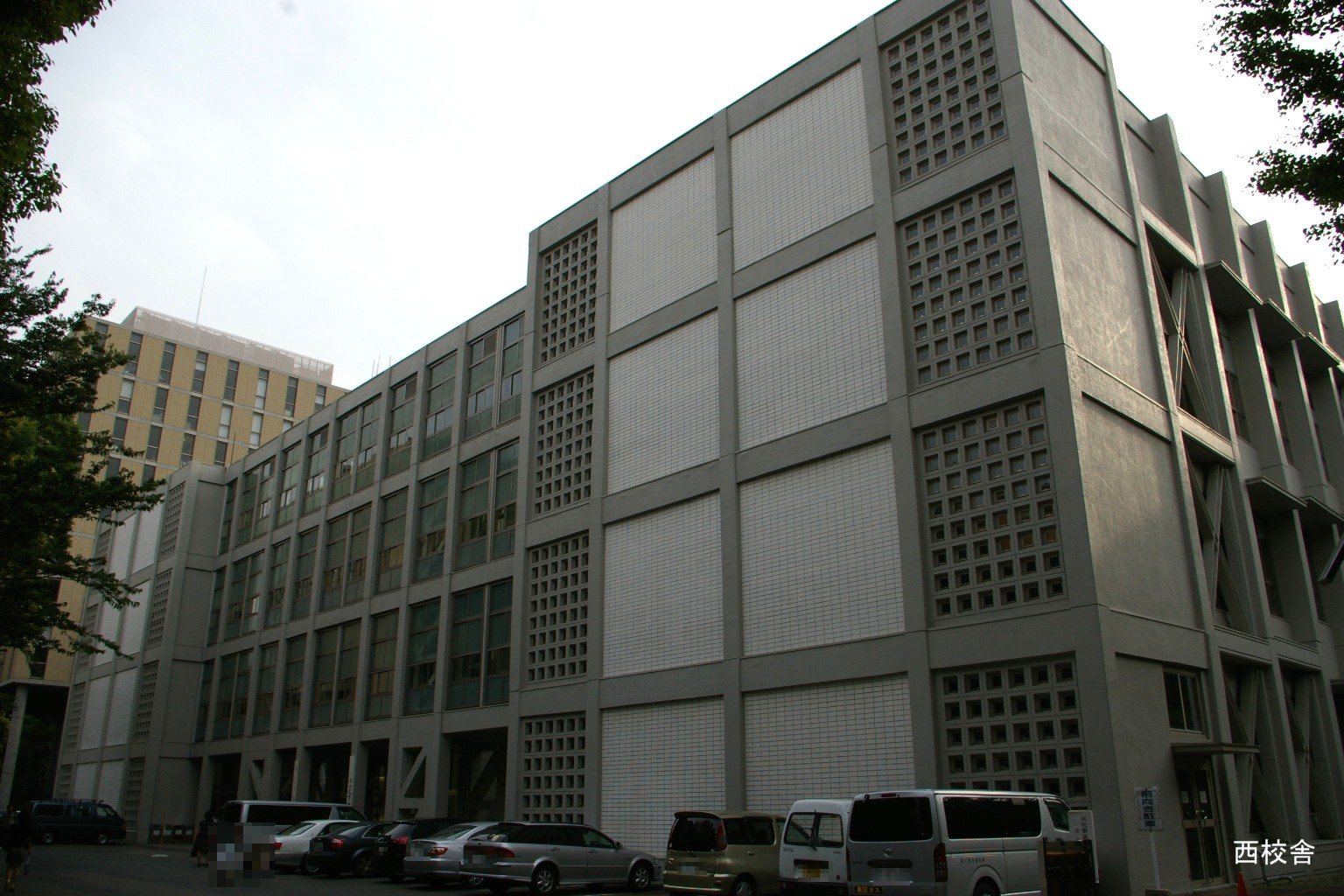
生協食堂と山食が入る西校舎

- 三田キャンパス

昭和初期の三田キャンパスには大食堂、小食堂、萬來舎食堂、塾監局地下のテンセン食堂などがあった。1941年（昭和16年）に大食堂の経営を委託された塚田馨は戦後まもなく大学周辺の廃材をかき集めて空襲で焼失した食堂を再建した。いつしか「山食」と呼ばれるようになったこの食堂はキャンパス内で移転を重ね、現在も有限会社山食として営業を続けている。
生協食堂（西校舎地下1階 猪熊弦一郎の壁画「デモクラシー」が設置されている）
山食（西校舎中階 1991年に旧学生ホールから移転）
ザ・カフェテリア（南校舎4階）
カフェ八角塔（図書館旧館1階）
ファカルティクラブ（北館1階 塾員・教職員限定）
社中交歡 萬來舍（南校舎3階 塾員・教職員限定）
- 日吉キャンパス

日吉キャンパスでは1934年（昭和9年）にコテージ風の大食堂が開店した。この食堂は日吉の予科生から「赤屋根食堂」と呼ばれて親しまれたが、米軍接収中の1946年（昭和21年）に焼失した。その後は塾高の食堂として再建されたが、1973年（昭和48年）頃に解体された。
日吉返還後の食堂経営を委託された田沼文蔵は公募によって店名を「グリーンハウス」と決定した。その後グリーンハウスは大学外での給食事業に乗り出し、国内有数の給食事業会社へと発展した。
1974年（昭和49年）に現在の食堂棟が完成し、生協食堂が営業を開始した。先述のグリーンハウスも食堂棟2階で「グリーンズマルシェ」の運営を行っている。
遊遊キッチン（生協食堂 食堂棟1階）
テイクアウトBOX（食堂棟１階屋外）
日吉DELI（食堂棟１階屋外）
グリーンズマルシェ（食堂棟2階）
グリーンズテラス（第6校舎1階）
Faculty Lounge（来往舎1階 昼食時間帯は教職員限定）
- 信濃町キャンパス

ザ・パーク（2号館11階）
レストランえん（6号棟地下1階）
銀座 木村屋總本店 慶應義塾大学病院店（中央棟地下1階）
- 矢上キャンパス

矢上食堂（生協食堂 厚生棟1・2階）
矢上ベーカリー（創想館1階）
- 湘南藤沢キャンパス

藤沢食堂（生協食堂 Σ館地下1階）
カフェテリア レディバード（Σ館地上1階）
サブウェイ（Ω館横）
看護医療食堂（生協食堂 看護医療学部エリア内）
ファカルティクラブ タブリエ（Σ館地上1階 塾員・教職員限定）
- 芝共立キャンパス

芝共立食堂（生協食堂 1号館2階）

### 寮
慶應義塾大学には、日吉寄宿舎、日吉国際学生寮、下田学生寮、大森学生寮、元住吉宿舎、元住吉国際学生寮、綱島学生寮、綱島SST国際学生寮、高輪国際学生寮、湘南藤沢国際学生寮、Ｈヴィレッジの計11の寮がある。

#### 日吉寮
- 慶應義塾大学が設置する唯一の大学学部生向けの男子寮。正式名称は慶應義塾大学日吉寄宿舎。2011年10月26日に横浜市認定歴史的建造物に認定された[267]。

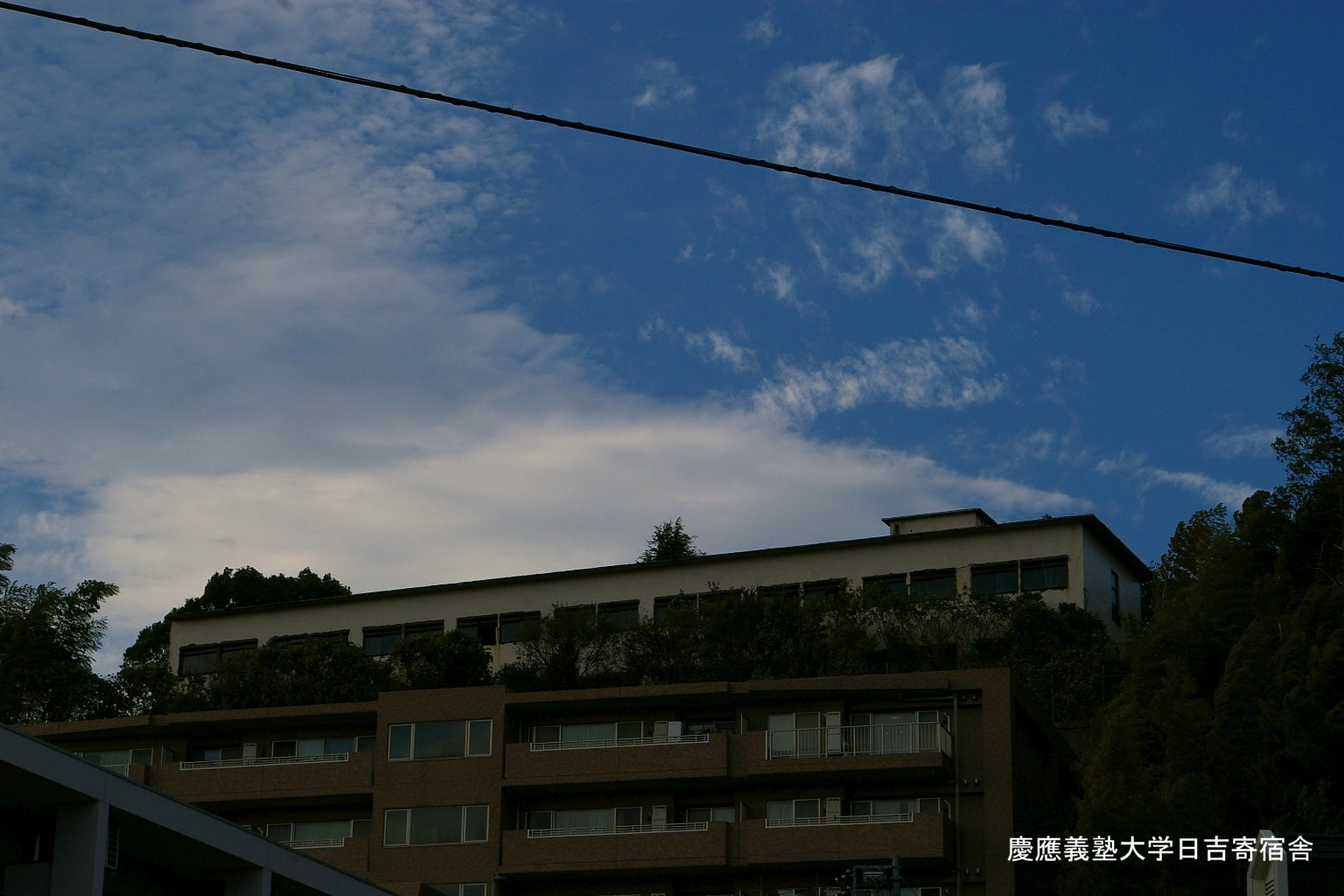
綱島方面より望む日吉寄宿舎
※上部の建物のみ

その歴史は古く慶應義塾の創設期（19世紀末）にまでさかのぼる。
現在の設備は、慶應義塾大学予科が神奈川県横浜市日吉に移転した際に併せて設置された。谷口吉郎に設計を依頼し、日吉キャンパス南側台地に1937年（昭和12年）建設された。高台の頂上にあり建物からは絶景が望まれた。完成のもので北寮、中寮、南寮の3棟があり、さらに当時としては大変珍しい自家熱による寮生向けの円形浴場棟（通称「ローマ風呂」）が設置された。風呂からは遠く横浜の桜木町に至るまでの広大な田園風景が見えたといい、東洋一の学生寮」と呼ばれるにふさわしいものであったという。これには、慶應義塾を開いた福澤諭吉が学生寮と学生自治を重視していた点が影響されている。
第二次世界大戦末期には大日本帝国海軍軍令部・連合艦隊司令部のための地下壕が日吉台一帯に掘られ、慶應義塾大学の日吉キャンパスも軍部の諸施設に転用された。日吉寄宿舎も例外ではなく、海軍幹部の宿舎として利用された。ちなみにこのとき、戦艦大和の沖縄への出撃を発令する電報が日吉台から九州南部に向けて発信されている。また、ポツダム宣言放送など大戦末期の重要電文を送受信した基地として、戦争の痕跡を今にとどめる数少ない重要な施設という側面もある。付近には防空壕や高射砲台座跡が点在している。
終戦後は進駐軍に接収され、進駐軍将校のための宿舎として用いられた。その際、ローマ風呂は浴槽を埋められ即席のダンスホールに作り替えられた。ホールからの眺望が人気を博し、特に夜間のそれは米兵達を喜ばせたとされる。サンフランシスコ講和条約に伴い、寄宿舎は大学に復した。以後現在に至るまで学生の宿舎として用いられている。浴槽自体は老朽化しているが、浴室それ自体は貴重な近代建築として保存されて今に残っている。現在は中寮のみが活用されている。
一般に慶應の学生寮は体育会および留学生を対象としたものが主であるが、本寮に限っては一般の学生でも入寮可能である。
学生による自治を原則としているが、大学当局ともその支援を受けながら良好な関係を保っている。創立以来、寄宿舎内での政治活動や宗教活動は厳しく禁じられており、学生たちに設立の趣意が徹底され1960〜70年代の学生運動の時代においても他の大学寄宿舎のような紛争は一切生じなかった。寮生のOBの親睦団体に「寮和会」がある。

### 宗教施設
- 仏教青年会館（日吉キャンパス）：仏教
- YMCAチャペル（日吉キャンパス）：キリスト教
- 慶應稲荷大明神（信濃町キャンパス）：神道

## 文化財
慶應義塾大学は以下の国宝と重要文化財を所有している。

### 国宝

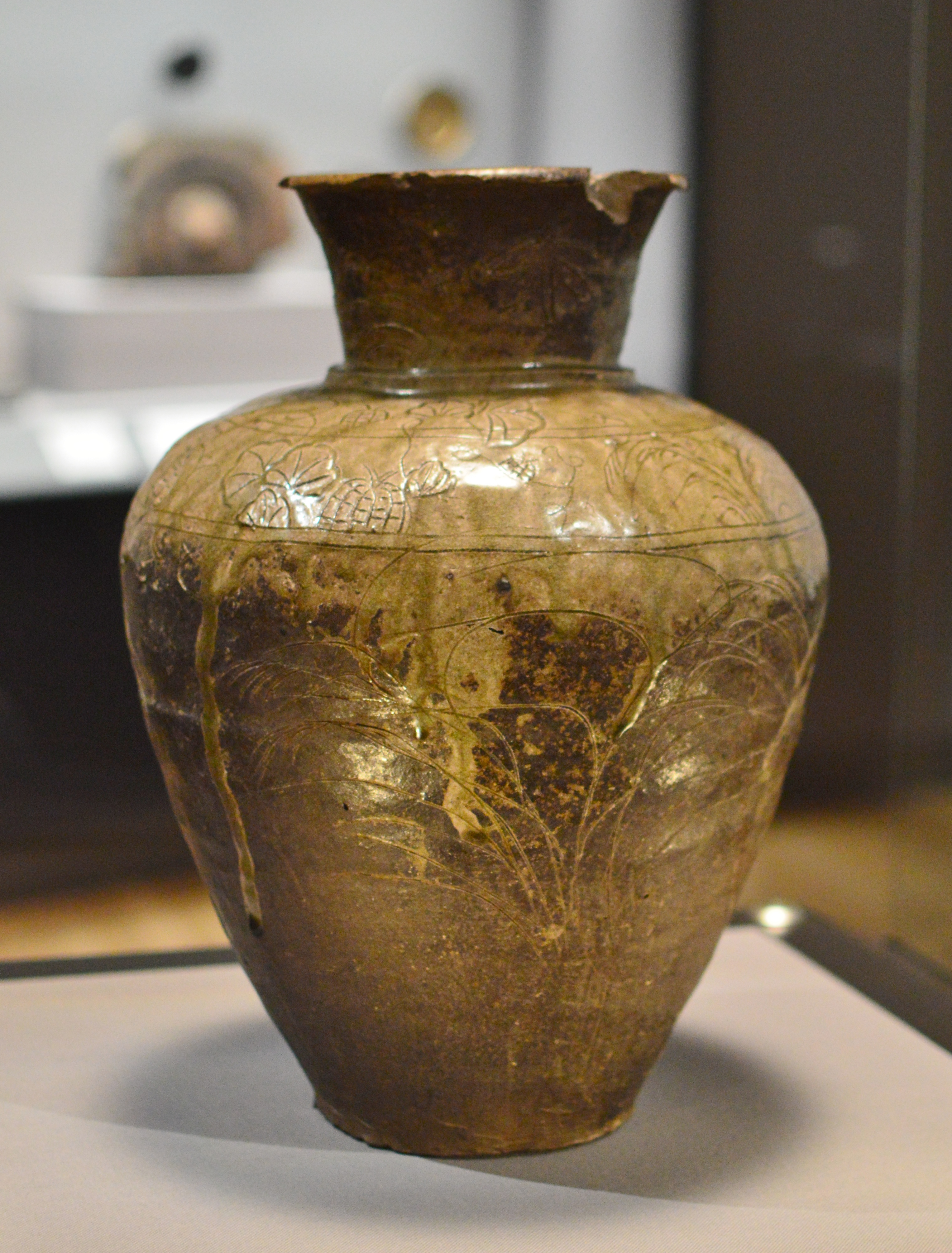
秋草文壺（東京国立博物館にて展示）

- 秋草文壺 - 1942年（昭和17年）4月、川崎市幸区南加瀬の白山古墳の墳丘裾部から出土した平安時代後期の渥美焼の壺。東京国立博物館に寄託されている[269]。

### 重要文化財
- 建造物

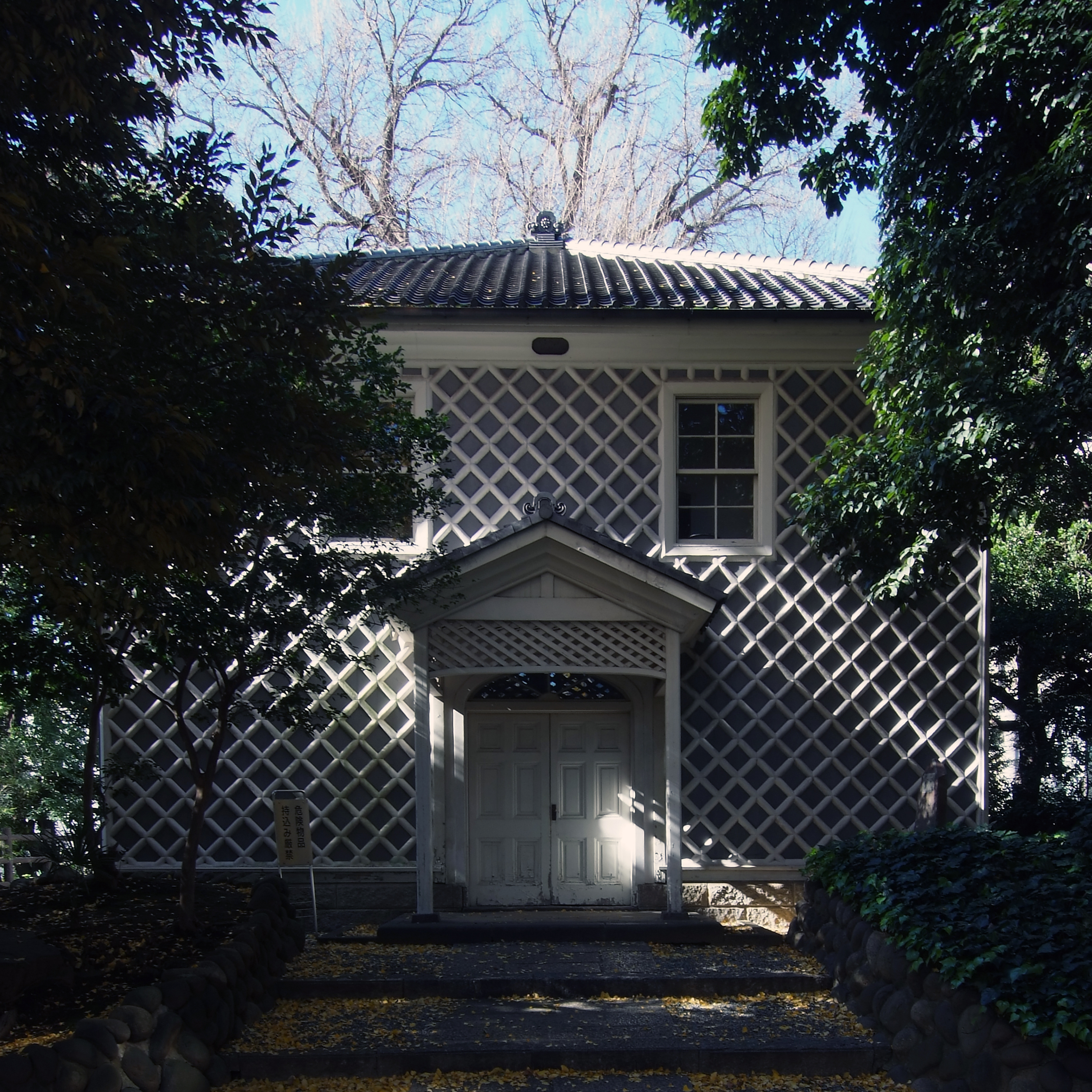
三田演説館

  - 三田演説館 - 1967年（昭和42年）指定
  - 慶應義塾図書館旧館 - 1969年（昭和44年）指定
- 典籍・古文書・歴史資料
  - 大かうさまくんきのうち （太閤様軍記の中）- 織田信長から豊臣秀吉にかけて、文筆をもって仕えた太田和泉守牛一の著者自筆、原装の抄写本。
  - 後鳥羽院御抄並越部禅尼消息 - 藤原俊成の養女である越部禅尼が、甥の藤原為家に宛てた歴代の撰集の論評や消息
  - 相良家文書（1,253通、30巻、84冊、1帖、21鋪 附：鎧小札残欠209枚、鉄二枚胴具足残欠2枚） - 肥後国の南、人吉藩主相良家に伝来した鎌倉時代から江戸時代にかけての文書
  - 解剖存真図 2巻 - 江戸時代後期の医師南小柿寧一（みながきやすかず）によって描かれた2巻の彩色された人体解剖図集
  - 対馬宗家関係資料（朝鮮通信使記録417点、記録類478点） - 対馬宗家文書として江戸時代に対馬藩の藩主であった宗家に伝来した古文書・古記録
- 考古資料
  - 日吉矢上古墳出土品 - 1953年（昭和28年）指定[270]。
  - 岩偶・岩版 - 1974年（昭和49年）指定 秋田県鹿角郡小坂町杉沢出土

以上の文化財はメディアセンター貴重書室、および、文学部民族学考古学研究室が保管する。

## 対外関係

### ダブルディグリープログラム
慶應義塾大学と海外の協定校の両方で学び、修了時に二つの学位が取得できるプログラム。
- 経済学部 - パリ政治学院、ボッコーニ大学
- 商学部 - ESSEC、北京大学
- 経済学研究科 - CEMS
- 社会学研究科 - 南オーストラリア大学
- 理工学研究科・理工学部 - エコール・サントラル、ルーヴァン・カトリック大学、ブリュッセル自由大学、IESEG、IMT、パリ国立高等鉱業学校、ライプニッツ大学ハノーファー、アーヘン工科大学、ミュンヘン工科大学、ミラノ工科大学、マドリード工科大学、スウェーデン王立工科大学、ルンド大学、JEMARO
- 経営管理研究科 - HECパリ、ESSEC、オットー・バイスハイム経営大学院
- 政策・メディア研究科 - 復旦大学、延世大学校
- メディアデザイン研究科 - CEMS
- 法務研究科 - ワシントン大学、ハノイ法科大学、ベトナム国家大学ホーチミン校、タマサート大学法学部

### 外国オフィス
慶應義塾大学の海外オフィスは、交流協定校を含む各地域にあるトップレベルの諸大学・機関との様々な教育・研究交流を積極的に促進していくことを目的としている。具体的には義塾研究者による学術セミナーや講演会の開催、留学中の塾生の学習・生活支援に取り組んでいる。また、新規協定校の開拓や義塾への留学招待など、広報活動を展開している。
- イギリスロンドンオフィス
- 中国復旦大学（上海オフィス）
- 韓国延世大学校（ソウルオフィス）

### 研究連携拠点
- 慶應-NUS CUTEセンター[273]。設立場所：シンガポール国立大学内および慶應義塾大学日吉キャンパス協生館内。
- ITER国際核融合エネルギー機構
- 欧州原子核研究機構（CERN）
- 日仏情報学連携研究拠点（JFLI）[274]
  - 国立情報学研究所（NII）、慶應義塾大学、東京大学、CNRSフランス国立科学研究センター、（新）ソルボンヌ大学（旧：ピエール＆マリー・キュリー大学（UPMC）
  - 情報学分野における日仏間の研究交流・成果発信

### 2機関連携
| 機関                                                     | 連携内容 |
| -------------------------------------------------------- | --- |
| 大阪大学大学院医学系研究科・医学部                       | 適塾を源流とするとの認識に基づき、研究・臨床を行う。                                                                         |
| 東京工業大学                                             | 学生交流に関する協定を締結。文理の枠組み、国立私立の壁を越える人材育成を推進。                                               |
| 一橋大学                                                 | 教育・研究上の連携・協力により研究や実務の世界で活躍するグローバルリーダーの育成を推進。（文部科学省戦略的大学連携支援事業） |
| 理化学研究所                                             | 人間知性の解明研究など |
| 宇宙航空研究開発機構（JAXA）                             | システムエンジニアリング分野                                                                                                 |
| ニューサウスウェールズ大学                               | |
| シドニー大学                                             | |
| インド工科大学ハイデラバード校                           | |
| 延世大学校情報科学・統治研究センター                     | |
| フランス国立科学研究センター                             | |
| フランス原子力・代替エネルギー庁                         | |
| フランス国立保健医学研究機構                             | |
| アーヘン工科大学                                         | |
| ジュネーヴ大学                                           | |
| ウィーン大学歴史文化研究学部                             | |
| ウィーン大学心理学部                                     | |
| アメリカ国立老化研究所（NIA）                            | |
| マサチューセッツ工科大学、ハーバード大学ブロード研究所   | |
| ジョージア工科大学（GIT）                                | |
| カリフォルニア大学バークレー校機械工学科精密製造センター | |
| セントルイス・ワシントン大学医学部                       | |
| 日本電信電話株式会社 (NTT)                               | 情報通信分野（特にブロードバンド通信、ユビキタス、IPネットワークなど）の分野                                                 |
| 日立製作所                                               | 国際的かつ分野融合的な技術の発信を目指した連携協力                                                                           |
| 国連開発計画 (UNDP)                                      | 国際平和と世界の開発課題解決のために貢献できるリーダーの育成                                                                 |
| 山梨県および富士吉田市                                   | 富士山北麓の森林文化を基軸にした、イノベーションによる新たな価値の創造と地域づくりおよび国際社会に貢献する人材づくり         |
| 中津市（大分県）                                         | 福澤諭吉の学問に対する考え方を基にした次世代を担う人材の育成と、それを育む地域づくり                                         |
| 京都市教育委員会                                         | 京都市における教育の充実・発展                                                                                               |
| 港区 (東京都)                                            | 地域社会および教育・研究の発展。芝地区“昭和の地域力再発見事業拠点”「芝の家」が2008年10月オープンした。                       |
| 長崎県                                                   | 活力ある地域の形成と実学の促進                                                                                               |
| 川崎市                                                   | 地域社会、研究、産業の振興                                                                                                   |
| 静岡県                                                   | 先端農業プロジェクト事業の推進                                                                                               |
| 小田急電鉄・神奈川中央交通                               | バスの自動運転技術など |
| 沖縄県・グラクソ・スミスクライン株式会社                 | 沖縄県の健康・医療情報産業の振興等                                                                                           |

### 多機関連携
| 連携の名称                                                                   | 連携機関 | 備考                                                                                       |
| ---------------------------------------------------------------------------- | --- | ------------------------------------------------------------------------------------------ |
| 「4大学ナノ・マイクロファブリケーションコンソーシアム」                      | - 慶應義塾大学 - 早稲田大学 - 東京科学大学 - 東京大学                                                                            |                                                                                            |
| (名称なし)                                                                   | - 慶應義塾大学 - 京都大学 - 東京大学 - 早稲田大学                                                                                | 大学院生を対象に、多様な教育・研究指導を受ける機会を提供し、学術の発展と有為な人材を育成。 |
| 日米研究インスティテュート                                                   | - 京都大学 - 慶應義塾大学 - 東京大学 - 立命館大学 - 早稲田大学                                                                   |                                                                                            |
| EUインスティテュート・イン・ジャパン (EUSI)                                  | |                                                                                            |
| 医療系産学連携ネットワーク協議会 (medU-net)                                  | |                                                                                            |
| 全国私立大学FD連携フォーラム                                                 | |                                                                                            |
| 文部科学省がんプロフェッショナル養成プラン9大学共同事業体                    | - 慶應義塾大学 - 東京都立大学 - 信州大学 - 東京歯科大学 - 北里大学 - 聖マリアンナ医科大学 - 東海大学 - 山梨大学 - 聖路加国際大学 |                                                                                            |
| 東アジア研究プログラム (Three-Campus Comparative East Asian Studies Program) | - 慶應義塾大学 - 延世大学校 - 香港大学                                                                                           |                                                                                            |

## 系列校
慶應義塾の各教育機関は、大学とそれを頂点とする附属学校という関係ではなく、あくまで同一学校法人が運営する独立した学校の集合体という形態をとっている。

### 一貫教育校
慶應義塾では自らの設置する以下の学校へ入学した場合、大学まで全員が進学することを前提に統一したカリキュラムを組んで教育を行っている。そこで、慶應義塾では以下の学校についてはまとめて「一貫教育校」と呼んでいる。以下の学校を卒業すると全員、無試験で大学へ推薦入学できる（エスカレーター式）。これらの学校から推薦入学する生徒は、大学全体の2割以上を占める。
高等学校
- 慶應義塾高等学校（男子校）
- 慶應義塾志木高等学校（男子校）
- 慶應義塾女子高等学校（女子校）
- 慶應義塾ニューヨーク学院（男女共学校）

中高一貫校
- 慶應義塾湘南藤沢中等部・高等部（男女共学校）

中学校
- 慶應義塾普通部（男子校）
- 慶應義塾中等部（男女共学校）

小学校
- 慶應義塾幼稚舎（男女共学校）
- 慶應義塾横浜初等部（男女共学校）

## 社会との関わり

### 床屋舌禍事件
戦後の慶應仲通り界隈にある床屋で、顔をあたっていた一人の学生が、壁に掲げてあった福澤翁の写真を見上げながら「福澤の野郎は俳優の小沢栄太郎に似ていやがる」といった。そこに運悪く隣りで同じように顔をあたっていた寺尾琢磨教授がたしなめた。学生も反抗的な態度に出た末に当該学生の退学問題にまで発展し、さらに、学校内外を巻き込んだ「福澤精神」の存亡論争にまで及んだ。

### 幻の李登輝の講演
同大学文化団体連盟に所属する経済新人会というサークルが、2002年11月、台湾から前中華民国総統の李登輝を迎える講演会を企画した。中国共産党の介入で、日本政府が来日に必要なビザ発給を拒否する構えを示したため、李登輝は訪日を断念して実現しなかった。

### ラジオ番組
日経ラジオ社にて1958年より『慶應義塾の時間』（月曜-木曜 22:00-22:30。第2放送18:30-19:00の時代もあった）を放送していた。冒頭で吹奏楽団が演奏する「若き血」のインストルメンタルが流れていた。2008年に放送60年を迎えたが、2013年度をもって廃止され、ネットによる受講者向けのオンデマンド配信に移行した。その後、2014年4月から9月にかけては木曜日に「キャンパス info. DOCTORS」と題し、慶應義塾大学卒業の医師によるトークや講義を放送していた。

## 企業からの評価

### 人事担当者からの評価
- 2021年に日本経済新聞社と日経HRが実施した「企業の人事担当者からみたイメージ調査」[283]（全上場企業と一部有力未上場企業4,850社の人事担当者を対象に、2019年4月から2021年3月までの間に採用した学生から見た大学のイメージなどを聞いた調査）において、慶應義塾大学は、「全国総合」で788大学[284]中、第18位[283]にランキングされた。
- 2022年日本経済新聞社と日経HRが実施した、「人事が見る大学イメージ調査」[285]（2022年2月時点の全ての上場企業と一部有力未上場企業の人事担当者を対象に、採用した学生から見た大学のイメージなどを聞いた調査）において、慶應義塾大学は、「関東・甲信越」で第6位[283]にランキングされた[286]。

### 出世力
- ダイヤモンド社の2006年年9月23日発行のビジネス誌『週刊ダイヤモンド』94巻36号（通巻4147号）「出世できる大学」と題された特集の出世力ランキング（日本の全上場企業3,800社余の代表取締役を全調査[287][288]）で、慶應義塾大学は、2006年時点で存在する全国の744大学中、第3位にランキングされた[289]。